# Pelzarten

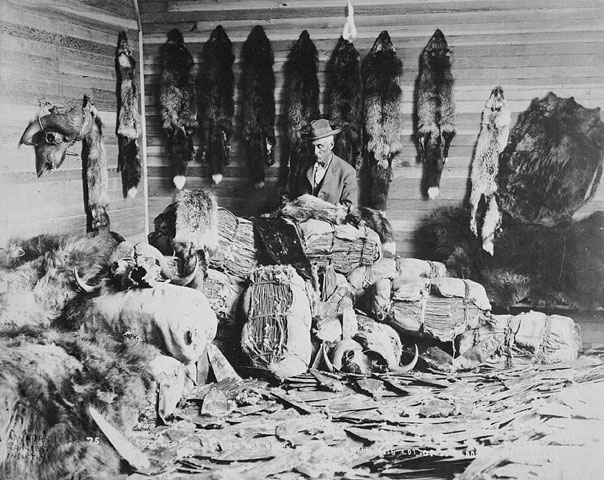
Pelzhändler in der kanadischen Provinz Alberta, 1890

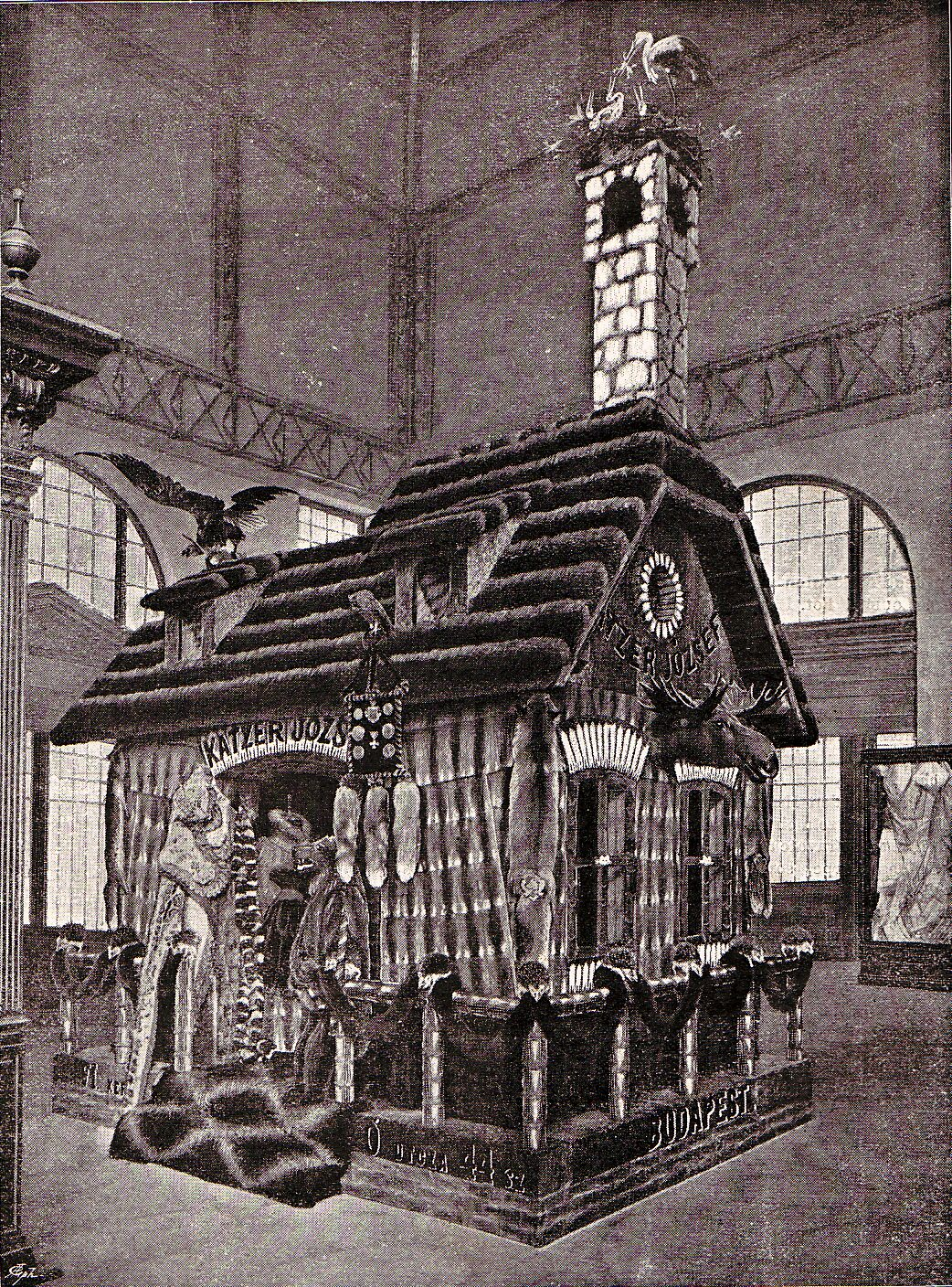
„Alfölder Bauernhaus“ aus Pelz: Ausstellungsobjekt der Millenniumsausstellung in Budapest 1896 (Fa. Katzer, Budapest). Sockel aus Seehundfellen; Unterbau Suslik; Grundmauern und Fensterverschläge Maulwurf; Hauptwände und Pfosten Bisamwamme; auf den Pfosten Igel, die Fehschweifboas im Maul halten; Fenster und Türvorsprünge Fehwamme (russisches Eichhörnchen); Giebelwände aus Seehundfellen. An den vier Ecken verschiedene Fuchsarten; Dachziegel aus Opossumschweifen; Schornstein Grebesfelle (Haubentaucher) und darauf ein Storch, der seine Jungen füttert. Steinadler und Bär schmücken das Dach. Im Giebel der Schädel eines Elches.

Als Pelz wird das Fell von Säugetieren mit dicht stehenden Haaren sowie das daraus gearbeitete Kleidungsstück bezeichnet. Rauchwaren, österreichisch auch Rauwaren, sind zugerichtete, das heißt zu Pelzen veredelte Tierfelle. Pelztiere sind Wildtiere, die ein für Bekleidung verwendbares Fell haben. Diese Auflistung behandelt die Felle und die daraus hergestellten Produkte, nicht den Pelz als tierisches Organ.
Soweit die Felle nicht aus anderen Gründen anfallen (zum Beispiel bei der Fleischgewinnung), werden Pelztiere dafür gezüchtet oder gejagt. Entsprechend der Tierart werden die verschiedenen Pelzarten beziehungsweise Fellarten und die daraus gearbeiteten Kleidungsstücke bezeichnet (Nerzjacke, Bisammantel). Die Zucht geschieht in der Regel in Pelztierfarmen. Das Töten von Tieren für die Gewinnung von Pelzen, gewisse Haltungsbedingungen oder Fangmethoden von Pelztieren sowie mangelnde Verbraucherinformation darüber werden von Teilen der Bevölkerung und zahlreichen Tierschutz-Organisationen kritisiert und immer wieder in den Medien thematisiert.
Eine Auflistung der nach den in Deutschland geltenden Artenschutzregelungen geschützten Tierarten mit den Daten der Inschutzstellung nach dem Washingtoner Artenschutzübereinkommen, den EG-Verordnungen, der Bundesartenschutzverordnung und dem Bundesnaturschutzgesetz findet sich auf der Artenschutzdatenbank „WISIA“ des Bundesamts für Naturschutz in Bonn.
Otto Feistle schrieb 1931 in Rauchwarenmarkt und Rauchwarenhandel: „Bei der Mannigfaltigkeit der heute zur Verwendung gelangenden Fellsorten, es sind längst über 500, sind fast alle Länder der Erde, selbst Afrika, an der Pelzproduktion beteiligt.“
Im Folgenden werden die verschiedenen Pelztierarten unter dem Aspekt der Fellnutzung aufgelistet (Herkunft und Aussehen der Felle, Fellqualitäten, geschichtlicher Rückblick auf Jagd, Zucht und Handel usw.).

## Allgemein

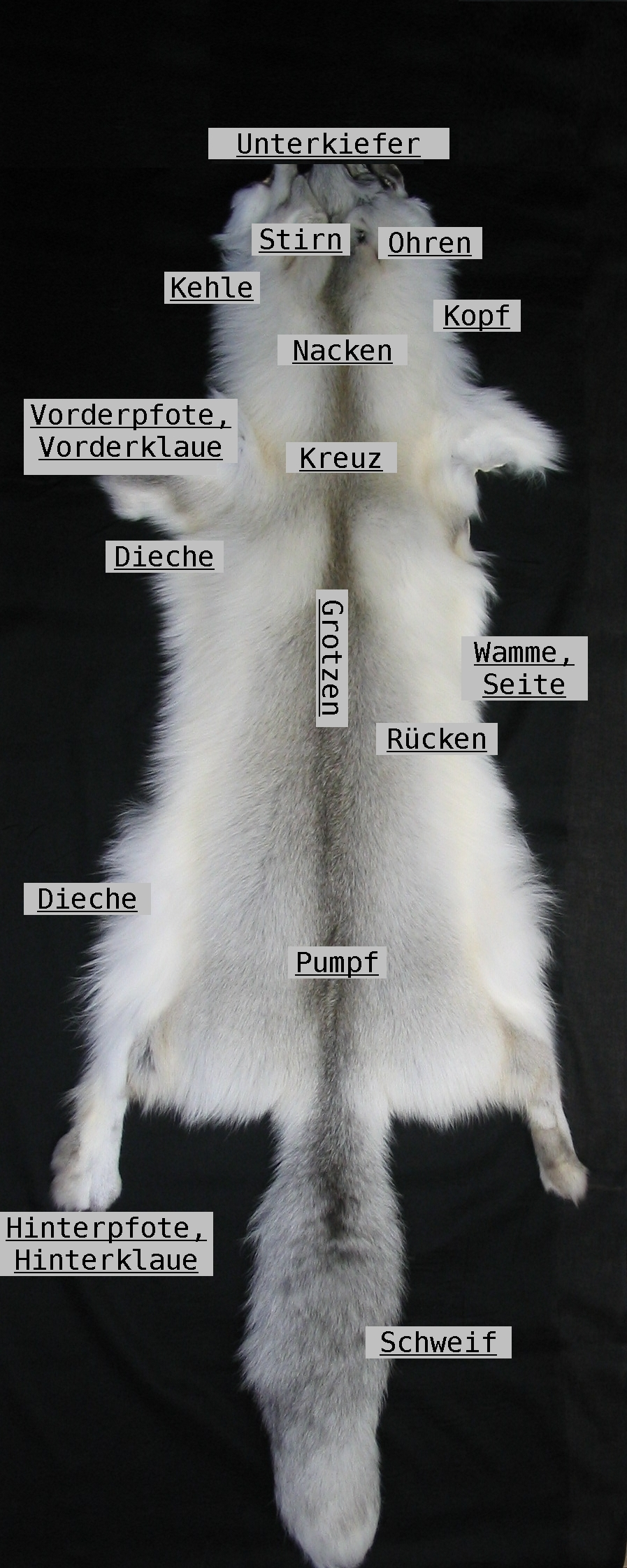
Bezeichnung der Fellteile

Eine Definition besagt, dass als Pelze Haardichten über 400 Haare pro cm² bezeichnet werden, als Felle 50 bis 400 Haare/cm², alle darunter liegenden Behaarungsdichten sind haararme Haut.:S. 17
Soweit die jeweilige Gesetzgebung es zulässt, werden die anfallenden Felle entsprechend ihrer Eignung wirtschaftlich genutzt. Je nach Beschaffenheit der Behaarung, des Leders (Stärke und Zustand der Haut), der Größe der Fellfläche, teils auch nach dem Grad der Färbung werden sie verschiedenen Industrien als Rohprodukt zugeführt. Dies ist neben anderen Zwecken die Rauchwarenwirtschaft, die Haarschneide-Industrie, die Gerberei-Industrie und die Leimfabrikation. Bei entsprechender Eignung lässt sich der höchste Nutzen in der Regel bei der Zuführung für Pelzzwecke erzielen. Die bei der Haarverwertung nicht gebrauchten Häute lassen sich, zusammen mit den nicht für Pelz geeigneten Fellen, zu Leder gerben. Was sonst gar nicht zu gebrauchen ist, wird zu Leim verkocht. Soweit die Felle für Pelzwerk vorgesehen sind, werden sie noch einmal nach verschiedenen Gesichtspunkten sortiert, um einheitliche Sortimente für die Verarbeitung zu erhalten; gleichzeitig wird dadurch die Grundlage geschaffen, den Wert der einzelnen Qualitäten zu bestimmen.
Die Qualität eines Felles hängt von vielen Faktoren ab. Mit Einschränkungen lässt sich verallgemeinern: Pelztierarten, die ganz oder zeitweilig im Wasser leben, haben ein besonders dichtes und strapazierfähiges Fell. Je kälter der Lebensraum, desto dichter und seidiger das Haar. Für den Winterpelz der gemäßigten und kalten Zone ist ein dichtes, weiches Unterhaar charakteristisch. Bei Tropentieren überwiegt im Allgemeinen das Grannenhaar gegenüber dem Wollhaar. Marderartige haben zumeist ein besonders haltbares Fell. Winterfelle sind qualitativ besser als Sommerfelle, Übergangsfelle (aus der Zeit des Fellwechsels) neigen unter Umständen zum Haarausfall („Mildhaarigkeit“) und weisen störende Nachwuchsstellen auf. Diese Stellen sind häufig als dunkle Flecken auch auf der Lederseite zu erkennen. Felle von Kleinraubtieren haben ein zügigeres und damit stabileres Leder als die von Pflanzenfressern.
Unsymmetrische Fleckenzeichnungen kommen bei Pelztieren, bis auf ganz wenige Sorten von Haarseehunden, nur bei Haustieren vor, nicht in der freien Natur. Leopard, Tiger, Giraffe, Ozelot oder Perwitzky haben Flecken, die rechte Seite ist stets annähernd gleich der linken Seite oder zumindest ähnlich.
Im Rauchwarenhandel und in der Kürschnerei weichen einige Begriffe von den zoologischen oder jägersprachlichen Bezeichnungen ab. Bei den meisten Fellarten wird der Bauch als Wamme bezeichnet, die Extremitäten komplett als Pfoten, außer beim Lamm (= Klauen, zum Beispiel Persianerklauen). Jeder dicht behaarte Fellschwanz heißt in der Pelzbranche Schweif, das Lamm oder Schaf wieder ausgenommen. Der Fellrücken ist der Grotzen, der hintere Teil des Felles der Pumpf. Die dunkelsten, blaustichigen Winterfelle werden in der Fachsprache blau genannt, im Gegensatz zu rot, den eher helleren und deshalb meist weniger geschätzten Farbvarianten der gleichen Fellart. Ein Fell mit dichtem, nicht straff anliegendem Haar wird als rauch bezeichnet. – Das Gerben der Felle nennt sich Zurichtung.
Im Jahre 1965 hieß es, dass zu der Zeit aus 168 Tierarten Pelze gewonnen wurden. Davon entfielen auf Europa 45 Arten, auf Asien 53, auf Nordamerika 35, auf Südamerika 16, auf Australien zehn und auf Afrika neun Arten. Zwanzig Jahre später wurde im Zusammenhang mit der großen Mannigfaltigkeit und Unterschiedlichkeit von Rauchwaren erklärt: „Man unterscheidet beispielsweise zur Zeit etwa 48 verschiedene, für den Rauchwarenmarkt relevante Pelztierarten mit verschiedenen Provenienzen (allein bei Füchsen 130), und durch Mutationszucht wird die Sortenvielfalt noch weiter erhöht (zum Beispiel 20 bis 30 handelsübliche Farbschattierungen bei Nerzen). Zudem fallen bei den Sorten unterschiedliche Qualitäten in Bezug auf Durchschnittsgröße, Haarschlag und Beschädigungen an“.

## Kennzeichnungsbestimmungen
In verschiedenen Ländern sind Regelungen getroffen worden, die vorgeben, wie eine warenehrliche Beschreibung beim Anbieten und dem Verkauf von Pelzen aussehen soll. Sie sehen insbesondere vor, dass die Tierart des verwendeten Pelzes erkennbar sein soll und dass kenntlich gemacht werden soll, wenn das Teil nicht aus ganzen Fellen, sondern aus den bei der Verarbeitung abfallenden Fellresten hergestellt wurde (Pfoten, Köpfe, Schweife, Stücken usw.).

### Deutschland
In Deutschland werden bei Streitigkeiten um eine korrekte Benennung des Pelzes in der Regel die in der RAL-Vorschrift 075 A 2 festgelegten Bezeichnungsvorschriften herangezogen. Erstmals festgelegt wurden sie vom Ausschuss für Lieferbedingungen und Gütesicherung beim Deutschen Normen-Ausschuss (DNA) im Jahr 1939, in einer umfassenden Gemeinschaftsarbeit zwischen den Organisationen der Erzeuger und Verarbeiter, des Handels, der Verbraucher, unter Mitbeteiligung der Behörden und der Industrie- und Handelskammern. Im Jahr 1951 wurden sie im unveränderten Wortlaut bestätigt und 1968 überarbeitet.

### Österreich
In Österreich wurde mit Wirkung zum 1. Februar 1962 eine entsprechende Verordnung in Kraft gesetzt:

„Zum Schutz des Publikums ist vom Bundesministerium für Handel und Wiederaufbau eine Verordnung erlassen über die Ersichtlichmachung der Beschaffenheit von Fellen und Pelzwaren. Die Verordnung bestimmt für zum Verkauf gestelltes Fellwerk folgendes:
1. Anzugeben ist das Pelztier, d. h. die Fellart, sofern sich das Angebot auf erstklassige Ware bezieht.
2. Wird die Ware unter einem Phantasienamen offeriert, so ist zusätzlich die Art des veredelten Felles anzugeben. Das gilt insbesondere auch für Fellwerk, das auf edlere Arten imitiert wurde
3. Pelzwaren, die aus Fellteilen, z. B. Rücken, Wammen, Klauen, Köpfen, Stücken gearbeitet sind, haben einen diesbezüglichen Zusatz zu tragen.“

Es folgen differenzierte Ausführungsbestimmungen.

## Insektenfresser
Aus der Tierordnung der Insektenfresser sind für die Pelzverarbeitung nur zwei Arten aus der Familie der Maulwürfe von Interesse: der Europäische Maulwurf (Talpa europaea) und der Russische Desman (Desmana moschata).
Felle der Amerikanisch-Asiatischen Maulwürfe wurden kaum gehandelt.

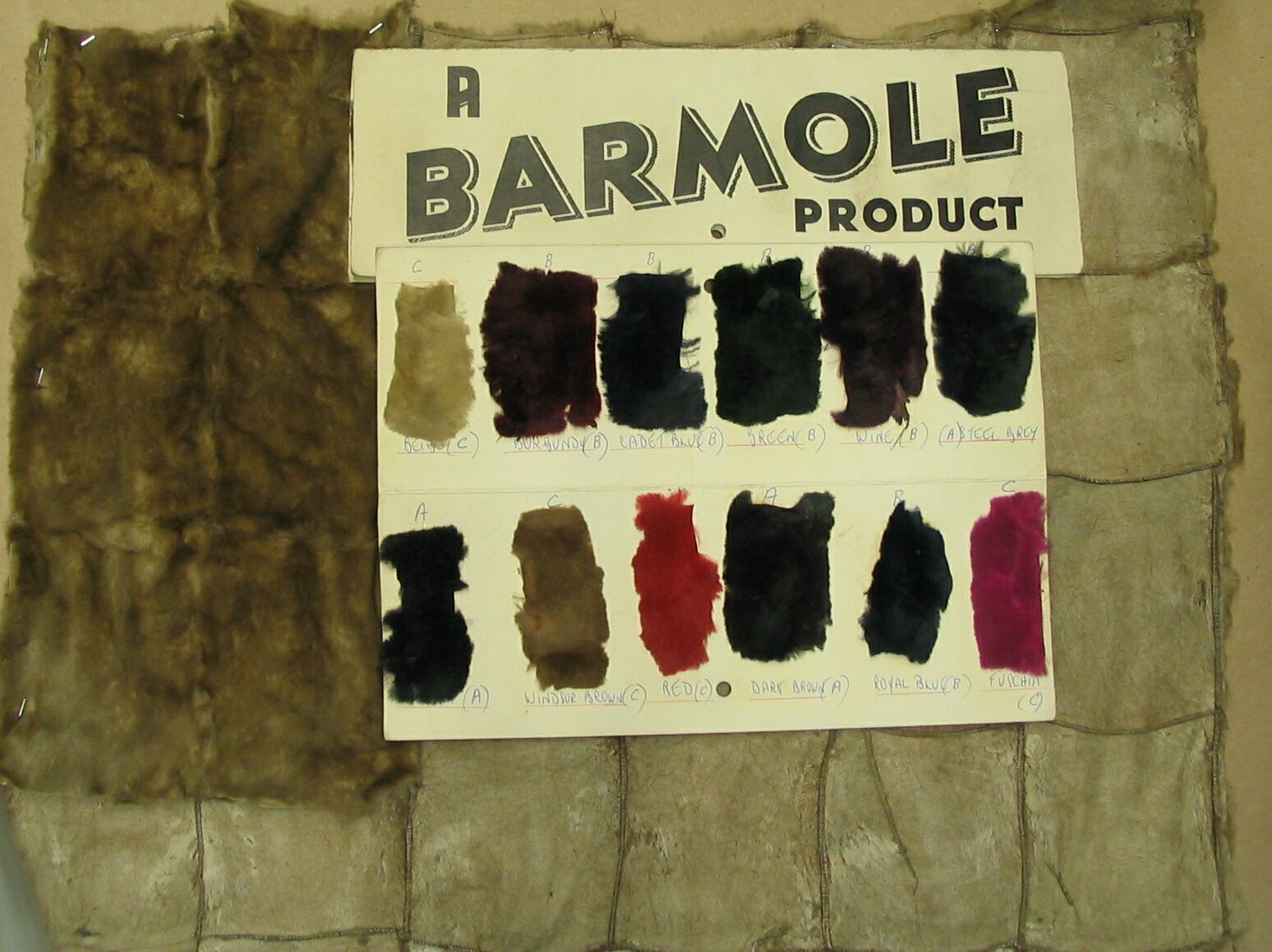
Maulwurffell-Farbmusterkarte

### Maulwurf
Maulwurffelle sind bei entsprechender Mode ein Handelsartikel der Pelzbranche. In Deutschland ist der Europäische Maulwurf seit 31. August 1980 nach dem Bundesnaturschutzgesetz (BNatschG) besonders geschützt. Insgesamt betrachtet ist diese Art weit verbreitet und gilt nicht als bedroht; die IUCN listet sie als nicht gefährdet (least concern).
Das Fell fällt in der Regel nur als Nebenprodukt an, dort wo der Maulwurf in der Landwirtschaft noch bekämpft wird. Die große Anzahl der für ein Kleidungsstück benötigten Felle ermöglicht nur einen geringen Fellpreis, was ihre Zubereitung, Abziehen, Trocknen und Sammeln, nur in ärmeren Gegenden ausreichend attraktiv macht, früher auch durch teils erhebliche Fangprämien begünstigt. In Europa scheinen die Felle derzeit nicht verarbeitet zu werden.

### Russischer Desman, Pyrenäen-Desman

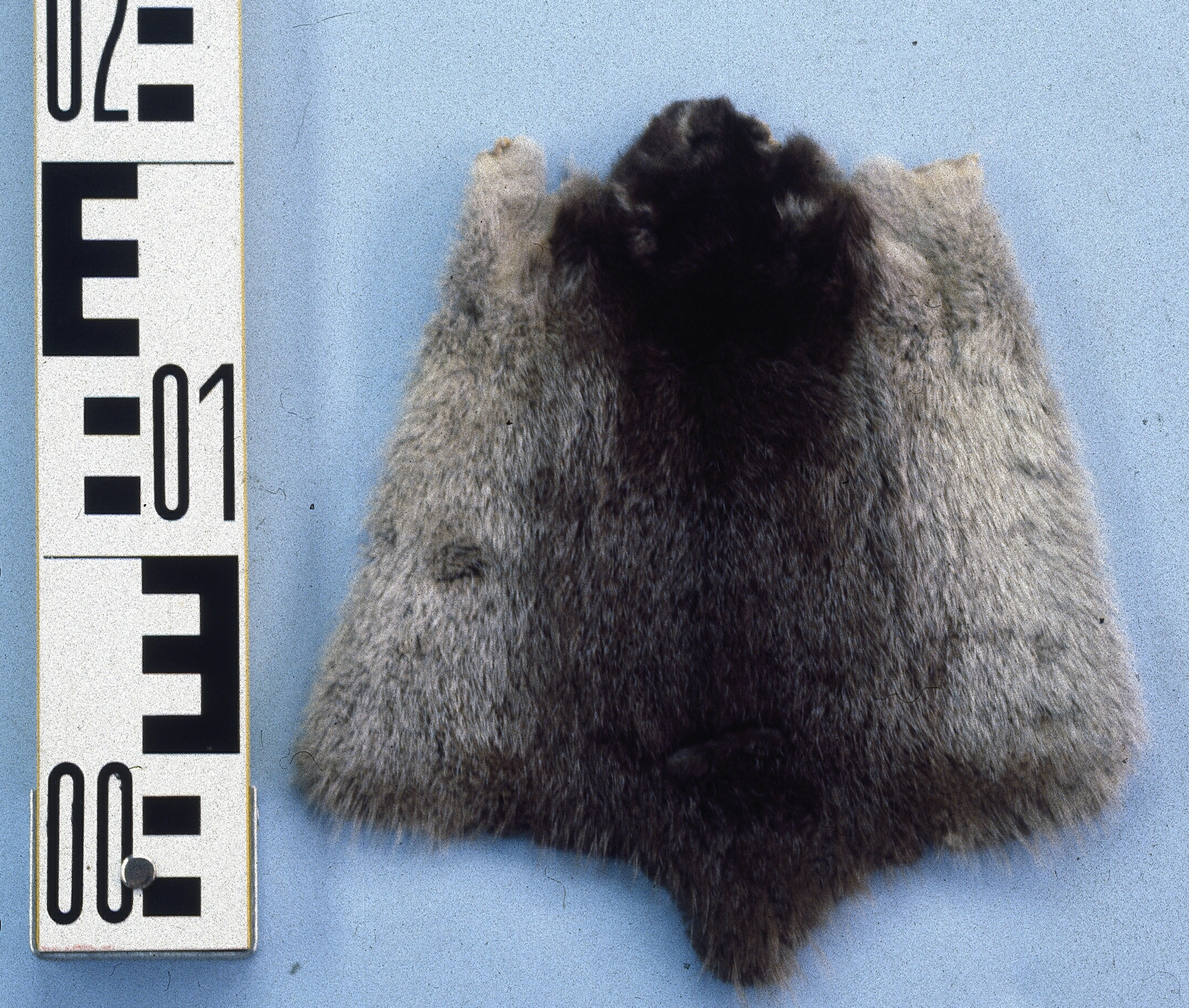
Desman

- Das Fell des Russischen Desman, auch Wychuchol oder Vychuchol wird auch als Silberbisam bezeichnet. Es ist mit 20 bis 25 cm und einer Schwanzlänge von 16 bis 19 cm etwa hamstergroß und damit wesentlich kleiner als die Bisamratte.

Die kurze, feine bis seidige, sehr glänzende und dichte Behaarung ist bräunlich-rötlich, dunkelbraun bis kastanienbraun mit metallisch schimmernden dunkelvioletten Tönen, die nach den Seiten zu immer lichter werden um in der Wamme eine glänzende silberweiße Farbe zu zeigen. Das Leder wird als „namentlich am Bauch, merkwürdig dick“ beschrieben. Als das Fell noch verarbeitet wurde, gab es zwei Fangperioden: im Frühjahr (April) und im Herbst (Oktober). Die Aprilfelle waren deutlich raucher (dichter) als die Oktoberfelle. Insgesamt ist die Haardichte bei Weibchen größer als bei männlichen Tieren.
Haltbarkeitskoeffizient:  40 bis 50 %
Die Wirkung der „Hochglanzwamme“ führte am Leipziger Rauchwarenmarkt zu der Bezeichnung Silberbisam. Wegen der wertvollen Wamme wurden die Felle (anders als abgebildet) unüblicherweise im Rücken aufgeschnitten.
Über den fast unbehaarten Schwanz heißt es 1841 in einem Lexikon: „Der Schwanz wird wegen seines Moschusgeruchs gegen die Motten zu Pelzwerk gelegt und schützt dieses bis zwei Jahre lang, weil er so lange seinen Geruch behält.“
Die Felle wurden ehemals zu Pelzfuttern verarbeitet, selten auch zu Großkonfektion. Das betraf vor allem den russischen Desman, der in dichtbesiedelten Gebieten lebt und aufgrund seiner Größe einen materiellen Wert darstellte.
Um 1800 verstand man unter „Bisamrattenfell“ noch das Fell des Silberbisam. Peter Simon Pallas berichtete 1771 in seinen Reisebeschreibungen: „Ein merkwürdiges Thier ist noch die in allen Seen längs der Wolga allgemeine Bisamratte (Wuichuchol), deren Felle man um einen sehr geringen Preiß kaufen kann, weil man sie zu keinem andern Gebrauch, als gemeine Pelzkleider zu verbrämen, anwendet. Gleichwohl bestehen diese Felle fast ganz aus einer feinen, weichen Wolle, welche an Glanz und Zartheit der Biberwolle nichts nachgiebt und zu Verfertigung der Hutfilze, obwohl sie kürzer ist, vielleicht ebenso vortrefflich seyn würde“.
1984 stellte die Firma Marco eine neue, auch für Nutria geeignete Bisam-Biton-Veredlung vor, die sie mit „Desman-Effekt“ beschrieb. Hier wurde künstlich die Färbung des Desmans nachgeahmt, vom dunklen bis sehr dunklem Rücken zur hellen Wamme verlaufend. Der Rücken wurde nachgedunkelt, die Fellseiten aufgehellt.
Der Russische Desman wird von der IUCN als gefährdet (vulnerable) gelistet und darf heute nicht mehr bejagt werden. 1973 wurden auf einer russischen Auktion 1500 Felle versteigert, die aber wohl aus mehrjährigen Fängen stammten.
- Der Pyrenäen-Desman, ehemals auch Pyrenäischen Bisamspitzmaus oder pyrenäische Rüsselmaus, hatte keine wirtschaftliche Bedeutung.[12] Es wurde 1937 erwähnt mit dem Kommentar „hat nur lokales Interesse“. Mayers Konversationslexikon von 1888 sagt unter dem Stichwort Bisamrüssler: „Sein feinwolliges Fell wird zur Verbrämung von Mützen und Hauskleidern benutzt.“[19]

Der Pyrenäen-Desman ist ein großer Vertreter der Maulwürfe, das Fell ist mit 10 bis 15 cm Länge jedoch kleiner ist als das des Russischen Desmans. Auf dem Rücken ist es dunkelgraubraun bis rötlichbraun, wobei die graubraune Variante weitgehend in den Populationen im östlichen, letztere im westlichen Teil des Verbreitungsgebietes auftritt. Die Unterseite erscheint durchgehend zumeist schiefergrau und damit heller, die Übergänge an den Seiten verlaufen fließend. Mit zunehmender Alterung des Fells über das Jahr können sich an Rücken und Bauch gelbliche Flecken ausbilden, was durch Farbveränderungen an den Haarspitzen ausgelöst wird. Allgemein ist das Fell dicht, aber gröber als bei anderen Maulwürfen. Es besteht zum Großteil aus Wollhaar, deren Schäfte 10 μm dick und gewellt sind. Sie stehen in kleinen Büscheln. Darüber legen sich Grannenhaare mit lanzettförmiger Gestalt. Auffallenderweise fehlt an den am Ende abgeplatteten Haarspitzen die Markröhre. Die Grannenhaare stehen einzeln, ebenso wie die spindelförmigen Leithaare. Der Schwanz ist nur spärlich behaart. Er beginnt rund und läuft in einer gepressten Spitze aus. Dadurch unterscheidet sich der Pyrenäen-Desman vom Russischen Desman, dessen Schwanz vollständig platt ist. Am unteren Schwanzende findet sich ein Büschel aus Borsten. Äußere Ohren sind nicht vorhanden. Die Vorderfüße sind abweichend von den grabenden Maulwürfen deutlich kleiner als die Hinterfüße. Die Zehen der Füße werden durch Schwimmhäute miteinander verbunden. An den Außenkanten tragen die Füße zusätzlich Borstensäume, ansonsten sind sie nackt und dunkel gefärbt. Jeder Fuß ist fünfstrahlig aufgebaut, wobei die Mittelzehe am längsten ist und die beiden inneren die äußeren übertreffen. Die Zehen tragen spitze, lange Krallen. Der Hinterfuß ist 32,5 bis 36,5 mm lang. Weibliche Pyrenäen-Desmane haben vier Zitzenpaare, von denen eines im Brust-, eines im Bauch- und zwei im Lendenbereich sitzen.

## Kleinbären

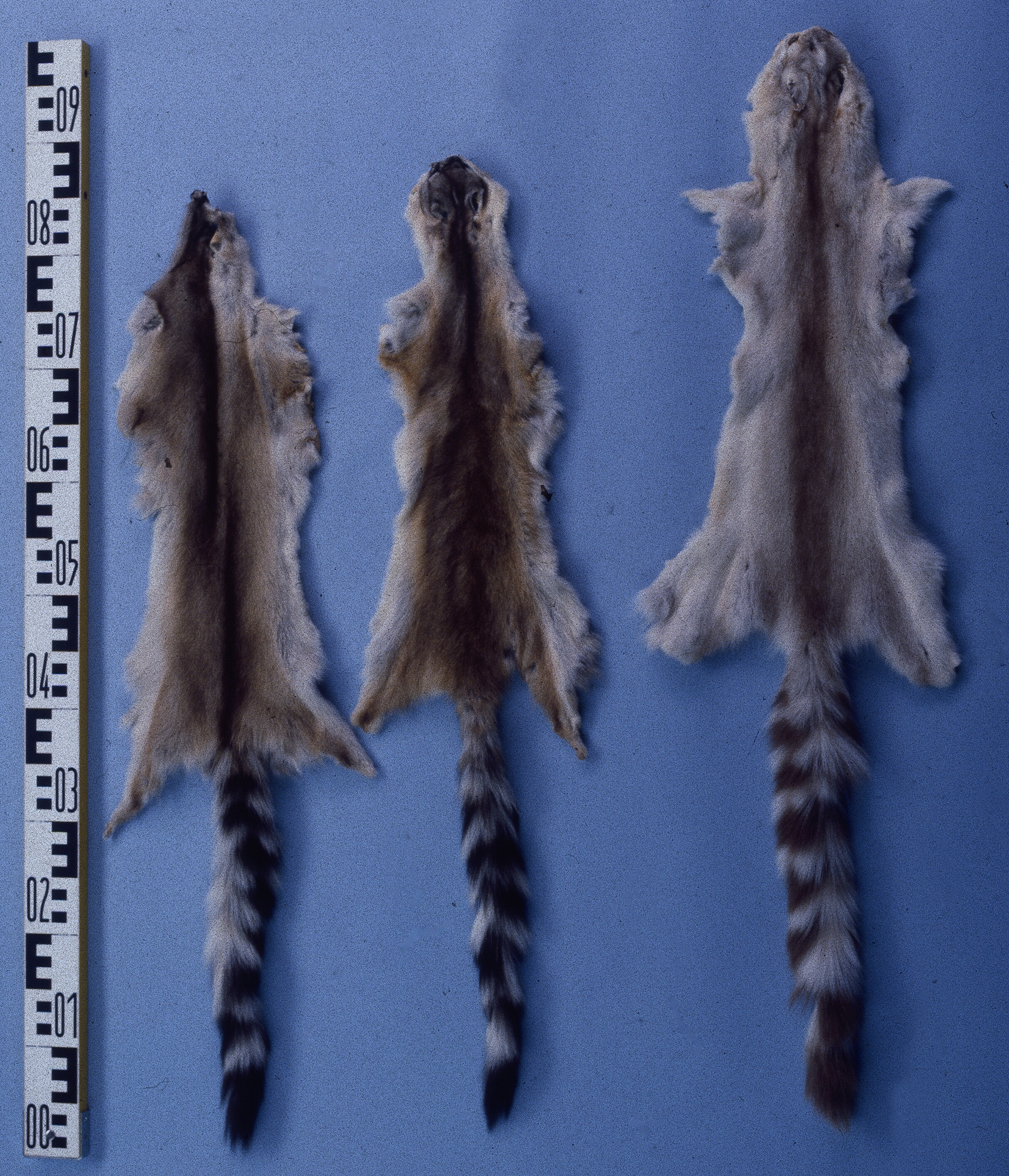
Bassarisks

### Bassarisk oder Katzenfrett
Die beiden Arten, das Nordamerikanische und das Mittelamerikanische Katzenfrett, zur Familie der Kleinbären gehörend, werden auch American ringtail (cat), Bassarisk oder Raccoonfox, von der spanischsprechenden Bevölkerung Cacomixtle („Katzeneichhörnchen“) genannt. Bassariskfelle werden im Zwischenhandel als Ringtailcat gehandelt (nicht zu verwechseln mit dem Ringtail-Opossum bzw. Ringtail-Possum, siehe dazu Possumfell), der Pelz im deutschsprachigen Einzelhandel traditionell meist als Bassarisk. In Mittelamerika wird auch das Fleisch genutzt.
Das Nordamerikanische Katzenfrett lebt in den Vereinigten Staaten über Niederkalifornien bis Veracruz und Oaxaca in Mexiko, im 20. Jahrhundert hat sich das Verbreitungsgebiet ausgedehnt, es reicht heute bis Kansas und Alabama. Die mittelamerikanische Spezies ist in Südmexiko bis hinab bis in das westliche Panama beheimatet.

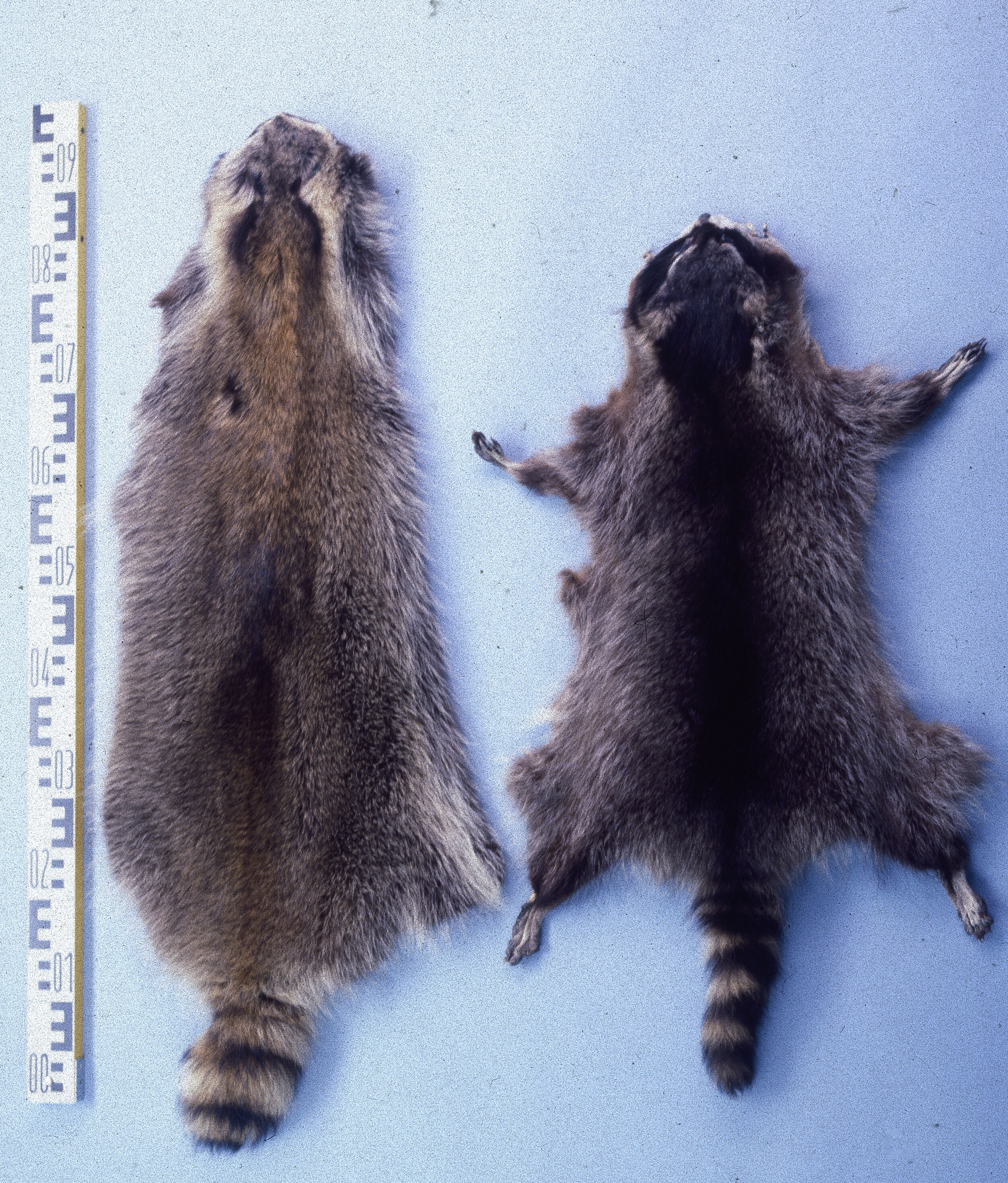
Nordamerikanische Waschbären

### Waschbär
Im Fellhandel hatte sich noch bis nach dem Zweiten Weltkrieg die alte Bezeichnung für den Waschbären: Schupp, Plural Schuppen, erhalten. Als Fellbezeichnung kursiert daher gelegentlich noch Schuppenfell bzw. kurz Schuppen.
Das Waschbärfell ist als Besatzmaterial und besonders in Zeiten, in der die Pelzmode langhaarige Felle bevorzugt, ein wichtiger Artikel der Rauchwarenbranche. Es gehört zu den dauerhaftesten Langhaarpelzen.
Die als „Finnraccoon“, „Russischer“, auch „Chinesischer Waschbär“ („Russian“ oder „Chinese Raccoon“) im Handel befindlichen Felle stammen nicht vom Waschbären. Es sind Felle vom Marderhund, die auch als „Tanuki“ oder, infolge der größeren Ähnlichkeit mit dem Fuchsfell, als „Seefuchs“ gehandelt werden. Die Verwendung des Zusatzes „Raccoon“ (engl. Waschbär) für eine völlig andere Fellart dürfte zu Verwechslungen führen, nur der Name Raccoon allein bezeichnet stets den Waschbären.
Das ursprüngliche Verbreitungsgebiet des Waschbären ist der Westen und Süden Kanadas über die USA bis nach Mexiko. Mehrere kleinwüchsige Formen leben auf den Inseln vor Mexiko und Florida. In den 1920er Jahren wurde neben der Zucht anderer Pelztiere in Deutschland auch die Zucht des Waschbären aufgenommen. Sie erwies sich als unrentabel. Felle dieser freigelassenen oder entkommenen Tiere sind gegenüber denen aus Nordamerika von geringerer Haarqualität.

### Nasenbär
Das Fell des in Südamerika beheimateten Nasenbären wurde in sehr geringer Menge für Pelzzwecke genutzt. Es ist etwa 70 cm lang, der Schweif 40 bis 50 cm. Das Unterhaar ist kurz und rau und zeigt eine blaugraue Nuance. Die Grannen sind lang und straff, sehr glänzend und graubraunrötlich geringelt. Der Schweif ist abwechselnd gelb und schwarzbraun geringelt.
Von den Fellen hieß es 1939, dass sie sich zwar für Pelzwerk eignen, aber nur wenig im Handel vorgekommen sind, man bezeichnet sie dann wohl auch mit dem Ausdruck „Südamerikanische Schuppen“ (= Waschbären), obwohl sie selbstverständlich keine eigentlichen Schuppen darstellen.

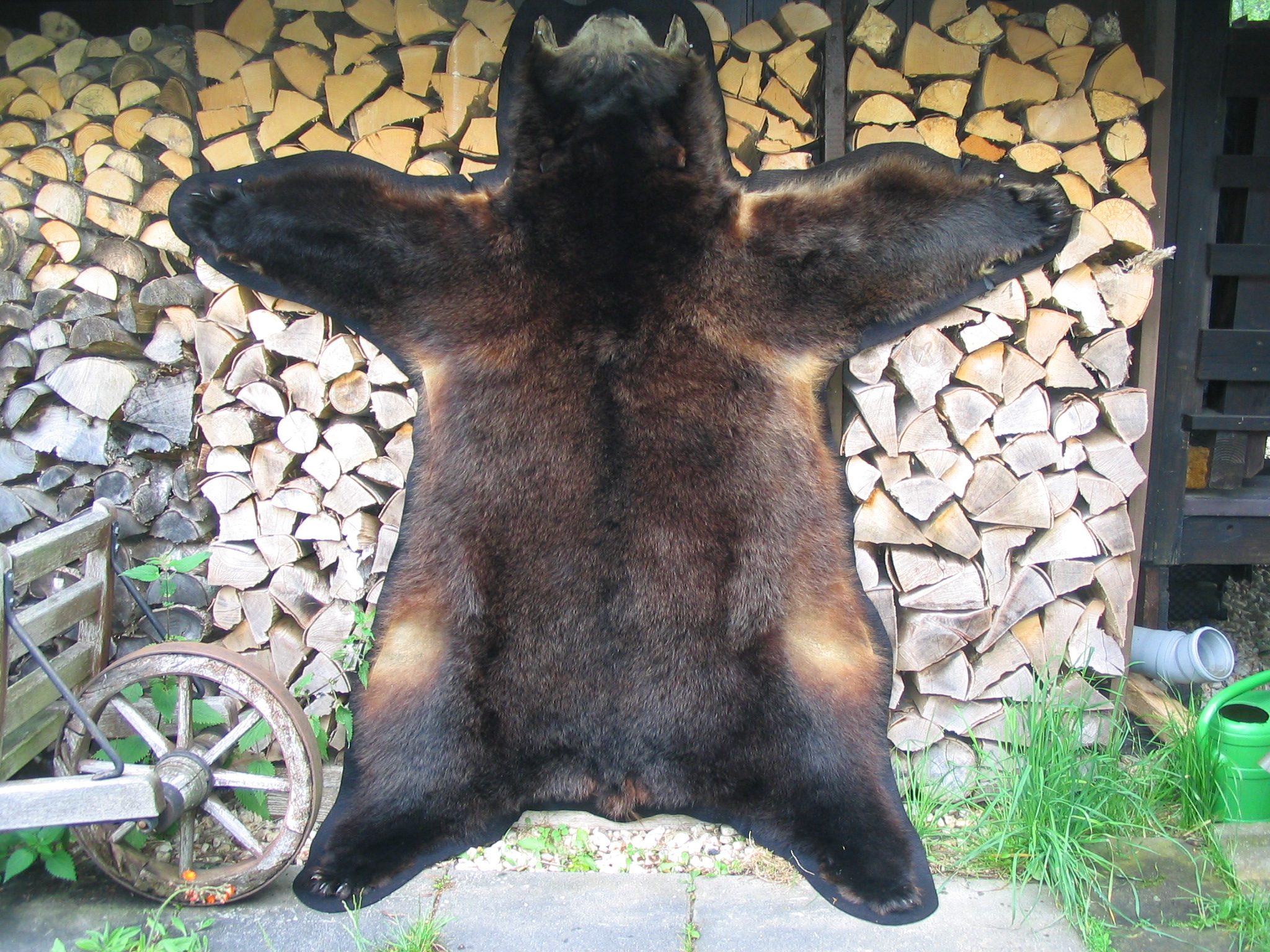
Schwarzbär (Alaska)
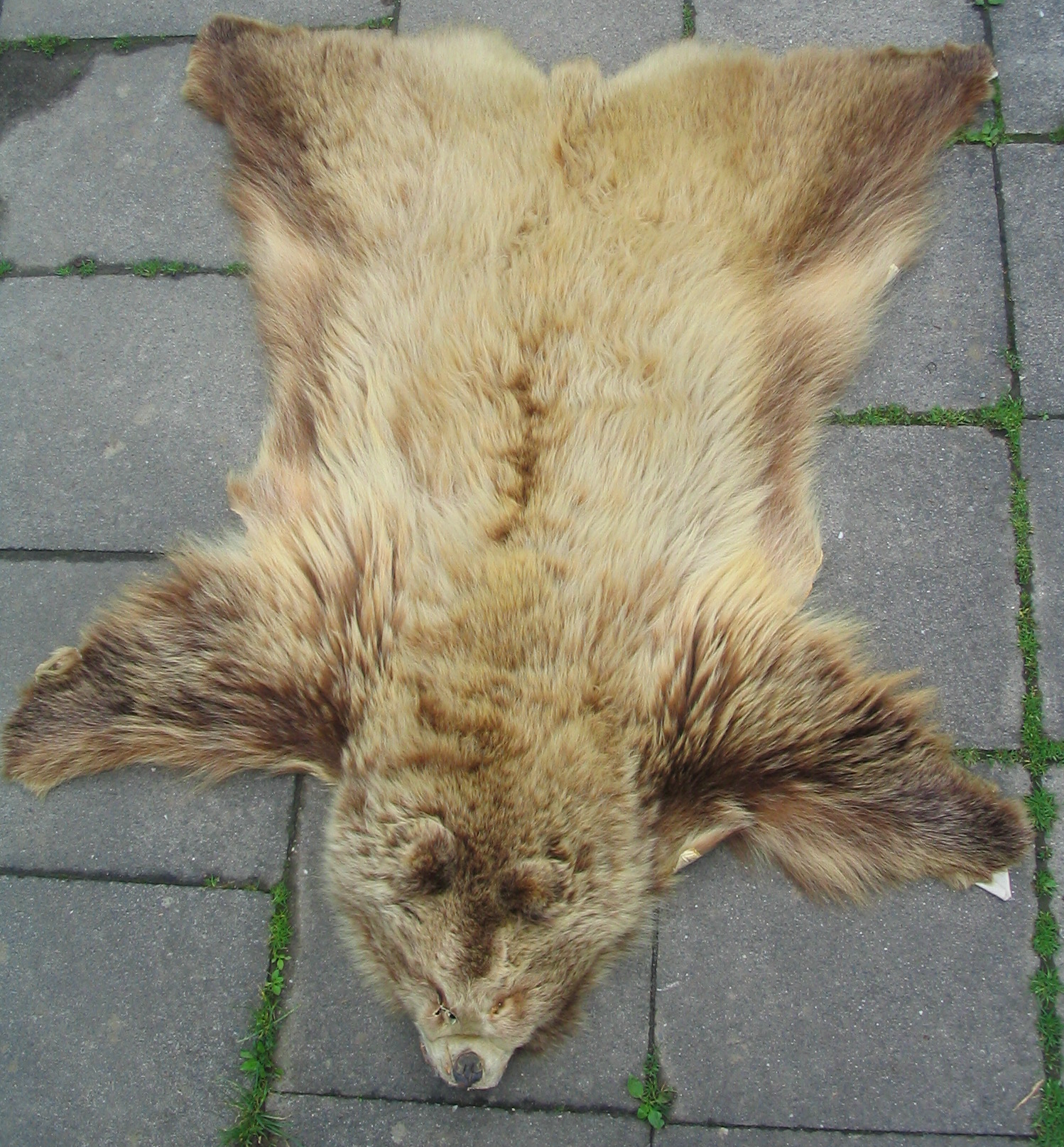
Berg-Grizzly (Alaska)
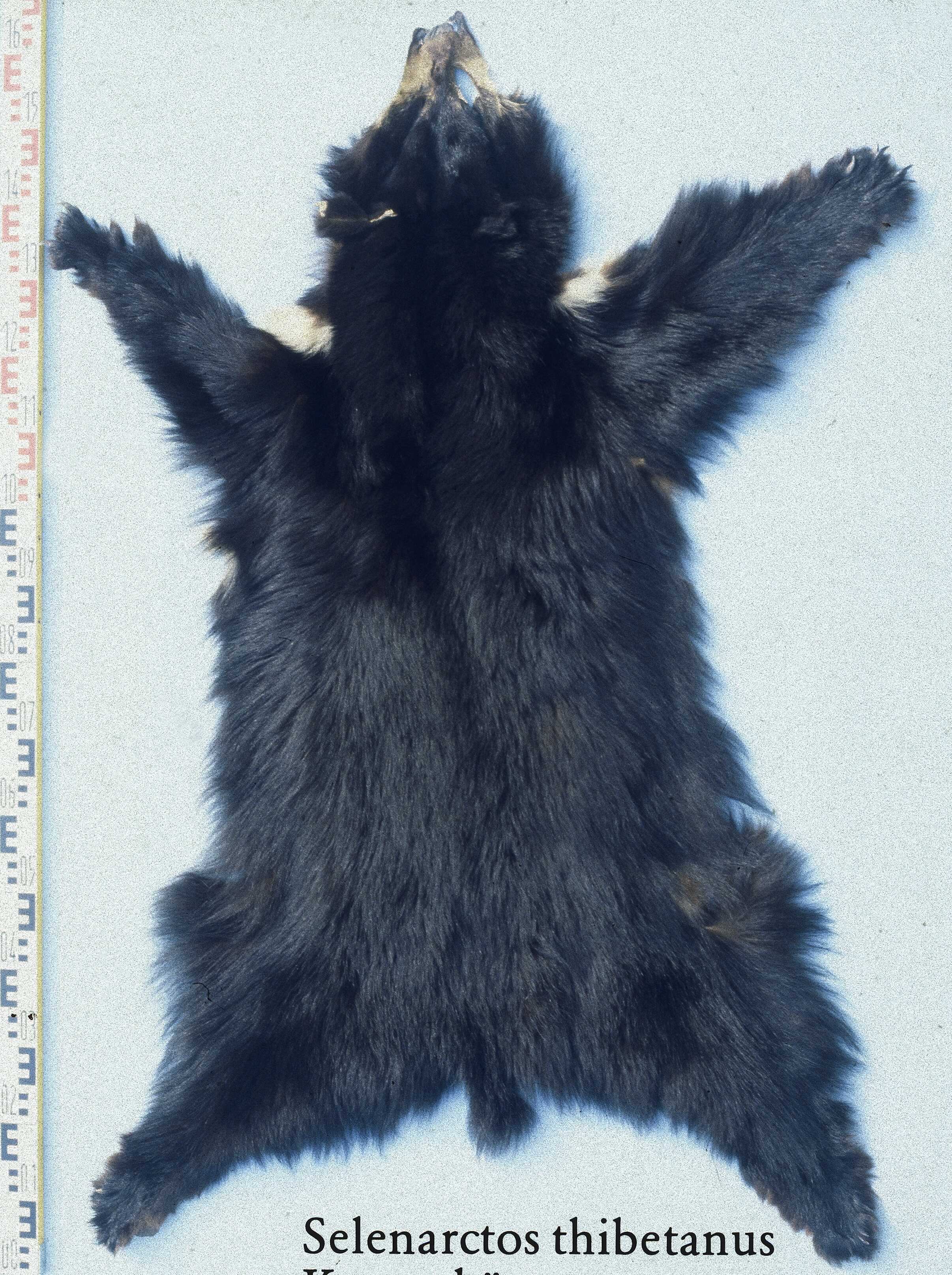
Kragenbär
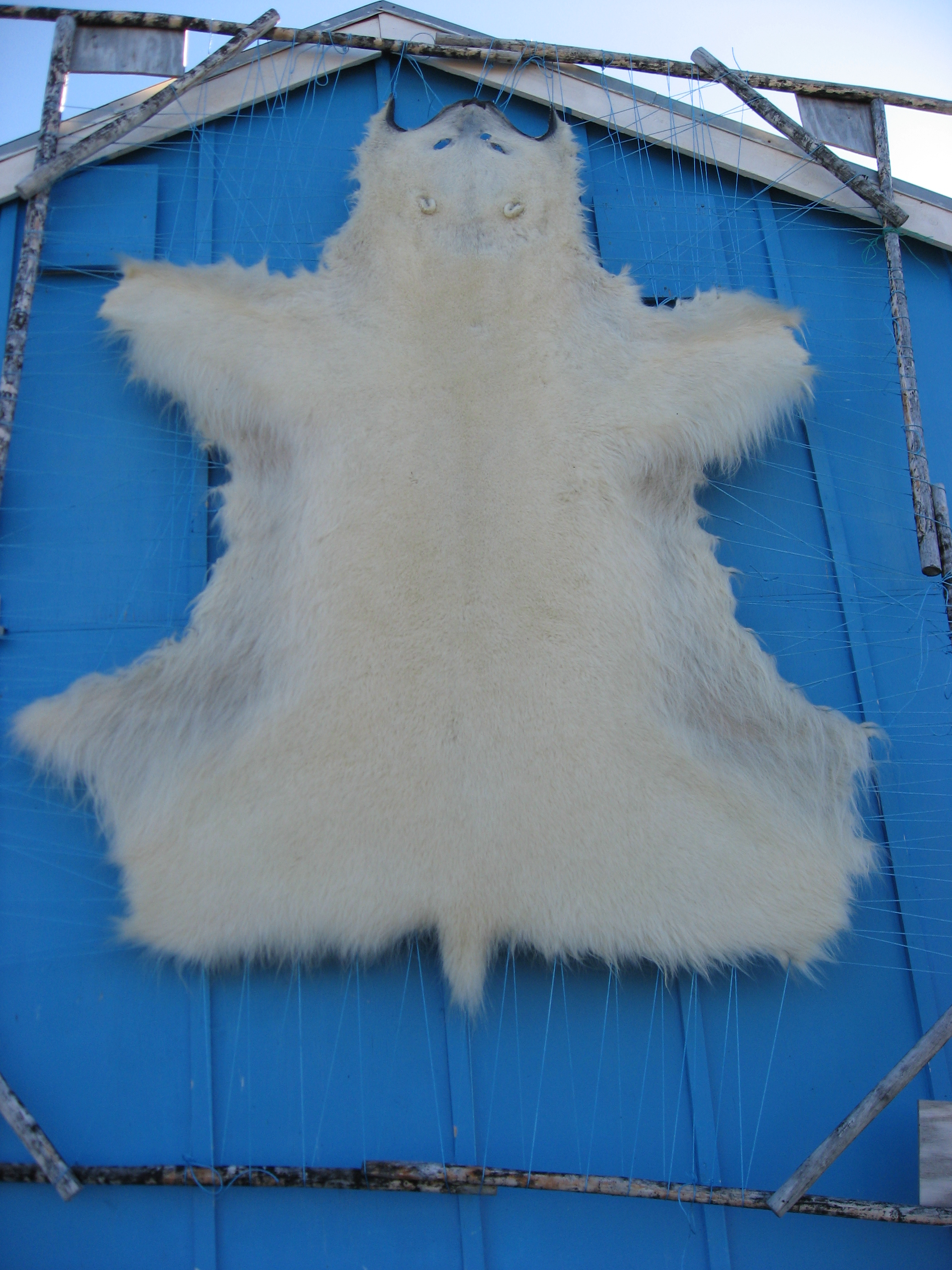
Eisbär

## Großbären
Mit Bärenfell oder Bärenhaut ist in der Regel das Fell der Großbären gemeint.
Bis vor dem Ersten Weltkrieg (1914 bis 1918) wurden noch viele Eisbärfelle über Dänemark in das Pelzhandelszentrum Leipziger Brühl nach Deutschland eingeführt, ebenso wurden auf dem Brühl kanadische Braunbären weitergehandelt. Ein Zeitgenosse erinnerte sich 1940 noch an die großen, tief herabfallenden Kragen für die herrschaftlichen Kutscher, aber auch an die Verwendung als Vorleger: „In dem Boudoir, vor dem Flügel oder in einer Ecke des Herrenzimmers liebte man diese Ungeheuer“, und zwar mit einem „großen, rachenaufreißenden Kopf.“
Seitdem wird von den Großbärenfellen für Bekleidungszwecke nur noch gelegentlich das Fell des Baribals genutzt. Das Bärenfell hat pelzwirtschaftlich und hinsichtlich der Verwendungsmöglichkeit nur geringe Bedeutung. Für heutige Bedürfnisse ist das Pelzwerk zu grob und zu stark im Haar, vielfach zu gekräuselt oder zottelig und überdies zu schwer. Allerdings ist der Anfall, schon infolge des Rückgangs der Bestände und der deshalb eingeleiteten Schutzmaßnahmen, inzwischen so gering, dass allein deshalb keine größere Verwendung zu erwarten wäre. Ansonsten werden Bärenfelle fast nur als Decken, Fuß- und Wandteppiche (teils naturalisiert, mit ausgearbeiteten Köpfen) gebraucht. Das Haar wird auch zu Pinseln verarbeitet (Pinselbären).

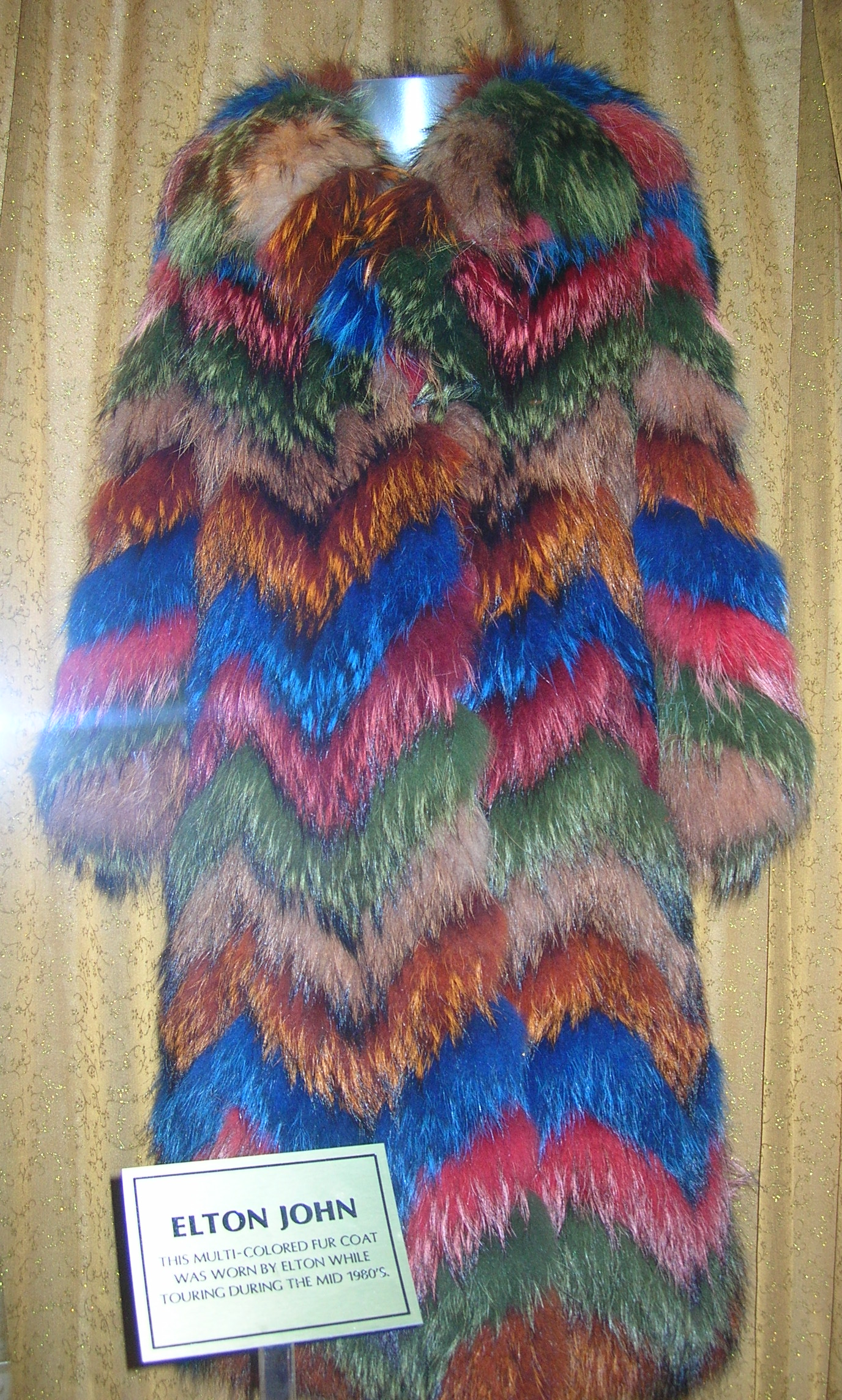
Fuchsmantel des britischen Sängers Elton John, aus gefärbten Fellen verschiedener Fuchsarten (Mitte 1980er Jahre)

## Hunde (Familie)

### Füchse

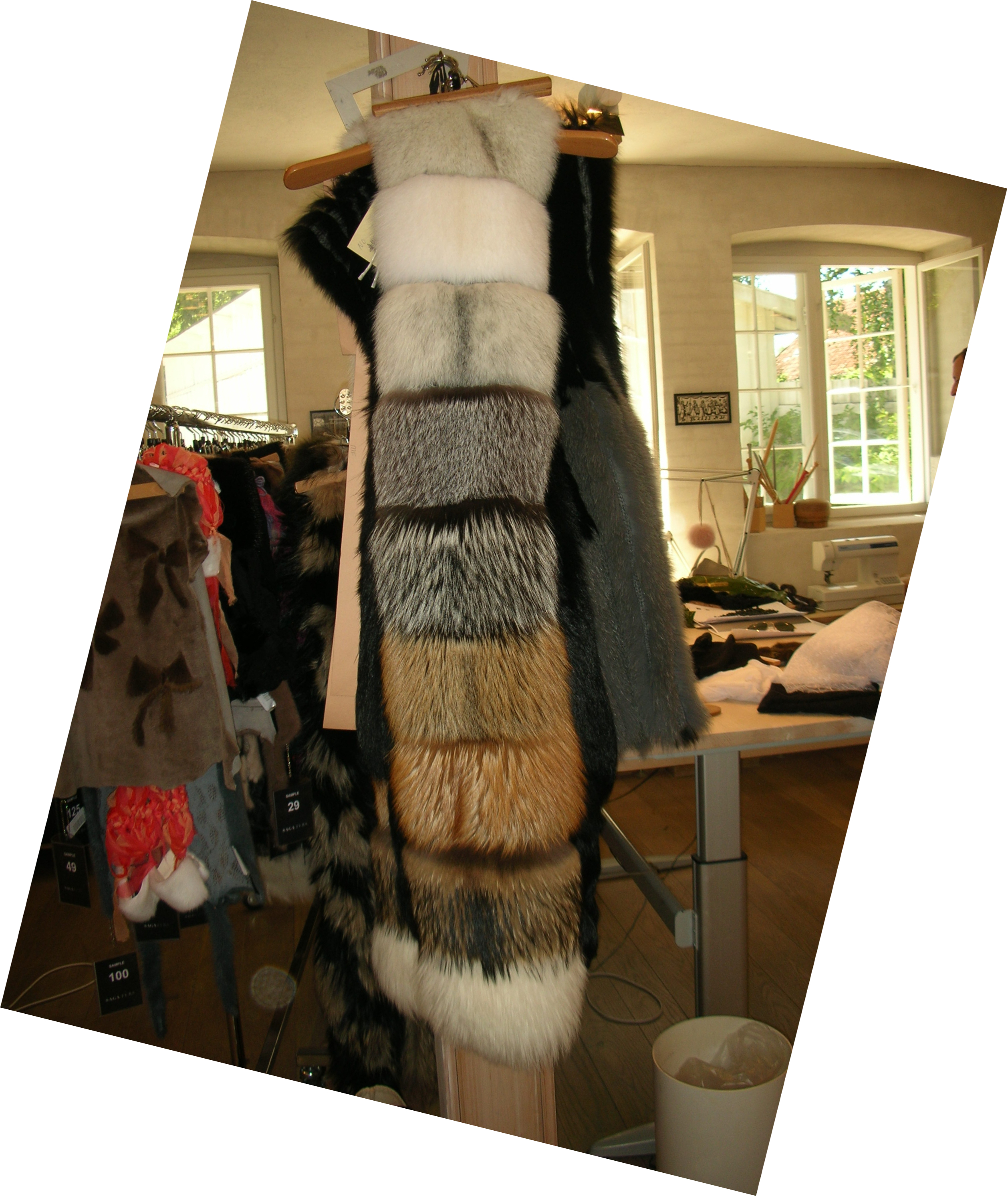
Verschiedene Edelfuchsarten als Musterstreifen (2009)

Die Füchse gehören zu den Tierarten mit den verschiedensten Haarvariationen, sowohl in Farbe, Haarlänge und Haarstruktur.
Der Rauchwarenhandel unterscheidet zwischen Edelfüchsen, den Silber-, Kreuz-, Blau- und Weißfüchsen, Platinfuchs (Mutationsfüchsen) und edelsten Sorten von Rotfüchsen. Und allen weiteren Arten von Rotfüchsen, soweit sie nicht unter ihrem Artnamen gehandelt werden (Kitfuchs, Grisfuchs, Korsak usw.).
Haltbarkeitskoeffizient für Edelfüchse: 40 bis 50 %
Für das Jahr 2007 betrug die Welt-Farmproduktion an Edelfüchsen 7.054.500 Felle (Quelle: Oslo Fur Auctions). Durch den Rückgang der Anlieferung aus China (2006: 8 Millionen, 2009: 1,7 Millionen Felle) ist seit 2009 wieder Finnland führend in der Fuchszucht (Anlieferung 1,7 Millionen, davon 1,2 Millionen Blaufuchsfelle). Die Angaben aus China werden in Ermangelung einer genauen Erfassung jedoch als sehr unzuverlässig eingeschätzt. 2012 kamen aus Polen rund 350 Tausend Fuchsfelle.

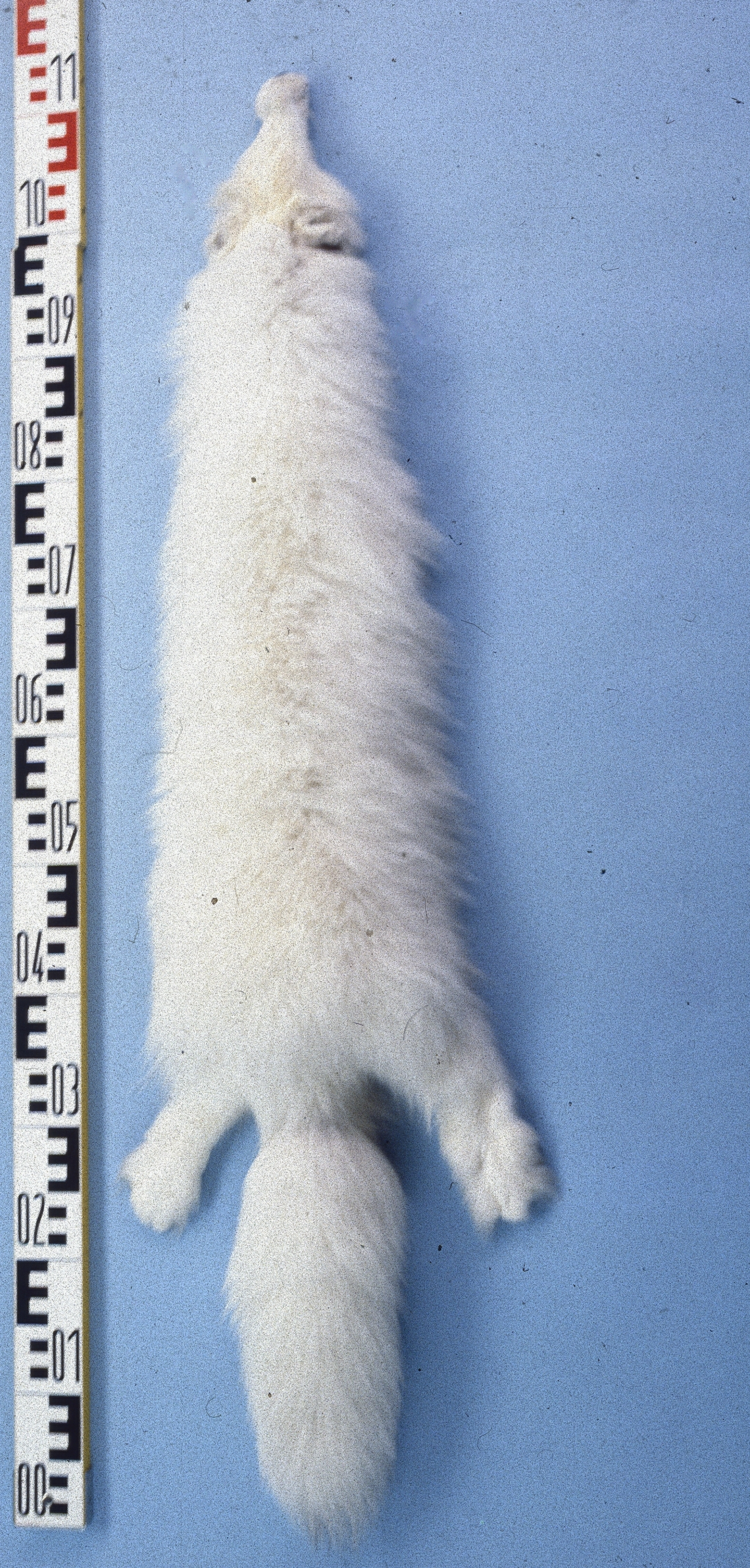
Polarfuchsfell

#### Weißfuchs oder Eisfuchs
Der Polarfuchs oder Eisfuchs, auch Arktischer Fuchs und Steinfuchs genannt, spaltet sich zoologisch in zwei Farbschläge auf, den Blaufuchs und den Weißfuchs.
Der Weißfuchs, die Farbvarietät des Eis- oder Polarfuchses lebt in der gesamten nördlichen Polarzone. Der Einzelhandel differenziert selten zwischen dem Polarfuchsfell und der Weißlingsform des Blaufuchses, meist werden die ungleichen Fellarten als Weißfuchs angeboten, selbst ein skandinavisches Auktionshaus bezeichnet reinweiße Blaufüchse als Weißfuchs. Tatsächliche Polarfuchsfelle sind jedoch verhältnismäßig nur noch wenig im Handel.
- Die wildlebenden europäischen Populationen des Polar- oder Eisfuchses sind nach der Bundesartenschutzverordnung streng geschützt.

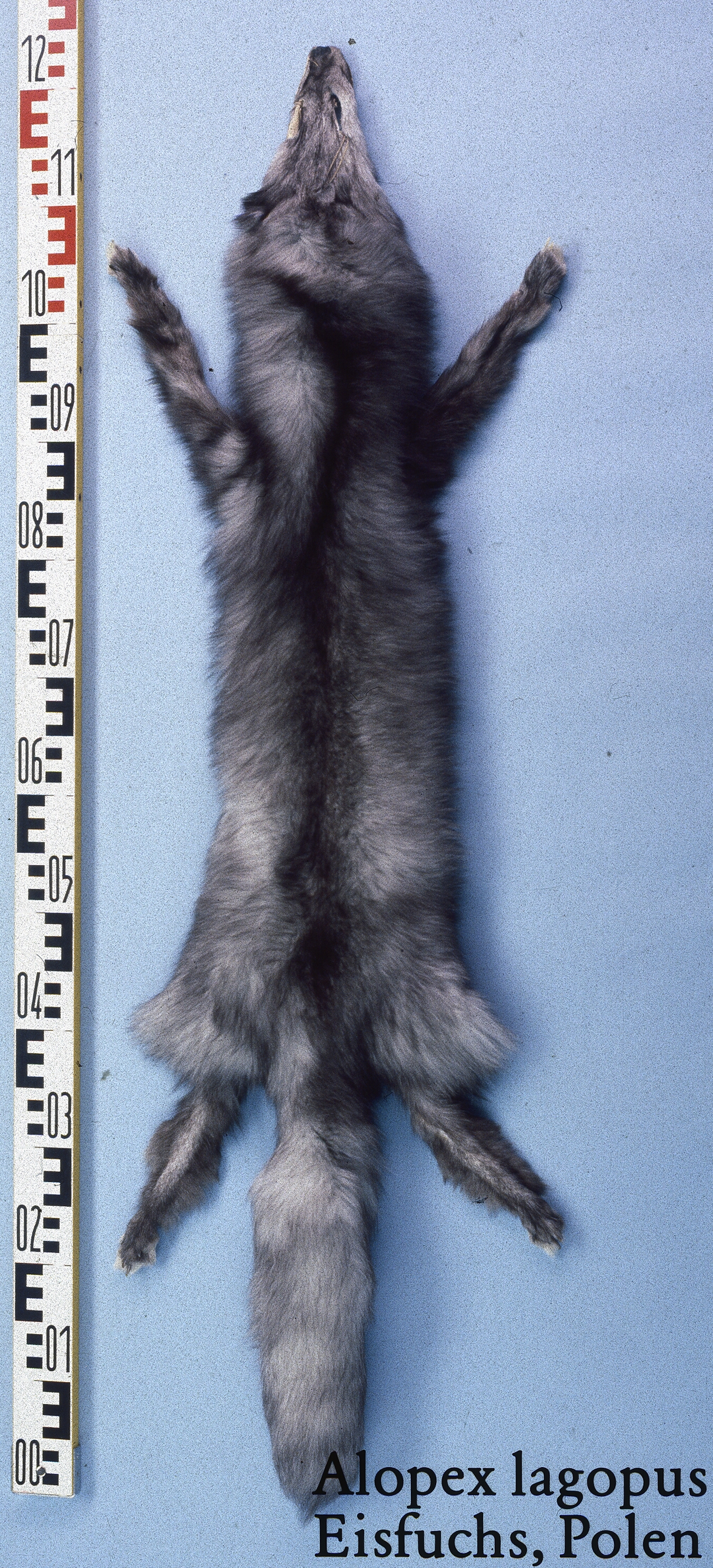
Blaufuchs, dunkle Variante

#### Blaufuchs
Der Polarfuchs spaltet sich zoologisch in zwei Farbschläge auf, den Blaufuchs und den Weißfuchs. Für das Fell des als Polarfuchs gehandelten Fuchses, auch Eisfuchs, Arktischer Fuchs oder Steinfuchs genannt, siehe Polarfuchsfell.
Der Blaufuchs, ein Weißfuchs-Farbschlag, gilt als wertvoller als das verfilztere und kleinere Fell des Weißfuchses.
Fast weiße Blaufüchse mit nur leicht angedeuteter dunklerer Fellmitte werden als Shadowfuchs gehandelt; reinweiße Felle gegenüber dem Endverbraucher meist, wie das des Polarfuchses, als Weißfuchs.
In der Fachsprache der Rauchwarenbranche werden die dunklen, blaustichigen Winterfelle aller Fellarten als blau bezeichnet, nicht nur die der „Blaufüchse“, im Gegensatz zu rot, den eher helleren und deshalb meist weniger geschätzten Farbvarianten der gleichen Fellart.
- Die wildlebenden europäischen Populationen des Blau- und des Polarfuchses sind nach der Bundesartenschutzverordnung streng geschützt.

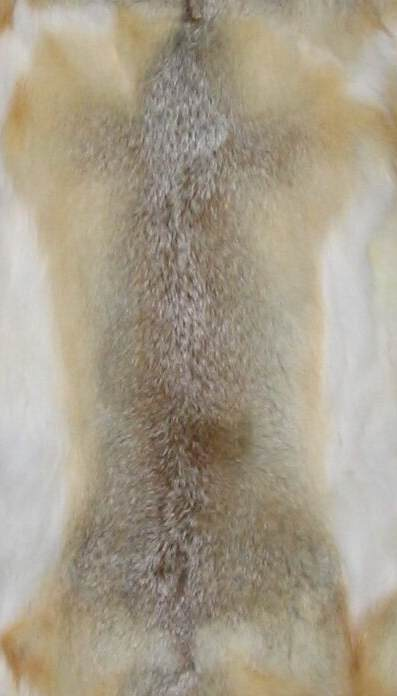
Korsakfell

#### Korsak (-Fuchs)
Die Heimat des Korsakfuchses (gelegentlich auch Korsuk), Steppenfuchses oder Sandfuchses, ehemals häufig auch Asiatisches oder Mongolisches Kitfuchsfell genannt, sind die Steppen Sibiriens, Zentralasiens vom Kaspischen Meer bis zur Mongolei, Mandschurei und Korea.
Schon in frühgeschichtlichen Epochen wurde der Steppenfuchs bejagt. In späterer Zeit gaben Nomadenvölker ihre an die Mongolen abzuliefernden Tribute in Form von Korsakfellen ab.

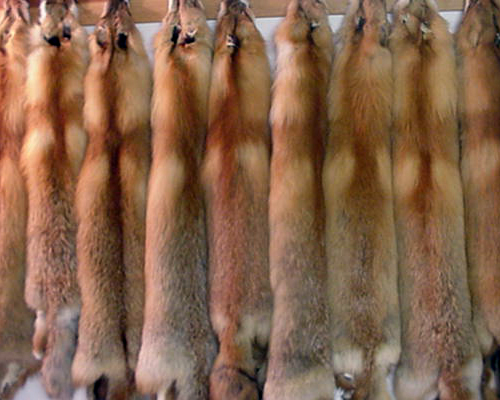
Rotfuchsfelle

#### Rotfuchs
Rotfüchse kommen auf allen Kontinenten vor, mit Ausnahme der Antarktis. Entsprechend groß ist die Vielfalt der Rassen und die Unterschiedlichkeit der Felle.

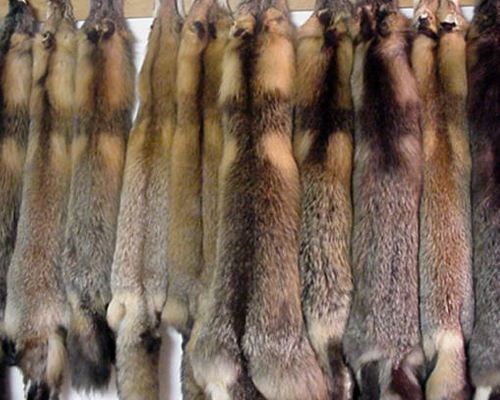
Kreuzfuchsfelle

#### Kreuzfuchs
Der Kreuzfuchs, auch Fleckfuchs genannt, ist eine Farbvarietät des Rotfuchses. Charakteristisches Kennzeichen des Kreuzfuchsfells ist die schwarze beziehungsweise dunkle kreuzähnliche Zeichnung über den Nacken und die Schultern, der Rücken und die Seiten sind blass- oder braungelb, rötlich oder dunkelbraun, oft stark gesilbert.
Der Pelzhandel zählt das Kreuzfuchsfell zu den so genannten Edelfuchsfellen, wie auch das Silberfuchsfell, das Blaufuchsfell und das Polarfuchsfell.
Verbreitet ist der Kreuzfuchs fast nur in Ländern, in denen es auch Silberfüchse gibt, in Alaska, Kanada, Ostsibirien und Kamtschatka, weitere Felle kommen heute aus der Zucht. Der Anfall von Wildfellen hatte, schon wegen des kleineren Vorkommens im Vergleich zu anderen Fuchsarten, immer einen geringen Umfang.

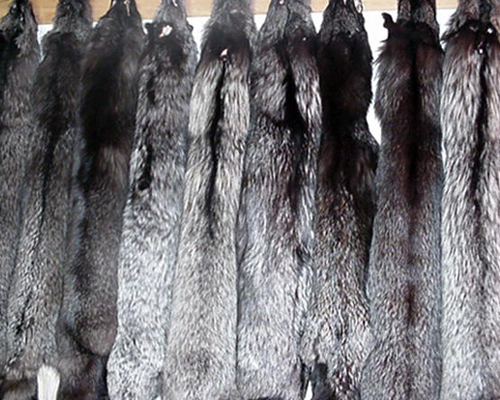
Silberfuchsfelle

#### Silberfuchs
Der Silberfuchs, zoologisch auch Schwarzsilberfuchs, ist eigentlich eine Farbvariante des Rotfuchses (Schwärzling), er galt um 1900 als „König der Pelztiere“. Als die wertvollsten wurden damals rein schwarze Felle angesehen. Für ein besonders schönes Fell wurden 1910 auf einer Londoner Auktion 10.000 Goldmark bezahlt. Mit dem Silberfuchs begann in den 1890er Jahren die planmäßige Zucht von Pelztieren. Heute werden eher die sehr langhaarigen helleren Felle bevorzugt, die mehr Silber aufweisen. Beine, Schweif und Schnauze sollen möglichst schwarz sein und einen starken Kontrast zum übrigen Fell bilden.

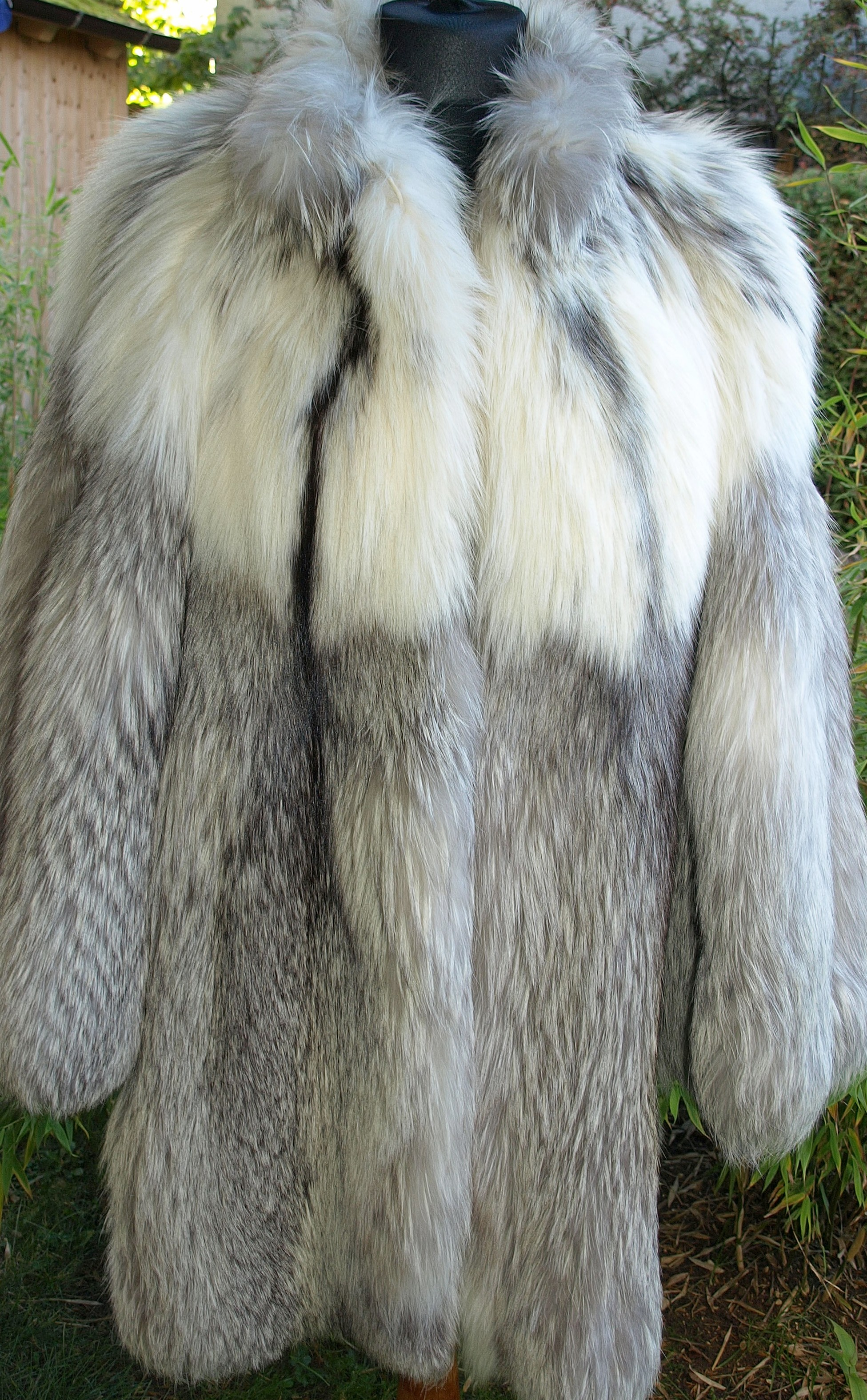
Platinfuchs-Cape

#### Platinfuchs
Der Platinfuchs ist eine der auffälligsten Farbmutationen des Silber- und Rotfuchses. Er gehört in der Pelzbranche zu den als Edelfüchsen bezeichneten Sorten. Mit dieser ersten Farbmutation in der Pelztierzucht begann eine Entwicklung, die sich später auch in der Nerzzucht mit vielen Farben und Farbtönen in großem Umfang fortsetzte.
Platinfüchse können alle Farben des Vulpes Vulpes Farbspektrums ausweisen, jedoch bezieht sich das Merkmal hier besonders auf die weißen Farbabzeichen die bei allen Platinfüchsen das gleiche Schema haben.

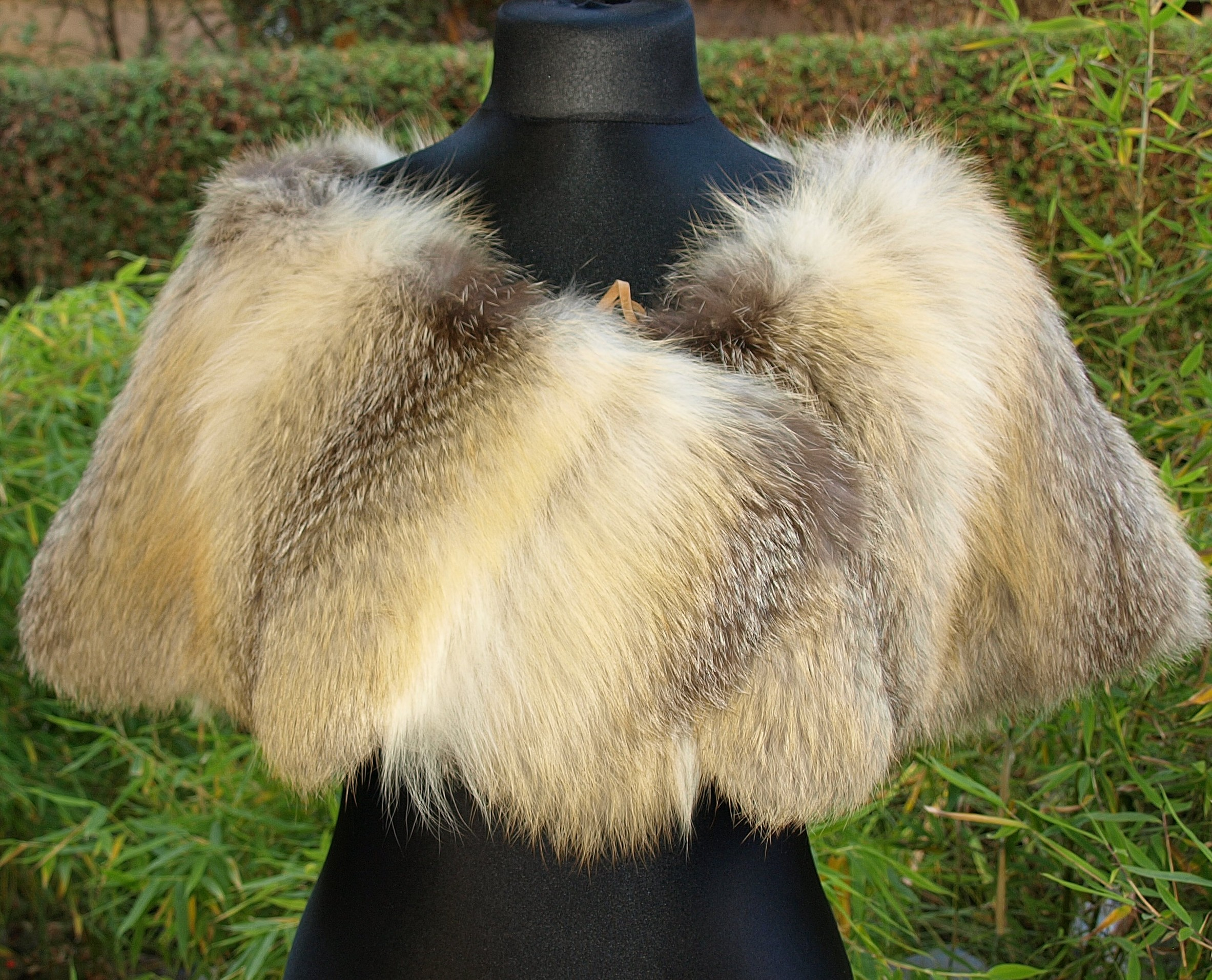
Golden-Island-Fuchskragen

#### Golden-Island-Fuchs
Am 1. Februar 1982 wurden erstmals 51 Felle des Golden-Island-Fuchses „mit einem interessanten silberrötlich Effekt“ als neue Mutationsfarbe auf einer Kopenhagener Auktion angeboten. Die Züchtung stammte von dem Finnen Eero Saarikettu. Diese Fuchsrasse ist eine Kreuzung von zwei genetisch nicht identischen Arten. Hier werden die Fähen des Blaufuchses mit den männlichen Tieren des Rotfuchses verpaart. Das Zuchtergebnis ist ein Fuchs, dessen Gesicht dem des Blaufuchses gleicht. Die Ohren sind mittelgroß, die Schweifspitze weiß; das Rückenhaar ist dicht wie beim Blaufuchs und fast so lang und so silbrig wie beim Rot- und Silberfuchs. Auf der Auktion der Hudson’s Bay Company 1985/89 in London erzielten Farmfelle einen Spitzenpreis von 575 englischen Pfund pro Stück, Käufer der ersten Felle war Birger Christensen, Kopenhagen. Eine ähnliche Farbvariante ist der Arctic-Golden-Island-Fuchs, bei der ein Rüde eines Rotfuchses mit der Fähe eines Shadowfuchses verpaart wird.

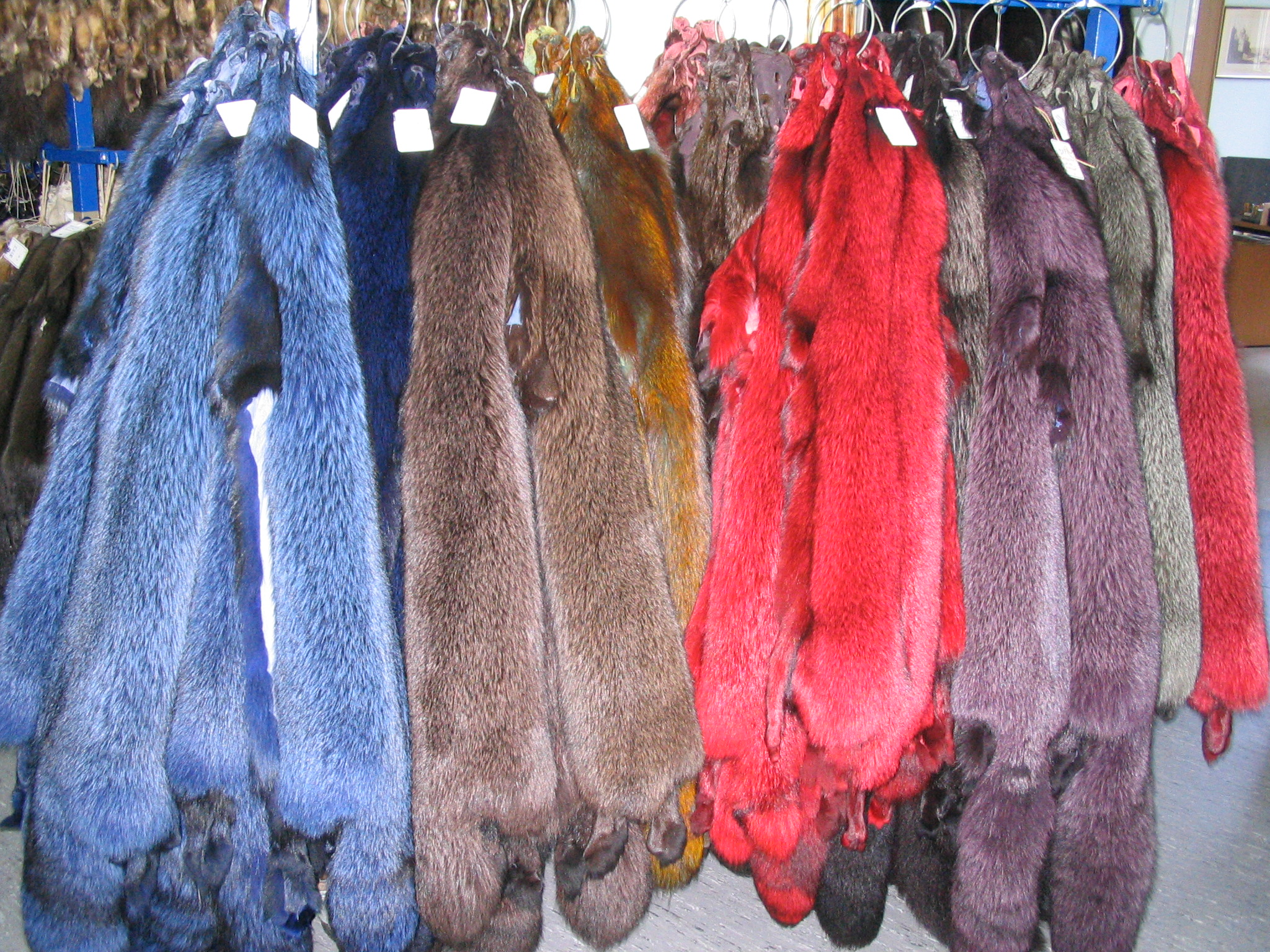
Bluefrost-Fuchs, gefärbt

#### Bluefrost-Fuchs
Eine weitere Farbvariante mit der gleichen Genetik wie beim Golden-Island-Fuchs ist der Bluefrost Fuchs, der aus einem Blaufuchs und einem Silberfuchs herausgezüchtet wird. Auch hier ist ein Silberfuchs der Rüde und ein Blaufuchs die Fähe. Das Fell hat die gleiche mittlere Haarlänge, das Fell eine sehr blau anmutende Färbung mit einem leichten, gleichmäßigen Silbercharakter. Der Schweif hat eine weiße Spitze, die ähnlich dem Blaufuchs meist leicht abgerundet ist.
Eine weitere Sorte ist der Platinum-Bluefrost-Fuchs, ein Bluefrost-Fuchs, der wie der Platinfuchs weiße Farbabzeichen am Körper trägt. Hier werden die Silberfuchsrüden mit weiblichen Shadowfüchsen verpaart.

#### Weitere, vor 1921 hinzugekommene Fuchs-Mutationsfarben

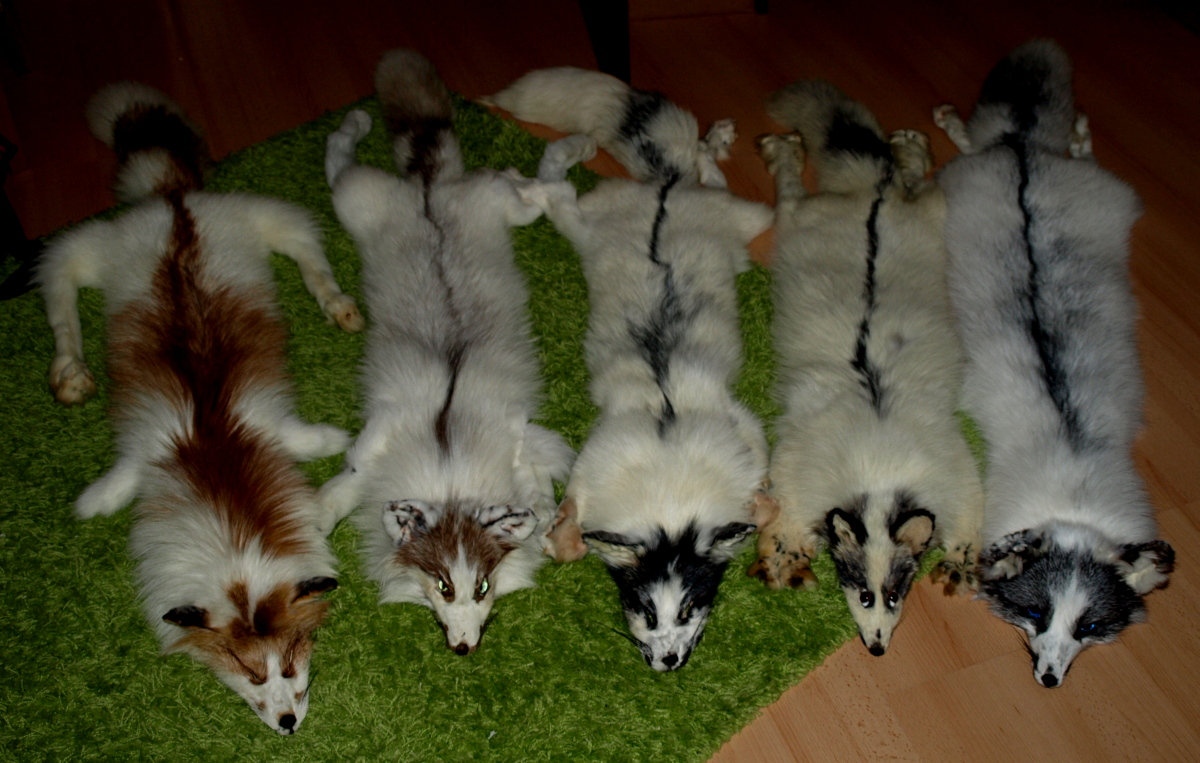
Verschiedene Arctic Marble Fuchsfelle

Fawn Light, mit mittlerer Haarlänge; dunklem Rücken und sehr hellen Seiten.
Arctic Marble, ein neuer Langhaartyp; weiß mit, besonders in der Rückenmitte, eingestreuten schwarzen Grannen.
Arctic Marble Frost, eine meist von Saga gezüchtete Variante des Arctic Marble Fuchses mit mittlerer Haarlänge. Anders als der Arctic Marble Fuchs hat dieser sehr blau schimmernde Farbmarkierungen.
Arctic Marble Blue
Arctic Marble Cross
Sun Glo, eine Farbvariante des Marblefuchses. Weiß mit einer markanten rot-orangen Linie auf dem Rücken, an den Flanken eingestreute einzelne Haare, die den Marble-Effekt (marmoriert) verursachen.
Arctic Golden Island, eine neue Kreuzung aus Shadowfuchs und Rotfuchs herausgezüchtet mit mittlerer Haarlänge. An den Flanken weiß, auf dem Rücken ab Nacken bis über den Schweif liegt ein leicht orange anmutender, aber doch braungrau dominierender Schleier.
Red Amber, ein Silberfuchs dessen Pigmente im Haar nicht schwarz, sondern creme-braun sind. Dadurch wirkt er wie ein hellbrauner Silberfuchs.
Amber Frost, eine braungraue Farbvariante des Frostfuchses. Hierfür werden männliche Amberfüchse mit Blaufuchsfähen verpaart. – Der Bluefrost Fuchs ist die bekanntere Farbvariante des Amber Frost Fuchses.
Golden Amber, ein sehr tiefer, satter Braunton. Im Jahr 1958 wurde die erstmalige Züchtung von reinbraunen Füchsen in verschiedenen Farbnuancen durch die amerikanische Pelztiergroßfarm Fromm Bros., Hamburg (Wisc.) gemeldet. Sie wurden unter dem Sammelnamen Golden Spectrum geführt. Auf der Brüsseler Weltausstellung wurde ein Mantel gezeigt. Danach folgte der Farbschlag Golden Amber. Bei allen diesen Farbtönen, außer den maulwurffarbenen, besteht ein auffallender Kontrast zwischen den weißen und braunen Haaren.
Red Platina, oder auch Red Platinum, ein Platinfuchs, der nicht grau-weiß ist, sondern orange-weiß.
Golden Island Shadow, eine Variante die, anders als der Golden-Island-Fuchs, deutliche weiße Zeichnungen im Gesicht und Nacken trägt. Die Beine und der Schweif sind sehr hell bis gänzlich weiß.
Smokey

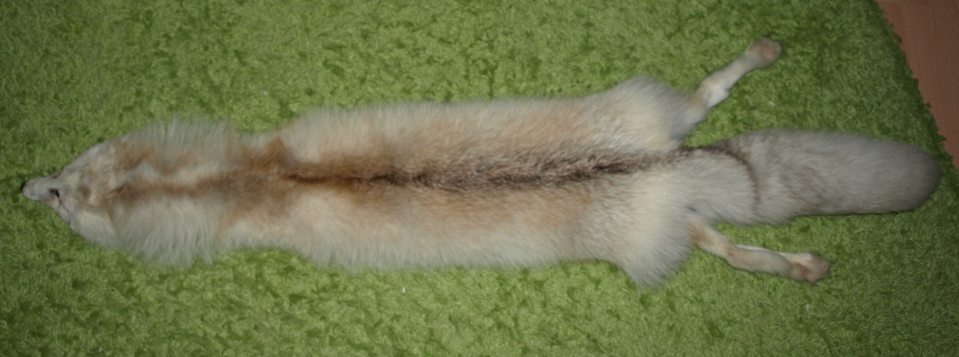
Golden-Island-Shadow-Fuchsfell

Im Laufe der Jahre haben die Fuchszüchter die Mutationsfarben in vier Gruppen aufgeteilt:
- Rezessiv mutante („nicht in Erscheinung tretende“ Mutation)

Silver, Pearl, Burgundy, Amber, Fawn Glow, Sapphire, Pearl Amber und eventuell Dawn Glow.
- Dominant mutante

White face (weißgesichtig), Georgian White, Platinum und Arctic Marble (Rot ist ebenfalls eine dominante Farbe, aber keine Mutation)
- Kombinationen rezessiv und dominant mutante (bei mischerbigem Vorkommen setzt sich der dominante Erbfaktor gegenüber dem rezessiven in der Merkmalsausprägung jeweils durch)

Smokey Red, Gold Fox, Dakota Gold, Autumn Gold, Platinum Red, Glacier, Red White Face, Sun Glow, Burgundy Marble und weitere
- Fire-Typen, die durch eine Kombination von rezessiven Farben entstanden sind und ein rezessives Gen für Silber und ein rezessives Gen für Colicott-Braun haben

Wild Fire, Fire & Ice, Snow Glow, Moon Glow und weitere.

Weitere Fuchs-Mutationsfarben
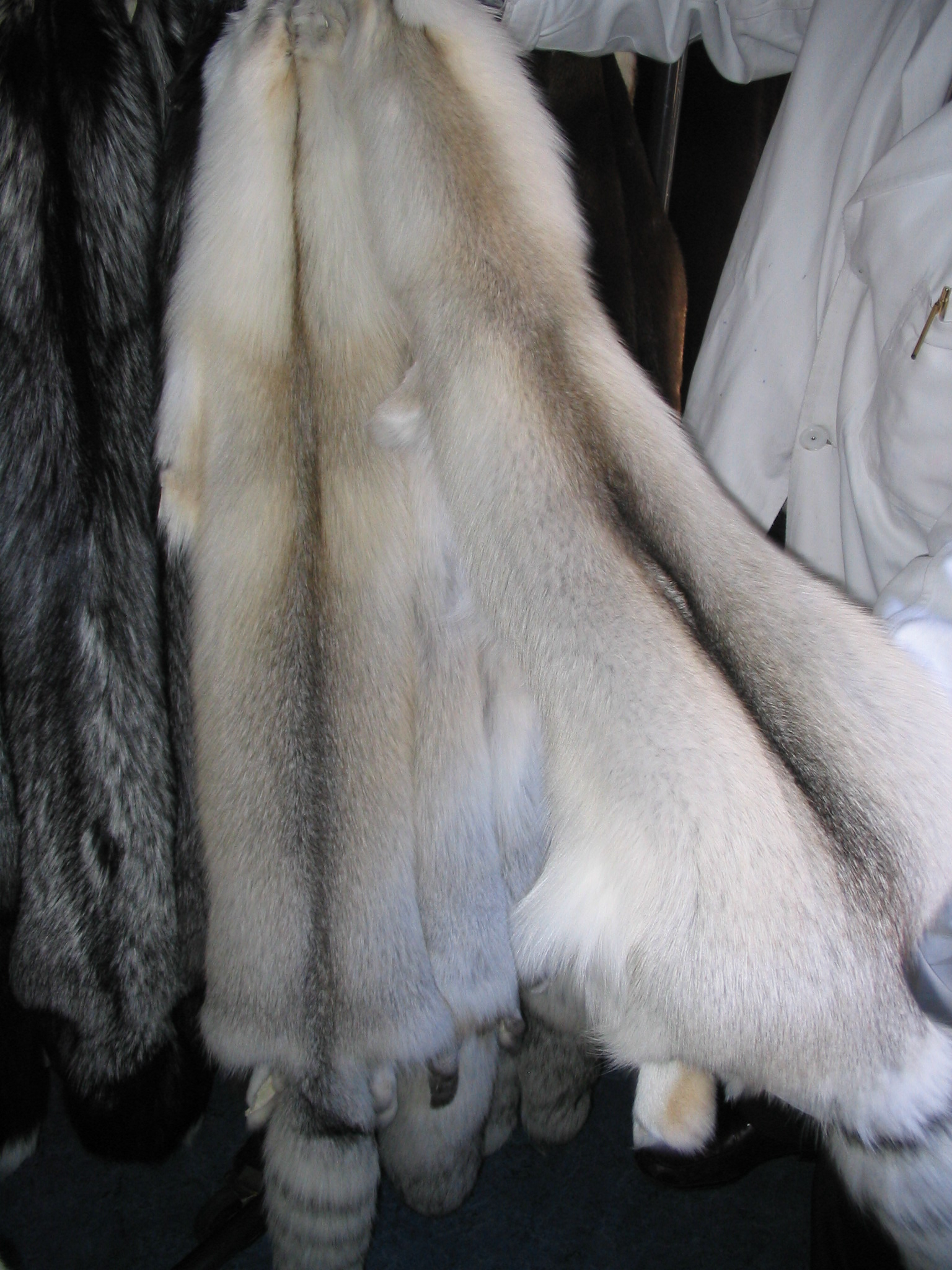
Fawnlight
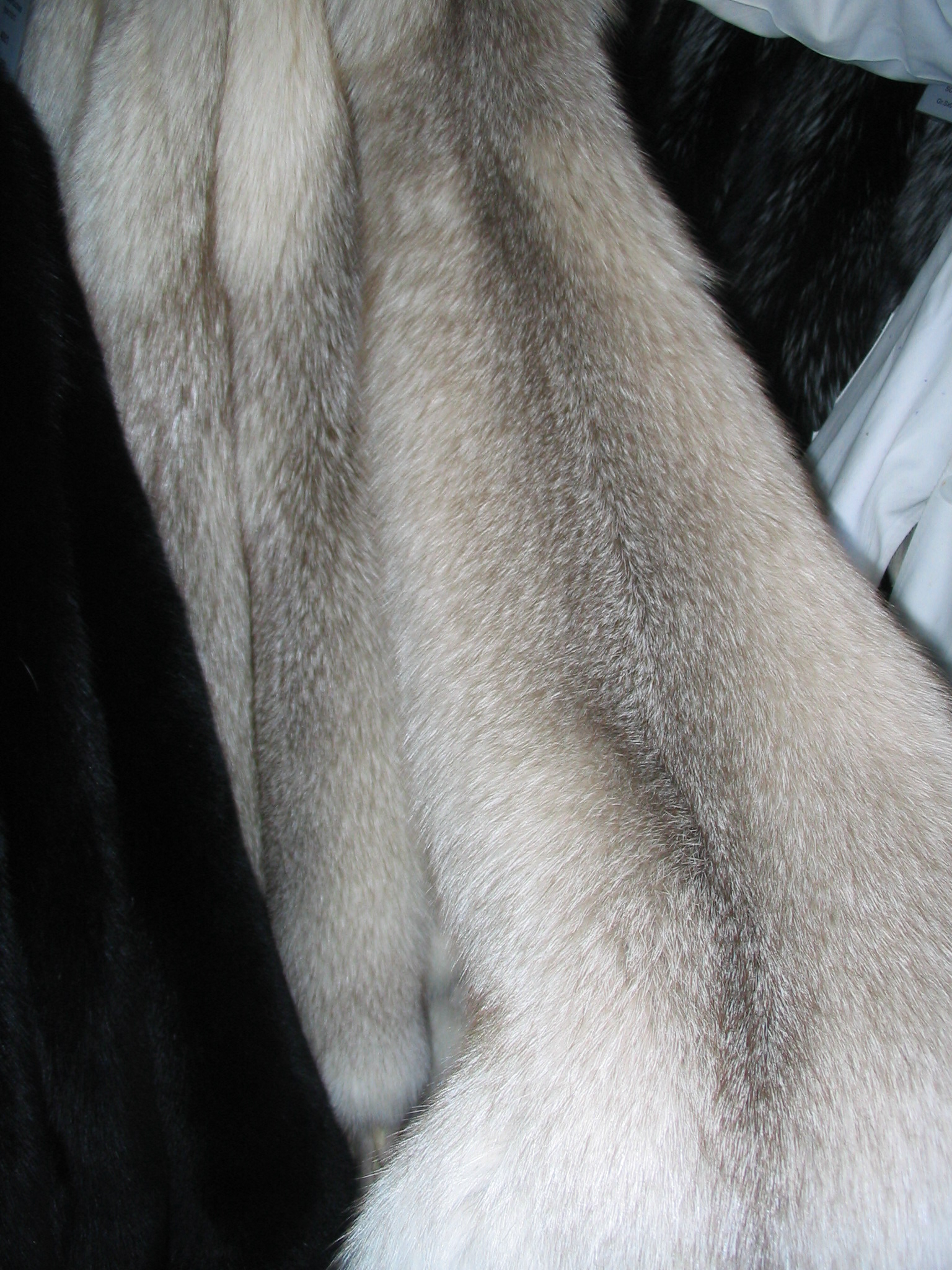
Amber-Frost
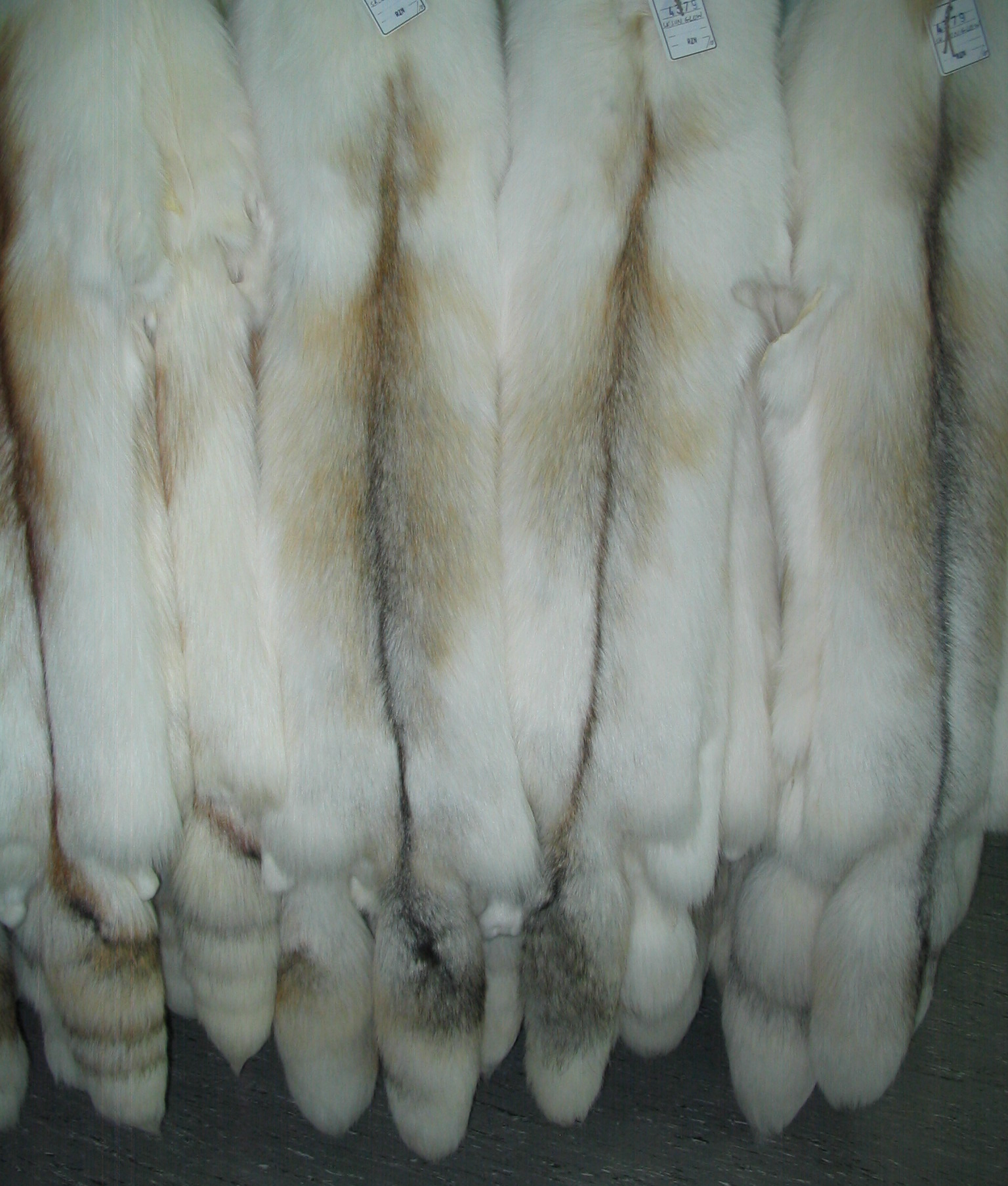
Sun Glow und Arctic Golden Island

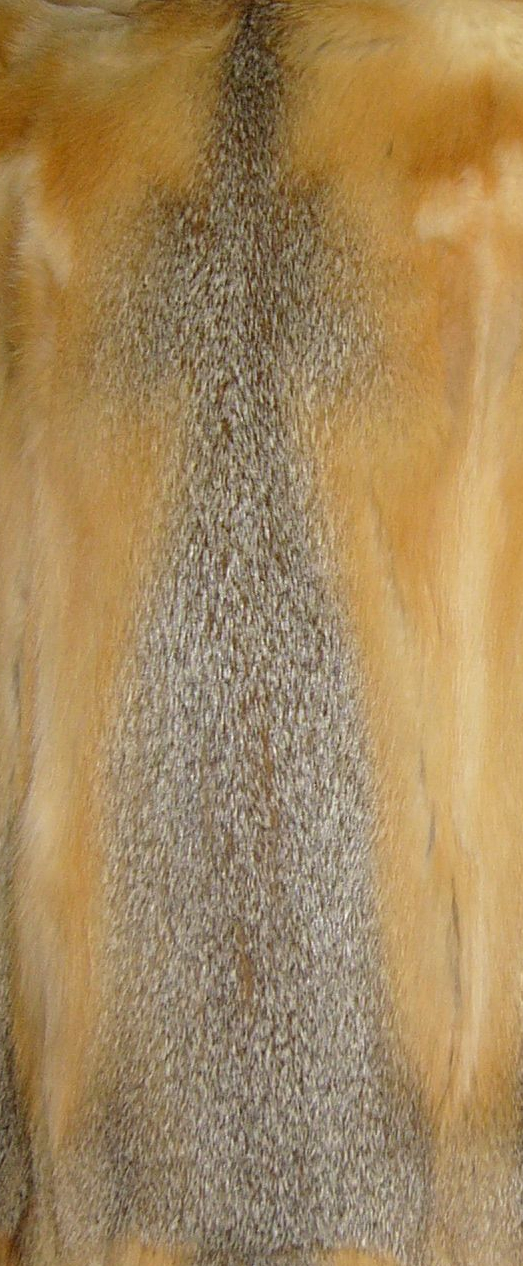
Kit- bzw. Swiftfuchsfell

#### Kitfuchs und Swiftfuchs
Die traditionell in der Pelzbranche als Kitfuchs gehandelten Felle stammen von zwei nahe verwandten nordamerikanischen Arten, dem Swiftfuchs beziehungsweise Steppenfuchs und dem Kitfuchs (früher häufig auch Kittfuchs), auch Großohr-Kitfuchs (nicht zu verwechseln mit den afrikanischen Großohrfüchen). Kitfuchsfelle ähneln in vieler Hinsicht den Rotfüchsen, der Unterschied besteht hauptsächlich in der Größe und der Farbe.
Auch die in den Auktionskatalogen der Hudson’s Bay und Annings Ltd. angebotenen Mongolischen Kitfüchse sind keine Felle von Kitfüchsen, sondern Korsakfuchsfelle.
Die IUCN schätzt den Kitfuchs als nicht gefährdet (Least Concern), in Mexiko als gefährdet (Vulnerable) ein. Der Swiftfuchs gilt als nicht gefährdet.

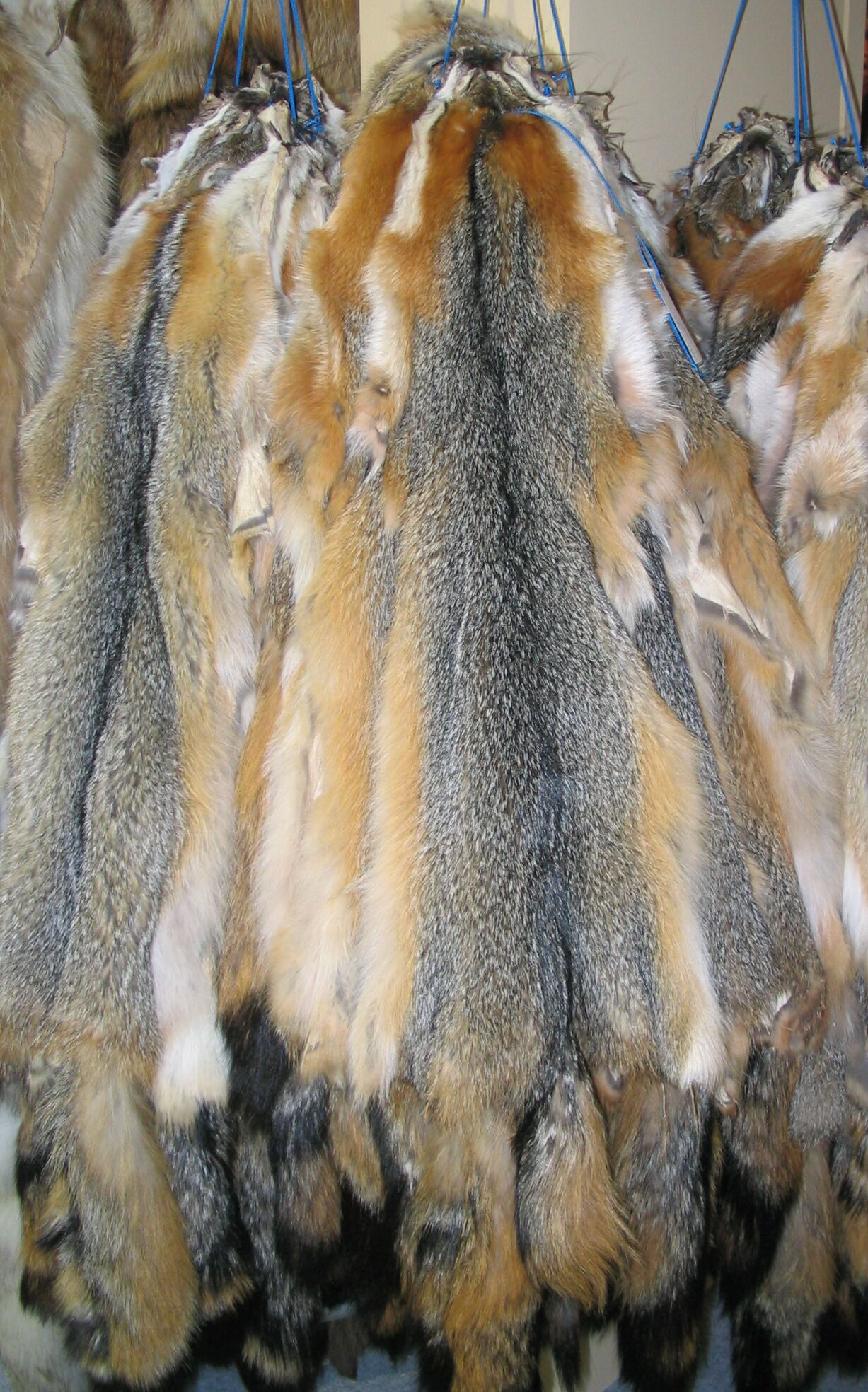
Grisfuchsfelle

#### Grisfuchs oder Graufuchs
Im Groß- und Einzelhandel wird das Fell des nordamerikanischen Graufuchses oder Grisfuchses meist als Grisfuchsfell angeboten, die Bezeichnung Graufuchs wurde in der Vergangenheit häufig für graufarbige Füchse anderer Provenienzen, insbesondere für südamerikanische Füchse, verwendet.
Für die Felle des südamerikanischen Kampfuchses siehe bei Rotfuchsfell, für Felle des nordamerikanischen Kitfuchses und des Swiftfuchses siehe Kitfuchsfell.

#### Tibetfuchs
Das Fell des Tibetfuchses wird in geringem Umfang von der einheimischen Bevölkerung für Pelzmützen genutzt, wofür allerdings Rotfuchsfelle bevorzugt werden.
Das Tibetfuchsfell ist ockergelb mit einem weiß gesprenkelten Rücken, die Seiten sind blass rostgelb, der Schweif grau. Die Halsseiten sind eisengrau, mit weiß und schwarz gemischt. Die Schweifspitze ist weiß; die Ohren sind kurz.
Aufgrund des großen Verbreitungsgebietes und der derzeit fehlenden ernsthaften Gefährdungen stuft die International Union for Conservation of Nature and Natural Resources (IUCN) den Tibetfuchs als „nicht gefährdet“ (Least concern) ein.

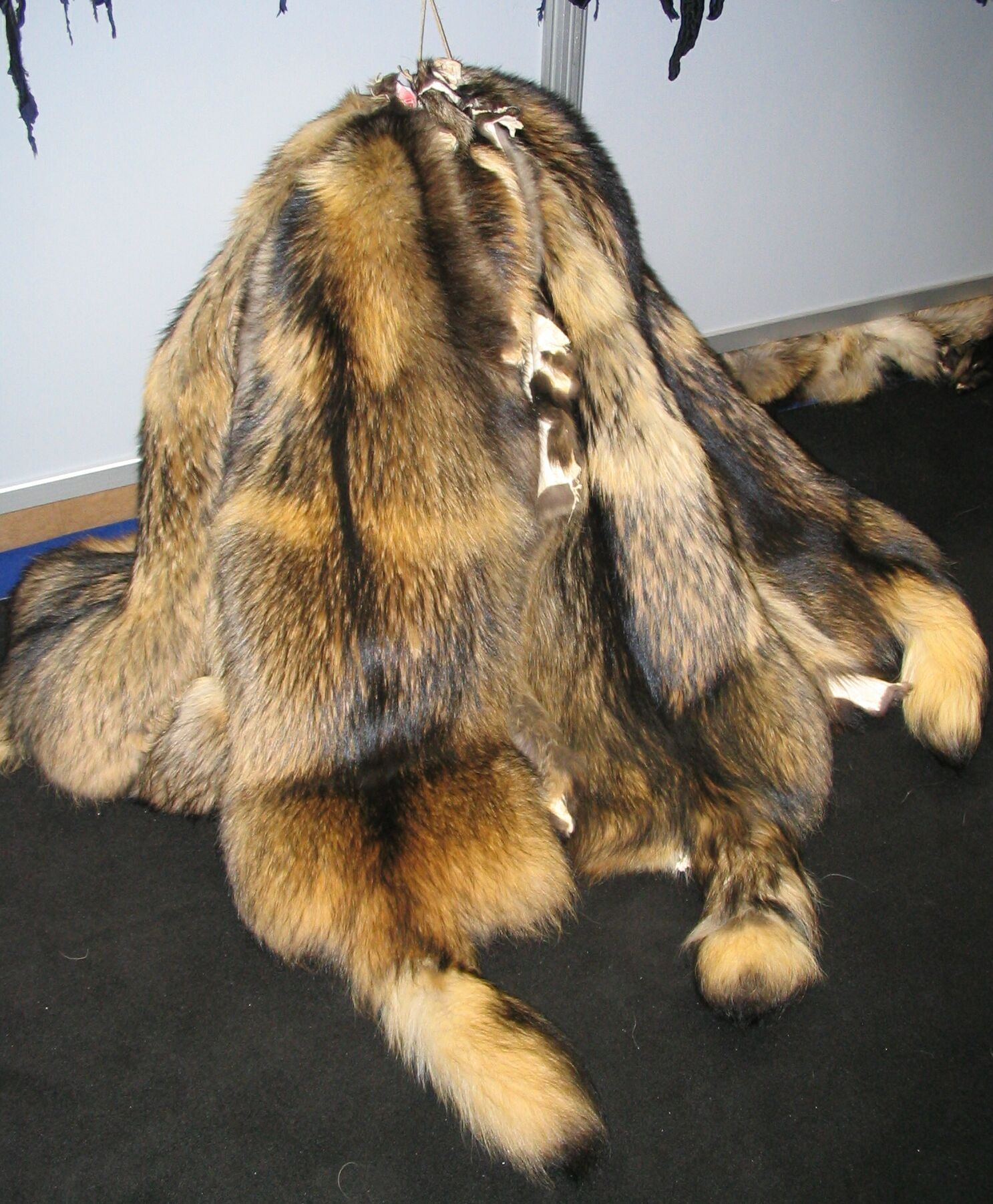
Seefuchsfelle

### Seefuchs, Tanuki, Marderhund oder Enok
Im Pelzhandel wird das Fell des Marderhunds schon immer unter vielen Namen gehandelt, nur nicht als Marderhundfell. Die gebräuchlichen Bezeichnungen sind eigentlich Seefuchs oder Tanuki. Nicht nur auf den Rauchwarenauktionen, sondern auch im Groß- und Einzelhandel, wird das Seefuchsfell wegen seines in Teilen waschbärähnlichen Aussehens weiterhin mit den irreführenden Namen Finnraccoon (aus Finnland), Russisch Raccoon oder Chinesisch Raccoon angeboten (raccoon = engl. Waschbär). Diese Bezeichnungen beruhen mit darauf, dass der Marderhund auch Waschbärhund genannt wird.
Der ursprünglich nur im östlichen Sibirien, nordöstlichen China und Japan beheimatete Marderhund ist durch Ausbürgerung im Jahr 1934 in die Ukraine heute bis nach Finnland und auch nach Deutschland (1962 erster erlegter Marderhund in der Bundesrepublik) vorgedrungen. Durch die Ausbürgerungen hatte sich bis 1986 das Fellaufkommen um das vier- bis sechsfache erhöht.:S. 141–144 Die IUCN schätzt entsprechend den Marderhund als nicht gefährdet ein (Least Concern).

### Wildhund
Australische Dingos, eine verwilderte Haushundrasse, können zwar für die Gewinnung von Pelzen genutzt werden, sie haben aber meist nur einen geringen Wert, in einigen Staaten sind Dingos geschützt. Die Färbung ist häufig gelbrot, dunkelbraun bis schwarz, teils gescheckt. Im eigentlichen Rauchwarenhandel kommen die Felle nicht vor.

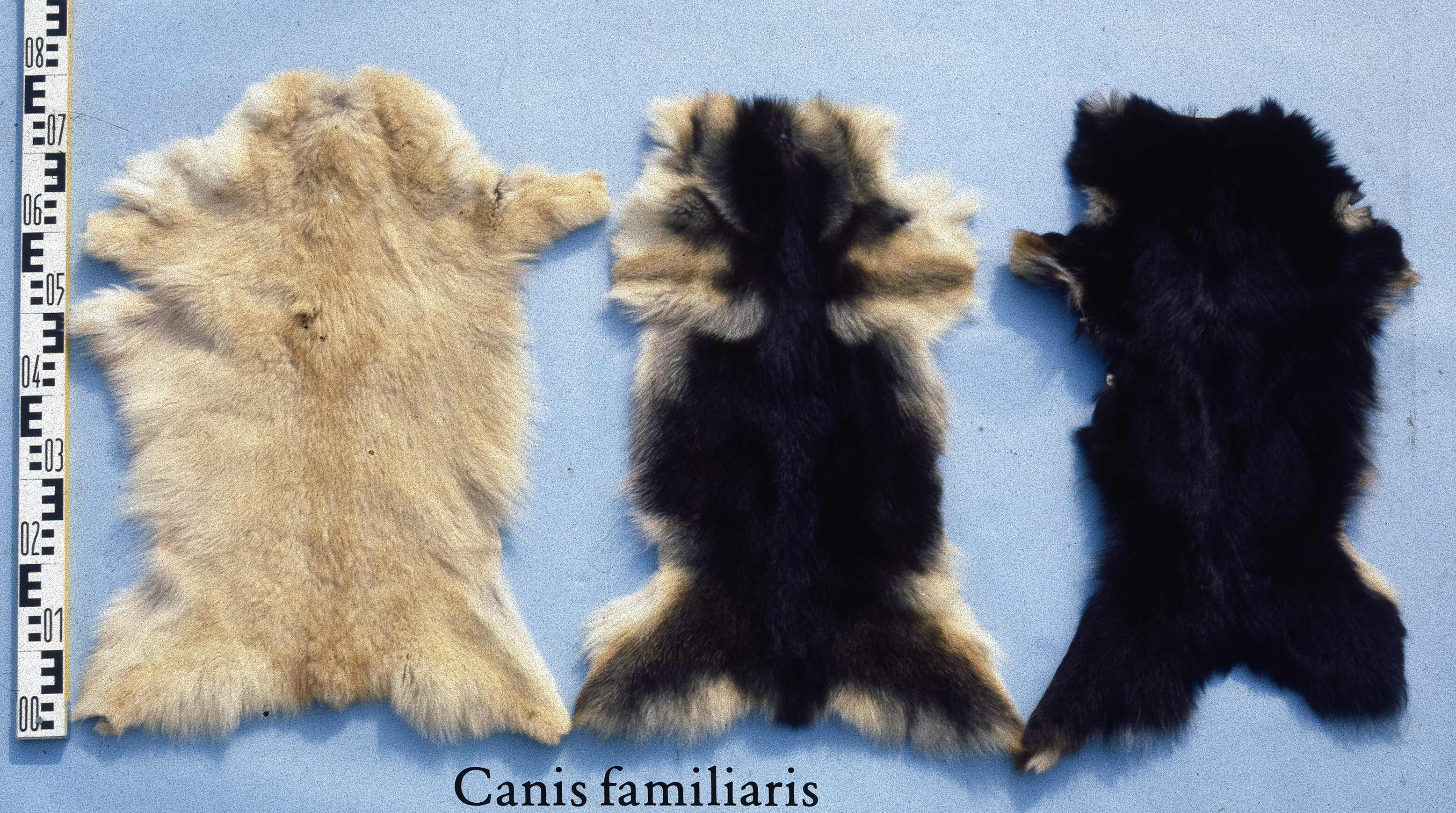
Hunde (China, Korea)
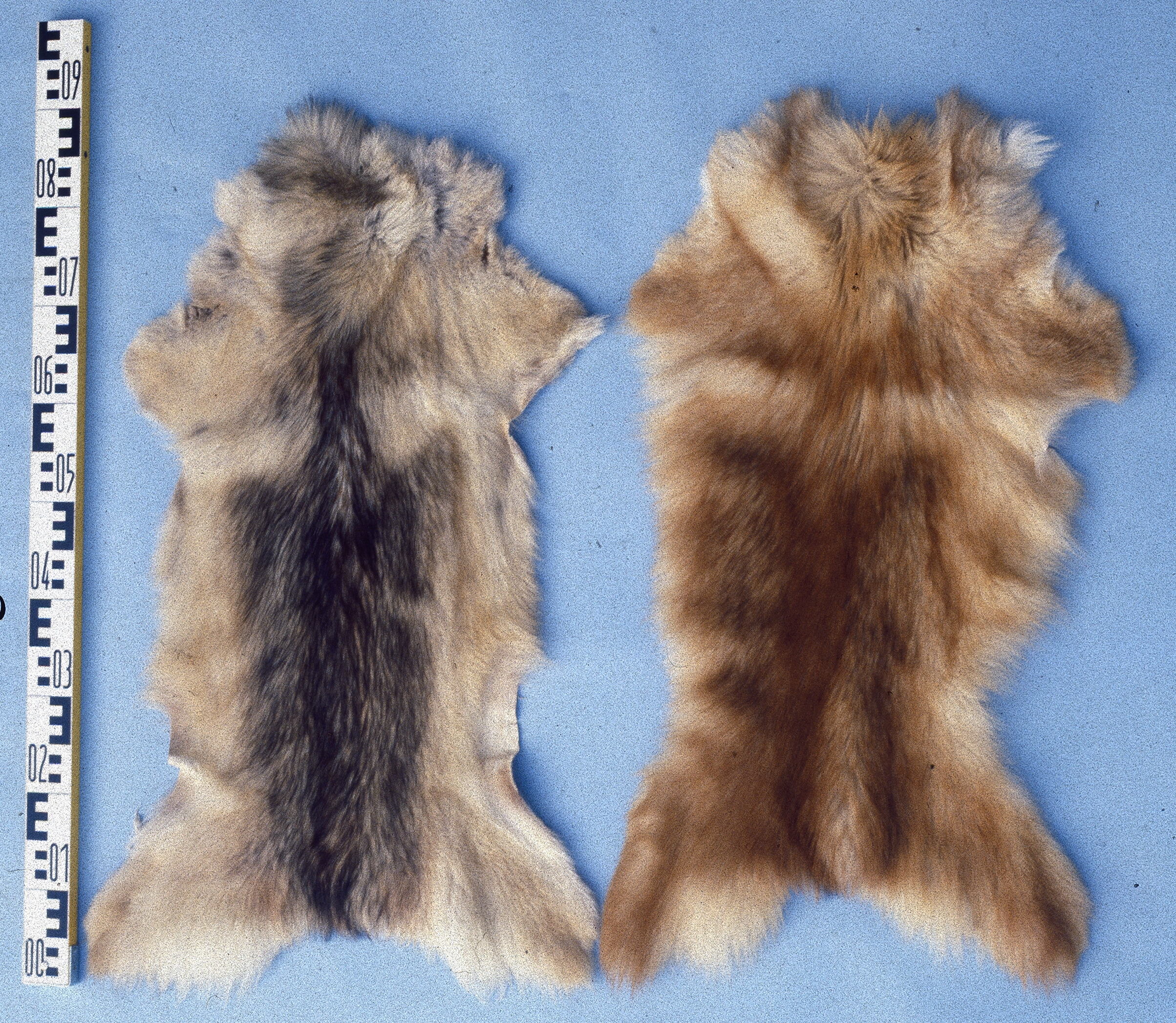

### Haushund
Hundefelle wurden bis Anfang des 20. Jahrhunderts auch in Mitteleuropa genutzt. Seit 2009 unterliegen sie, wie auch die Felle der Hauskatzen, in den Staaten der Europäischen Union einem Handels- und kommerziellem Einfuhrverbot.
Auf den Weltmarkt kamen seit jeher fast ausschließlich asiatische Felle, meist aus China, der Mongolei und Korea. Die Produkte aus den, im Rauchwarenhandel als chinesische Hunde bezeichneten, Fellen wurden als Gae-Wolf-Pelze angeboten, früher auch als Sobaki, beides östliche Namen für den Hund. Auch Asiatischer Schakal war einer der früheren, das Wort Hund vermeidenden, Bezeichnungen für das Haustierfell.

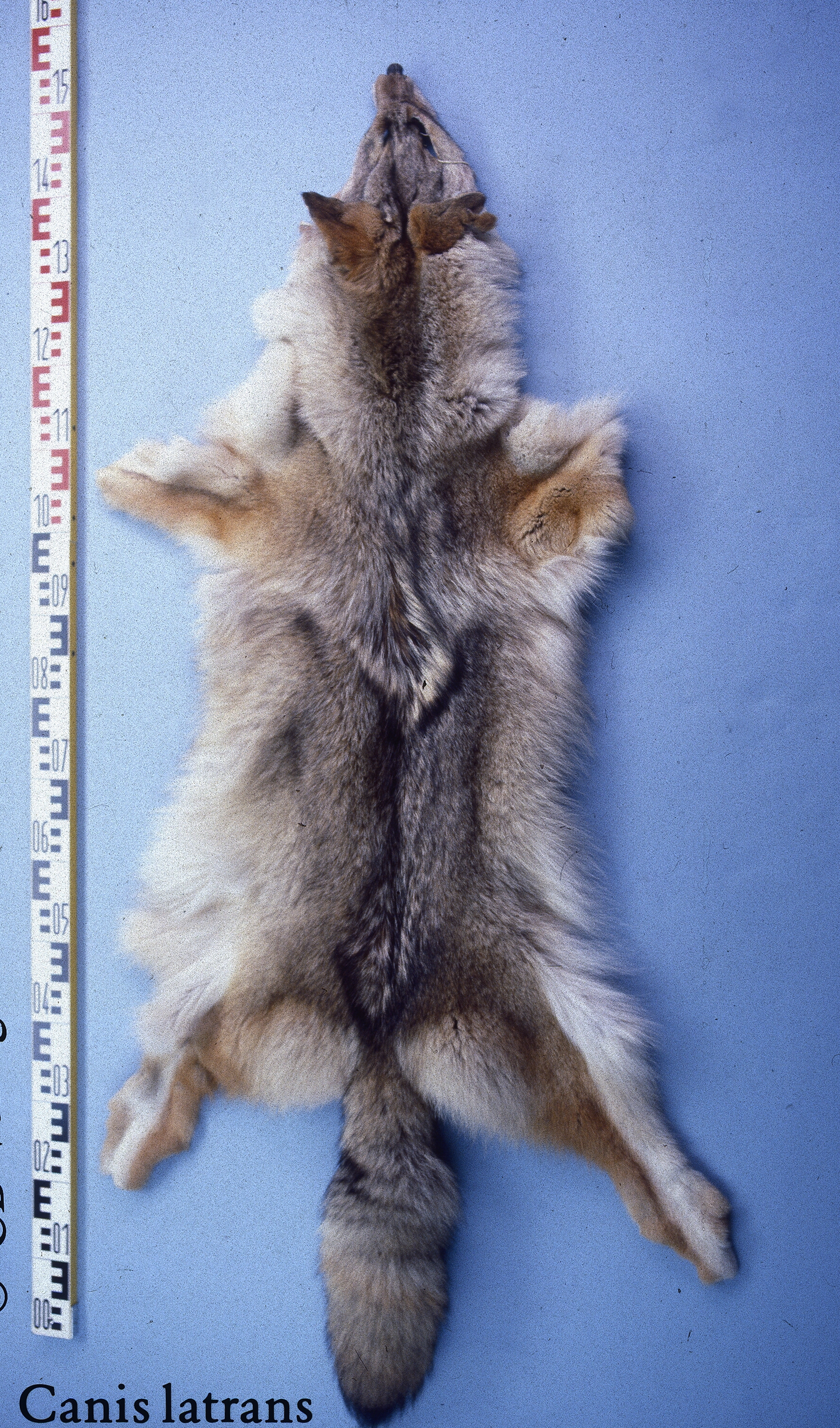
Coyoten
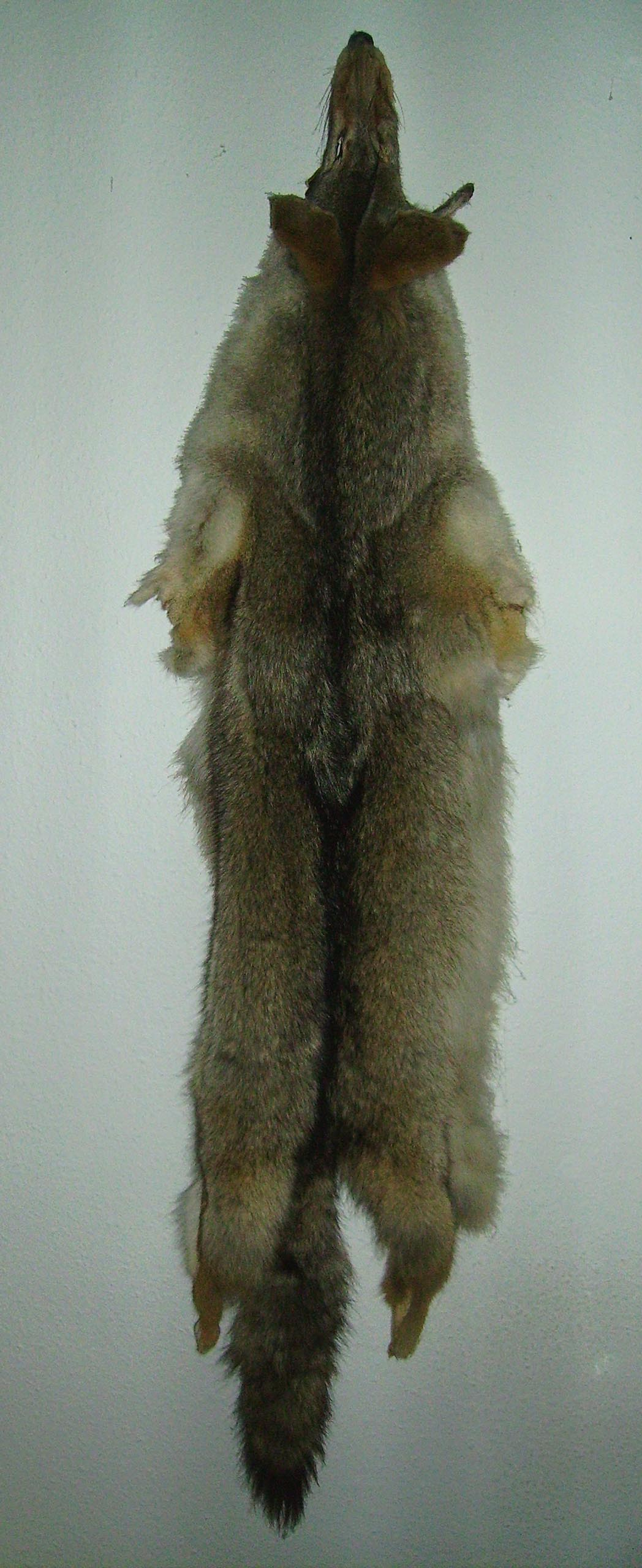

### Coyote (Kojote)
Der nordamerikanische Coyote (Kojote), auch bekannt als nordamerikanischer Präriewolf oder Steppenwolf, ist die hauptsächlich für Pelze verwendete Art aus den Wolfs- und Schakalartigen. Der Pelz wurde bis in die 1970er Jahre im Einzelhandel meist nicht vom eigentlichen Wolf unterschieden, er wurde ebenfalls als Wolfspelz angeboten. Das mexikanische Wort Coyote, die im Pelzhandel gebräuchliche Schreibweise, bedeutet so viel wie Mischling. Er ist in großen Teilen Nordamerikas von Alaska bis Costa Rica beheimatet, die größte Populationsdichte befindet sich in den Süd-Zentral-Vereinigten Staaten, einschließlich Texas. Nach Inkrafttreten des Washingtoner Artenschutz-Übereinkommens mit seinen unterschiedlichen Schutzstufen wurde jedoch auch im Handel eine Differenzierung zwischen Coyoten und den eng verwandten Wölfen notwendig und wichtig (in der Bundesrepublik Deutschland gültig seit 20. Juni 1976, in Österreich seit 27. Januar 1982).

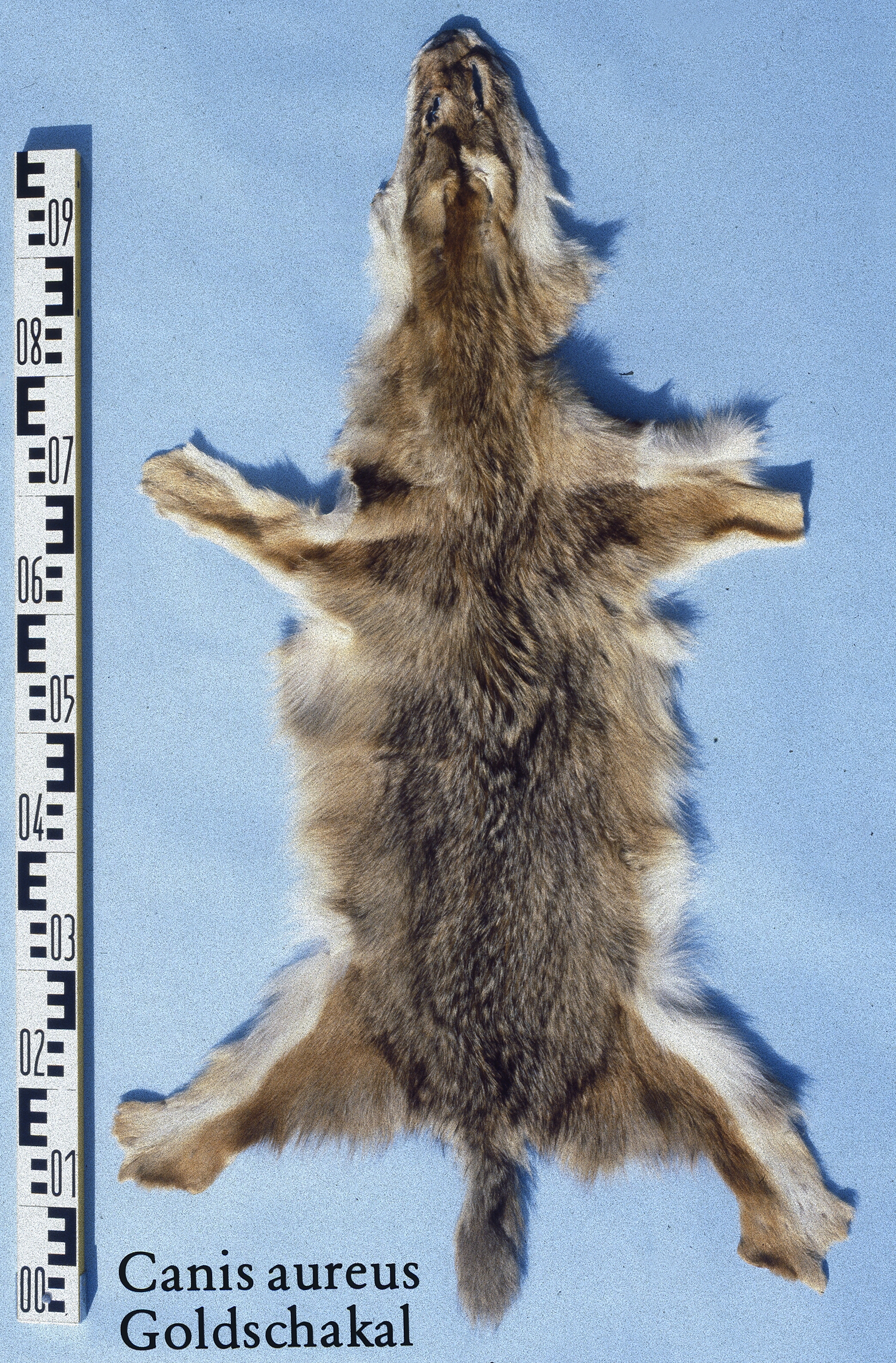
Goldschakal
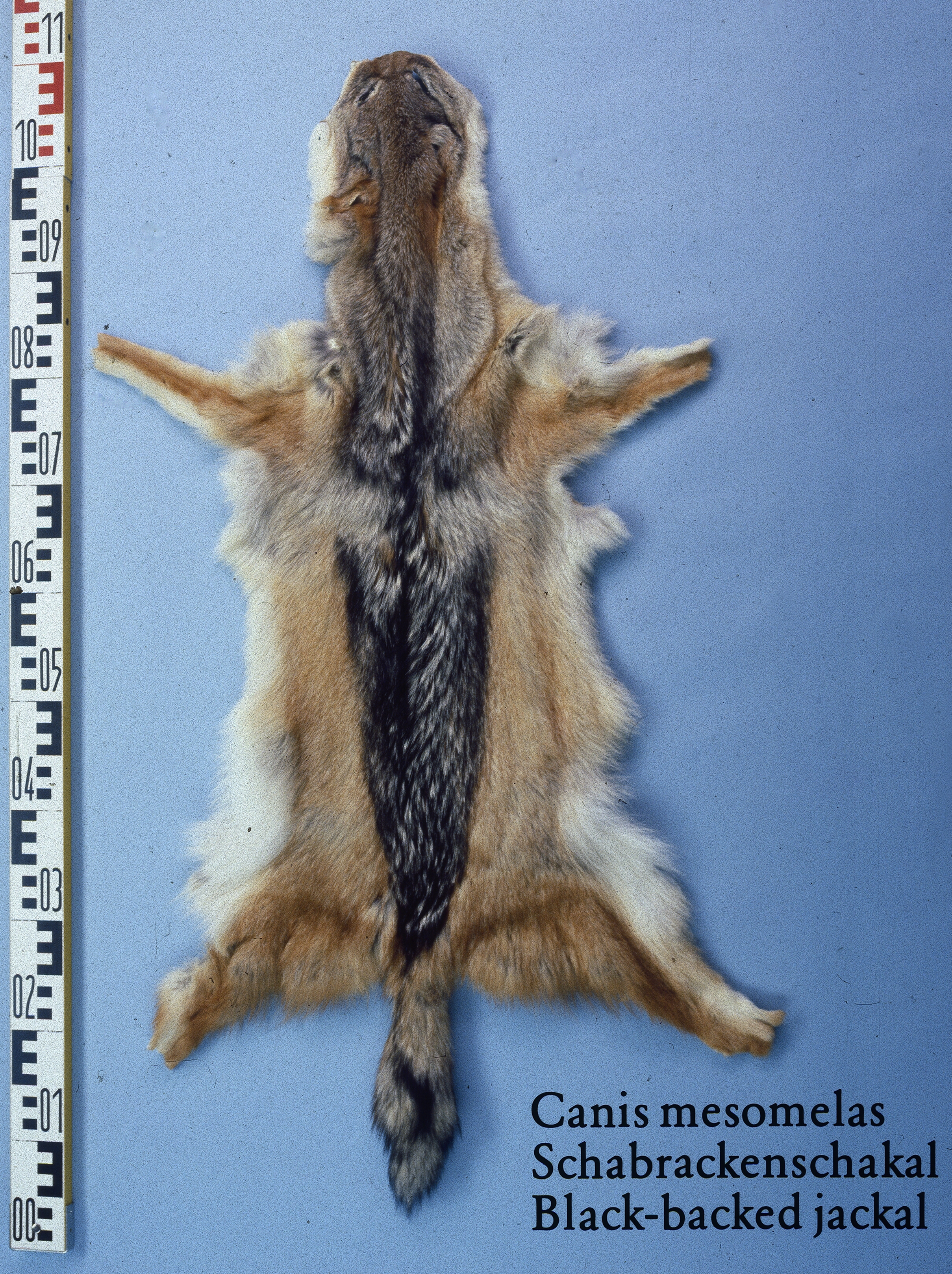
Schabracken-Schakal

### Schakal
Zu den Schakalen gehören drei Wildhundarten, der Goldschakal, der Schabrackenschakal und der Streifenschakal. Schakalfelle werden wegen ihrer nicht ganz so ansprechenden Haarstruktur meist nur zu Decken verarbeitet, Felle aus Gebirgsgegenden gelegentlich auch zu Besätzen und Mützen. In der Regel kommen nur die Felle des Goldschakals in den Handel.

Grauwolfsfelle verschiedener Herkunft
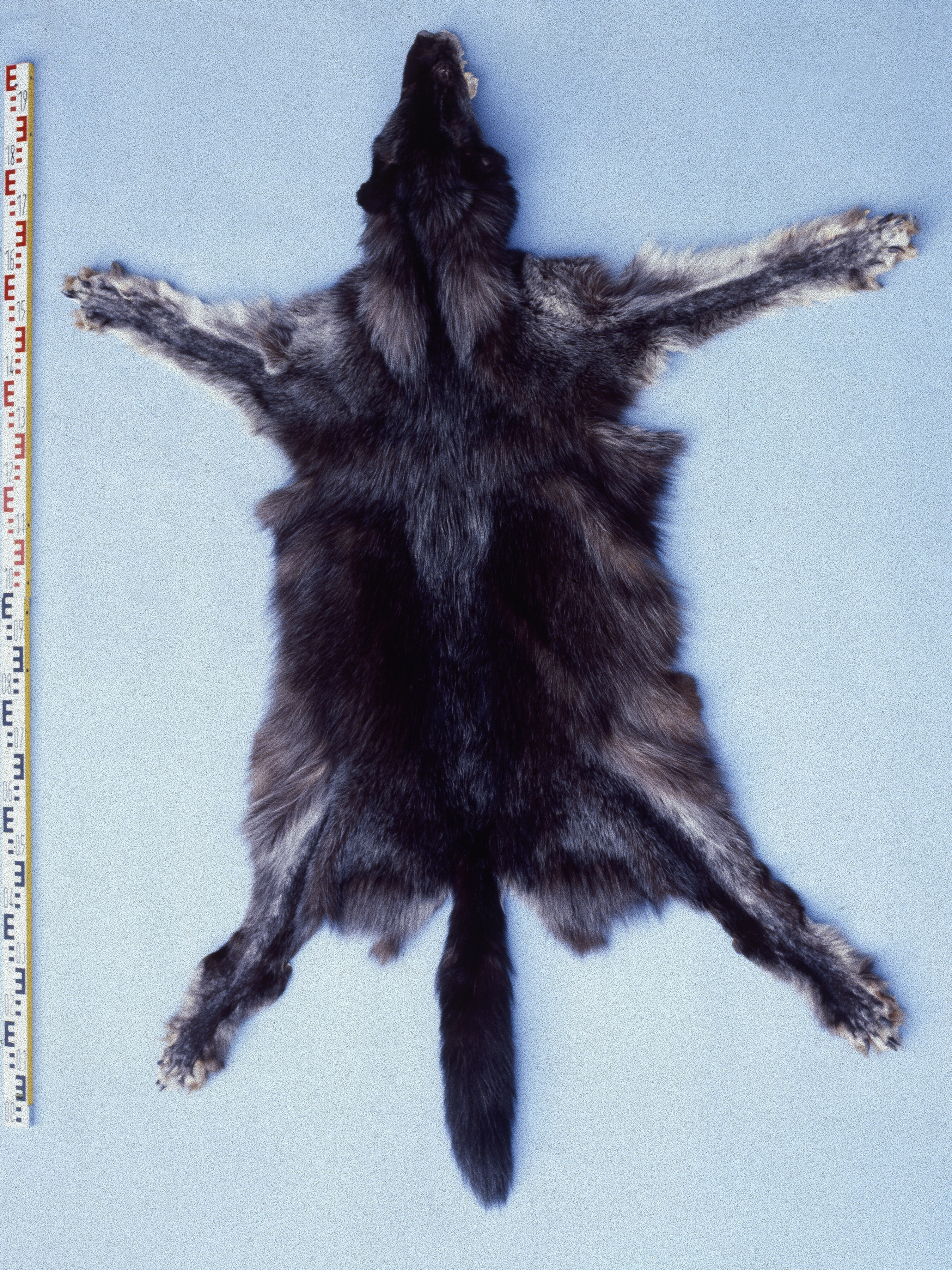
Mackenzie
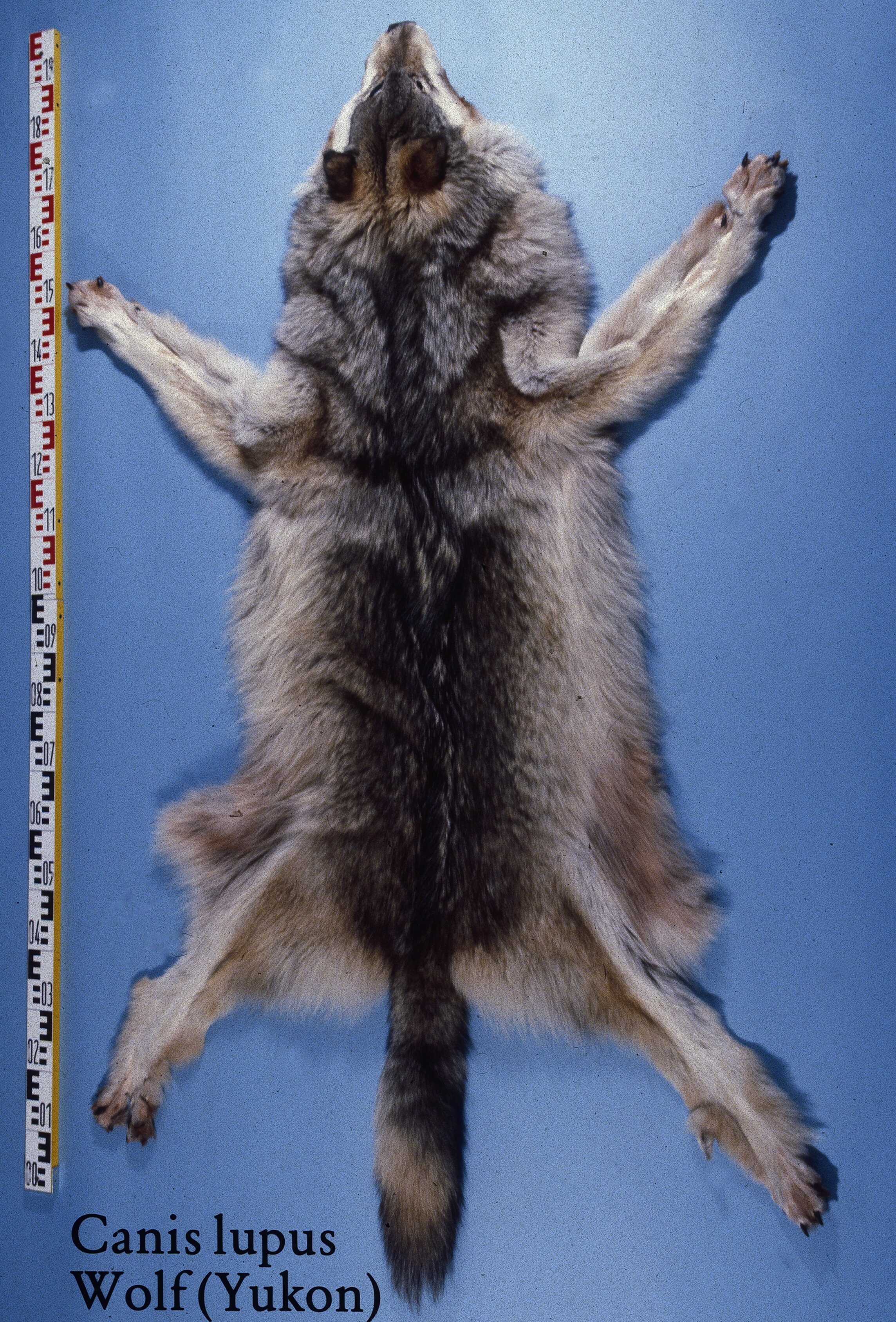
Yucon
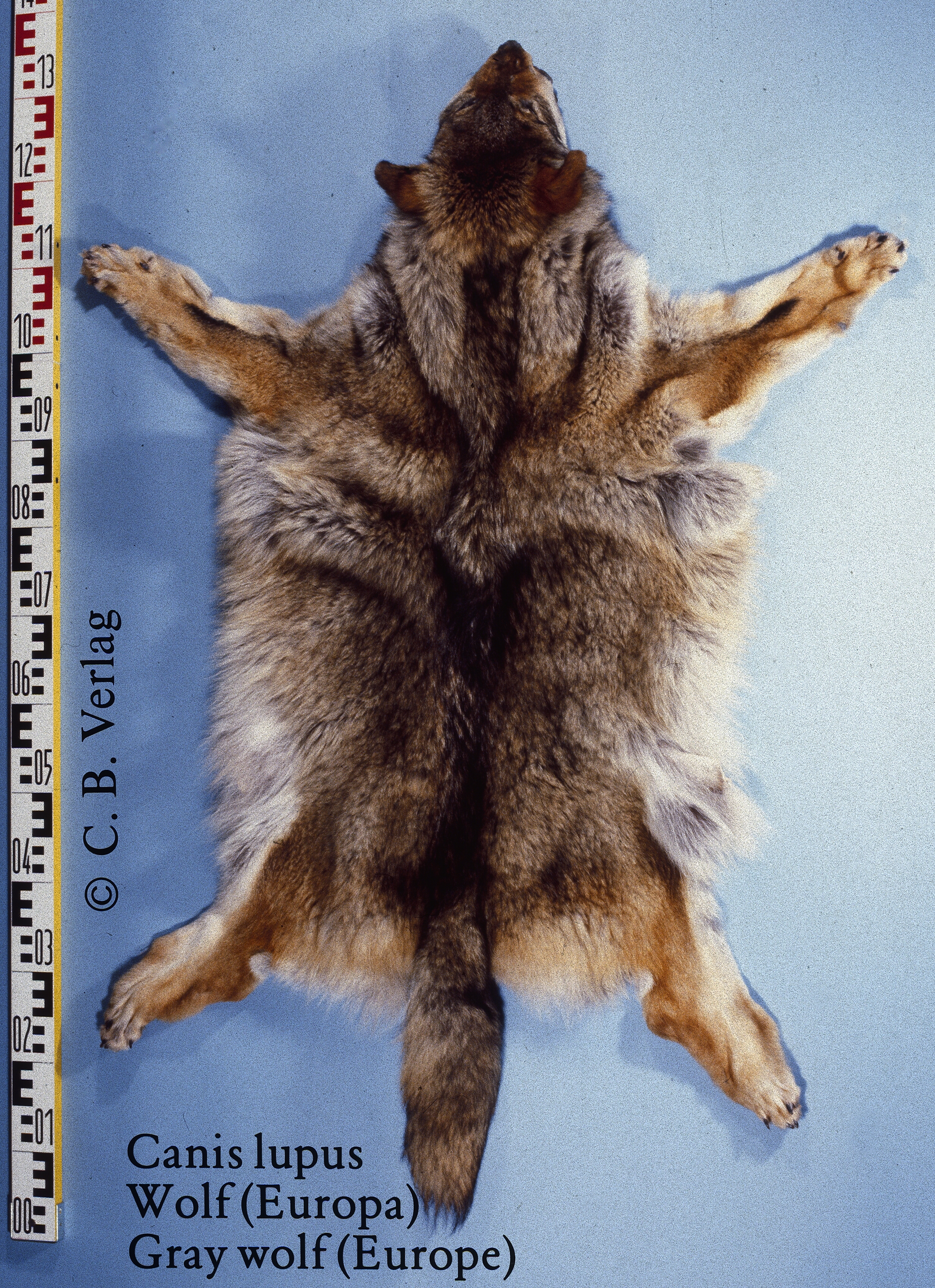
Europa
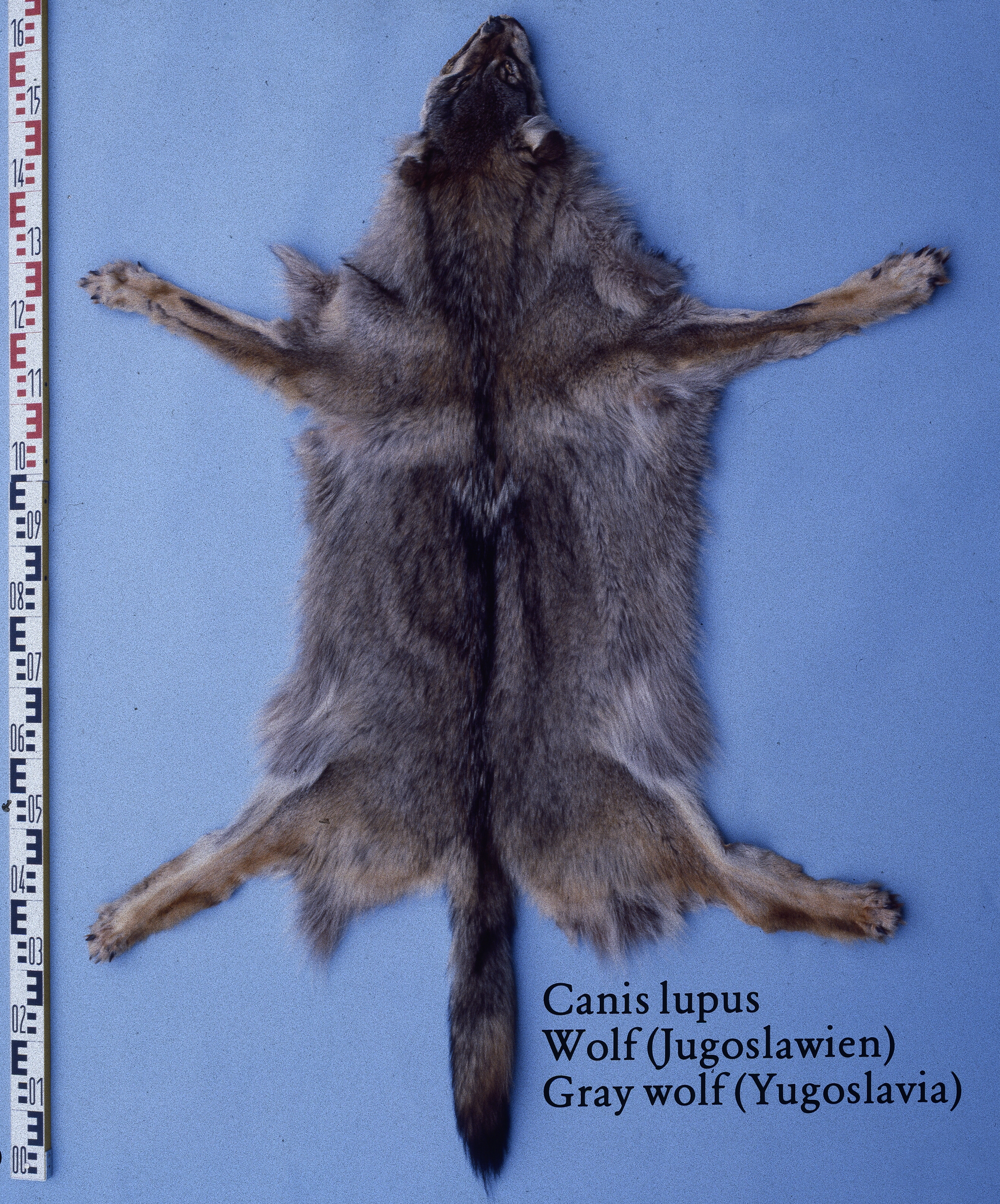
Ehemaliges Jugoslawien
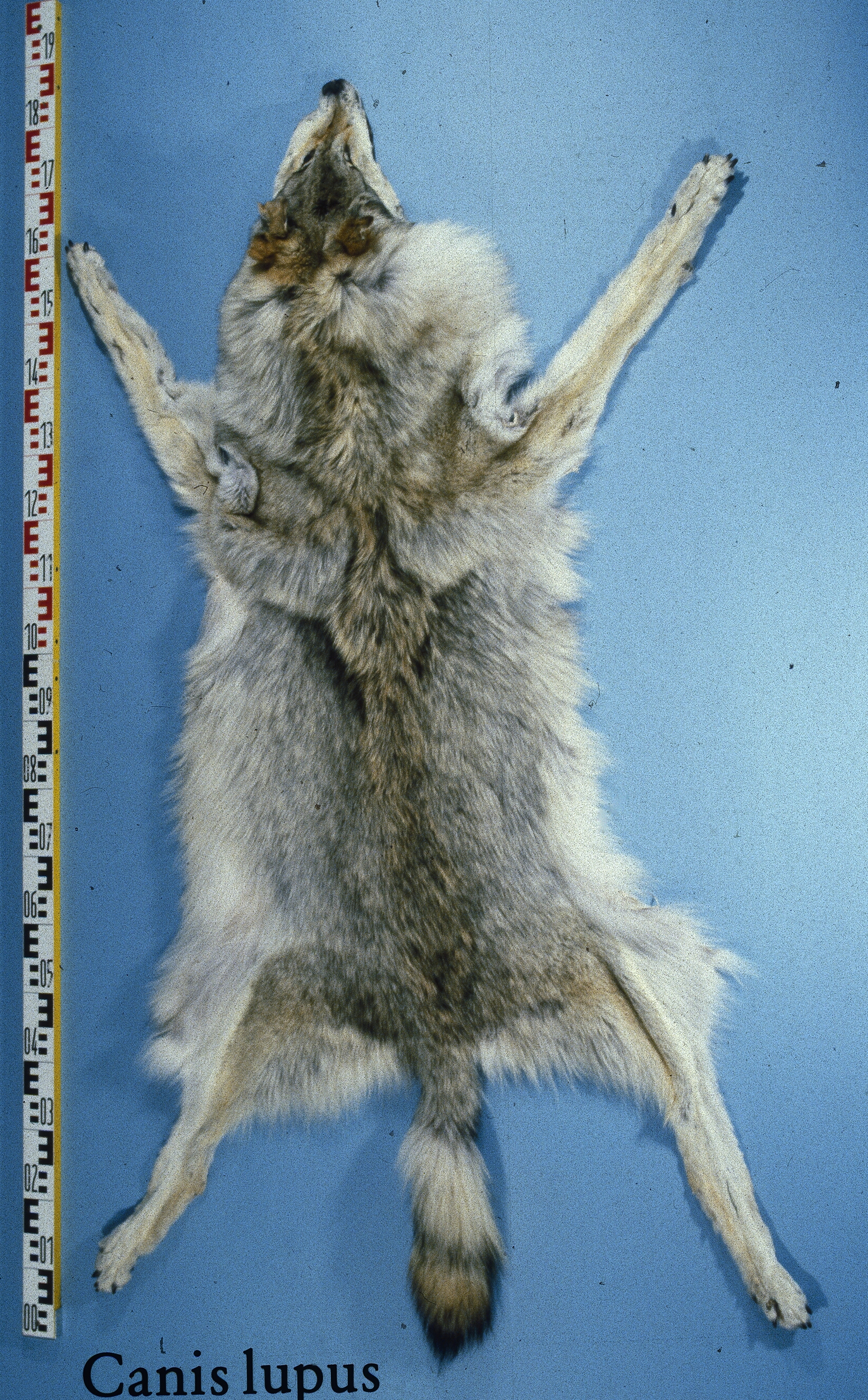
Sibirien

### Wolf
Für die verschiedenen Sorten der Wolfsfelle sind im Rauchwarenhandel Begriffe gebräuchlich wie Grauwolf, Timberwolf und Weißer Wolf oder Polarwolf. Bis zur Einführung des Washingtoner Artenschutz-Übereinkommens mit seinen unterschiedlichen Schutzstufen wurde im Einzelhandel nicht zwischen Wolfsfellen und Fellen des eng verwandten, handelsmäßig wohl bedeutenderen Kojoten unterschieden (in der Bundesrepublik gültig seit 20. Juni 1976, Österreich am 27. Januar 1982), Kleidung aus Coyotenfell wurde ebenfalls als Wolfspelz gehandelt. Zu der Zeit, als Wölfe in Mitteleuropa und auch sonst sehr häufig waren, wurden die Felle als Unterlagen in Betten und zum Ausfüttern von Kleidung verwendet. Jetzt werden sie für sportliche Kleidung genutzt, für Besätze auf Stoffjacken, aber auch für Jacken und Mäntel sowie für Felldecken beziehungsweise Teppiche. In den Nationaltrachten findet das Fell besonders bei den Inuit als Besatz Verwendung, viel als Kapuzenverbrämung.

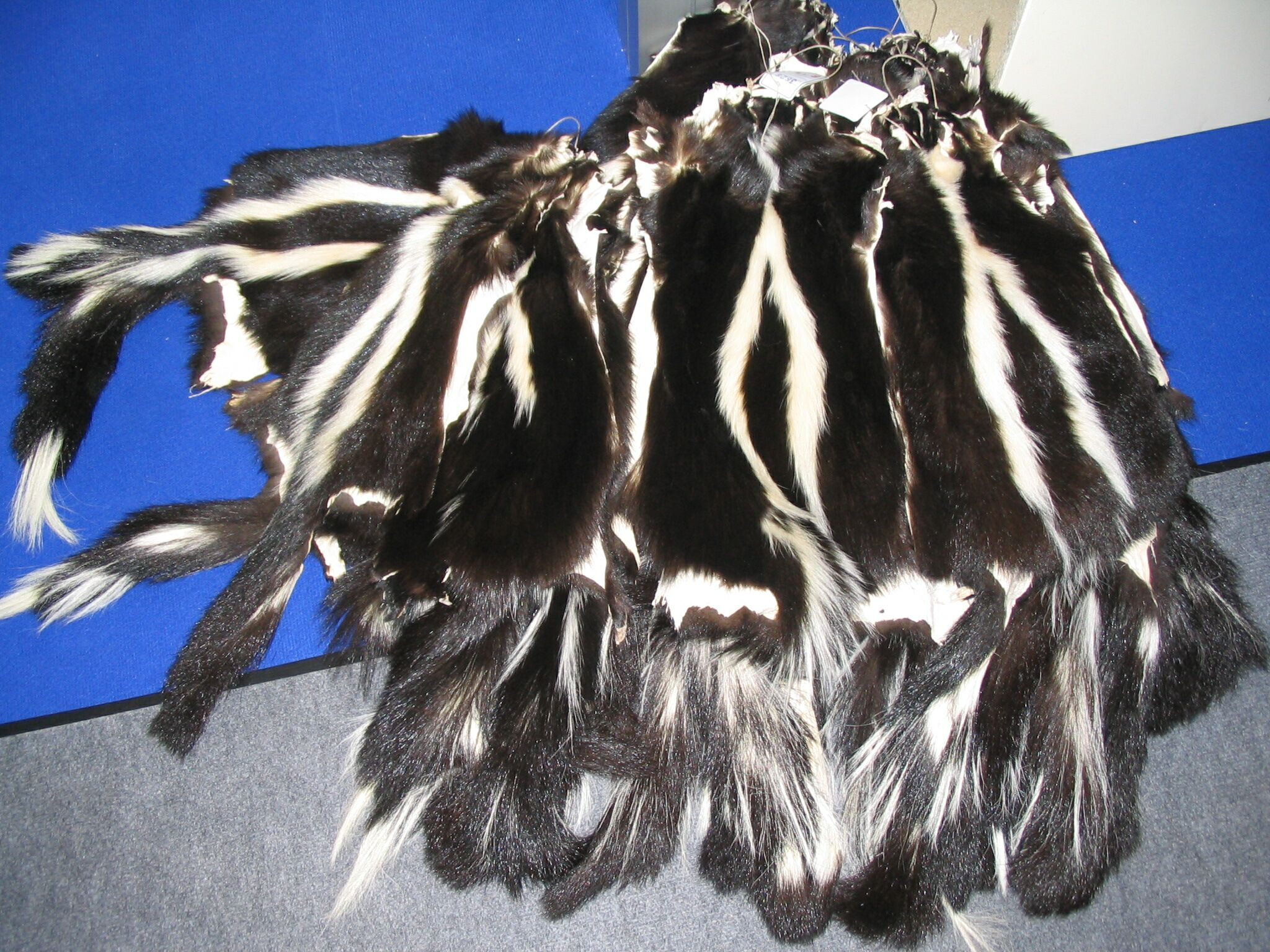
Skunkfelle

### Skunk (Stinktier)
Das Fell des amerikanischen Stinktiers beziehungsweise des Skunks gehörte bis in die 1940er Jahre zu den wesentlichen Materialien der Pelzmode. In Deutschland ist das Skunkfell seit etwa um 1860 im Handel.
Der Handel unterscheidet zwischen Streifenskunks oder Kanadaskunks, den Fleckenskunks und den Zorrino oder Südamerikanischen Skunks, die zu den Ferkelskunks gehören. Die Skunks bewohnen den amerikanischen Kontinent vom Norden bis zum äußersten Süden in verschiedenen Arten.
Der Pelz wird in der Regel auch in der Einzahl als Skunks bezeichnet (der Skunks, gelegentlich deshalb auch das „Skunksfell“).

## Marderartige

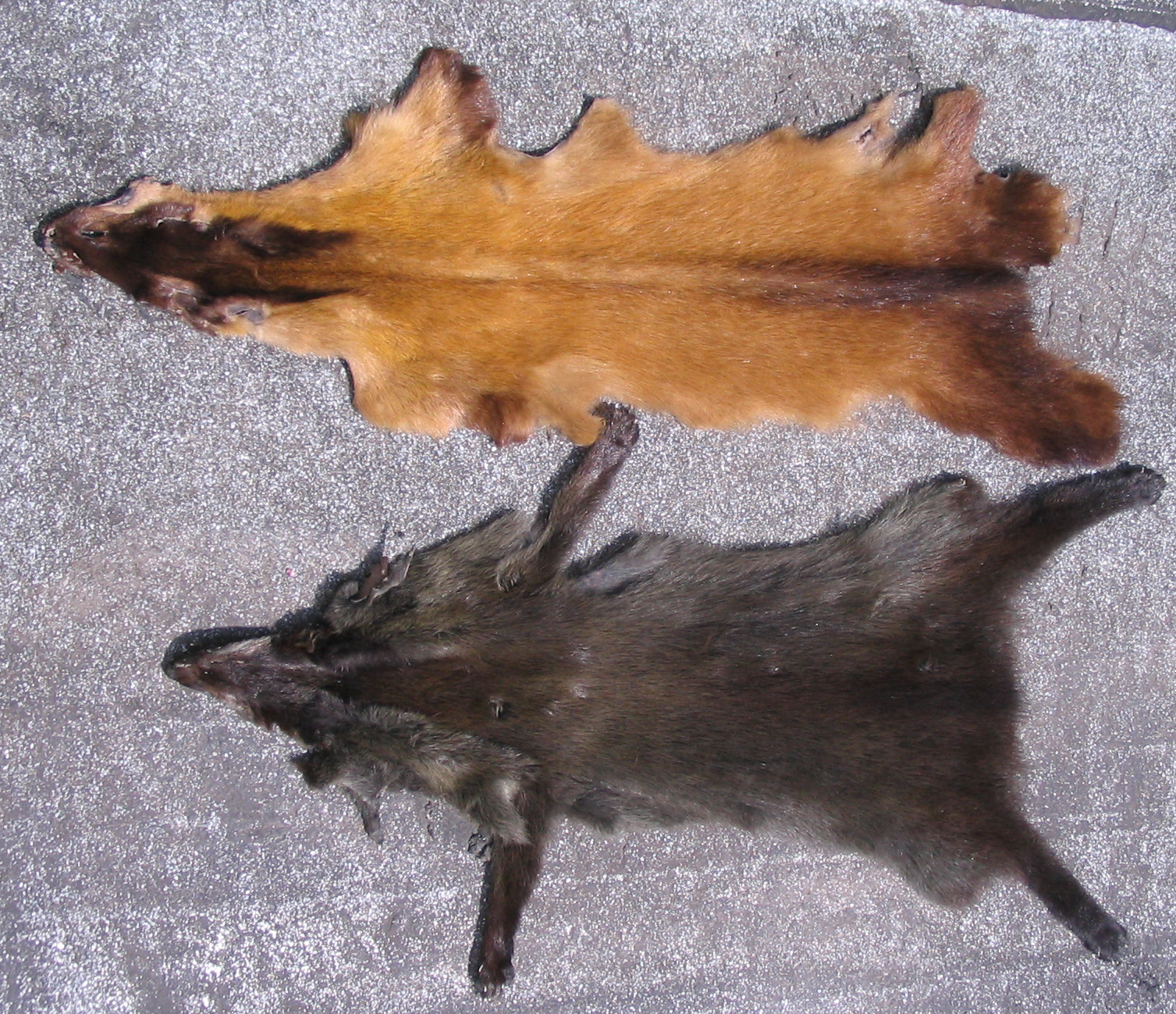
Charsamarderfelle, das untere gefärbt

### Charsa(marder)
Der im östlichen Asien verbreitete Charsa oder Buntmarder hat ein besonders hübsches Fell. Der vordere Teil des Rückens ist hell goldgelb gefärbt, zum Schwanz hin wird die Färbung allmählich dunkler. Kopf, Beine, Genick und Schwanz sind schwarzbraun, die Halsunterseite ist weißlich mit goldgelbem Kehlfleck. Die Fellseiten sind gelblichbraun, Das Unterhaar ist wollig, die Behaarung mittellang, fein und glänzend, weich und dicht; südliche Qualitäten sind etwas flach. Die Felllänge beträgt 60 bis 70 cm, hinzu kommt der Schweif mit 45 cm.
Das Fell wurde immer schon nur in geringer Stückzahl gehandelt, 1925 betrug der Wert 10 bis 20 Mark. In der Sowjetunion steht der Charsamarder unter Schutz, allerdings wurden dort 1987 einmal 200 Felle angeboten. Das Fell kommt in sehr geringer Stückzahl hauptsächlich aus China unter dem Begriff Huang yao in den Handel, genaue Zahlen waren 1988 nicht bekannt.

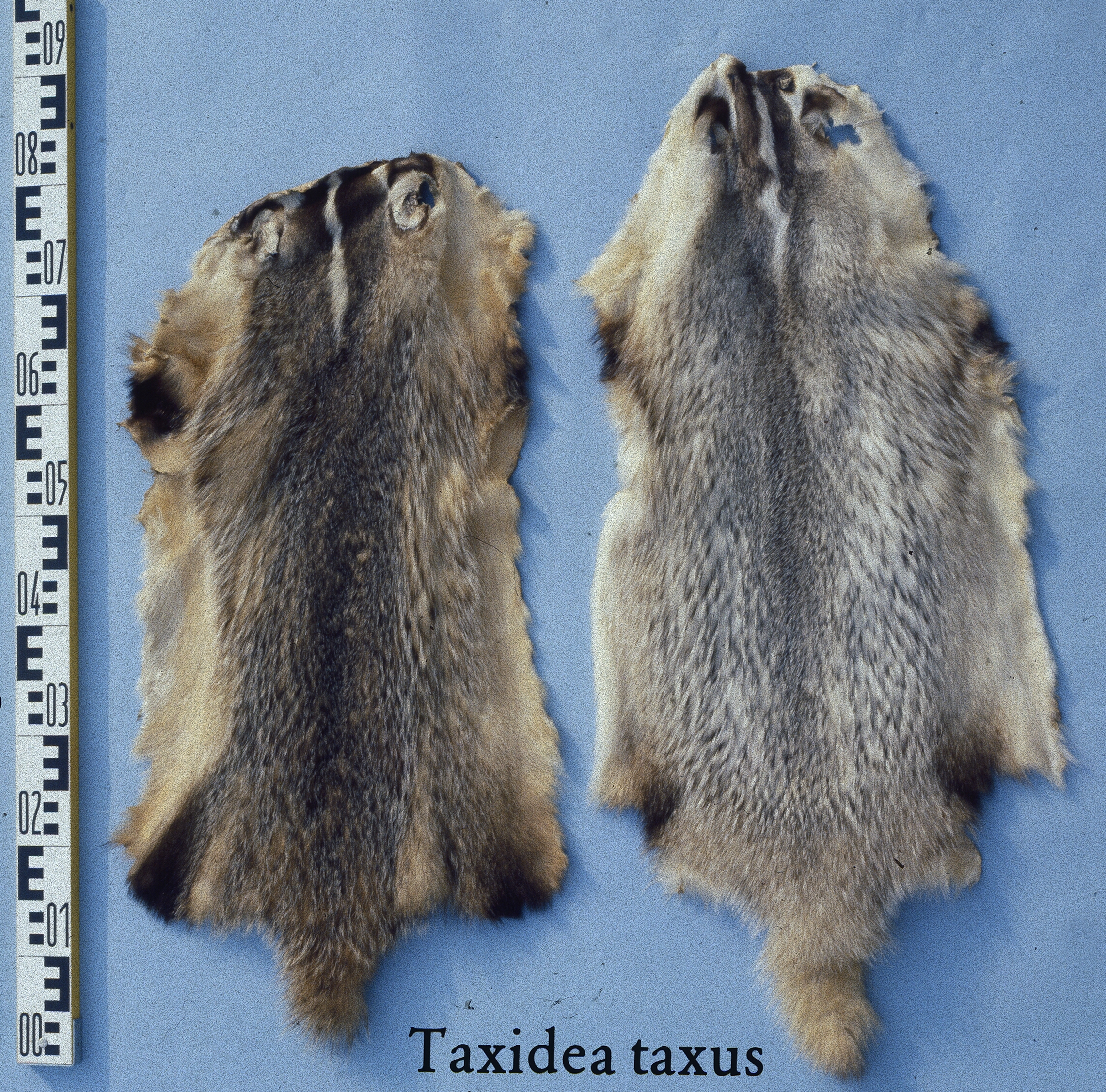
Amerikanische Dachsfelle
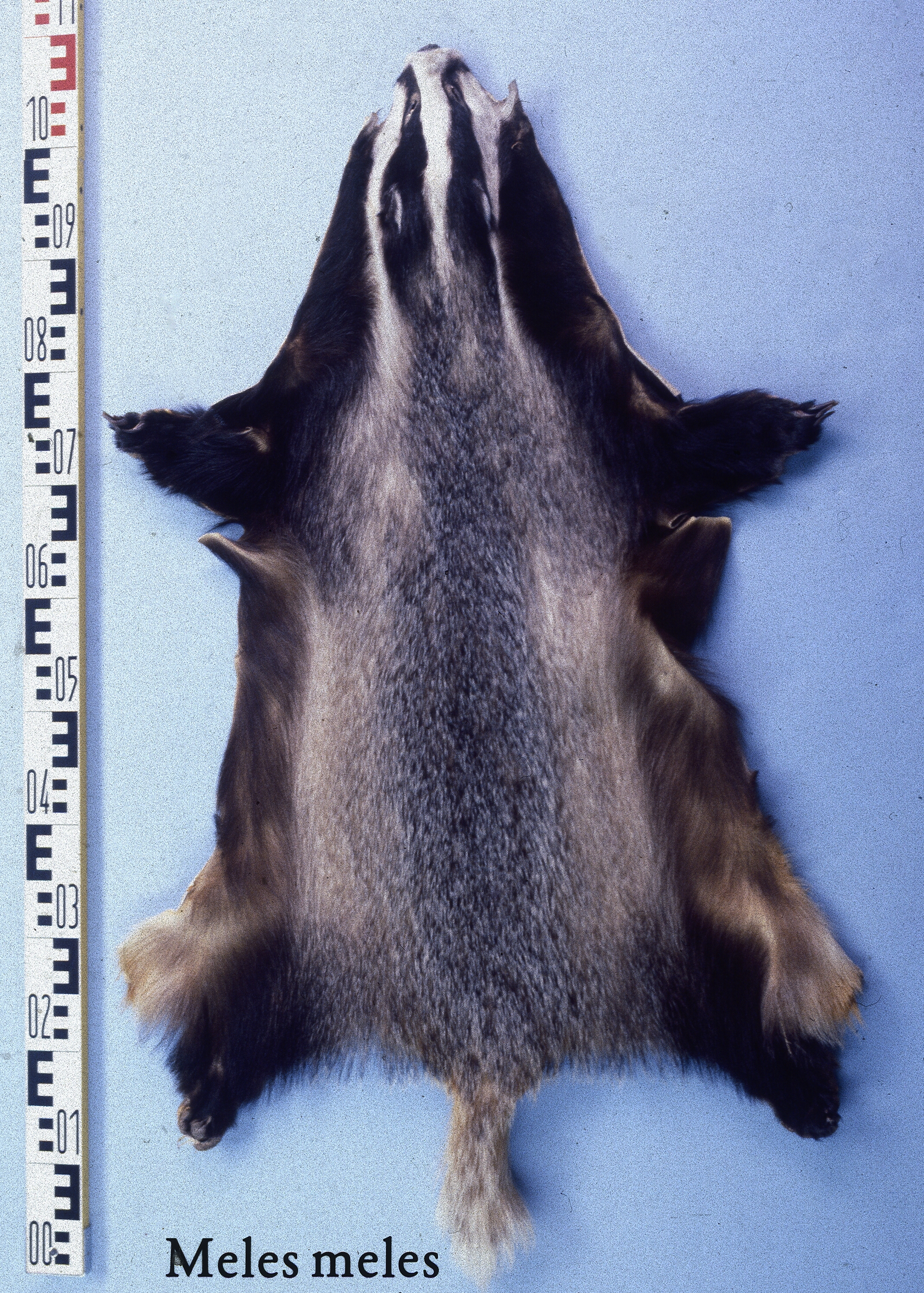
Eurasisches Dachsfell

### Dachs
Als Dachsfelle werden die Felle von mehreren, zum Teil zoologisch nicht näher verwandten Arten bezeichnet. Die Felle des Silberdachses, auch Amerikanischer Dachs oder Präriedachs genannt, werden im Rauchwarenhandel vertrieben und von Kürschnern zu Pelzen verarbeitet. Das gilt kaum für den europäischen Dachs und die weiteren Herkommen, die wegen ihres gröberen und weniger dichten Haars für Pelzzwecke heute zumeist als ungeeignet angesehen werden. Felle des Honigdachses werden kaum angeboten.
Sonnendachs siehe unten

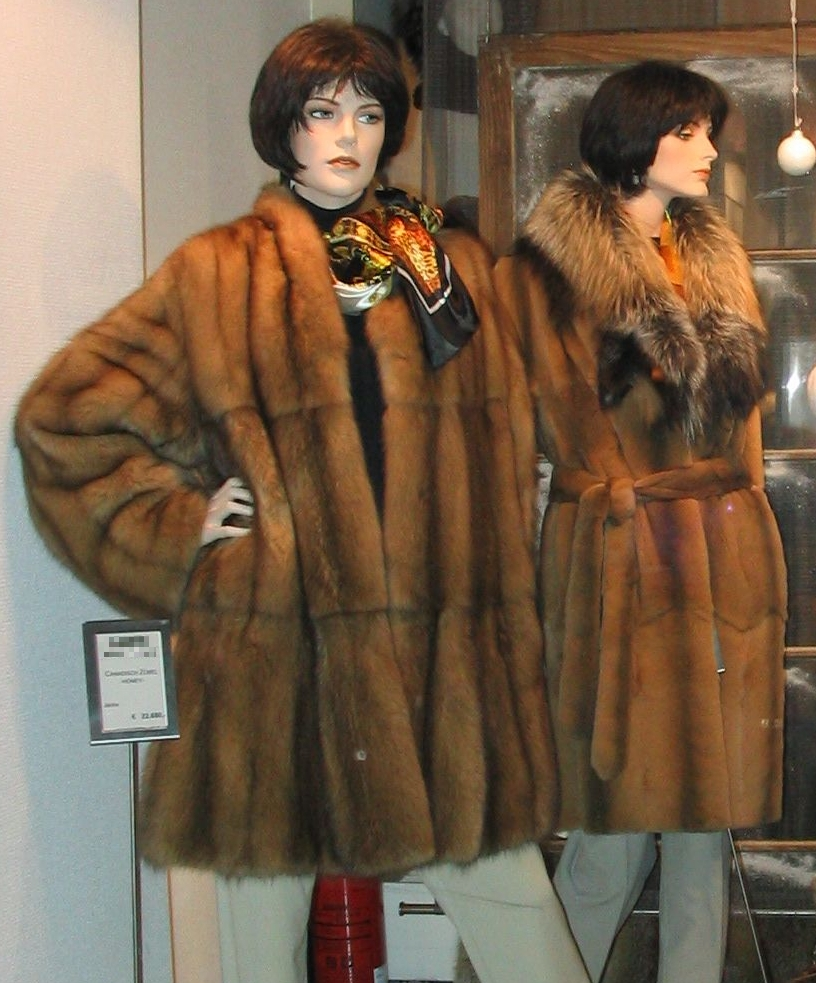
Links Jacke Amerikanisch Zobel

### Fichtenmarder (amerikanischer „Zobel“)
Das Fichtenmarderfell wird im Rauchwarenhandel in der Regel als „Amerikanischer Zobel“ oder „Kanadischer Zobel“ gehandelt. Die Struktur des Fells ist dem Zobel zwar ähnlich, auch gehört der Fichtenmarder zur Gattung der Echten Marder, doch gleicht er in Gestalt, Färbung und Lebensweise eher dem europäischen Baummarder. Wegen seiner Ähnlichkeit mit dem wertgeschätzten russischen Zobel gehört der Pelz zu den begehrten Fellarten. Der Fichtenmarder lebt in bewaldeten Landstrichen von Neufundland, Kanada und Alaska, außerdem im Westen der USA südlich bis Neu-Mexiko und der Sierra Nevada.

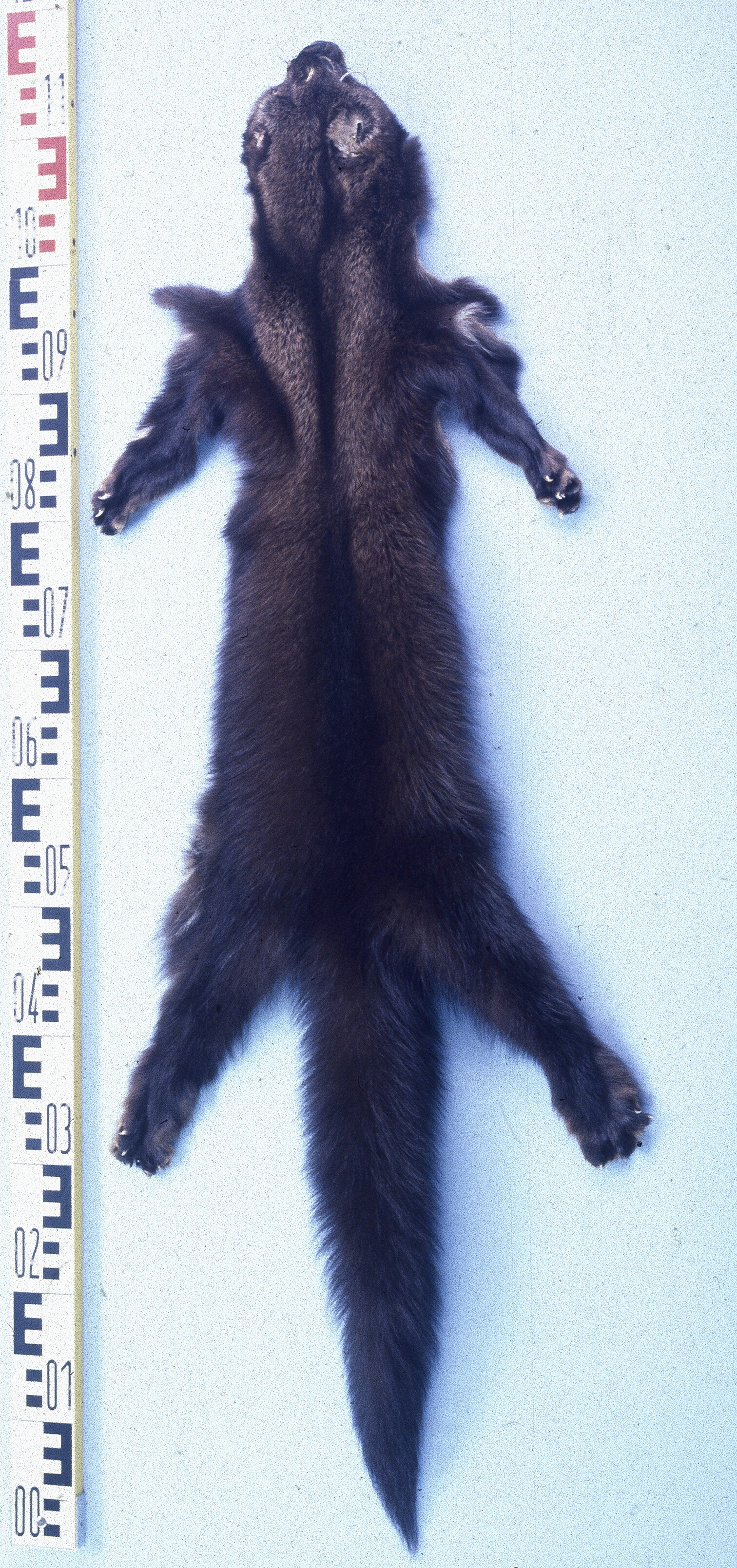

### Fischermarder, „Virginischer Iltis“ oder Pekan
Der Fischermarder, auch Pekan genannt, ist eine nordamerikanische, waldbewohnende Raubtierart aus der Gattung der Echten Marder. Das Fischermarderfell war immer als Virginischer Iltis im Handel, obgleich es weder ein Iltis ist noch in Virginia vorkommt. Die inzwischen im deutschen Handel ebenfalls gebräuchliche Bezeichnung Fisher für den Pelz stammt von den Indianern, die dem Tier nachsagten, es würde die Fischfallen berauben ohne selbst hineinzugeraten. Er ist ein typischer Waldbewohner, seine Heimat reicht vom nördlichen Raum der Cassiar Mountains bis zum Großen Sklavensee und dem Südufer der Hudson Bay, sowie von Labrador bis zur Anticosti-Halbinsel. Außerdem lebt er in den Rocky Mountains bis zum Großen Salzsee sowie in Süd- und Nord-Dakota, Indiana und Kentucky. Das Fell gehört zu den dauerhaften und hochwertigeren Pelzen, zeitweilig war es als Kragenbesatz auf Herrenmänteln besonders gefragt.

### Grison
Der Großgrison hat ein Kopfrumpflänge von 47,5 bis 55 Zentimeter, der Schweif ist etwa 16 Zentimeter lang. Seine Heimat reicht von Südmexiko bis Peru und Brasilien. Das Fell ist dunkel- bis hellgrau, der Rücken ist etwas heller. Kopf und Nacken haben eine gelbliche Zeichnung.
Der Kleingrison ist 40 bis 45 Zentimeter lang, dazu der Schweif 15 bis 19 Zentimeter. Der Körper ist schlank mit kurzen Beinen. Der Rücken ist gelblich-braun, der untere Teil des Gesichts unterhalb der Stirn, der untere Bereich des Halses und der Bauch sind schwarz gefärbt. Zwischen diesen beiden Bereichen läuft eine helle Linie am Kopf und Hals bis zu den Schultern. Die Färbung ist ähnlich dem Großgrison, im Rücken etwas mehr bräunlich. Er lebt von Mittelamerika bis Patagonien in über 1000 Meter Höhe.
Das Fell des Kleingrison kam bis 1925 nicht im Pelzhandel vor, der Großgrison wird als Handelsartikel gar nicht erwähnt. Der Rauchwarenhändler Brass hatte Anfang des 20. Jahrhunderts einmal etwa 30 Kleingrisonfelle erhalten und fand, sie könnten ein ganz wertvolles Pelzwerk abgeben, der Wert würde zu seiner Zeit etwa 20 Mark das Stück betragen. 1988 vermerkt ein Fachbuch, „Felle nur wenig im Handel“.

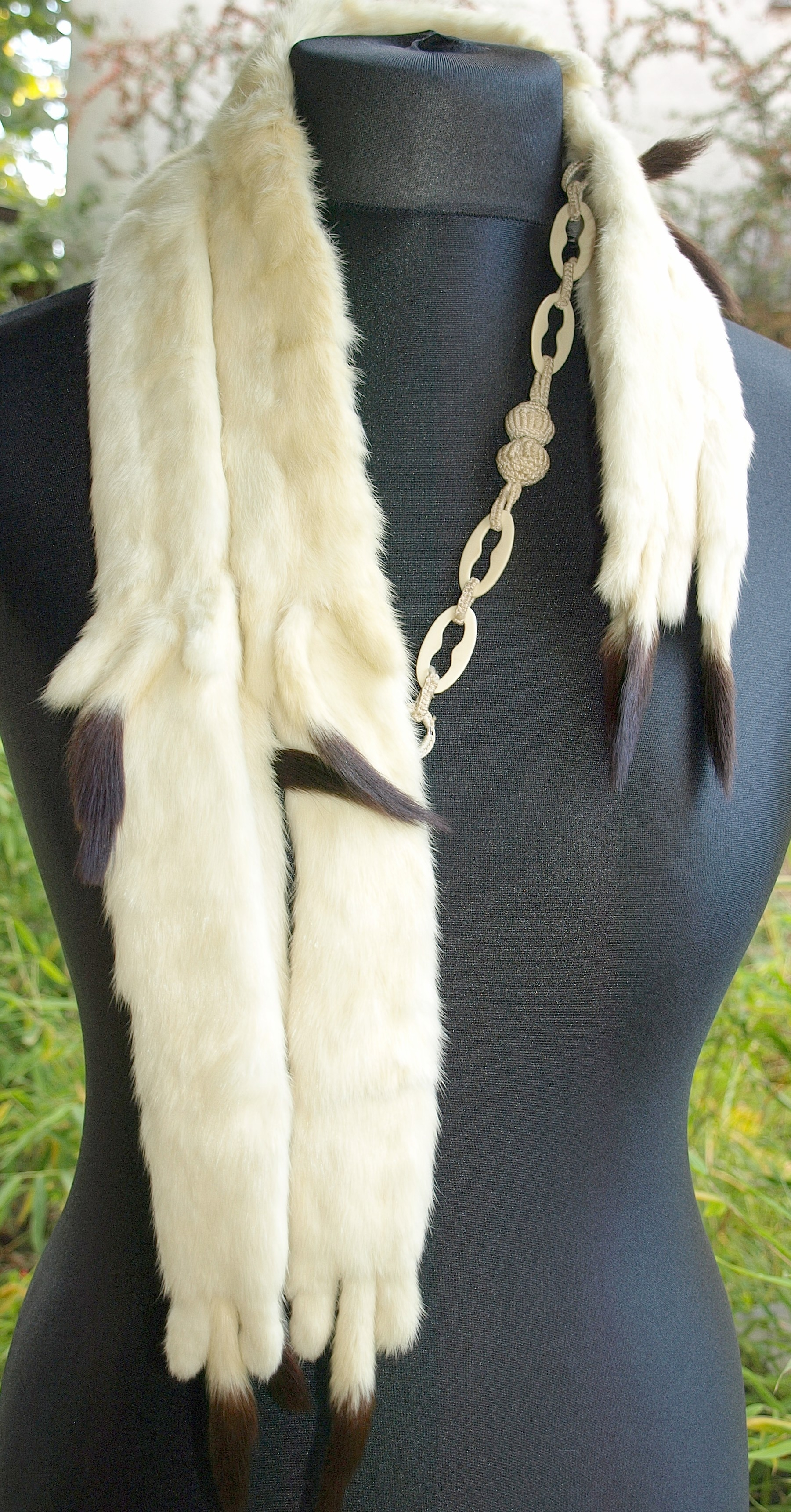
Hermelinschal

### Hermelin, Wiesel (Mauswiesel), Langschwanzwiesel
Hermelinfell wurde seit dem frühesten Mittelalter als Bestandteil einer dem ritterlichen Stand und den Doktoren vorbehaltene Kleidung verwendet. Das auch im übertragenen Sinn „reine Weiß“ des Hermelin-Winterfells hat dazu geführt, dass es durch Jahrhunderte als Symbol der Reinheit und Makellosigkeit ein Kennzeichen fürstlicher oder richterlicher Gewalt war. Bis heute ist der weiße Pelz mit den charakteristischen schwarzen Schwanztupfen Bestandteil manchen Krönungsornats.
In der Heraldik spielt das Hermelin eine wesentliche Rolle, siehe Hermelin (Heraldik).

### Iltisse
Das Iltisfell wurde in früheren Zeiten angeblich nur vom „allergemeinsten“ Volk verwendet, alte Gemälde scheinen das jedoch zu widerlegen. Der Iltis, als Stinkmarder, „Stänker“, „Ratz“ bezeichnet, war oft mit einem unangenehmen Geruch behaftet, „Sie stinken gleich dem Iltis übel und stark“, heißt es in einem alten Jagdbuch. Der heutigen Zurichtung ist es gelungen, diesen Geruch aus dem Fell völlig verschwinden zu lassen.
Der Pelzhandel nutzt das Fell des Europäischen Iltis, des Steppeniltis und des Tigeriltis. Das Frettchen hat nur in der verwilderten Form Neuseelands eine gewisse Bedeutung, es ähnelt dem Europäischen Iltis. Daneben kennt der Handel das Virginische Iltisfell, den Pelz des hier nicht behandelten amerikanischen Fichtenmarders. Der skunksähnliche Zorilla oder Bandiltis ist eine in Afrika lebende Raubtierart aus der Familie der Marder. Der wohl schon immer recht seltene, nur noch in sehr geringer Zahl vorkommende, nordamerikanische Schwarzfußiltis ist völlig geschützt, Felle dieser Art wurden vom Handel auch früher nicht erfasst.

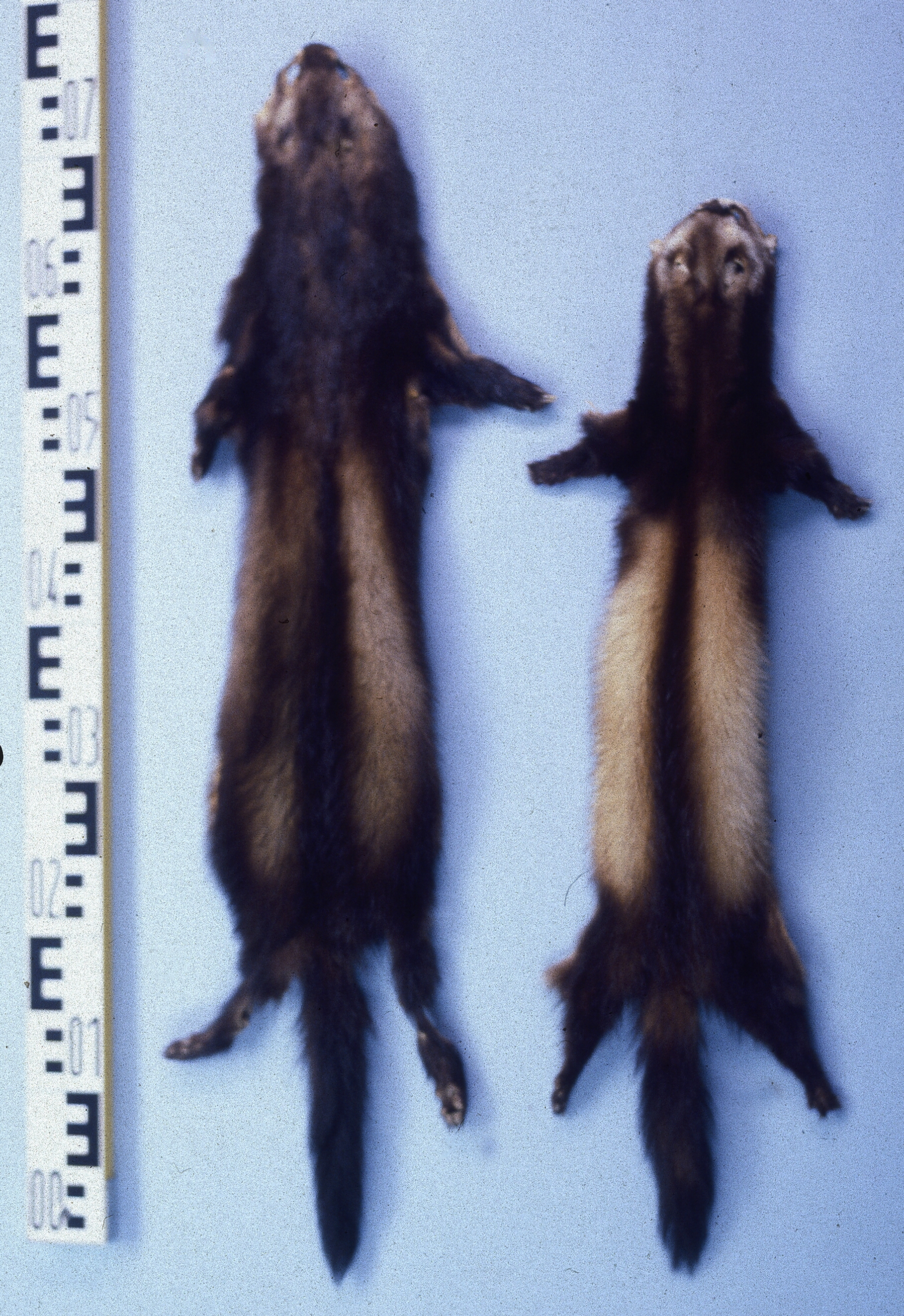
Europäisches Iltisfell

#### Europäischer Iltis
Der Schwarze Iltis, Europäische Iltis, Waldiltis oder Landiltis ist über ganz Europa verbreitet, mit Ausnahme Irlands, des nördlichen Skandinaviens und Russlands. In Neuseeland wurde die Art eingeführt. Die besten Landiltisfelle kommen oder kamen aus dem östlichen Europa, des Weiteren aus Norddeutschland, Bayern, Österreich (Steiermark), der Schweiz, Holland und Dänemark.

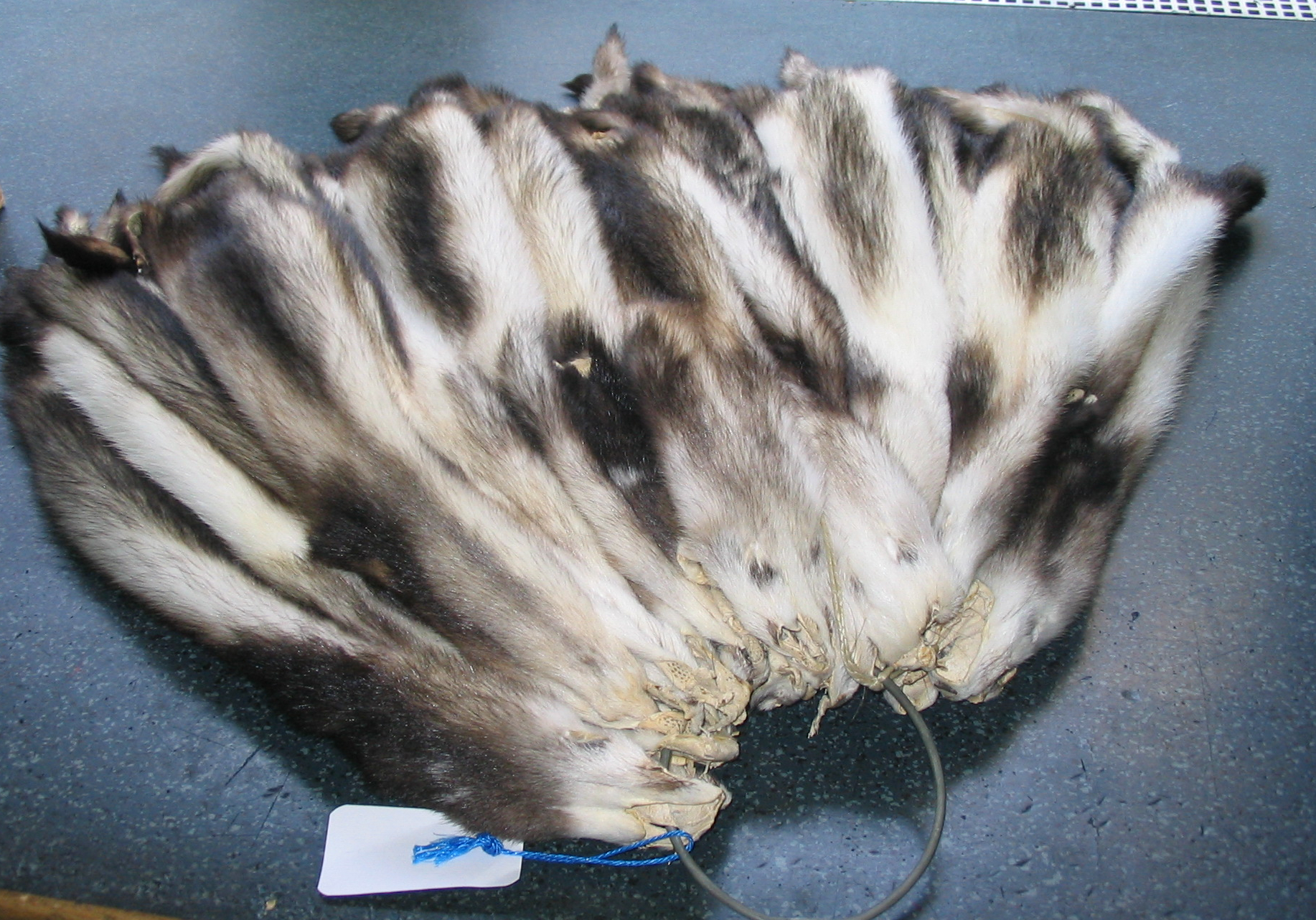
Zuchtiltisse

#### Der weiße oder Steppeniltis
Das Fell des Steppeniltis- oder Eversmann-Iltis ist als Russischer oder Weißer Iltis im Handel. Der Steppeniltis bewohnt große Teile Asiens. Die Heimat des Steppeniltisses reicht vom Nord-Ural durch Sibirien bis zum Amur, südlich durch die Mandschurei bis zum Oberlauf des Jangtsekiang und westwärts über dem Himalaja, Kaschmir und das Altai-Tal bis zum Kaspischen Meer. Die besten, seidigsten, fast weißen Felle kommen aus Sibirien.

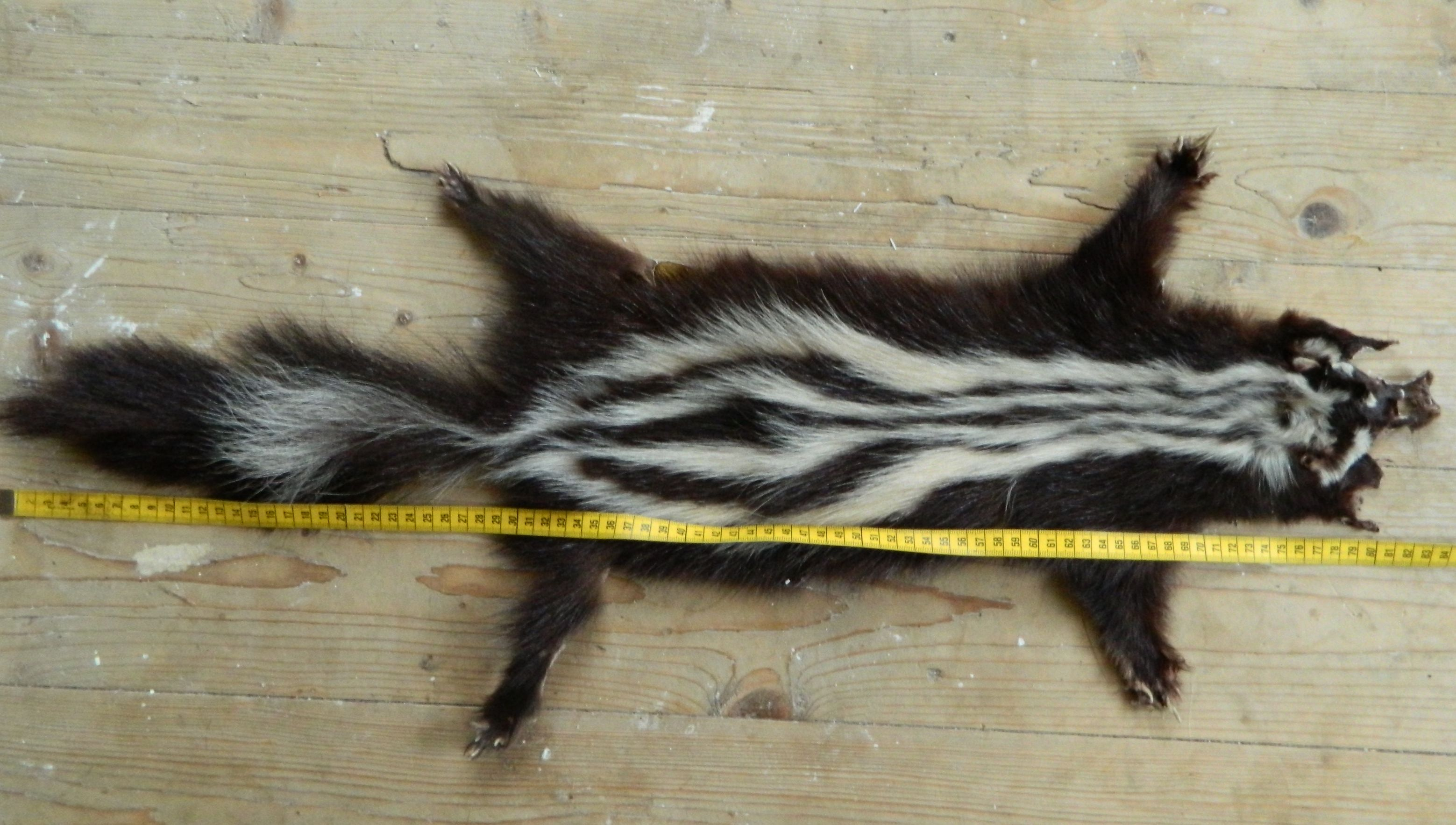
Bandiltis oder Zorilla

#### Bandiltis oder Zorilla

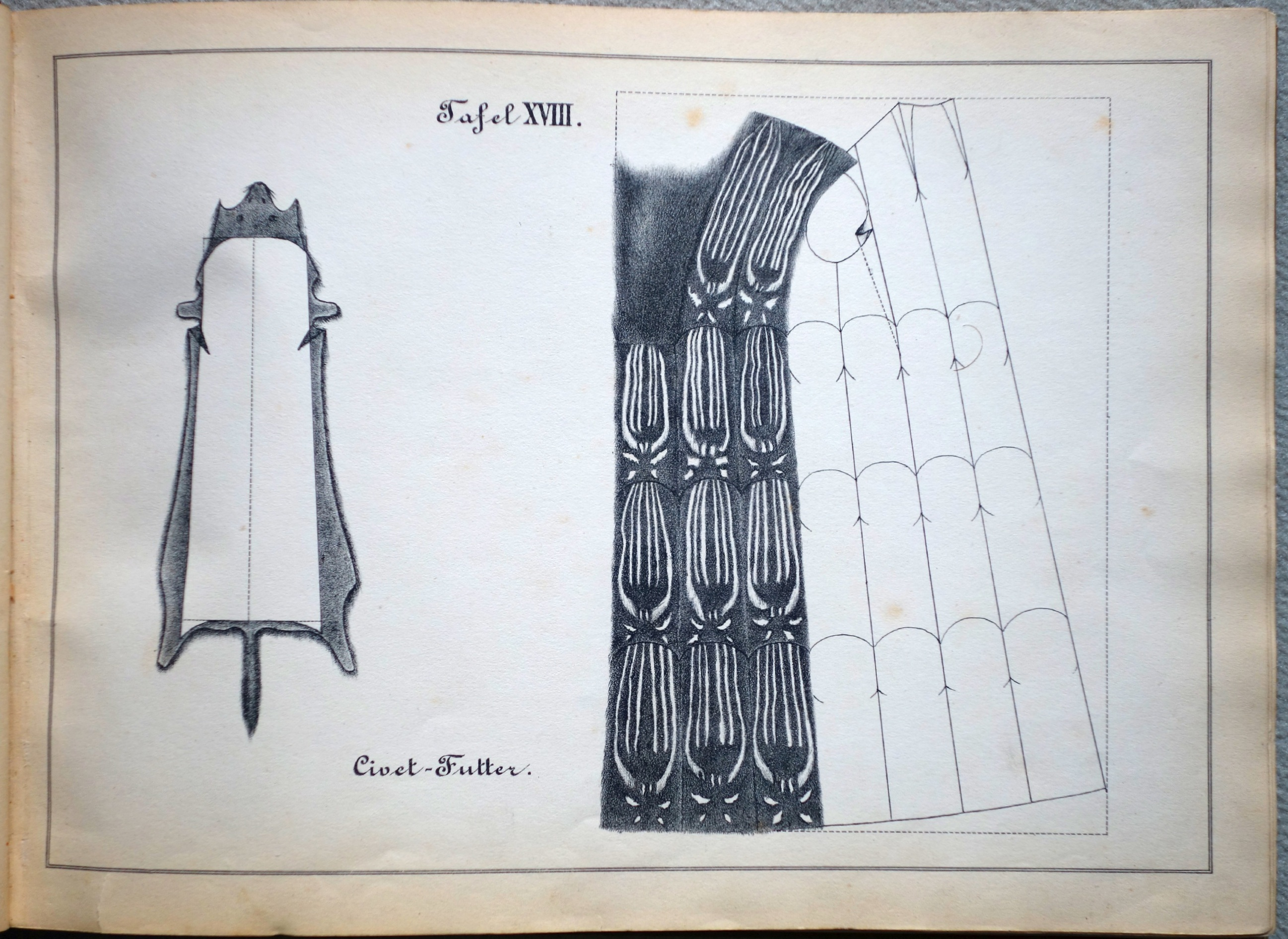
Arbeitsskizze für ein „Civet-Futter“ (1883)

Der skunksähnliche Bandiltis oder Zorilla, mitunter auch Kapskunk oder Kapiltis genannt, ist eine in Afrika lebende Raubtierart ebenfalls aus der Familie der Marder. 1895 wurden noch die Namen „Civette“ oder „Civetkatze“, englisch „Civit cats“, für die Bandiltisfelle benutzt, es wurde aber bereits richtig angemerkt, dass die Bezeichnung nur für die Zibetkatzenfelle korrekt ist.
Wie der Skunk weist er eine Stinkdrüse auf. Das Fell ist langhaarig, glänzendschwarz mit bandartiger Streifenzeichnung wie beim Skunksfell. Anders als der nordamerikanische Skunk weist er vier (unklar, immer?) anstelle zwei durchgehende Längsstreifen im Rücken auf. Die Kopfrumpflänge beträgt 28,5 bis 38,5 Zentimeter, der überwiegend weiße, lange und buschige Schweif 20,5 bis 31 Zentimeter. Verbreitet ist er vom Senegal, dem Sudan und Abessinien bis Südafrika (Kapland).
Die Weltnaturschutzunion IUCN listet die Bandiltisse in der Roten Liste gefährdeter Arten als „nicht gefährdet“ (Least Concern).
Die wenigen anfallenden Felle werden meist zu Decken verarbeitet. Bereits 1895 hieß es, dass das Fell nur in kleinen Partien auf den Markt kommt, es aber ein „schätzenswertes Pelzwerk für Herren- und Damenpelzfutter“ liefere.

#### DerPerwitzky(Fellbezeichnung) oderTigeriltis
Die Verbreitung des Tigeriltisses erstreckt sich über Südosteuropa und Polen und die Länder an den Küsten des Kaspischen und Schwarzen Meeres bis zur Mongolei und nach Nordchina, das heißt über Kleinasien, Kasachstan, Iran, Afghanistan, Turkmenien und Tadschikistan.
Als Perwitzky im Rauchwarenhandel, wäre er anstelle als Tigeriltis wegen seiner Fleckung treffender als „Fleckeniltis“ oder „Pantheriltis“ bezeichnet. Das Fell hat keine Tigerstreifen, sondern ist eher leopardenähnlich scheckig gefleckt.

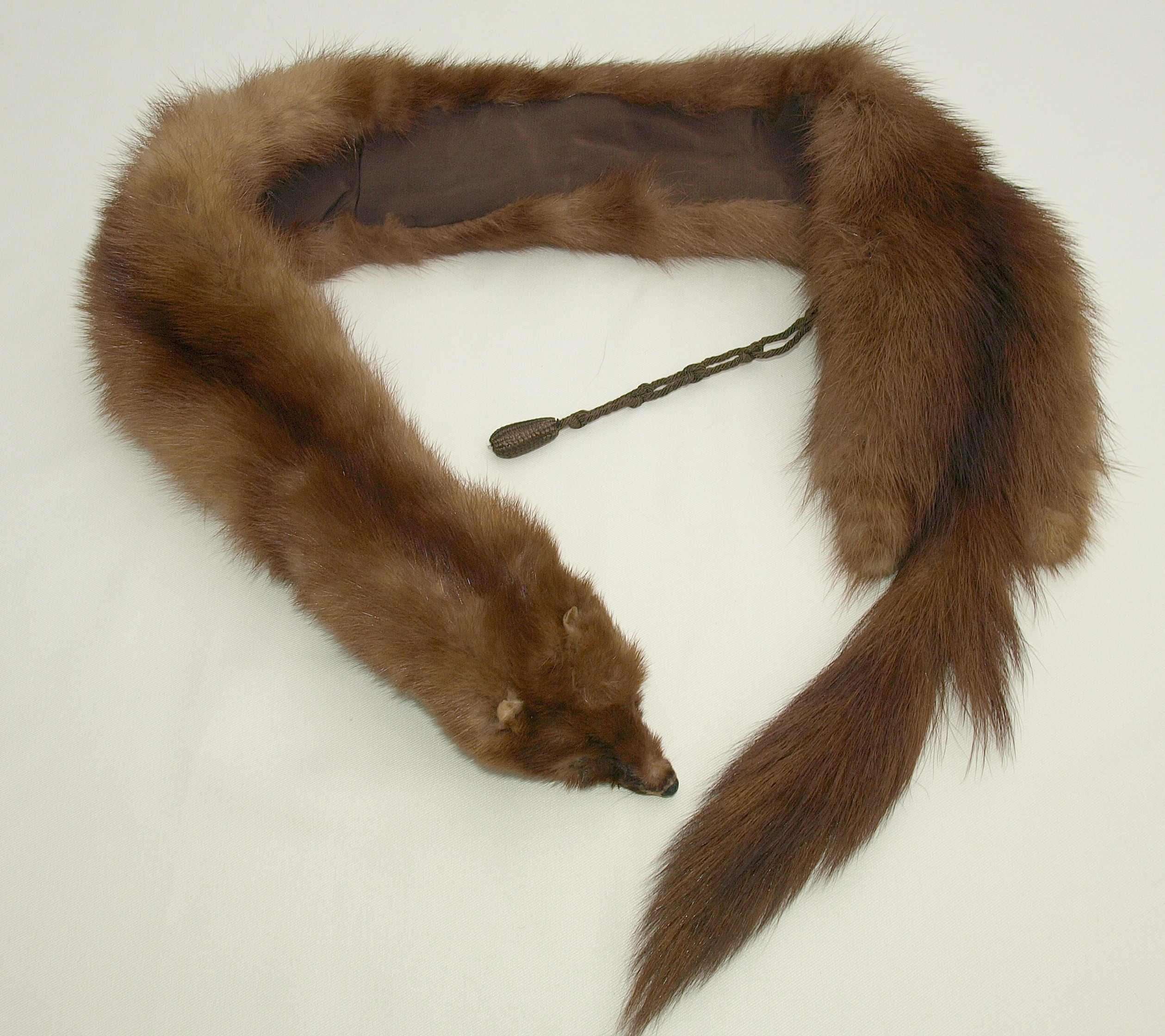
Kollier aus gefärbtem Kolinskyfell

### Kolinsky oder Kolonok, Feuerwiesel und Altaiwiesel
Als Kolinskyfell werden Felle des Kolinsky (Kolinski) oder Kolonok und des Solongoi oder Altaiwiesels bezeichnet. Seit dem 15. April 1967 sind nach den RAL-Bestimmungen im Handel, neben Kolinsky, nur noch die Namen Chinesisches Wiesel und Japanisches Wiesel zulässig.:S. 22–24.

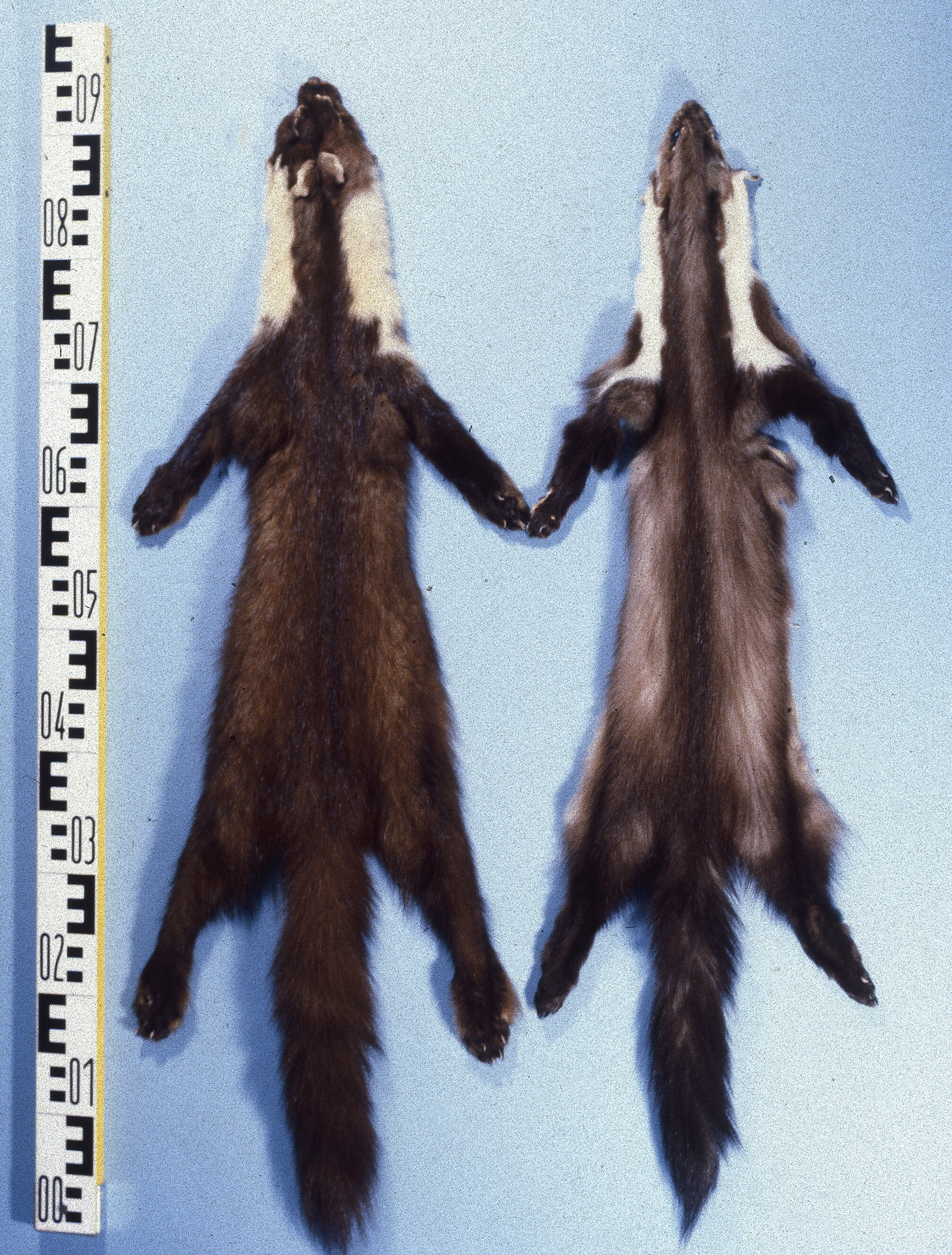
Links Baummarder-, rechts Steinmarderfell
(der Kehlfleck des Baummarders ist rötlicher als es das farbveränderte Foto zeigt)

### Eigentliche Marder
Der Pelzhandel meint mit Marderfell vornehmlich das Fell des Baummarders, auch als Edelmarder bezeichnet, sowie das des Steinmarders, zweier Tiere aus der Gattung der Echten Marder. Er folgt damit der Umgangssprache, tatsächlich werden beide Fellsorten unter ihren Gattungsnamen gehandelt. Das seidige Edelmarderfell wird, wie es der Name bereits aussagt, als besonders edel und wertvoll angesehen, das gröbere und weniger dichte Steinmarderfell wird geringer bewertet. Auch weitere, mehr oder weniger gebräuchliche Namen, wie Gold- beziehungsweise Gelbkehlchen oder Goldhals, im russischen Sprachgebrauch „weichseidiger Marder“, weisen auf die unterschiedliche Behaarung hin.
Wesentliche Unterscheidungsmerkmale der beiden Marder sind das seidigere, feinere Haar des Baummarders, seine dunklere, sattere Färbung, die unbehaarten Pfoten des Steinmarders und die in Form und Farbe unterschiedlichen Kehlflecke. Letztere sind jedoch kein absolut sicheres Kennzeichen der einen oder anderen Art, dazu variieren sie bei beiden Mardern zu sehr.
Das Vorkommen von Baum- und Steinmarder ist weitgehend gleich, der Baummarder lebt etwas weniger südlich, aber nördlicher als der Steinmarder. Der größte Teil der russischen Marderfelle kommt aus Nordrussland, gefolgt vom Kaukasus und dem Ural, während die Steinmarder wesentlich auf das Kaukasusgebiet entfallen und sonst in größerer Zahl noch in Mittelasien vorkommen.

#### Baum- oder Edelmarder
Außer in Europa sind Baummarder als Waldbewohner vom Weißen Meer bis zum Kaukasus und östlich bis zum Ob und Irtysch verbreitet, ferner in Kleinasien und im Iran. Die Grenze ihres nördlichen Vorkommens ist etwa der 40. Grad nördlicher Breite.

#### Steinmarder
Das Verbreitungsgebiet des Steinmarders entspricht weitgehend dem des Baummarders. Er kommt etwas weniger nördlich, aber südlicher als der Baummarder vor, vor allem in den wärmeren Ländern des Mittelmeerraumes und Kleinasiens. Es gibt ihn nicht in England und Irland, auch nicht in Skandinavien, auf den Balearen, Korsika, Sardinien und Sizilien. In Asien bewohnt er nur bestimmte Gebiete, unter anderem die Krim, das Altai-Gebirge und im Kaukasus vor allem den Don- und Wolga-Unterlauf, Nord-Indien, die Mongolei, Mandschurei und Tibet.

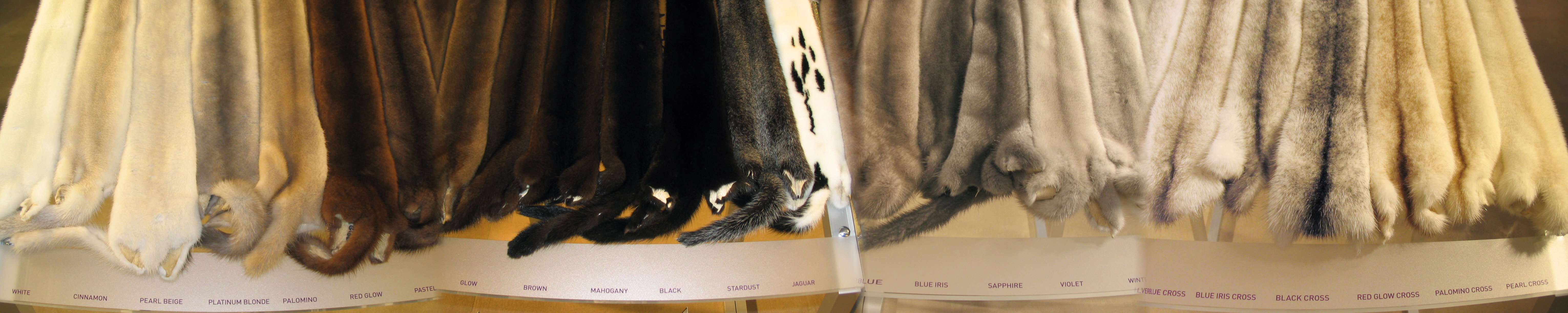
Skandinavische Zuchtnerz-Farben (2008)

### Nerz, Mink
Als Nerzfell wird im Rauchwarenhandel heute das Fell des Nachkommen des Amerikanischen Minks gehandelt, die Nachkommen des europäischen Nerzes sind durch die Bundesartenschutzverordnung streng geschützt. Aus der Natur entnommene Tiere dürfen für den Handel nicht mehr eingeführt werden. In Deutschland gehandelte Wildnerzfelle kommen in der Regel weiterhin aus Nordamerika, obwohl der Mink, auch in Europa, insbesondere in Osteuropa, eingebürgert wurde.

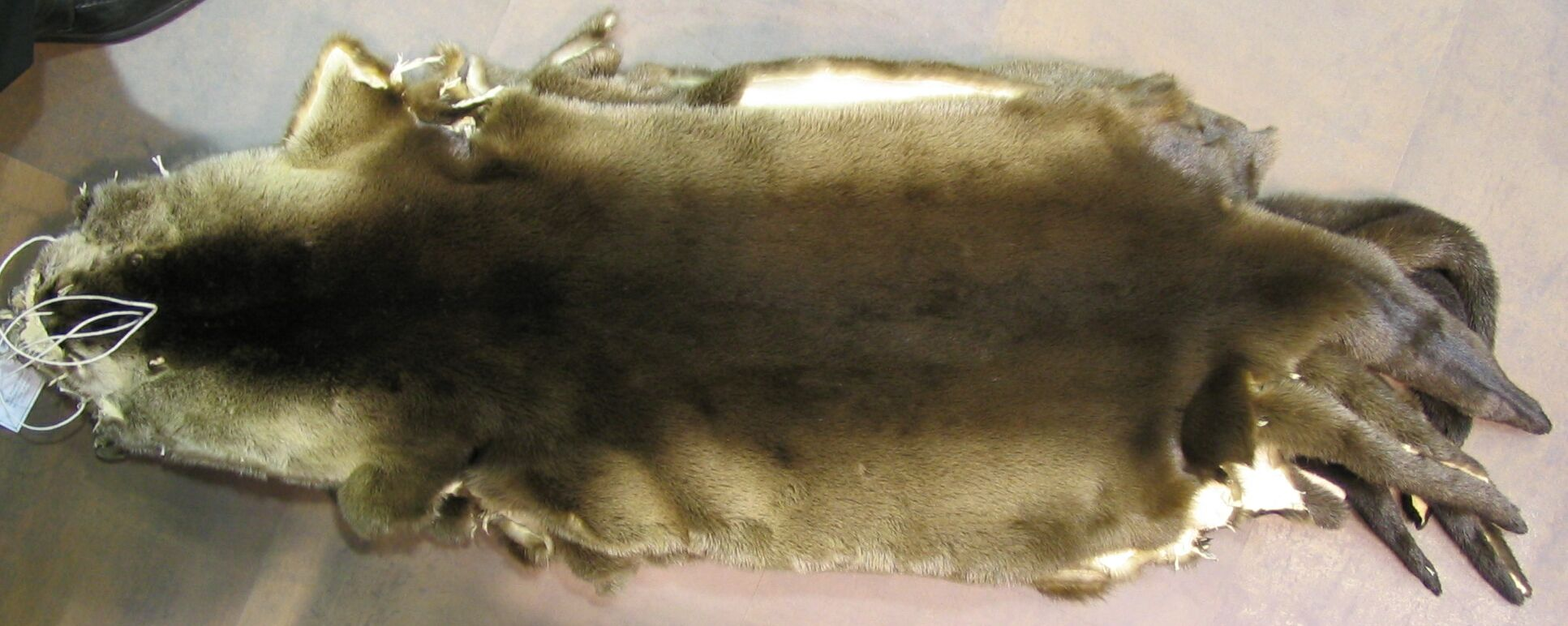
Kanadische Otterfelle
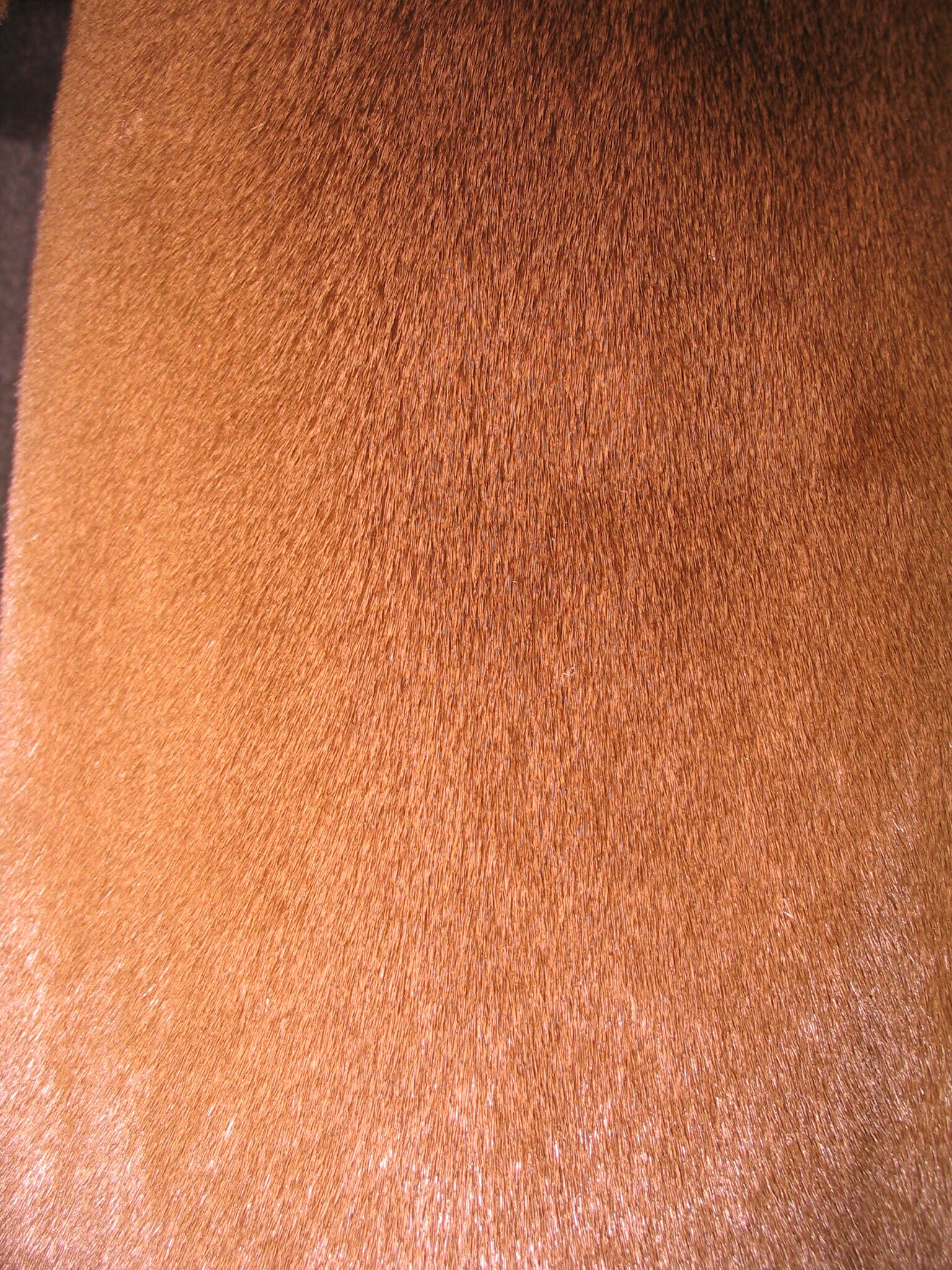
Ariranha Otterfell
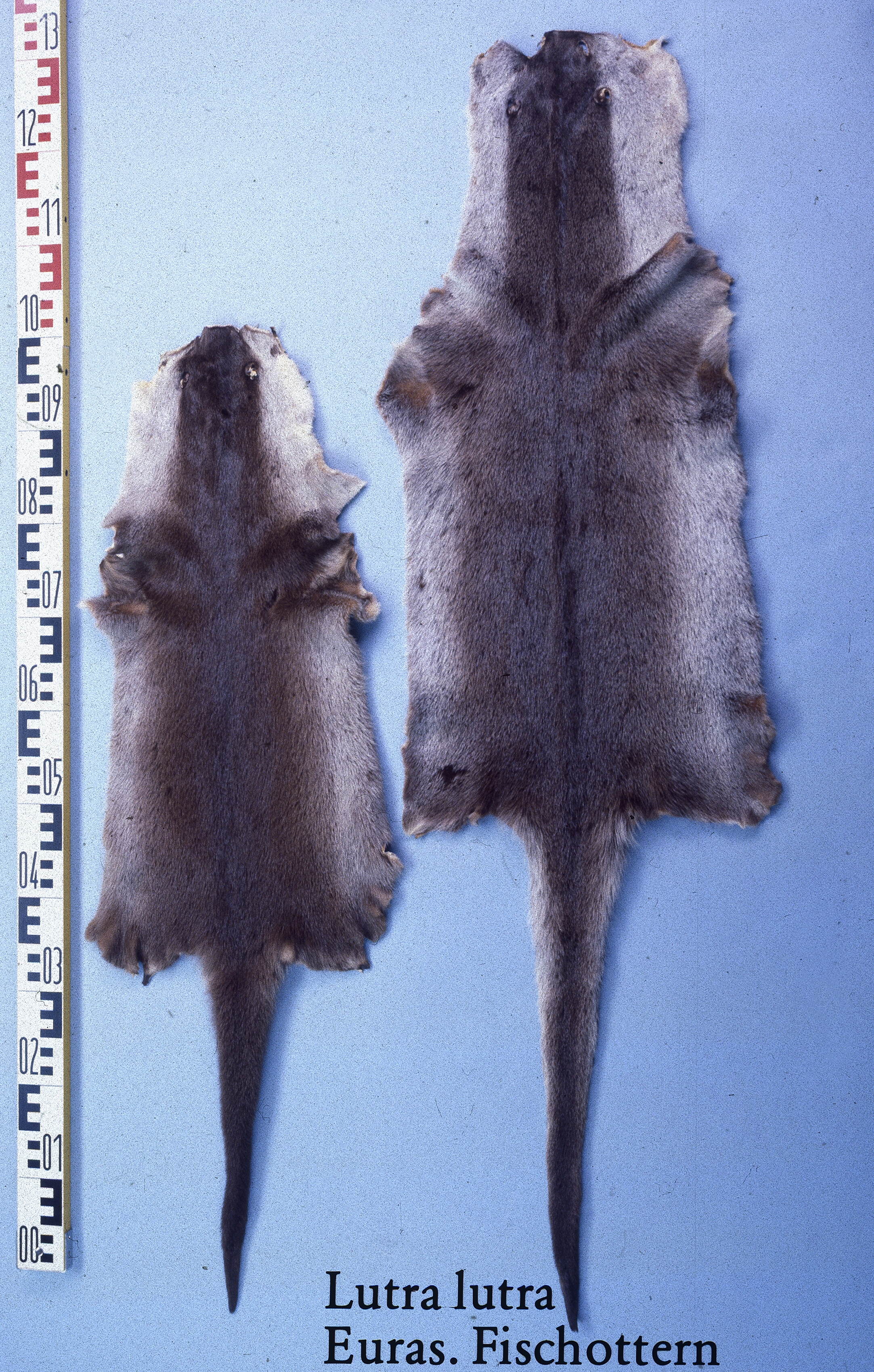
Eurasische Fischotterfelle

### Otter
Otterfelle gelten als die haltbarsten unter den Pelzen, in den Haltbarkeitstabellen für Pelze stehen sie an oberster Stelle. Sie werden im Rauchwarenhandel nach ihrem Herkommen unterschieden. Der ursprünglich in der ganzen Welt zuhause gewesene Otter ist in den meisten Gebieten inzwischen selten geworden. Er fehlt, außer in den Polargebieten, nur in Australien und Polynesien. Der Handel ist fast ganz zum Erliegen gekommen, im Wesentlichen sind nur noch nordamerikanische Otterfelle im Handel, die meisten Herkommen unterliegen den Handelsbeschränkungen oder absoluten Handelsverboten des Washingtoner Artenschutzübereinkommens.

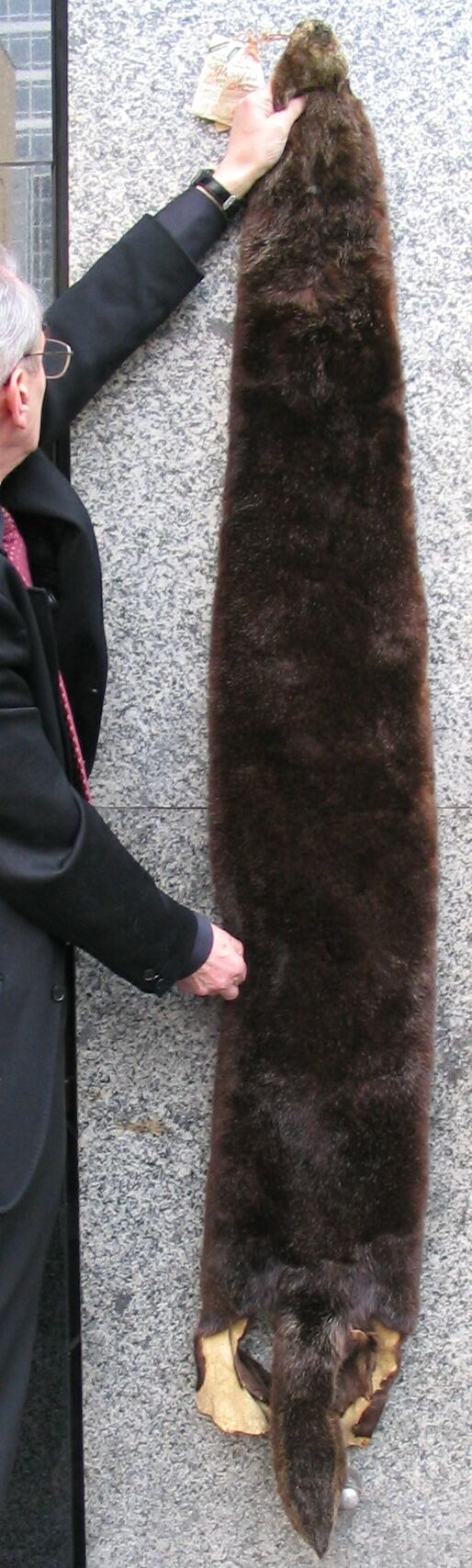
Seeotterfell

#### Seeotter
Neben den Ariranhas, den größten der Flussotter, stechen auch die Seeotter als Meeresbewohner und durch ihre ebenfalls besondere Größe aus den übrigen Sorten hervor. Das Seeotterfell gehörte einmal zu den kostbarsten Fellarten, es galt als fast unbegrenzt haltbar (was jedoch nur relativ zu sehen ist, nach einigen Jahrzehnten zerfallen die Felle durch natürliche Alterung im Leder, wie alle anderen Fellarten auch. Will man sie weiterhin erhalten, werden sie auf einen Textiluntergrund aufgebracht). Auf den Londoner Rauchwarenauktionen wurden früher auf Grund ihrer Seltenheit auch öfter bis zu 100 Jahre alte chinesische Seeotter-Röcke (Mandarinpelze) angeboten. Sie waren zwar im Haar noch gut, nur das Leder drohte beim Nasswerden zu zerfallen.

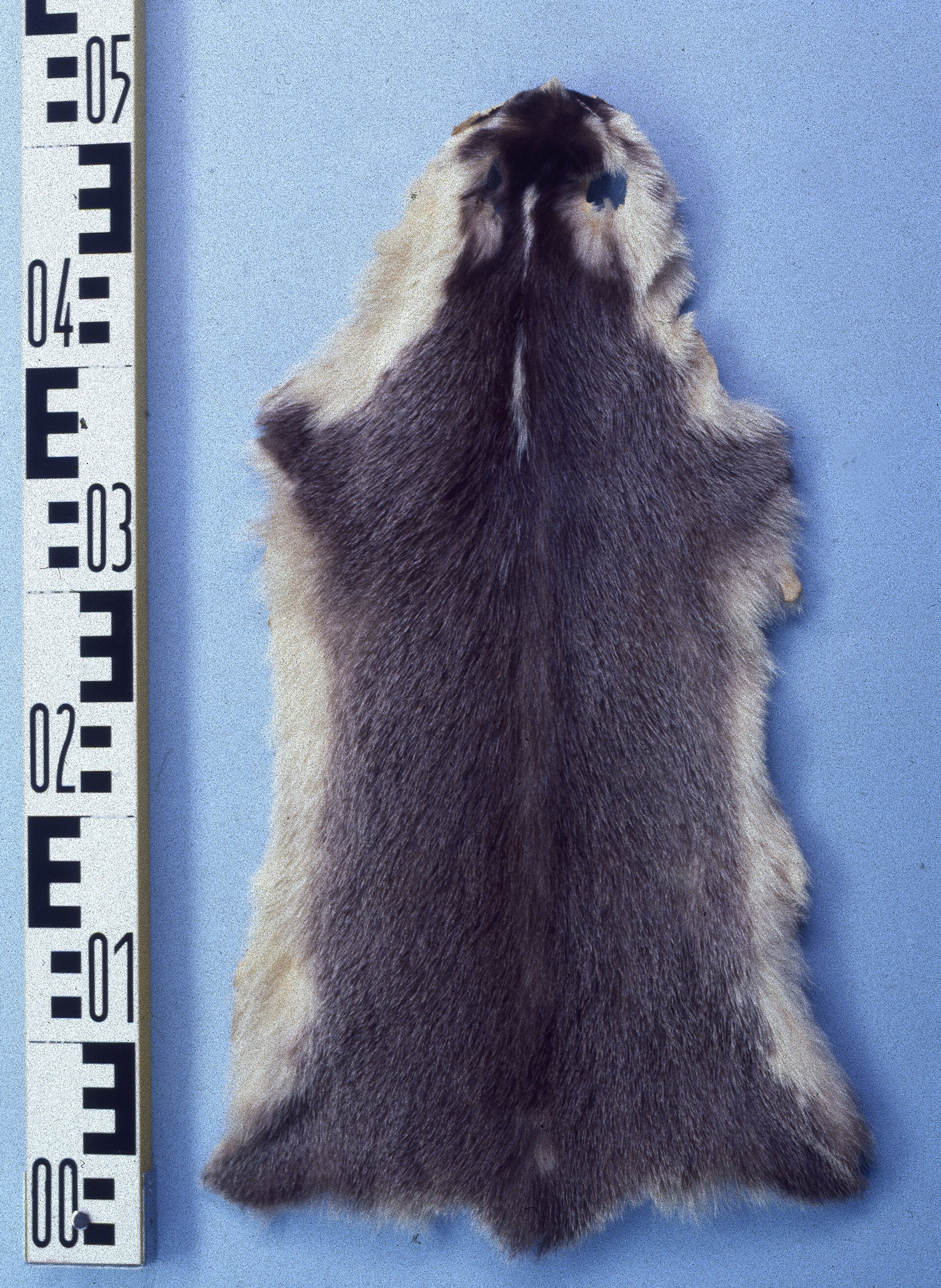
Pahmifelle
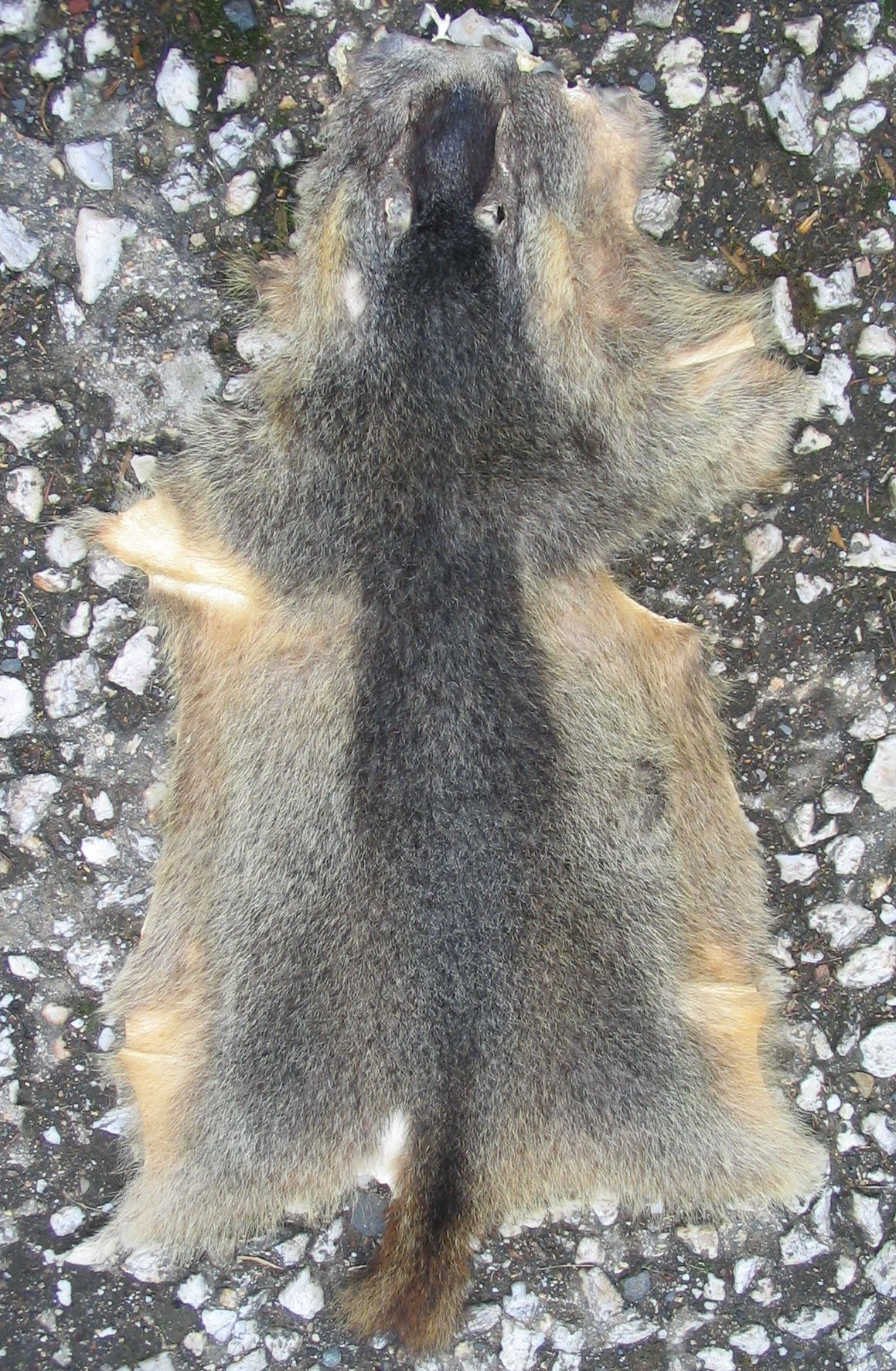

### Pahmi oder Sonnendachs
Pahmi ist der Handelsname für Sonnendachspelze, gehandelt wird in der Regel nur das Fell des Chinesischen Sonnendachses.
Es werden vier bis fünf Sonnendachsarten unterschieden, siehe dazu den Hauptartikel Sonnendachse. Ihr Verbreitungsgebiet reicht vom östlichen Indien und dem mittleren China über die Malaiische Halbinsel bis nach Borneo und Bali.
Die Pahmis oder Sonnendachse sind schlanker als der Dachs, eher dem Marder ähnlich. Die Beine sind relativ kurz. Die Tiere erreichen eine Kopfrumpflänge von 33 bis 43 Zentimeter, dazu kommt der buschige Schweif mit 15 bis 23 Zentimetern. Ein besonderes Merkmal ist die dem Dachs ähnliche Gesichtsmaske, die aus schwarzen und weißen oder gelblichen Mustern gebildet ist und durch helle Mittelstreifen über den braunen Rücken fortgesetzt wird.

### Kleiner Panda
Der Kleine Panda, auch Roter Panda, Katzenbär, Bärenkatze, Feuerfuchs oder Goldhund genannt, ist im östlichen Himalaya und im Südwesten Chinas beheimatet. Seit 2008 wird der Kleine Panda auf der Roten Liste gefährdeter Arten der Weltnaturschutzunion als „gefährdet“ (englisch vulnerable) geführt. Nach Schätzungen leben weniger als 10.000 erwachsene Exemplare in Freiheit.
Kleine Pandas sind etwa 70 bis 80 Zentimeter lang, der Schwanz etwa 55 bis 60 Zentimeter. In der Gestalt sehen sie einem Waschbären ähnlich, sind aber schlanker. Ihr Fell ist lang und weich, oberseits rötlichbraun bis kupferrot, manchmal mit einem Stich ins Gelbliche, unterseits glänzt es schwarz. Das Gesicht kann individuell gefärbt sein, es ist hauptsächlich rotbräunlich mit weißen Tränenstreifen, die Schnauze ist kurz und der Nasenspiegel nackt und pechschwarz, die Pfoten sind schwarz. Der Kopf ist rundlich, die Ohren sind mittelgroß und laufen spitz zu. Der Schwanz ist buschig, je sechsmal undeutlich abwechselnd gelblichrot und ocker geringelt.
Im chinesischen Verbreitungsgebiet wurde das Fell der Tiere auf Hochzeiten traditionellerweise vom Bräutigam getragen; es wurde auch für andere lokale kulturelle Zeremonien verwendet. Der Schwanz wird zur Herstellung von Hüten, Pinseln und Staubwedeln genutzt.
1952 referierte der Rauchwarenhändler Richard König über den kleinen Panda, nannte aber als Zweitnamen fälschlicherweise den noch selteneren Bambusbären (Großer Panda), über dessen internationale Fellnutzung jedoch nichts Erwähnenswertes bekannt zu sein scheint. Über die Felle des Kleinen Pandas sagte er damals, dass sie im Handel nur verhältnismäßig selten vorkämen, man müsse schon sehr lange sammeln, um schöne Felle zusammenzubringen, aber dann stellten sie schon etwas Extravagantes dar.
Seit 2008 werden die Kleinen Pandas auf der Roten Liste gefährdeter Arten als „gefährdet“ geführt.

### Tayra oder Hyrare

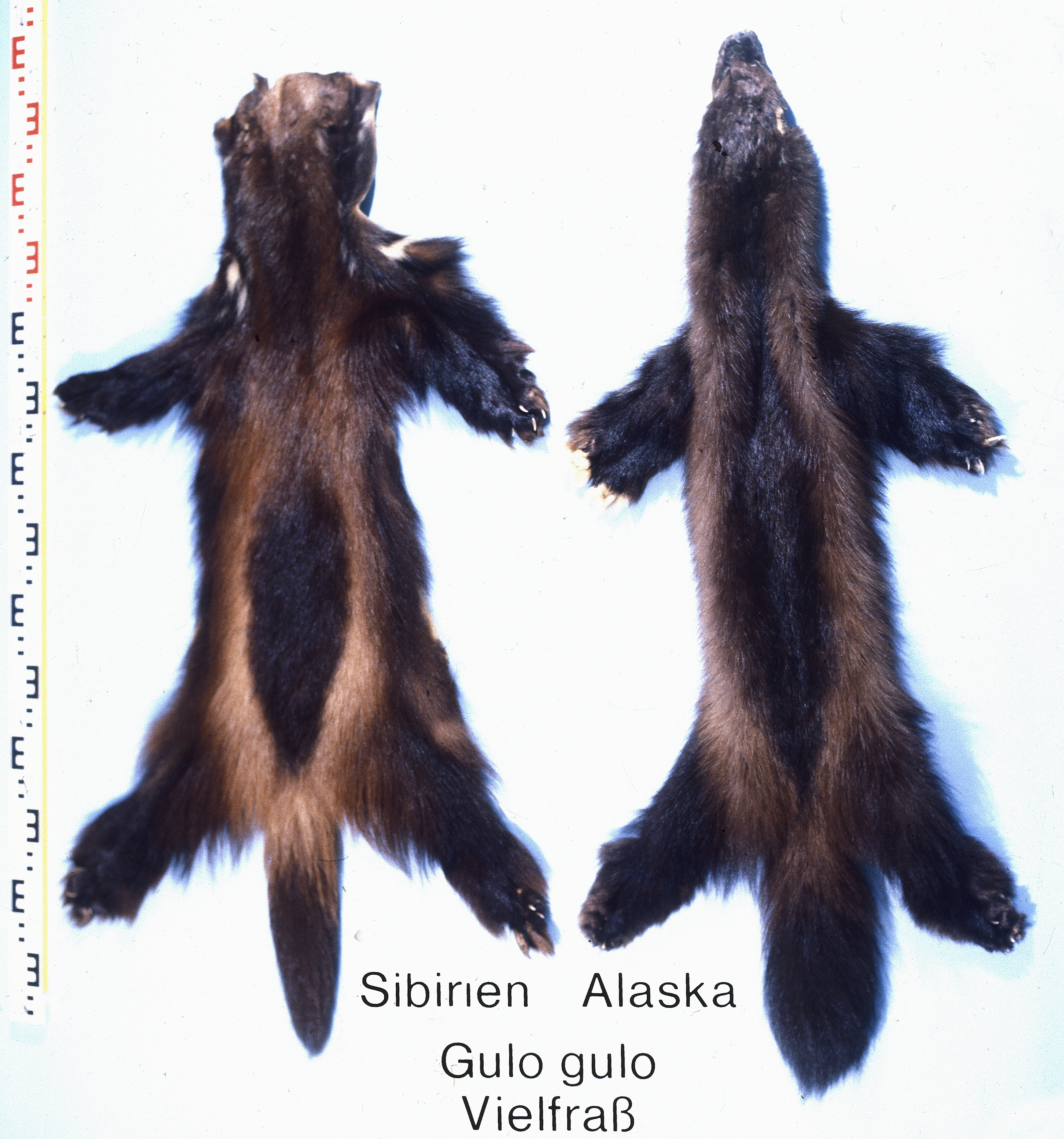
Links sibirischer Vielfraß, rechts aus Alaska

Die im Süden Mexikos bis nach Paraguay und das nördliche Argentinien lebende Raubtierart der Tayra oder Hyrare war kaum im Handel. Tayras erinnern in ihrem Körperbau an Wiesel, werden aber deutlich größer. Der Rumpf ist langgestreckt und schlank, die Gliedmaßen sind relativ kurz. Das kurze und dichte Fell ist dunkelbraun; der Kopf ist etwas heller als der übrige Körper, und auf der Kehle befindet sich meistens ein gelber oder weißer Fleck. Daneben gibt es auch eine helle Morphe, bei dieser ist das Fell gräulich gefärbt und der Kopf ist dunkler. Der Schwanz ist lang und buschig. Diese Tiere erreichen eine Kopfrumpflänge von 56 bis 68 Zentimeter, wozu noch 38 bis 47 Zentimeter Schweiflänge kommen.
- Schutzstatus:

Eira barbara, geschützt gemäß dem Washingtoner Artenschutzübereinkommen Anhang III; nach der EG-Verordnung 750/2013 Anhang C (Handel nur mit Exportgenehmigung oder Ursprungszeugnis).
Detaillierte Schutzdaten: Erstlistung seit dem 22. Oktober 1987.

### Vielfraß
Vielfraßfelle werden im Welt-Rauchwarenhandel vertrieben und von Kürschnern zu Pelzen verarbeitet. In der Bundesrepublik ist der Vielfraß nach der Bundesartenschutzverordnung geschützt, auch Felle anderer Herkommen dürfen für den Handel nicht eingeführt werden.
Weil der Name „Vielfraß“ unpassend scheint, wurde das Tier oft auch mit seinem skandinavischen Namen Järv betitelt oder nach seiner bärenartigen Gestalt als „Bärenmarder“ bezeichnet. Im Englischen heißt das Tier Wolverine (irrtümlich eine Verwandtschaft zum Wolf andeutend) oder Glutton.[1]
Der Haltbarkeitskoeffizient für Vielfraßpelz ist einer der höchsten unter den Pelzarten, er wird mit 90 bis 100 Prozent angegeben.[Anmerkung 1] [2] Bei einer Einteilung der Pelzarten in die Haar-Feinheitsklassen seidig, fein, mittelfein, gröber und hart wird das Vielfraßhaar als gröber eingestuft

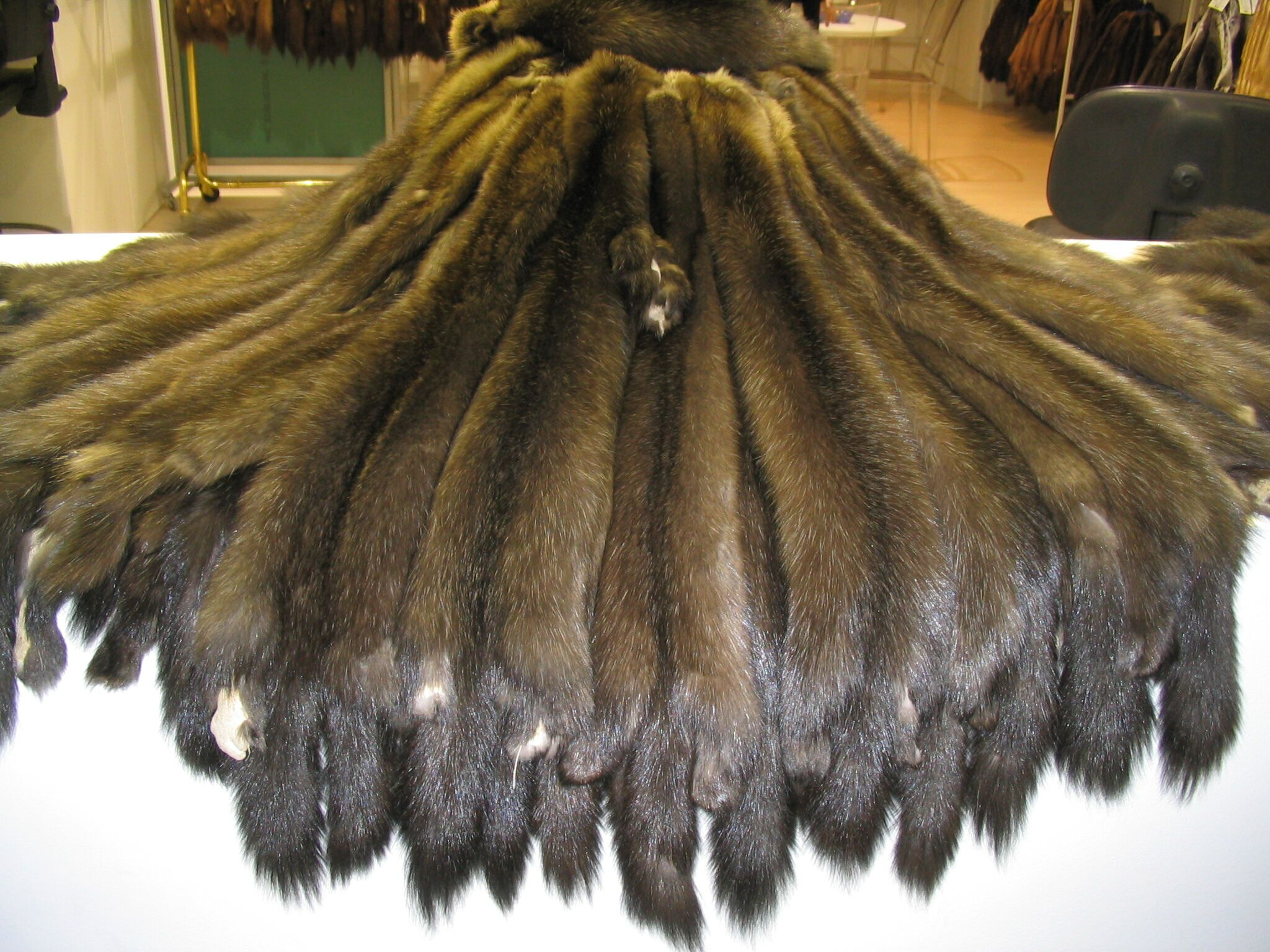
Bargusin-Zobel

### Zobel
Seit über tausend Jahren wird das Zobelfell als Kostbarkeit gehandelt. Wie die Erschließung des amerikanischen Kontinents zum großen Teil wegen der Begehrlichkeit nach dem damals für die Hutfilzherstellung geschätzten Biberfell erfolgte, so wurde Sibirien durch die Jagd auf den Zobel und andere pelztragende Tiere für Bekleidungszwecke erobert. Besonders schöne Zobelfelle mussten von den Anwohnern als Tribut an die russische Krone abgeliefert werden. Diese Kronenzobel waren über Jahrhunderte ein beliebtes Geschenk der Zaren an ausländische Würdenträger. Noch heute ist der Zobel der am höchsten bewertete Pelz.

## Katzenartige
Katzenfelle lassen sich der Regel am kammartig abstehenden Grotzen (der Fellmitte) erkennen, indem man das Fell quer zur Haarrichtung knickt.

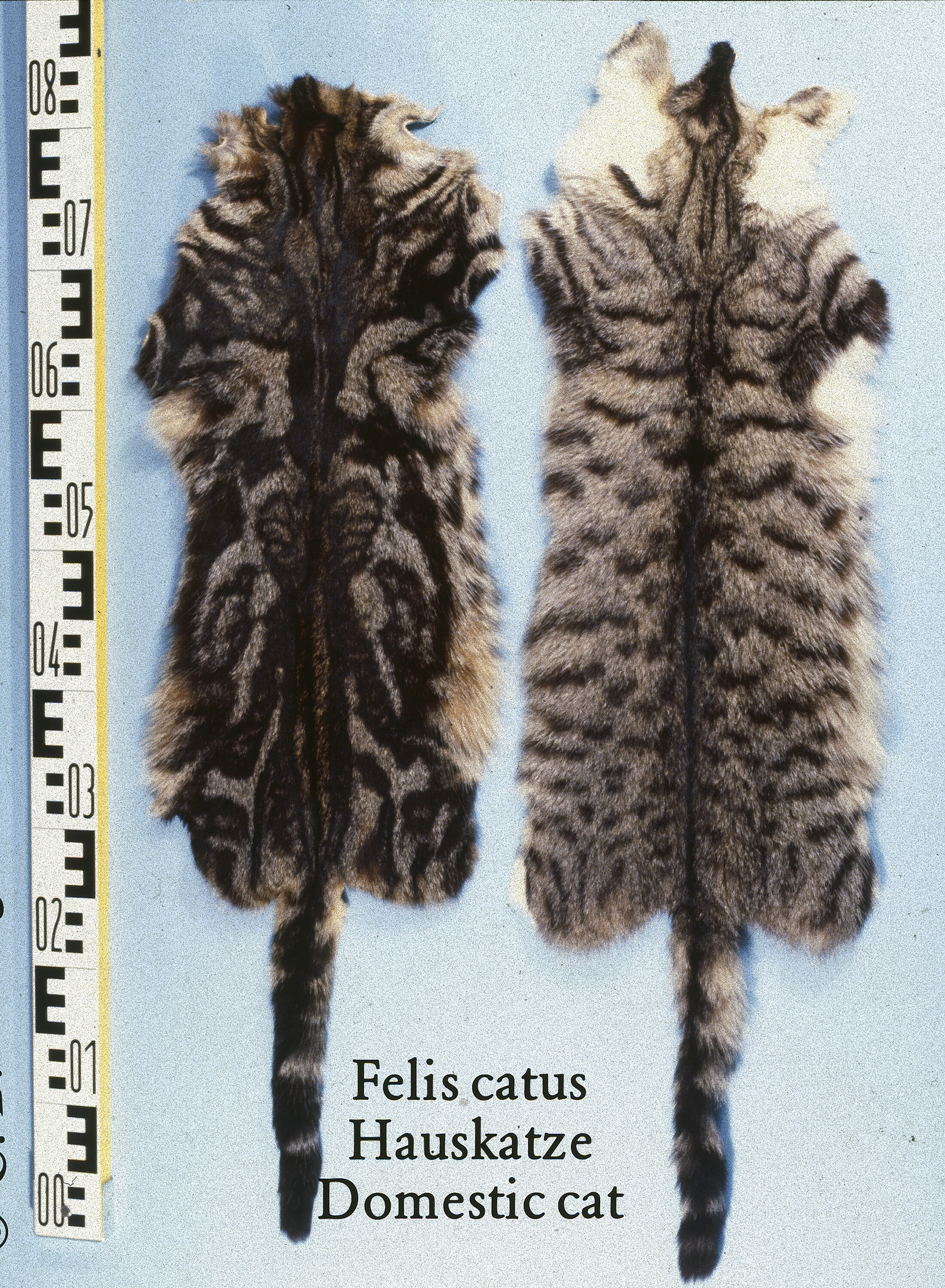
Hauskatzen

### Hauskatze
Bis in die Zeit nach dem Zweiten Weltkrieg waren Pelze aus Fellen der Hauskatze relativ häufig. Bis zum Ersten Weltkrieg wurden Katzenfelle, neben der Verwendung bei Rheumaerkrankungen (siehe auch Leibwärmer), fast ausschließlich für Innenfutter in so genannten „Gehpelzen“ verarbeitet, erst später erfolgte in größerem Ausmaß die Verwendung zu Damen-Außenpelzen. 1970 hieß es noch: „Im Gegensatz zu den Hunden sind unsere Katzen, die Pussis und Peters und wie sie sonst heißen mögen, recht angesehene Pelztiere.“
Im Jahr 2002 haben die deutschen Pelzfachverbände für ihre Mitglieder, mit Rücksicht auf die aufgekommene Diskussion in den westlichen Ländern, eine freiwillige Verzichtserklärung auf den Handel mit Hundefellen und von Hauskatzenfellen unterzeichnet (zusammen mit dem Welt-Pelzdachverband IFTF – International Fur Federation). Die Verordnung (EG) Nr. 1523/2007 des Europäischen Parlaments und des Rates vom 11. Dezember 2007 hat das Inverkehrbringen sowie die Ein- und Ausfuhr von Katzen- und Hundefellen sowie von Produkten, die solche Felle enthalten, in die und aus der Gemeinschaft verboten; Ausnahme sind Einfuhren ohne kommerziellen Charakter. Die Verordnung trat am 31. Dezember 2008 mit unmittelbarer Wirkung in Kraft; die Durchführung regelt in Deutschland das Tiererzeugnisse-Handels-Verbotsgesetz mit Eingriffsbefugnissen für Polizeibehörden und Bußgeldandrohungen.

### Kleinkatzen („Leopardkatze“), wildlebende
Da viele Arten der Kleinkatzen vom Aussterben bedroht sind, wurden alle Katzen in Anhang I oder II des Washingtoner Artenschutzübereinkommens aufgenommen (außer der Hauskatze).
In der Pelzbranche werden die Kleinkatzen wegen der Fellzeichnung oft unter dem Begriff Leopardkatze zusammengefasst, was zoologisch nur der Bengalkatze zusteht. Auch der Begriff Tigerkatze ist von der Fellzeichnung her irreführend, weil die Felle meist keine tigerähnlichen Streifen, sondern Flecken aufweisen, siehe Südliche Tigerkatze und Nördliche Tigerkatze.
Die Behaarung aller Arten ist gleichmäßig verteilt. Das Haar ist feiner bis gröber, teils hart, spröde, meist glänzend. Sie sind einfarbig und mehrfarbig bunt gescheckt.

#### Wildkatzen, Asien

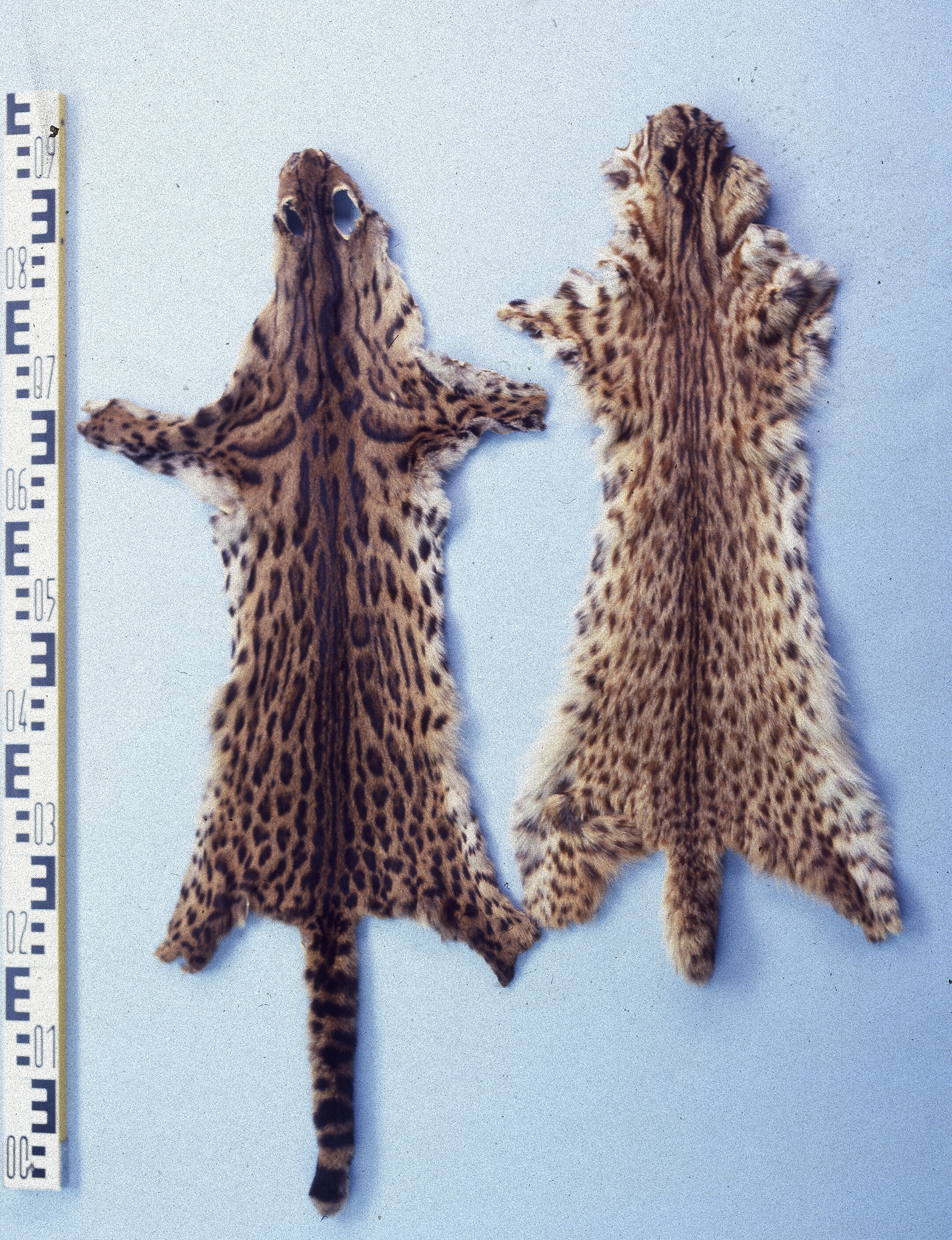
Bengalkatzen, China
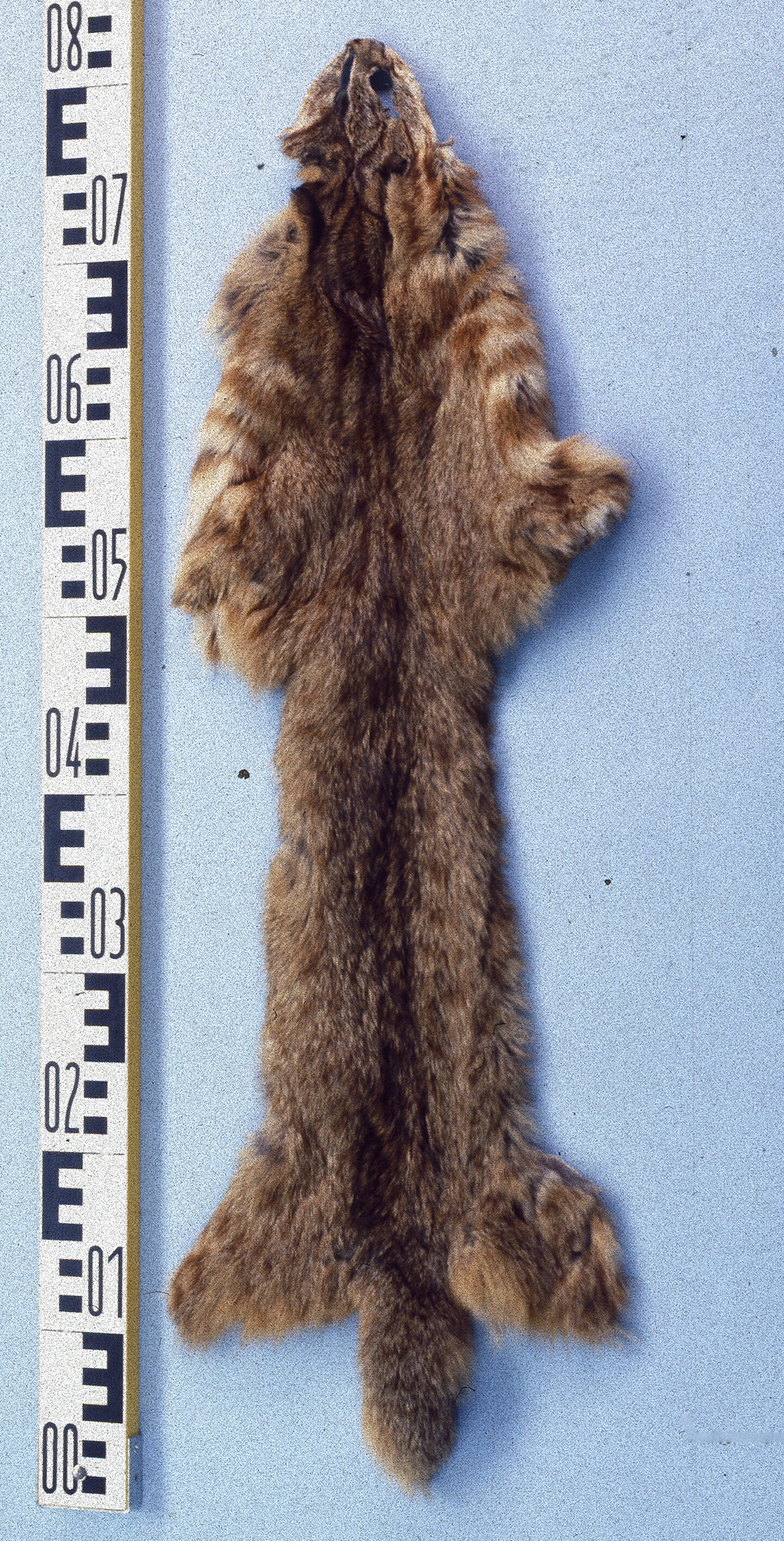
Bengalkatze, China

##### Bengalkatze
Bei dem erheblichen Wirrwarr, das in der Systematik der Kleinkatzen herrschte, sind manche geographische Rassen mit besonderen Namen belegt worden. Die Fellbezeichnung der Bengalkatze ist meist Leopardkatze, auch Chinesische Wildkatze. Weitere zoologische oder Fellnamen sind Schmuckkatze, Zwergtigerkatze, Chinakatze, Chinesische Tigerkatze, kleine gefleckte Wildkatze.
Vorkommen: Südöstliches Asien, im Amurgebiet, Korea und China bis Vorderindien und Hinterindien. Auf den Großen Sunda-Inseln, Hainan, Formosa (Taiwan) und auf den Philippinen.
Wegen des Vorkommens in unterschiedlichen Gebieten – es werden einige Unterarten unterschieden – variieren Färbung und Dichte des Haarkleids erheblich. Die Färbung reicht von blassgelb über graugelb mit roten und braunen bis schwarzen Flecken, die teils in Längsreihen angeordnet sind. Kinn und Kehle sind weißlich, an den Ohren befindet sich ein weißer Fleck. Die Vorderpfoten haben Schwimmhäute. Die Kopfrumpflänge weist erhebliche Größenunterschiede zwischen nördlichen und südlichen Unterarten auf, sie beträgt 36 bis 85 Zentimeter, die Schwanzlänge 15 bis 44 Zentimeter.

##### Borneo-Goldkatze
Vorkommen: Borneo. Die sehr seltene Borneo-Goldkatze, auch Borneokatze, ist eine verzwergte Inselform, sie ist eng verwandt mit der Temminckkatze.
Es gibt zwei Farbvarianten, eine häufigere rötlich-braune und eine dunkelgrau, teils fast schwarz. Es weist kein Muster auf, bis auf einen schwarzen Streifen auf der Wange. Die Bauchseite ist heller, ebenso die Unterseite des Schwanzes. Borneo-Goldkatzen erreichen eine Kopfrumpflänge von 53 bis 70 Zentimetern, eine Schwanzlänge von 32 bis 39 Zentimeter.

##### Fischkatze
Auch Tüpfelkatze oder Hechtkatze.
Vorkommen: Südlich des Himalaya von Nepal bis Assam, Hinterindien, unter anderem Tanintharyi-Division, Thailand, Ceylon, Sumatra, Jawa Barat (Westjava) und Mitteljava.
Das Haarkleid der Fischkatze ist struppig und ohne Glanz, erdgrau, am Rücken bräunlich, die Wamme ist etwas heller. Der Rumpf ist übersät mit schwarzen, verschieden großen Tupfen, hat dunklere Streifen über den Schultern und im Nacken, die an den Seiten und Beinen in längliche Flecken übergehen. Der verhältnismäßig kurze Schwanz hat mehrere Ringe. Die Kopfrumpflänge reicht von 57 bis 78 Zentimeter, damit ist sie etwa doppelt so groß wie bei der Hauskatze. Der Kopf ist lang und schmal. Die Fischkatze hat weniger ausgeprägte Schwimmhäute als die Bengalkatze. Ihr Schwanz ist mit 20 bis 30 Zentimeter relativ kurz.

##### Gobikatze
Auch Graukatze.
Vorkommen: Nordwestchinesisches Grenzland.
Die Gobikatze hat langes dichtes Haar, der Schweif ist ebenfalls dicht behaart mit vier oder fünf schwarzen Ringen und einer schwarzen Schweifspitze. Die Fellfarbe ist braungelb, die Bauchunterseite ist heller. Unter den Ohren findet sich eine blass-rotbraune Fellstelle. Der Körper ist sehr kompakt, die Beine sind relativ kurz. Die Pfotenunterseiten sind stark behaart. Der Rumpf ist etwa 80 Zentimeter lang, der Schwanz 35 Zentimeter.

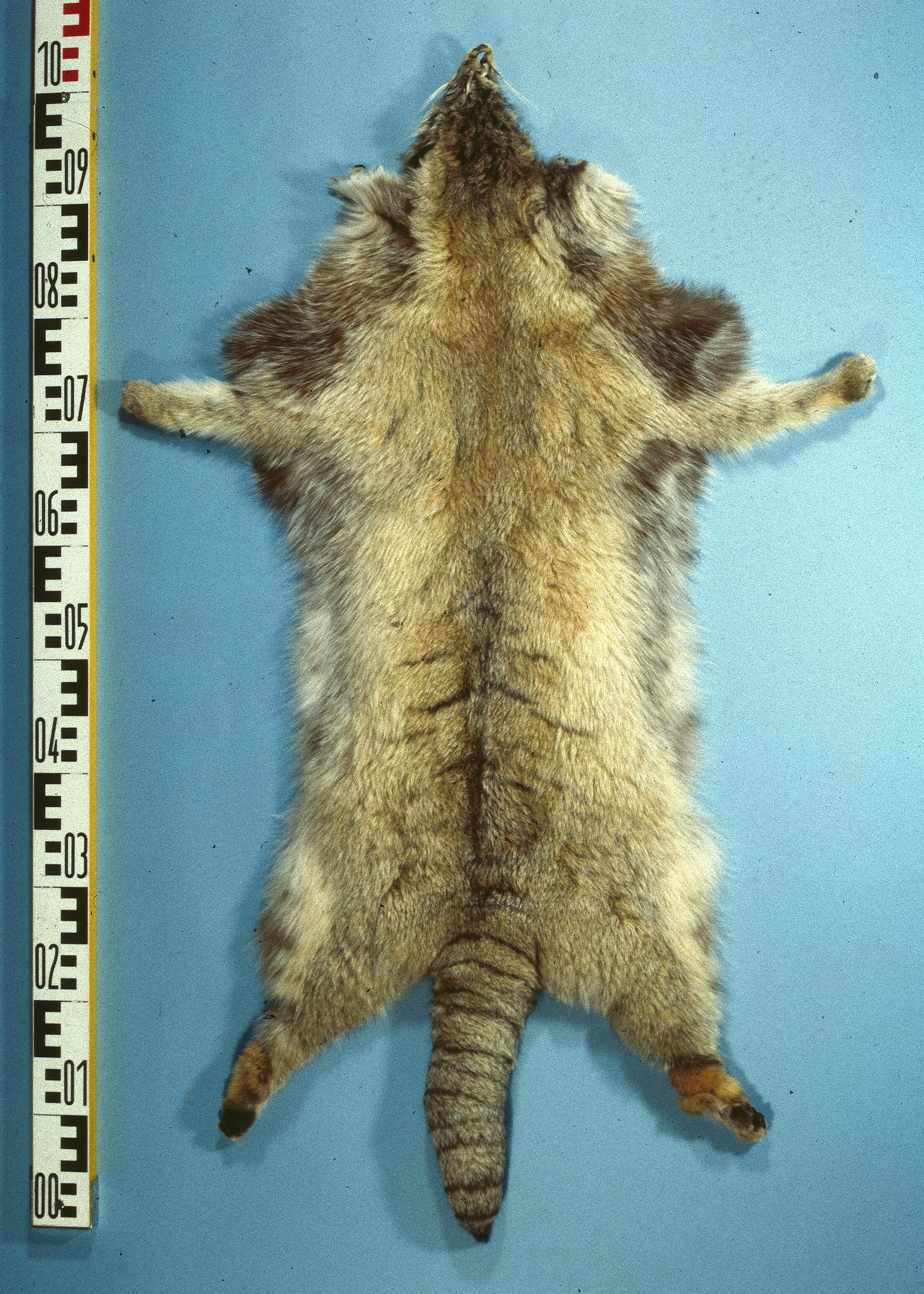
Manul

##### Manul
Auch Manulkatze, Pallaskatze.
Vorkommen: Von Transkaukasien und dem nördlichen Iran über Afghanistan, Kasachstan, Usbekistan, Turkmenistan, Tadschikistan, Kirgisistan, Nord-Pakistan, Ladakh, Tibet und Xinjiang bis nach Südsibirien und in die Mongolei (häufig), die östlichen Grenzen der Besiedlung sind nicht bekannt.
Der Manul hat eine von allen Katzen abweichende Färbung und Zeichnung, er gleicht keiner anderen Art. Die Haarfarbe braun bis gräulich, teils rötlich, die Unterseite ist heller. Es werden eine rötliche und eine graue Farbphase unterschieden. Die Wamme und die Pfoten sind orangefarben. Es weist einige schwarze Querstreifen auf, die im dichten Haar nicht immer leicht zu sehen sind. Der geringelte Schweif ist auf der Oberseite schwarz, unterseits braun. Die Kopfrumpflänge beträgt 50 bis 65 Zentimeter, die Schwanzlänge 21 bis 31 Zentimeter.

##### Marmorkatze
Auch Marmelkatze.
Vorkommen: Gebirgswälder Hinterindiens von Sikkim, Bhutan, Assam, Burma, Thailand, Malakka bis Sumatra und Borneo.
Das Haarkleid der Marmorkatze ähnelt dem Nebelparderfell. Es variiert von lebhaft ockerbraun bis graubraun, die Bauchseite von hell- bis dunkelgrau. Die Fellzeichnung weist ozelotähnliche Tupfen auf, deren Innenfläche wie beim Ozelot heller ist. Die Ohren haben einen weißen Fleck. Die Marmorkatze ist wenig größer als die Hauskatze, die Kopfrumpflänge beträgt etwa 45 bis 62 Zentimeter, hinzu kommt ein 36 bis 55 Zentimeter langer, buschiger Schwanz.

##### Rostkatze
Vorkommen: Südindien und Vorderindien, Ceylon.
Die Färbung der Rostkatze ist schmutziggrau bis bräunlich, sie hat ihren Namen nach den rostbraunen Fellflecken. Sie sieht der Bengalkatze sehr ähnlich, ihre Flecken sind aber weniger deutlich und machen einen verwascheneren Eindruck. Die Tupfen sind auf den Flanken in Längsreihen angeordnet, teils auch über den ganzen Körper verteilt. Die Kopfrumpflänge beträgt 35 bis 48 Zentimeter, die Schwanzlänge 15 bis 30 Zentimeter, damit gehört sie zu den kleinsten Wildkatzen.

##### Asiatische Goldkatze
Auch Temminckkatze, Indische Goldkatze.
Vorkommen: Tibet, Nepal, Sikkim, Assam, Hinterindien, Malaiische Halbinsel, Südchina, Sumatra.
Das Haarkleid der Asiatischen Goldkatze ist lang und dicht, teils rötlich oder schiefergrau, im Allgemeinen ohne Tupfen, nur gelegentlich mit kleinen schwarzen Tupfen im stets dunkleren Rücken. In manchen Regionen haben Asiatische Goldkatzen mehr oder weniger gut sichtbare Flecken oder Streifen. Auf den Wangen befinden sich zwei schwarze Streifen, die bis über die Augen reichen, begrenzt von je einem weißen Streifen. Die Ohren sind hinten schwarz mit einem zentralen grauen Fleck. Die Asiatische Goldkatze ist mehr als doppelt so groß wie die Hauskatze, ihre Kopfrumpflänge beträgt 66 bis 105 Zentimeter, der Schwanz ist etwa 40 bis 57 Zentimeter lang.

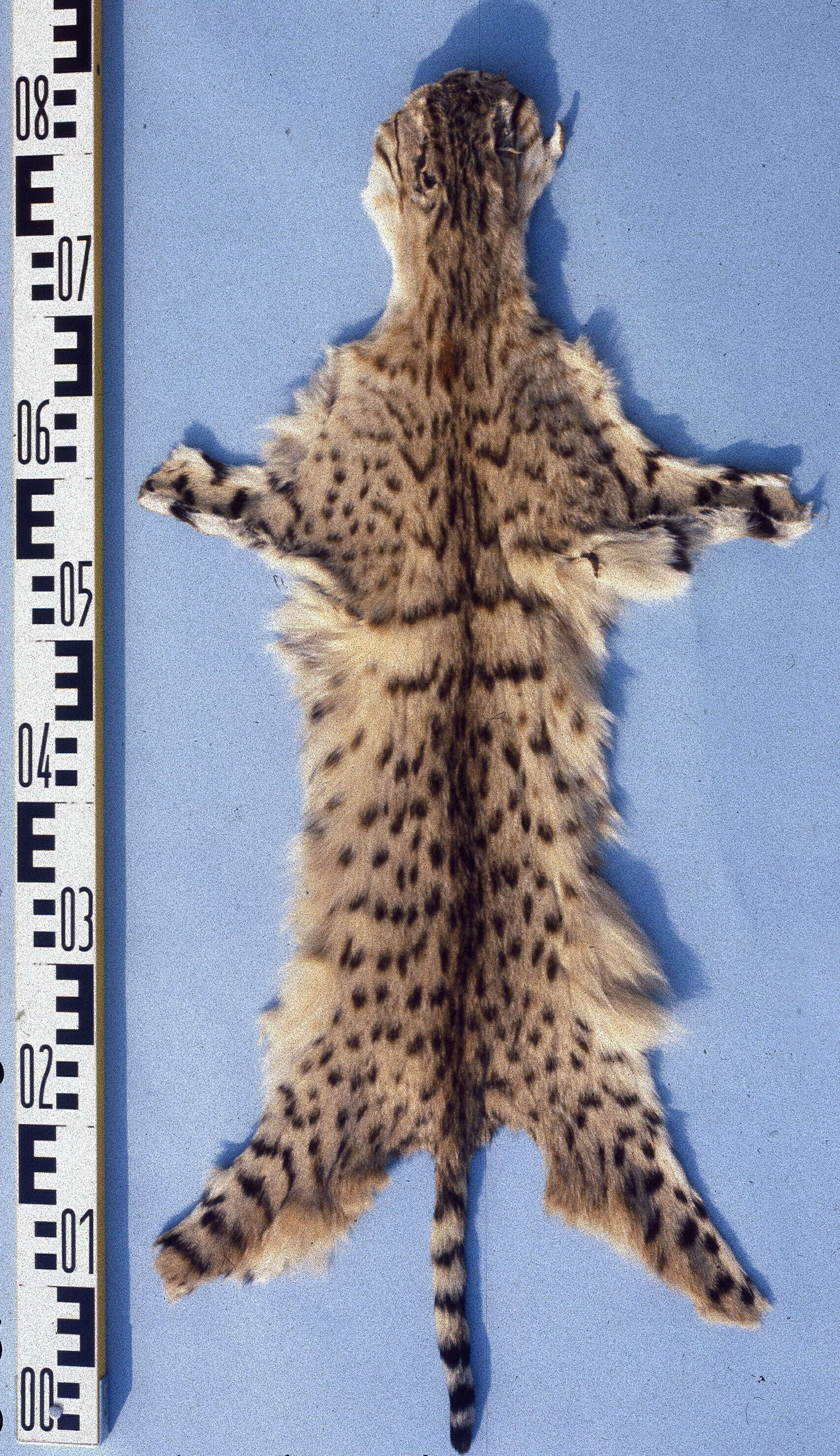
Indische Steppenkatze

##### Asiatische Wildkatze
Auch Steppenkatze, Wüstenkatze.
Das Fell der Asiatischen Wildkatze ist gelegentlich auch als Luchskatze im Handel.
Vorkommen: Transkaspien (Turkestan, bis zur Gobi), Ostpersien, Afghanistan, nördliches Indien (Pandschab, Rajasthan bis Naypur). Vereinzelt auch westlich der unteren Wolga (südlich des Raumes Astrachan). Die genauen Grenzen sind unbekannt. Die Verbreitungsgrenze zwischen Europäischer Wildkatze und Asiatischer Wildkatze bildet der Kaukasus.
Das Haar der Asiatischen Wildkatze ist graugelblich bis braun, die Wamme ist hellgrau oder weiß. Von der ähnlichen Afrikanischen Wildkatze unterscheidet sie sich durch das eher gepunktete als gestreifte Fellmuster. Die verschieden großen, runden schwarzen Tupfen sind über den ganzen Körper sind verteilt. Der sehr lange Schwanz hat eine schwarze Spitze; die Unterseiten der Pfoten sind schwarz. Das Haar der Steppenkatze ist kürzer als das der Waldwildkatze, variiert aber je nach individuellem Alter und Jahreszeit. Das Grannenhaar ist im Sommer 51 Millimeter lang, die Wollhaare sind mit einer Länge von 35 Millimeter etwa 20 Millimeter kürzer als das der Waldwildkatze. Ähnlich dem Luchs hat sie einen, allerdings kleinen, feinen Pinsel an den Ohrspitzen.

#### Wildkatzen, Afrika
Die als Afrikanische Tigerkatzen bezeichneten Felle waren nur wenig im Handel, sie wurden meist in den Ländern selbst verbraucht.

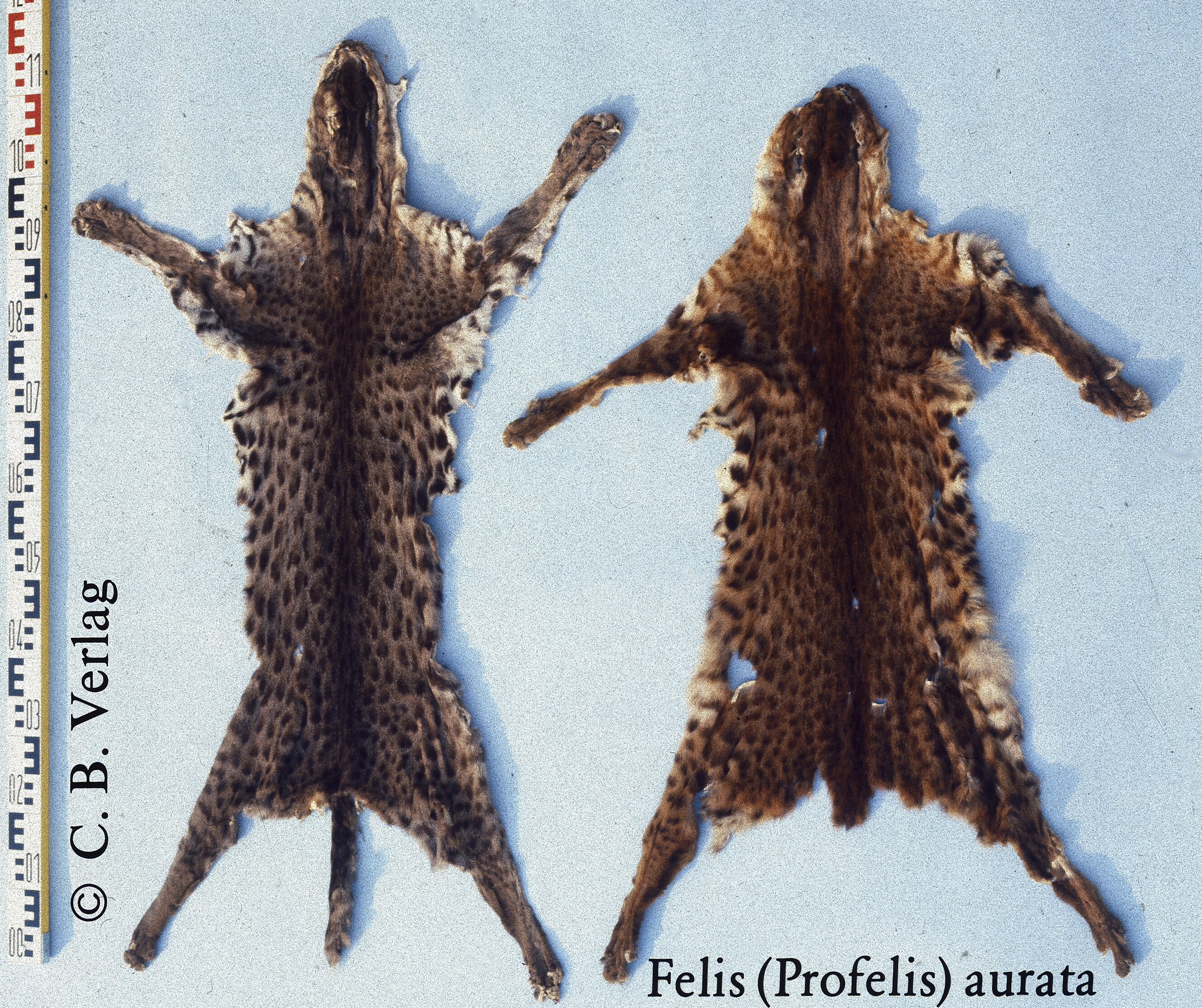
Afrikanische Goldkatzen

##### Afrikanische Goldkatze
Vorkommen: Guinea, Sierra Leone, Madingoland (= Kenia, vom Atlantischen Ozean bis zum Tschadsee), Liberia, Goldküste, Kamerun, Kongo bis zum Ituri-Regenwald. Genaueres über das Wohnareal der im afrikanischen Regenwald beheimateten Afrikanischen Goldkatze ist nicht bekannt.
Die Grundfärbung des Felles ist sehr unterschiedlich, von kastanienbraun, fuchsrot, rehbraun, graubraun, silbergrau, tief schiefergrau bis schwarz, am häufigsten sind rotgoldene und silbergraue. Die Musterung ist etwas dunkler und verschwommen. Die Innenseite der Beine, der Bauch, die Wangen und das Kinn sind weiß, die Kehle und die Unterseite leicht angefärbt. Auf der Körperober- und -unterseite befinden sich dunkelbraune bis schwarze Flecken, der Schwanz ist oft deutlich geringelt. Die Wangen haben zwei schwärzliche Streifen, das Gesicht trägt schwarze Flecken oberhalb der Augen. Nicht selten kommen schwarze Exemplare vor. Im Vergleich zum Serval und Karakal ist der Schwanz verhältnismäßig lang, die Ohren kleiner und rund. Die Kopfrumpflänge beträgt 65 bis 90 Zentimeter, die Schwanzlänge 30 bis 45 Zentimeter, männliche Tiere sind größer als weibliche.
Das Haar ist entweder kurz, anliegend und fast rau oder ziemlich lang, lose und weich. Die Unterwolle ist dicht und fein, meist wird sie vom Oberhaar völlig abgedeckt. Die Basis der Grannen und der Unterwolle sind hell bis weiß, nur die Spitzen sind dunkel. Die Grannenhaare haben eine Länge von 16 bis 23 Millimeter, die Unterwolle von 10 bis 16 Millimeter.

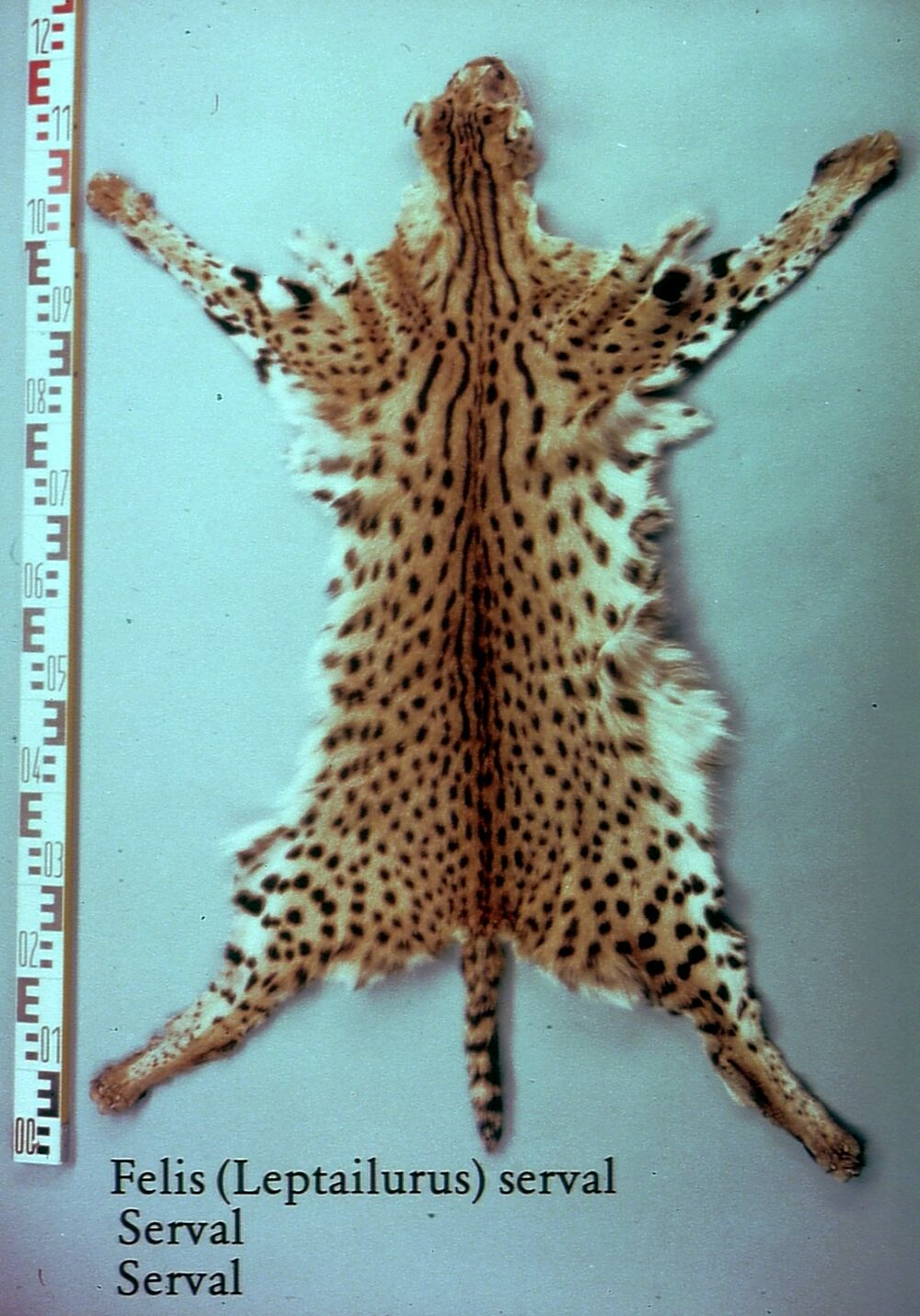
Serval
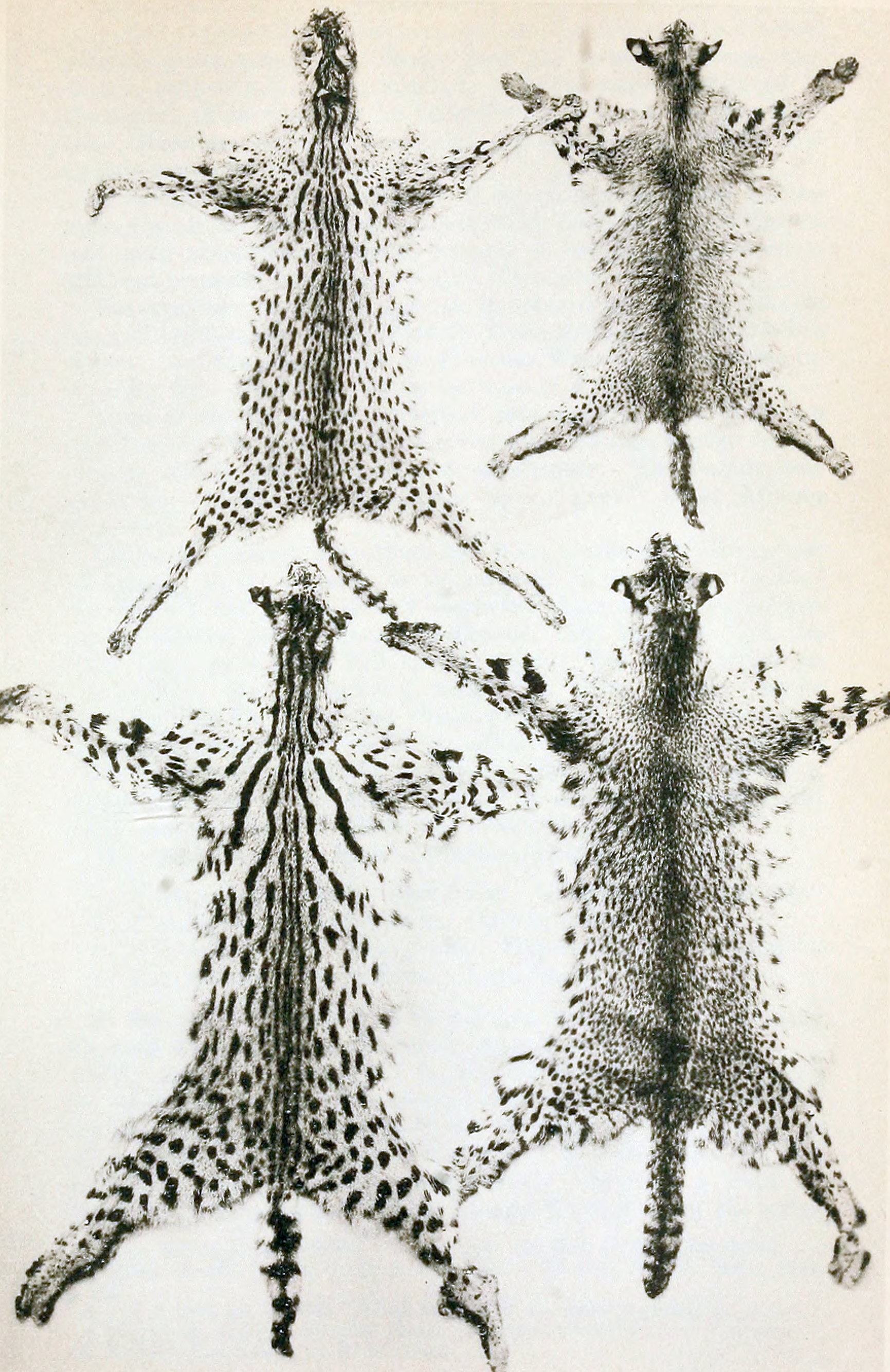
Links: Serval, oben Sierra Leone, unten Uganda rechts: Serval-Ginsterkatze, oben Uganda, unten Mombasa (Nord-Angola)

##### Serval
Auch Afrikanische Buschkatze, Servalkatze, mitunter Abessinische Bergkatze. Fälschlicherweise wurden als Serval und Servalkatze auch die Felle der asiatischen Zibetkatze, der Ginsterkatze und der Fischkatze gehandelt. Auch kamen sie zu Unrecht als afrikanische Tigerkatze in den Handel. Die Serval-Ginsterkatze ist eine eigene Art aus der Familie der Schleichkatzen, die Felle sind hier mit abgebildet, sie werden hier jedoch nicht beschrieben.
Vorkommen: Steppengebiete in Westafrika, Südafrika und Ostafrika sowie in Algerien.
Die Grundfärbung des Servals ist sehr variabel. Felle aus trockenen Steppengebieten haben eine hellere Färbung mit großen Flecken, aus feuchteren Waldarealen eine dunkle Grundfarbe mit kleinen, punktförmigen Flecken, die stellenweise sogar stark reduziert sind (beispielsweise die Unterart liposticta). Auf dem Rücken laufen die braunen bis schwarzbraunen Flecken zu einem breiten Streifen zusammen. Es treten auch Schwärzlinge auf. Der Körper ist schlank. Die Kopfrumpflänge beträgt 70 bis 100 Zentimeter, die Schwanzlänge 35 bis 40 Zentimeter. Die Beine sind sehr lang, innerhalb der Katzenfamilie hat keine andere Art längere Beine. Der Kopf ist klein, die Ohren sind groß und rund.
Das Servalfell ist etwas rau und trocken. Es gilt als weniger wertvoll. Die Anzahl der überregional gehandelten Felle war gering, auch deshalb, weil sie in Ostafrika ein Attribut der Häuptlingswürde bilden.

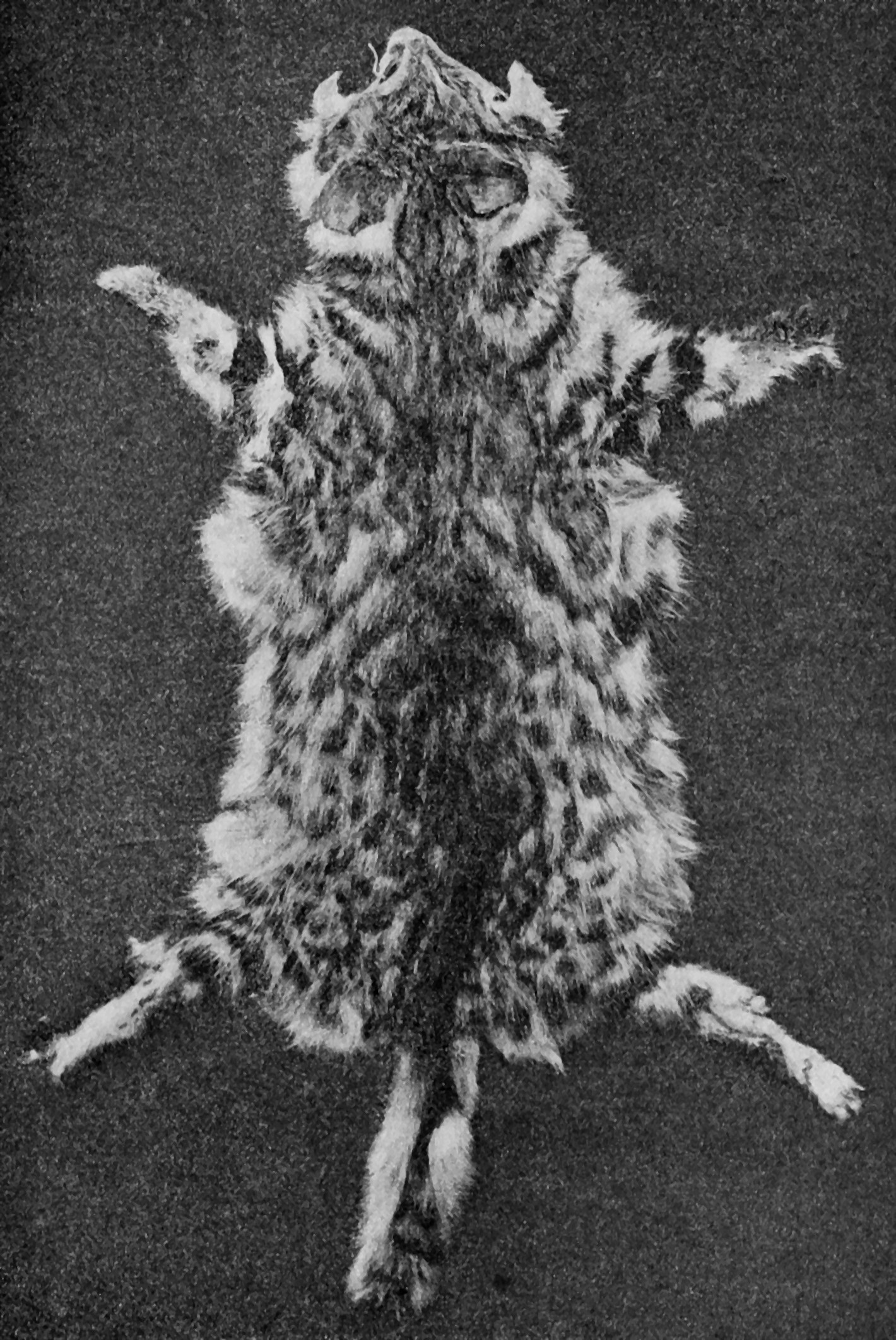
Schwarzfußkatze

##### Schwarzfußkatze
Auch Karrookatze.
Vorkommen: Nur aus der Kalahari, Betschuanaland und Karoo bekannt geworden.
Die kontrastreiche Färbung der Schwarzfußkatze variiert zwischen sandfarben, dunkelockergelb bis braunrot, im Winter blasser und grauer. Der Bauch ist hellgrau bis weiß. Die Zeichnung besteht aus blassen, braunen bis tiefschwarzen Flecken, die zu Längsreihen angeordnet sind. Der Name Schwarzfußkatze ist etwas irreführend, denn lediglich die Fußsohlen mit Haarpolster sind auf ganzer Länge schwarz. Der Schwanz ist dünn, spitz zulaufend mit Querringen und schwarzer Spitze. Die Schwarzfußkatze ist eine der kleinsten wildlebenden Katzenarten weltweit. Männliche Tiere werden von Kopf bis Rumpf etwa 37 bis 50 Zentimeter groß mit einem 15 bis 20 Zentimeter langen Schwanz; weibliche sind kleiner, ihre Kopfrumpflänge beträgt 34 bis 37 Zentimeter, der Schwanz 15 bis 20 Zentimeter.
Für die Pelzwirtschaft ist das Fell des sehr seltenen Tieres nicht nutzbar.

#### Wildkatzen, Mittel- und Südamerika
Von allen Katzenarten am meisten gefragt waren südamerikanische Felle, vor allem die mit ozelotähnlicher Zeichnung. Wobei zwischen einer braunen Sorte mit mittlellangem Haar und einer blauen, flacheren, besonders gut gezeichneten Sorte unterschieden wurde.
Am Fellmarkt in Buenos Aires wurden in Bezug auf den argentinischen Fellmarkt folgende Herkommen differenziert:
a) Patagonien: sehr groß, die beste Sorte
b) Buenos Aires: gut in der Qualität
c) Provinz Mendoza: kleine Sorte
San Luis, San Juan, Córdoba, nördliche Territorien.

##### Chilenische Waldkatze
Auch Kodkod oder Nachtkatze.
Vorkommen: Wälder Zentral- und Südchiles und der angrenzende Teil Argentiniens. Auch auf den Inseln vor der chilenischen Küste, beispielsweise Chiloé.
Die Färbung der Chilenischen Waldkatze ist grau bis beigefarben, mit kleinen schwarzen Punkten und Flecken. Die Rückseite der Ohren ist schwarz mit einem auffälligen weißen Fleck. Reine Schwärzlinge kommen bei dieser Art häufiger vor, in Chiloé und auf den Islas Guaitecas sind Schwärzlinge die Hauptform. Im Vergleich zur nahe verwandten Kleinfleckkatze hat sie ein deutlich schmaleres Gesicht. Die Chilenische Waldkatze ist – neben der afrikanischen Schwarzfußkatze – eine der kleinsten aller wildlebenden Katzenarten, sie hat eine Kopfrumpflänge von 40 bis 50 Zentimeter. Der Schwanz ist eher buschig und etwa 20 bis 25 Zentimeter lang.

##### Bergkatze, Andenkatze
Auch Bergkatze.
Vorkommen: In den hohen Anden vom Süden Perus über den Südwesten Boliviens, im Nordosten Chiles und im Norden Argentiniens.
Das Fell der Bergkatze ist dicht und langhaarig, die Farbe silbergrau, auf dem Rücken aschgrau. Die Zeichnung zeigt unregelmäßig verteilte ockerbraune bis orangegelbe Flecken. Der Schweif ist sehr lang mit breiten Ringen. Die Andenkatze ist etwa so groß wie eine große Hauskatze, mit einer Kopfrumpflänge von 70 bis 75 Zentimeter und einer Schwanzlänge von etwa 43 Zentimeter. Sie ähnelt stark der in derselben Region lebenden Pampaskatze.

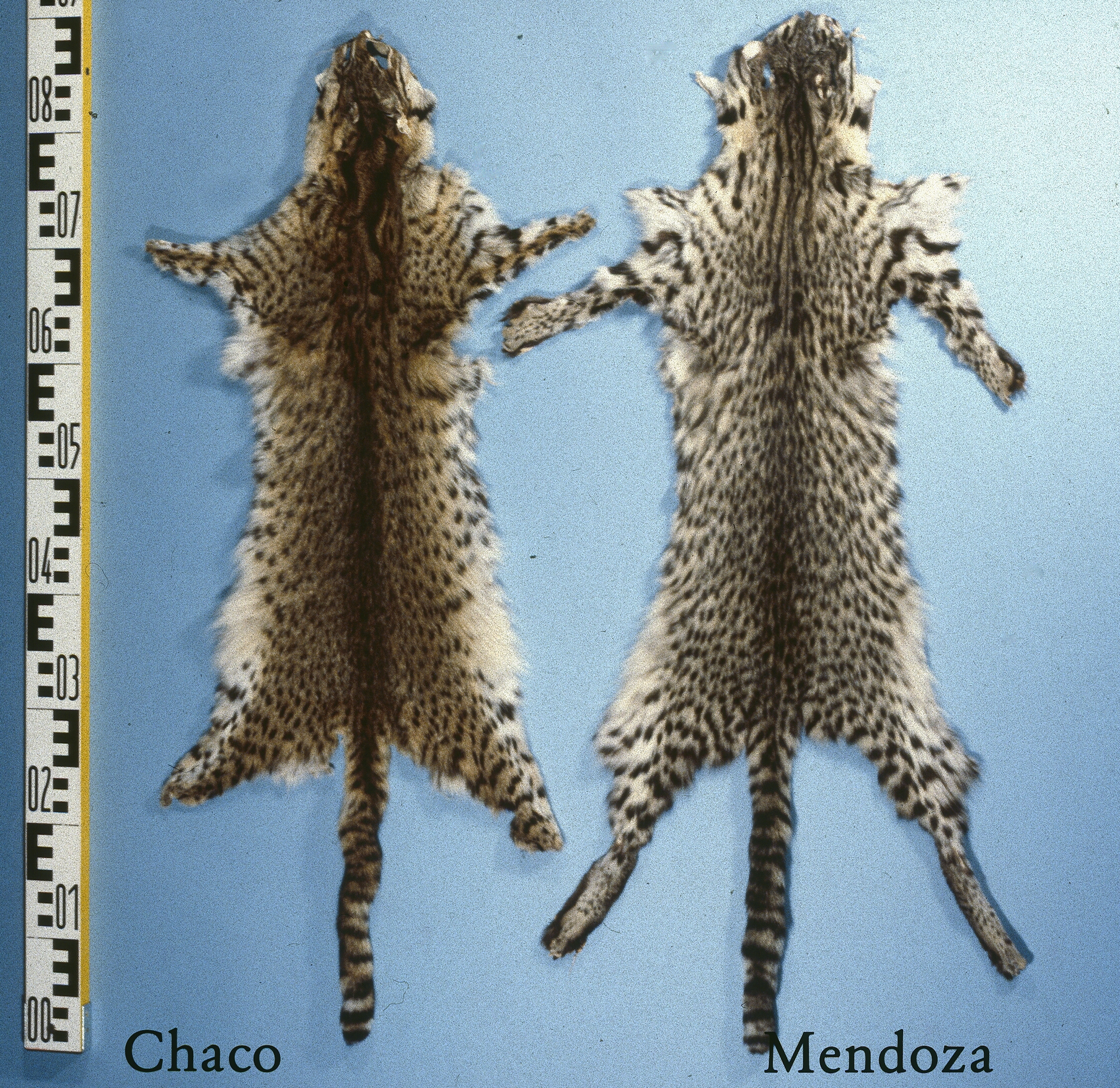
Kleinfleckkatzen, links Chaco, rechts Mendoza

##### Kleinfleckkatze
Auch Buschkatze, Geoffroykatze (Geoffreykatze), Salzkatze, Chacokatze, Mendozakatze.
Vorkommen: In Südamerika im Nördlichen Chaco (Bolivien, Paraguay), Argentinien bis Feuerland.
Die Kopfrumpflänge der Kleinfleckkatze oder Salzkatze beträgt 45 bis 70 Zentimeter, die Schwanzlänge 26 bis 35 Zentimeter. Felle aus den südlichen, kälteren Gebieten sind größer als die aus dem Norden des Verbreitungsgebiets. Das Haarkleid ist unterschiedlich, ähnlich dem Ozelot und der Ozelotkatze: sehr lang und fein; silbergrau, übersät mit kleinen, unregelmäßig verteilten schwarzen Flecken und länglichen Streifen am Hals. Bei den nördlicheren Unterarten findet sich häufig eine Rosettenbildung im Schulterbereich. Auf dem Kopf verschmelzen schwarze Fleckenreihen zu Streifen. Der Grundton bei den nördlichen Formen ist ockerfarben, nach Süden wandelt er sich über grau zu silbergrau bei den Kleinfleckkatzen Patagoniens. Der Schwanz ist quergebändert. Es kommen Schwärzlinge vor. In der Größe entspricht die Kleinfleckkatze einer großen, männlichen Hauskatze. Die Kopfrumpflänge beträgt 60 Zentimeter, hinzu kommen 30 Zentimeter Schwanz.

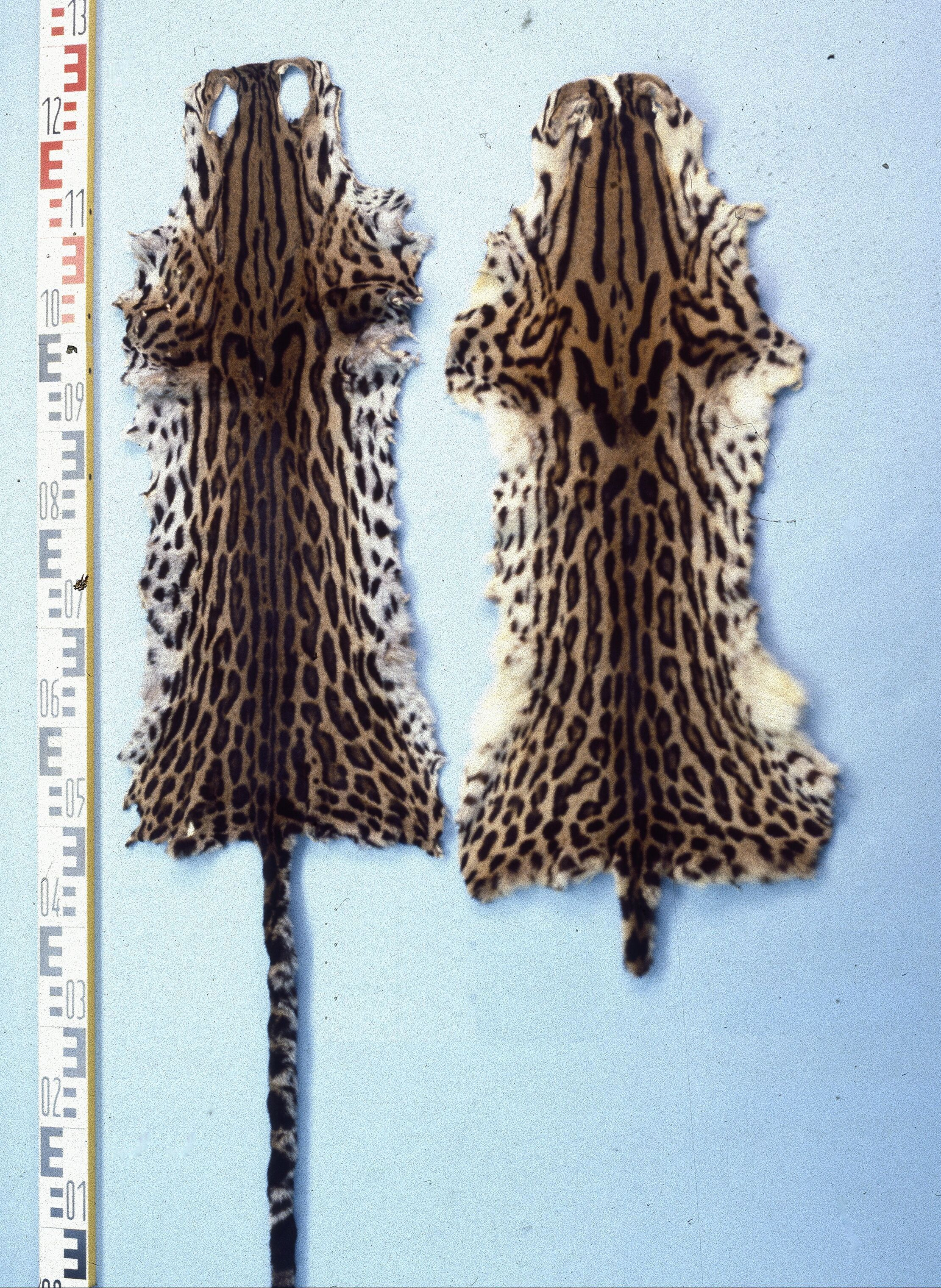
Peludo, links Kolumbien, rechts Brasilien

##### Langschwanzkatze, Peludo
Auch Baumozelot, kleiner Ozelot, Margay, Tigerkatze (fälschlich). Die Felle der Langschwanzkatze waren als Peludos, auch als Bergozelot im Handel.
Vorkommen: Mexiko bis Rio Grande do Sul (Brasilien) sowie nördliches Paraguay, vorwiegend jedoch in Brasilien. Die genauen Grenzen des Vorkommens sind nicht bekannt.
Die Felle ähneln sehr dem größeren Ozelot, auch dem der kleineren Ozelotkatzen. Ein deutliches Unterscheidungsmerkmal ist der eine Nackenwirbel im Gegensatz zum Ozelot mit zwei Wirbeln. In der Regel ist das Haar weniger straff anliegend als beim Ozelot.
Sie erreichen eine Kopfrumpflänge von 46 bis 79 Zentimeter, der Schwanz wird zwischen 33 und 51 Zentimeter lang. Die dunklen Vollflecken der Jungen bekommen erst später die für Alttiere charakteristischen hellen Innenhöfe. Die Grundfärbung ist hell- bis sandockerfarben, sehr leuchtend, bei nördlichen Formen mehr grau. Die Fellmitte zeigt in Längsrichtung schwärzliche bis schwarze Ringflecken, die Unterseite mit schwarzen Flecken in Quermusterung. Die Bauchseite, Kinn und Kehle und die Innenseite der Beine sind weiß. Die langgestreckten Flecken an den Körperseiten können zu Längsbändern verschmelzen.
Die Fellqualität ist ähnlich der des Ozelots.

##### Ozelot

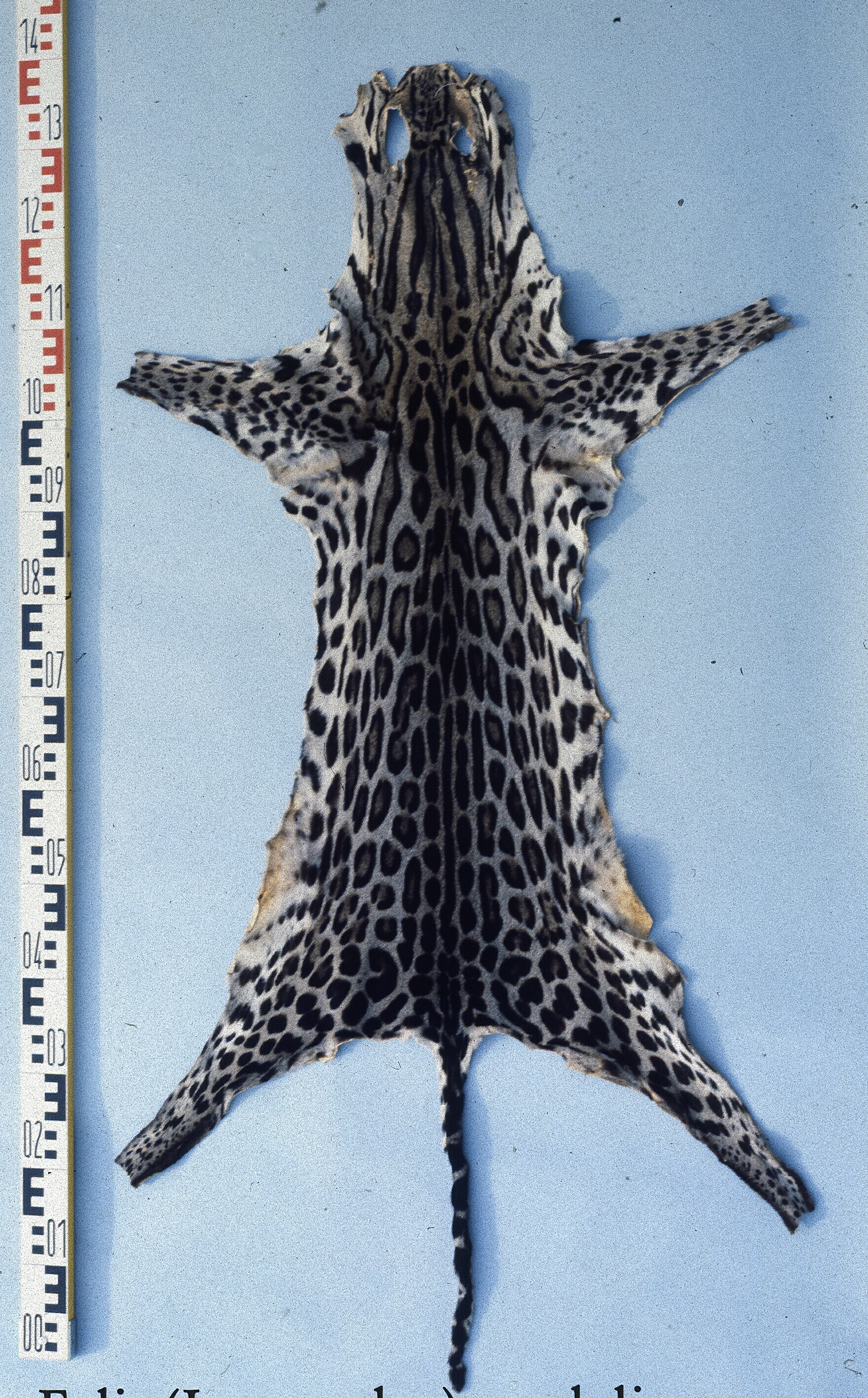
Mexikanisches Ozelotfell
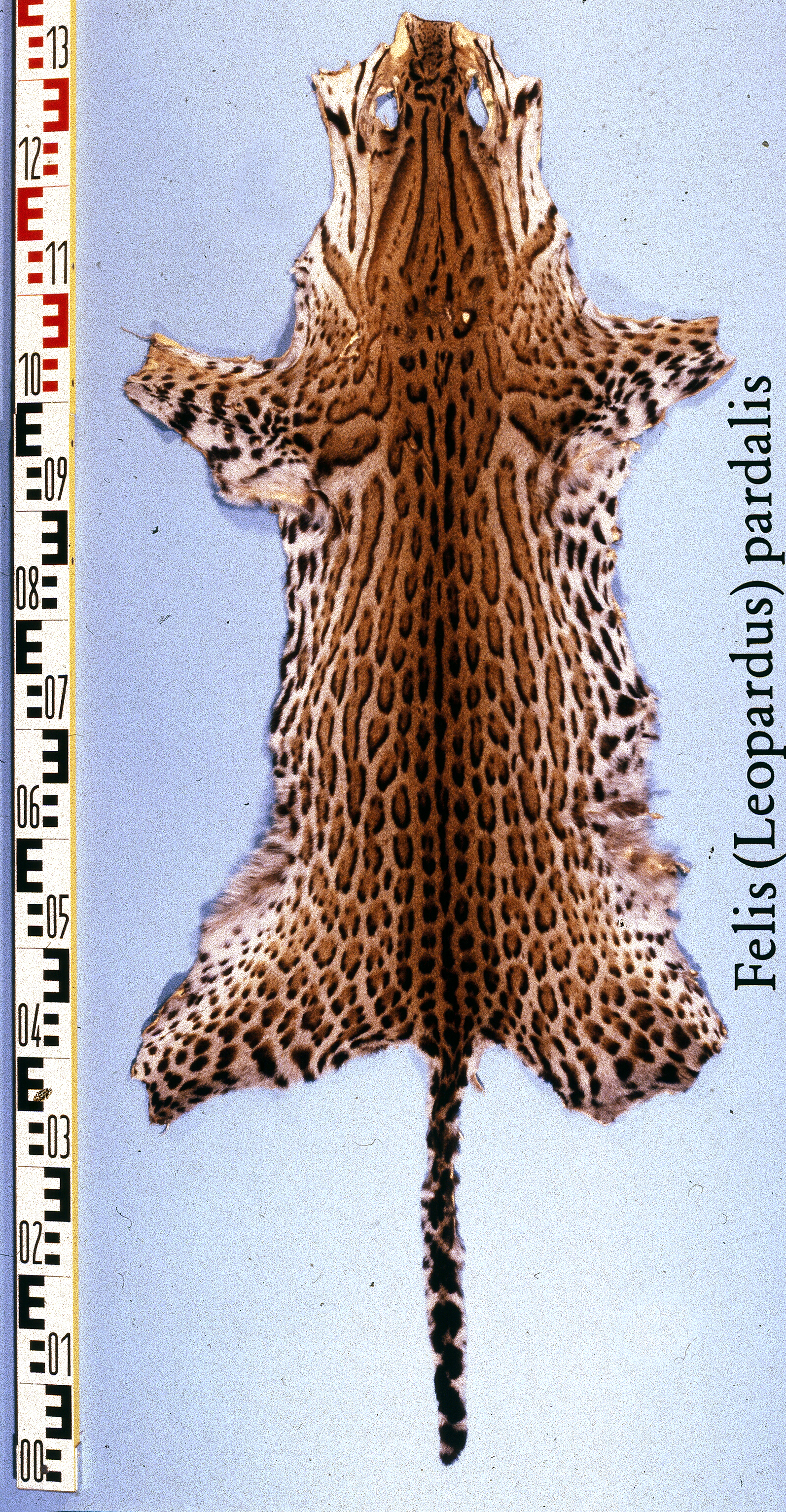
Brasilianisches Ozelotfell

Die Pelzmode interessierte sich erst recht spät für das Ozelotfell, nicht nur unter den Kleinkatzenarten einer der attraktivsten Pelze. In den 1920er Jahren fand es noch kaum Beachtung. Erfüllte es anfangs bloß als Wagendecke seinen Zweck, hieß es 1934 bereits, dass es allein wie auch in Kombination wie etwa Biber, Nutria oder Fuchs und Waschbär wirkt und jetzt die Sehnsucht der Frau als schönstes Bekleidungsstück bildet. Bis in die Zeit nach dem Zweiten Weltkrieg war Ozelot dann für Damenbekleidung derart gefragt, dass die Gefahr der Ausrottung bestand. Der Ozelot ist heute streng geschützt.

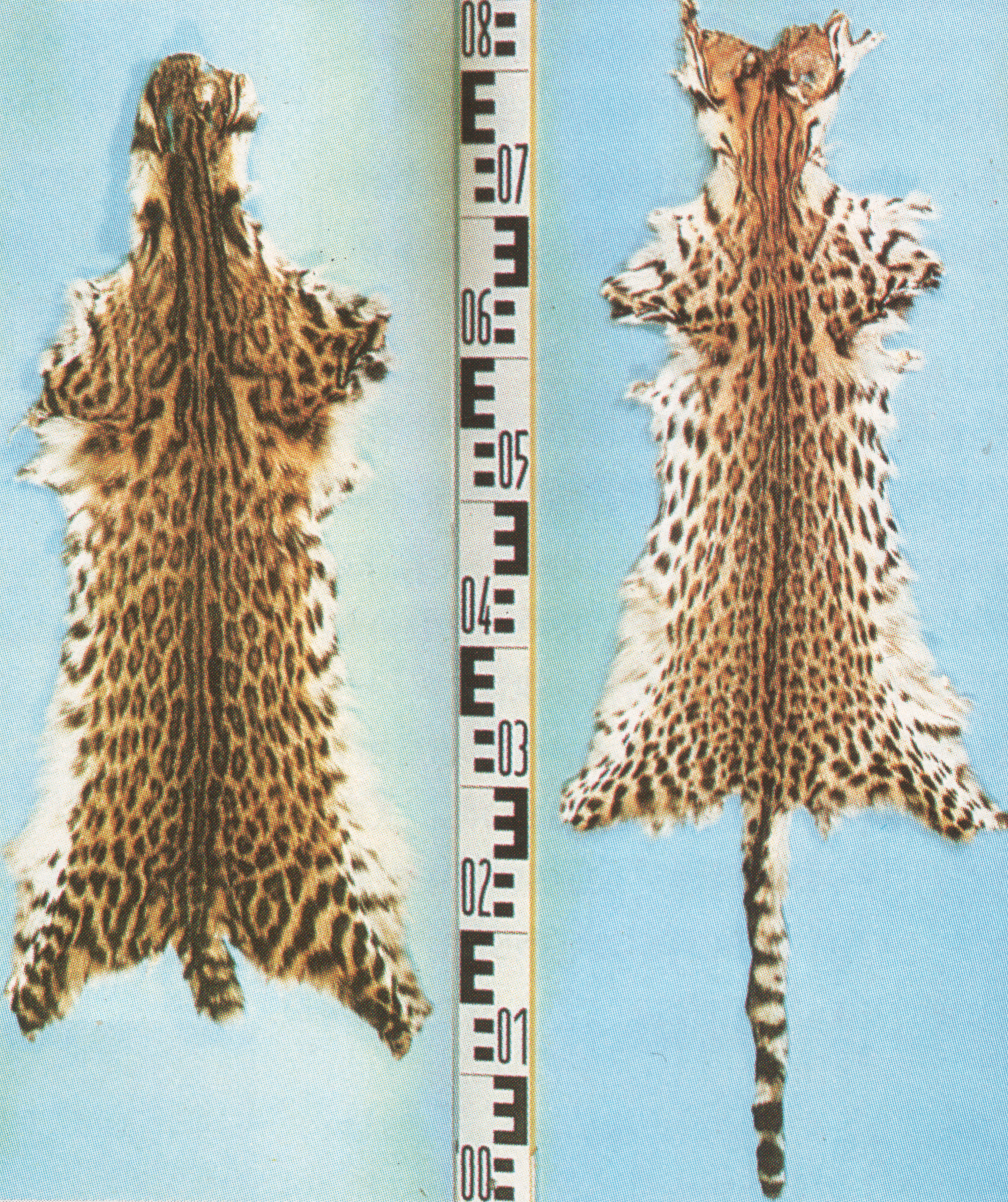
Tigerkatzen, links Typ Mato Grosso, rechts Ceara

##### Ozelotkatze, Tigerkatze
Auch Cearakatze, Tigrillo, Oncilla. Es wird unterschieden in  Südliche Tigerkatze und Nördliche Tigerkatze.
Vorkommen: Wälder von Costa Rica bis Peru und Südostbrasilien.
Die Grundfarbe der Ozelot- oder Tigerkatzen ist hell- bis sattockerfarben, sehr leuchtend. Die Oberseite ist längs gemustert, bestehend aus schwärzlichen oder schwarzen Ringflecken. Die Unterseite ist heller mit schwarzen Flecken in Quermusterung. Schwarze Exemplare kommen öfter vor. Sie sind etwas größer als eine Hauskatze, aber eine der kleinsten südamerikanischen Katzen, die Kopfrumpflänge beträgt 40 bis 50 Zentimeter, der Schwanz ist 30 bis 40 Zentimeter lang.
Von den Fellen der Langschwanzkatze und des Ozelots lassen sie sich leicht dadurch unterscheiden, dass sie keinen Wirbel im Genick aufweisen.

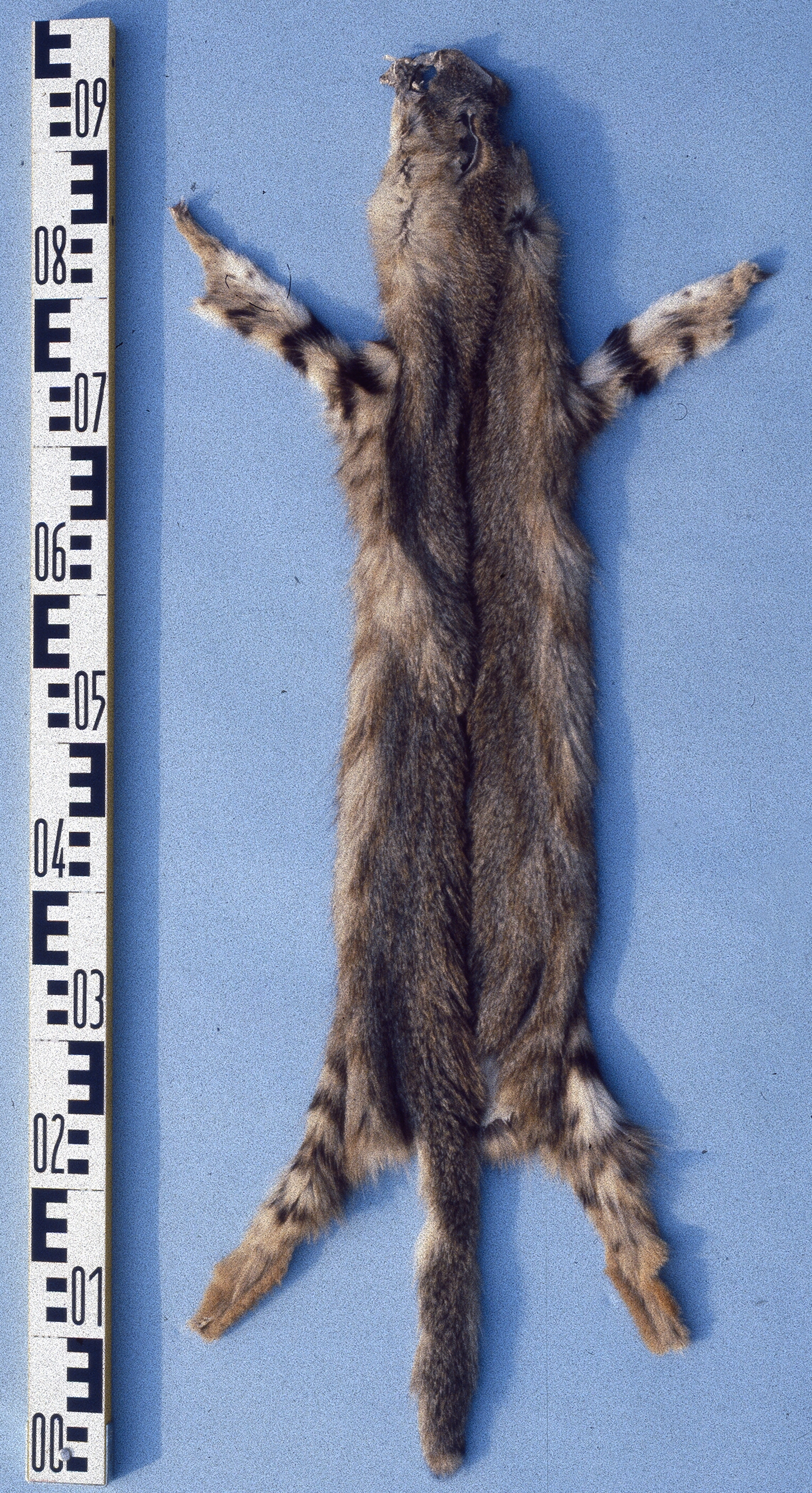
Rückenseite
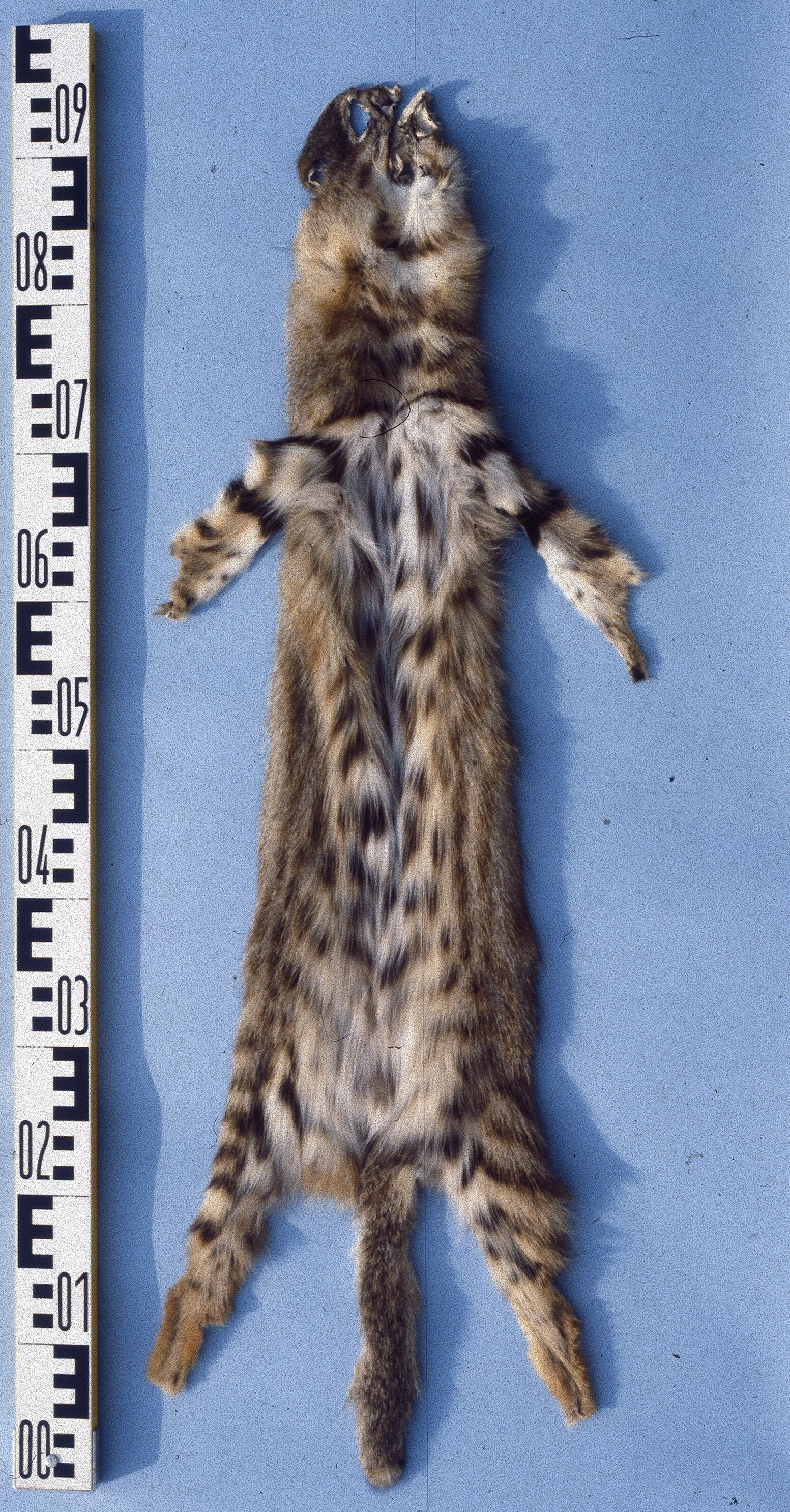
Bauchseite

##### Pampaskatze, Colocolo
Der neue Name der Pampaskatze ist Colocolo. Andere Namen sind Strohkatze, Bergkatze, Bergozelot, Pajonalkatze.
Vorkommen: Peru, Bolivien, Chile, Argentinien (bis zur Magellanstraße). Überall im Rückgang begriffen.
Die Behaarung der Colocolo ist straff, ohne Glanz. Auf dem Rückgrat sind die Haare länger und bilden eine Mähne. Die Grundfärbung ist hellgrau (silbergrau), sie wechselt je nach Verbreitungsgebiet bis zu hellgelblich-weiß, teils dunkelbraun, graubraun oder graugelb. Der Schweif ist dick und buschig behaart mit rotbraunen Ringen. Teils weist das Fell eine über den ganzen Körper verteilte Tüpfelung auf, teils nur auf den Seiten oder der Unterseite. Die Pampaskatze hat eine Kopfrumpflänge von etwa 70 Zentimeter und eine Schwanzlänge von etwa 30 Zentimeter.

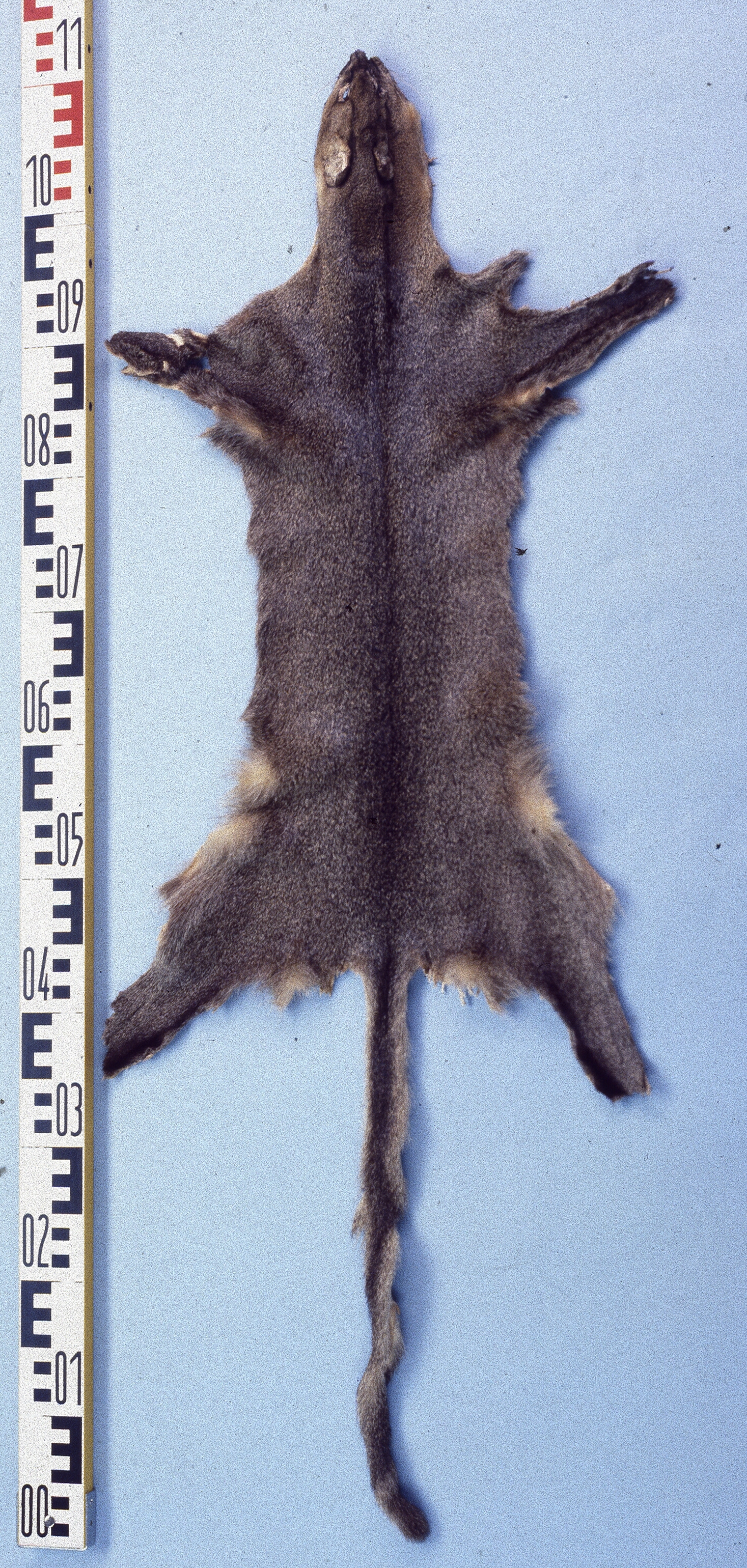
Jaguarundi
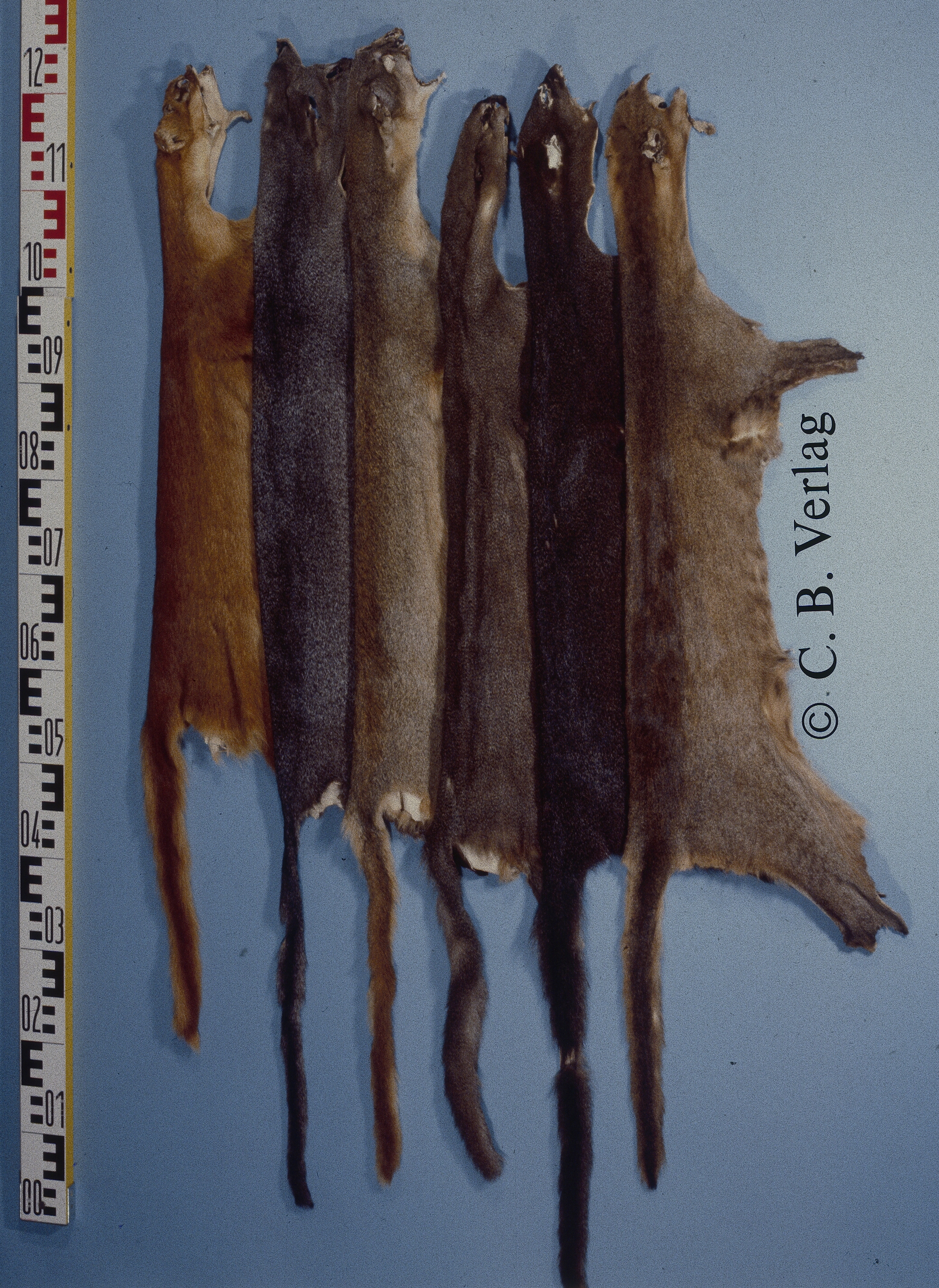
Diverse Jaguarundi-Varianten

##### Jaguarundi
Vorkommen: Texas bis Paraguay und Nordargentinien.
Das Fell des Jaguarundi bzw. der Wieselkatze ist kurzhaarig; die Färbung dunkelrot, dunkel- und graubraun (Jaguarundi) und fuchsrot (Eyra). Die mexikanische Art hat eine etwas hellere Farbe. Die Fleckenzeichnung anderer Katzen befindet sich beim Jaguarundi in jedem Haar, das in Ringzonen von wechselnden Farben aufgeteilt ist (gebändert). Die Jungtiere weisen bei der Geburt Flecken auf, die sich im Laufe der Zeit verlieren. Beide Farbphasen finden sich nebeneinander im gleichen Wurf. Das Tier ist schlank, die Kopfrumpflänge beträgt etwa 50 bis 60 Zentimeter, der Schwanz ist etwa 50 Zentimeter lang.
Es kamen nur wenige Felle in den Handel.

#### Wildkatzen, über mehrere Kontinente verbreitet

##### Falbkatze

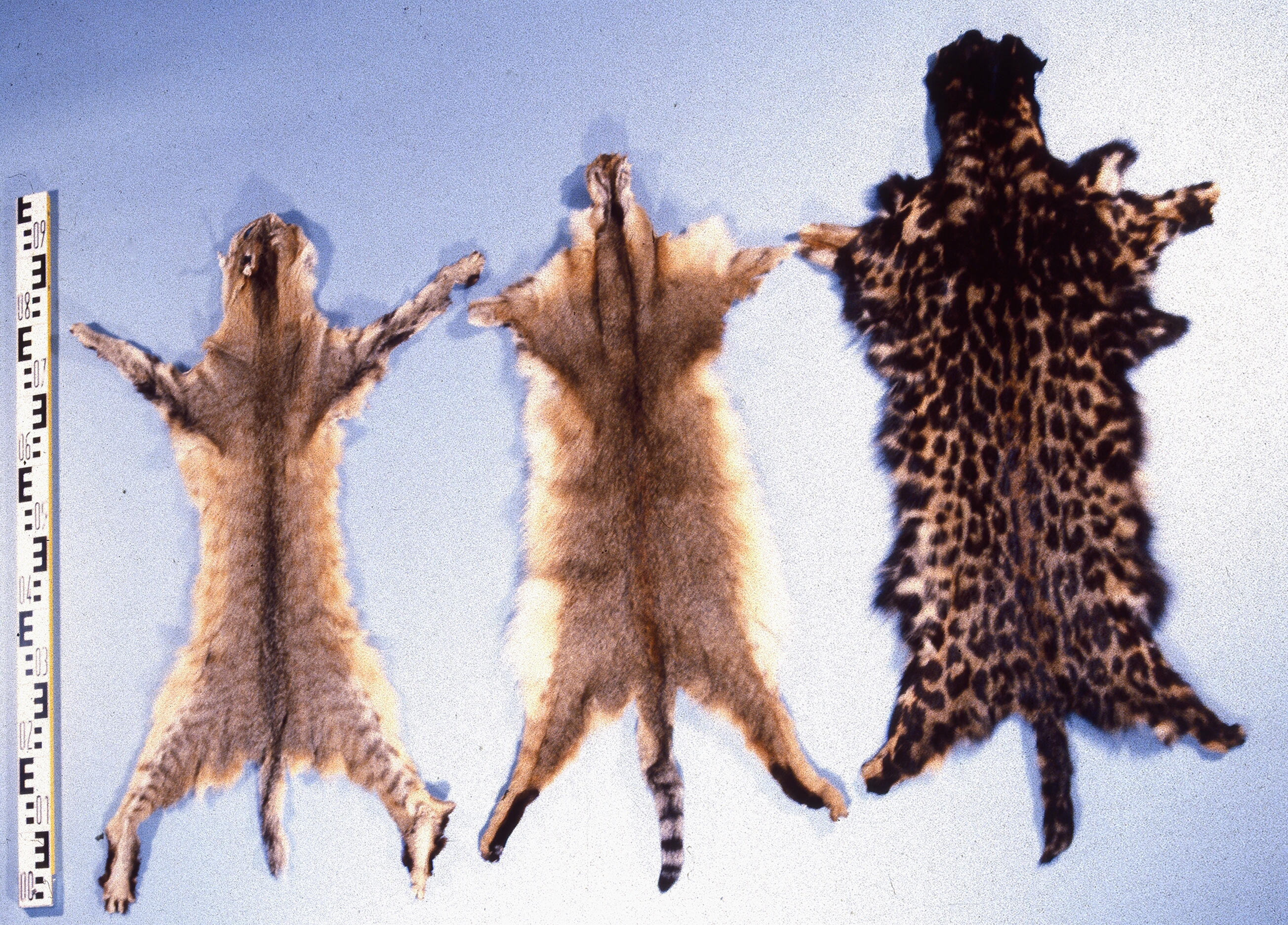
Rohrkatzen, rechts mit Leopardendruck

Auch Afrikanische Wildkatze, Stiefelluchs.
Vorkommen: In Europa auf Sardinien, Sizilien, Kreta und auf den Balearen. In Afrika in Algerien bis zum Kap, außer in Vollwüsten und Regenwäldern.
Entsprechend dem großen Verbreitungsgebiet variiert die Grundfärbung sehr stark. Die der „Falb“katze namengebenden Farbtöne reichen von blass hellcreme- bis hellsandgelb. Die Bauchseite ist heller. Die Fleckung ist wie bei der Asiatischen Wildkatze, teils weist sie auch ein Streifenmuster auf, jedoch sehr verblasst, so dass bei den Fellen die Musterung manchmal nicht zu sehen ist. Die Rückenmittellinie ist deutlich dunkler. Die Länge von Kopf bis Schwanzansatz beträgt etwa 50 cm, die Schwanzlänge 25 cm. Im Unterschied zur Europäischen Wildkatze ist das Streifenmuster weniger deutlich.

##### Rohrkatze
Auch Sumpfluchs, Sumpfkatze, Dschungelkatze, Chaus. War teils als „Samacha“ im Fellhandel.
Vorkommen: In Afrika am unteren Nil. In Asien in Vorderasien, Transkaukasien, Turkmenien bis Vorderindien, Burma, Siam, Ceylon.
Nach HALTENORTH unterscheidet sich die Rohrkatze äußerlich von den Wildkatzen im engeren Sinn durch bedeutendere Körpergröße, höhere Beine, einen relativ kürzeren Schwanz und etwa vier bis acht schwarze, an der Unterseite offene Ringe am Schwanz und eine schwarze Schwanzspitze. Das Haar der Rohr- bzw. Dschungelkatze ist gelblichbraun, teils gräulich. Außer auf den Beinen und den Ringen auf dem Schweif hat sie keine Fleckungen. Das hellbraune Kinderfell ähnelt eher den Wildkatzen, es ist mit schwarzen Streifen und Flecken kontrastreich gezeichnet, bis es dann soweit verblasst, dass die Zeichnung beim Alttier nur noch an den Extremitäten gut sichtbar ist. In Indien und Pakistan gibt es teils auch ganz schwarze Tiere. Am Ende der Ohren befinden sich schwarze Haarbüschel, die an einen Luchs erinnern, daher rührt die Bezeichnung Sumpfluchs. Die Körpergröße von Rohrkatzen im Westen und Osten ihres Verbreitungsgebietes variiert beachtlich.
Das Oberhaar ist lang, relativ hart und nicht sehr dicht. Die Unterwolle ist weich und dicht. Auf einem Quadratzentimeter Rückenfläche stehen im Winterfell etwa 4000 Haare, am Bauch nur 1700 Haare. Auf ein Grannenhaar kommen am Rücken 12, am Bauch 4 bis 5 Wollhaare. Das Grannenhaar am Rücken wird bis zu 60 Millimeter lang, am Bauch 50 Millimeter, die Wollhaare 30 beziehungsweise 20 Millimeter. Der Haarwechsel erfolgt zweimal im Jahr, in Transkaukasien zum Beispiel von Februar bis Mitte April und September bis Anfang November.

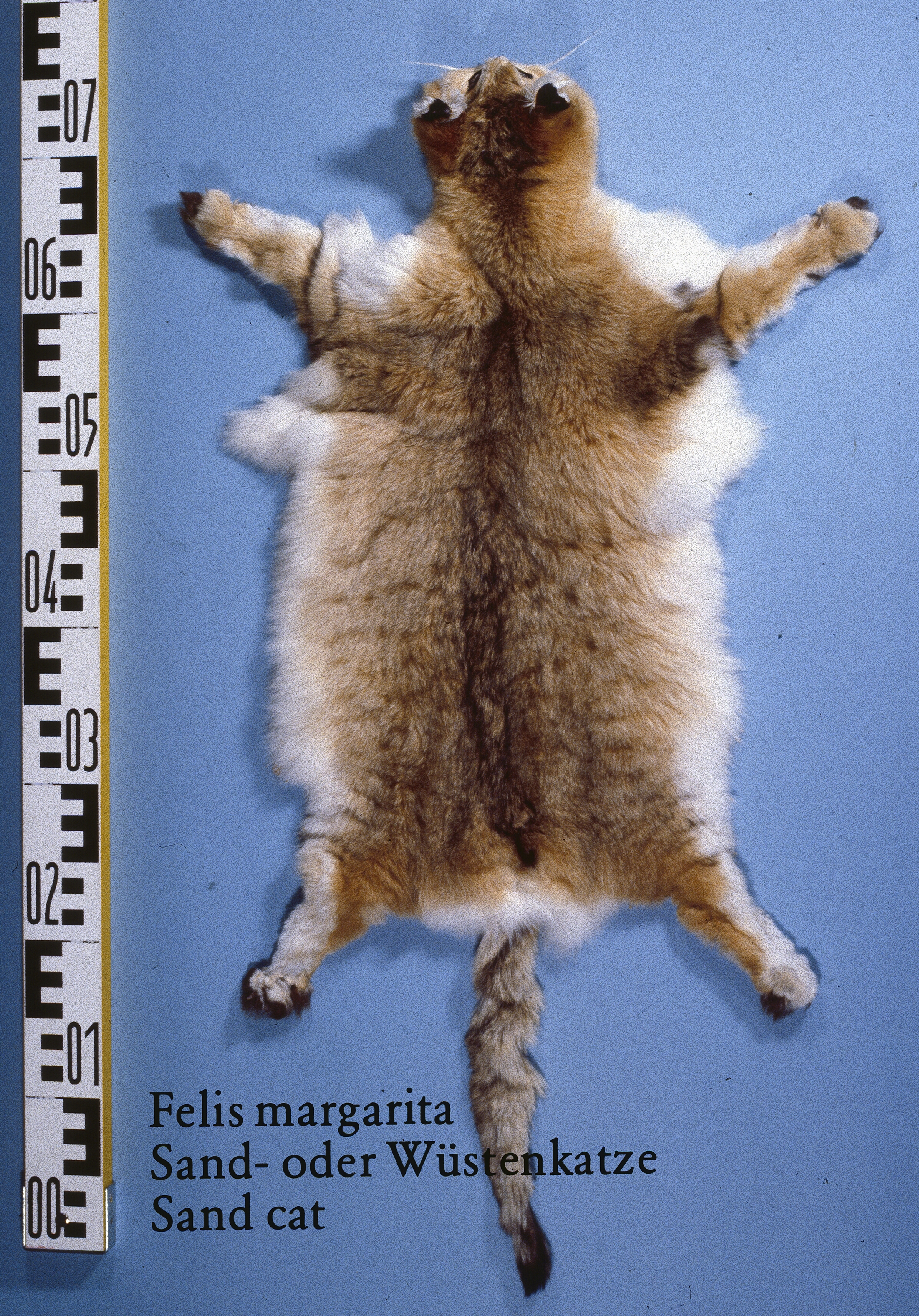
Sandkatze

##### Sandkatze
Auch Saharakatze, Wüstenkatze.
Vorkommen: In Afrika in der Sahara. In Asien in der Arabischen Wüste.
Die Sandkatze hat entsprechend ihrem Namen sandgelbes Haar, mit grauem Schleier. Die gelb- bis graubraune Zeichnung ist sehr schwach ausgeprägt, fast verschwimmend, etwas kräftiger an Kopf, Beinen und Oberschenkeln. Kehle und Brust sind weiß. Die Unterseite des zwei- oder dreimal dunkelbraun bis schwarz beringten Schweifes ist heller, die Schweifspitze schwarz. Ein rötlich-orangefarbener Streifen verläuft von den Augen über die Wangen. Die Vorderbeine sind am Ansatz schwach dunkelbraun bis schwarz gebändert, die Pfoten sind mit dichten, drahtigen und verfilzten schwarzen Haarbüscheln besetzt. Das Körperhaar ist mittellang. Mit einer Kopfrumpflänge von 45 bis 55 Zentimeter ist die Sandkatze deutlich kleiner als die Falbkatze oder die Hauskatze. Die Schwanzlänge beträgt 30 bis 35 Zentimeter.

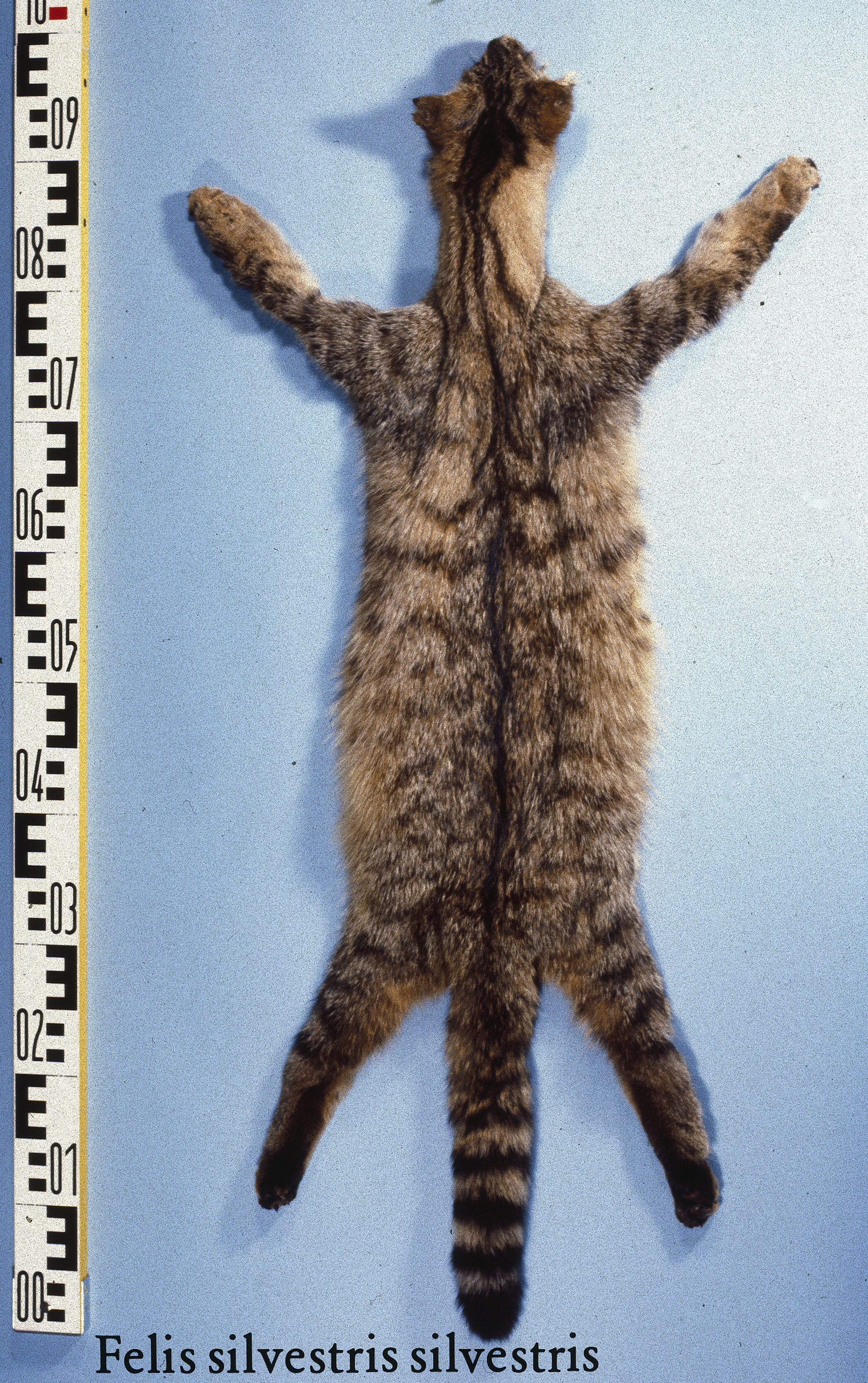
Europäische Wildkatze
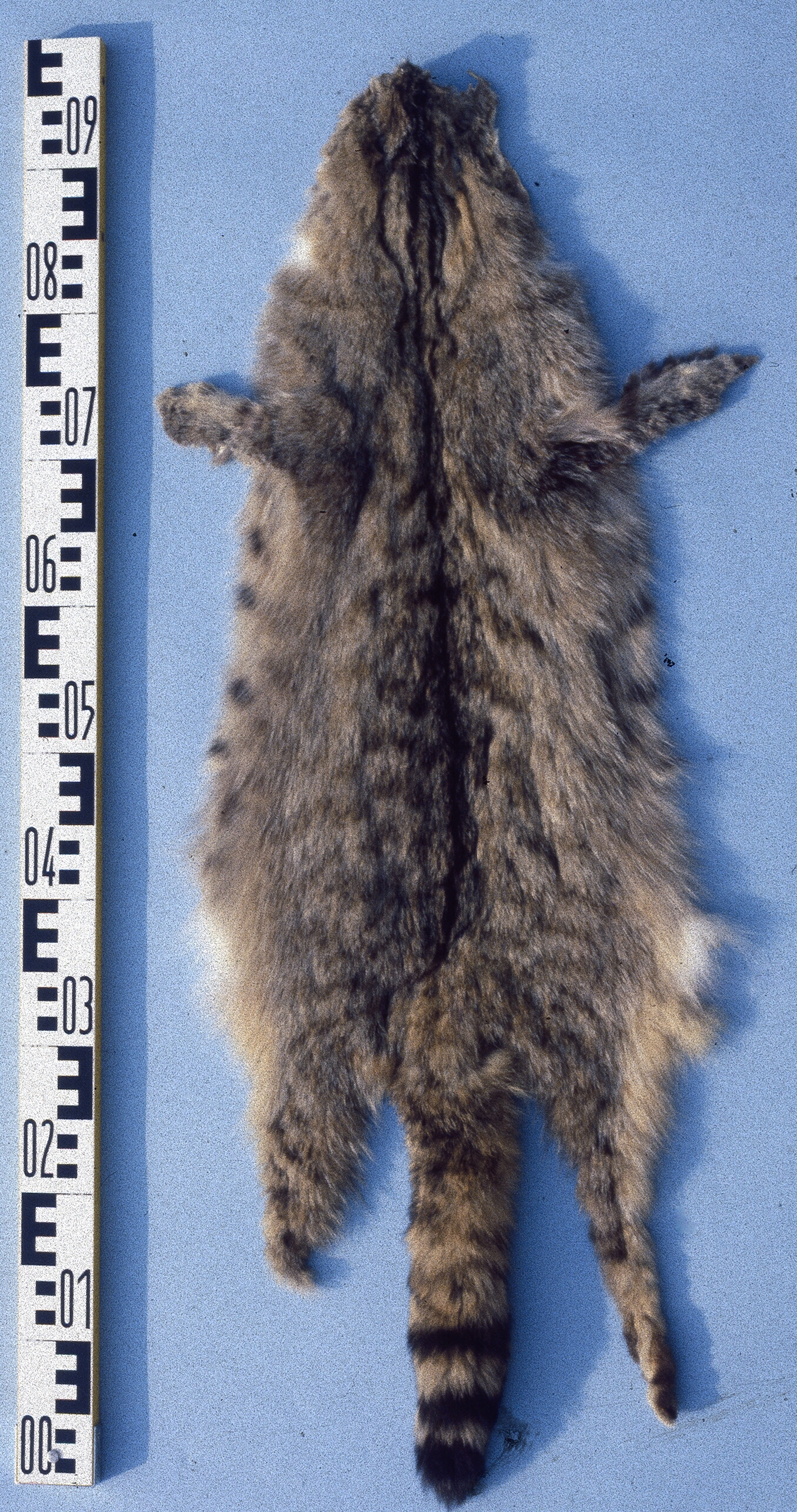
Europäische Wildkatze

##### Wildkatze
Auch Waldwildkatze. Das Fell der russischen Waldkatze war als Holzkatze im Handel.
Vorkommen:
In Europa: Atlantik bis Kaukasus, Schottland, Korsika, Deutschland, Russland.
In Asien: Im Übergang von Russland in Zentralasien bis Wüste Gobi, Iran, Afghanistan, Belutschistan, Westpakistan, Nordwest- bis Zentralindien, hier Übergang zur Steppenwildkatze.
Waldwildkatzen und Steppenwildkatzen lassen sich anhand der Färbung unterscheiden. Waldwildkatzen sind grau mit schwarzbrauner bis schwarzer Musterung. Die Bauchseite ist gelblich bis hellocker mit Flecken, die sich mitunter zu Querstreifen vereinigen. Charakteristisch für alle Formen der Wildkatze sind Streifenmuster auf der Kopfoberseite und die Querringelung des Schwanzes sowie eine hellere Körperunterseite. Auf dem Rücken befindet sich ein schmaler deutlicher Aalstrich. Vom Rücken und den Flanken gehen schwache dunkle Längsstreifen aus. Die abgerundete Spitze des Schweifes ist schwarz.
Das Kennzeichen der Steppenwildkatzen ist, dass sie statt der tigerähnlichen Zeichnung der Waldwildkatze unregelmäßig über den Körper verteilte dunkle Flecken aufweist. Die Grundfärbung der Waldwildkatzen ist an der Körperoberseite weißgrau, creme, sandfarben bis strohgelb, gelbrot oder graubraun. Die Unterseite ist heller mit Flecken in Querreihen. Entsprechend dem großen Verbreitungsgebiet variieren beide Unterarten erheblich. Teils ist die Musterung verschwommen, teils ist die Streifenbildung markanter. Schwarzfärbungen sind aus verschiedenen Gegenden des Verbreitungsgebiets bekannt.

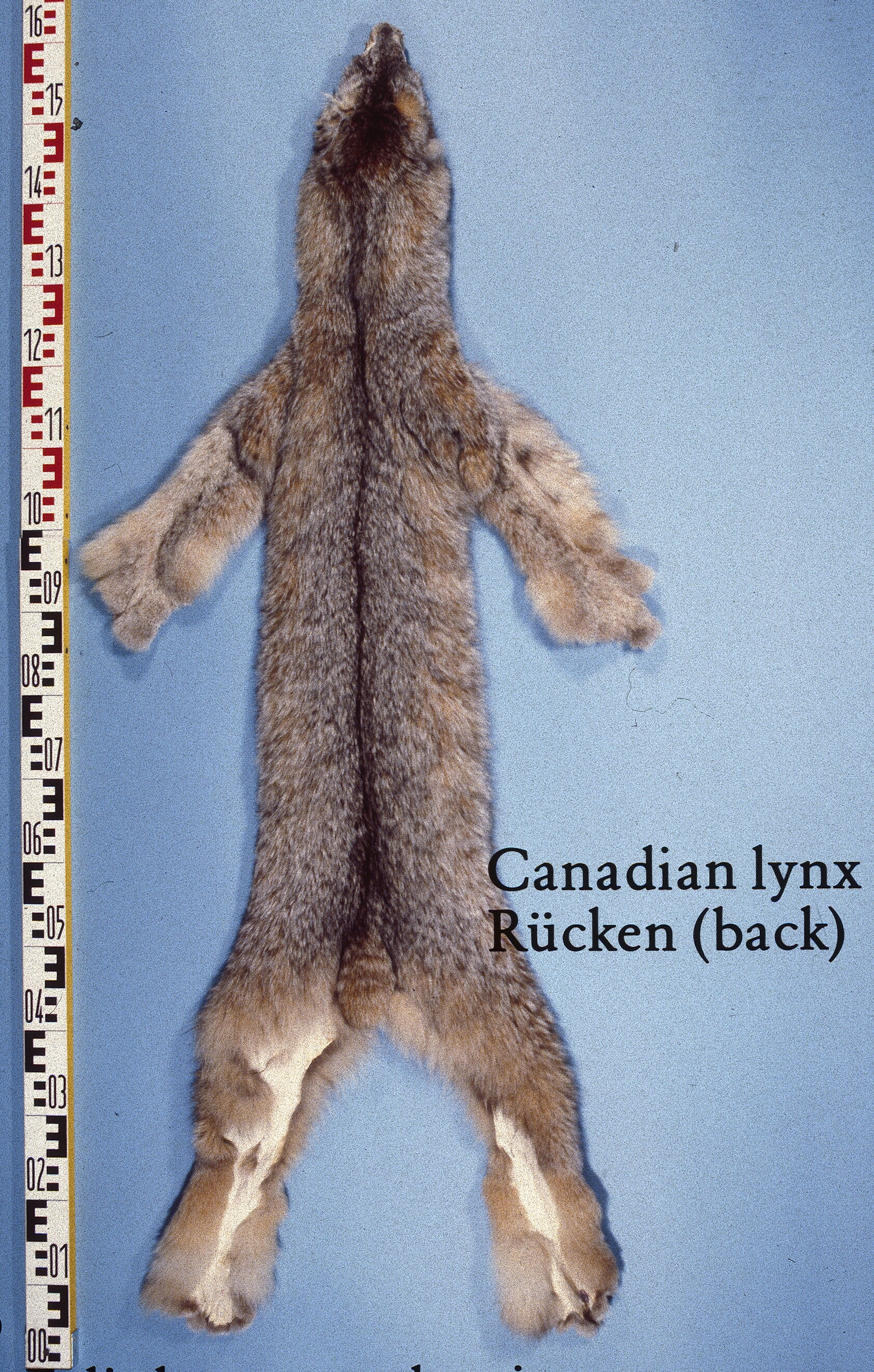
Luchsrücken
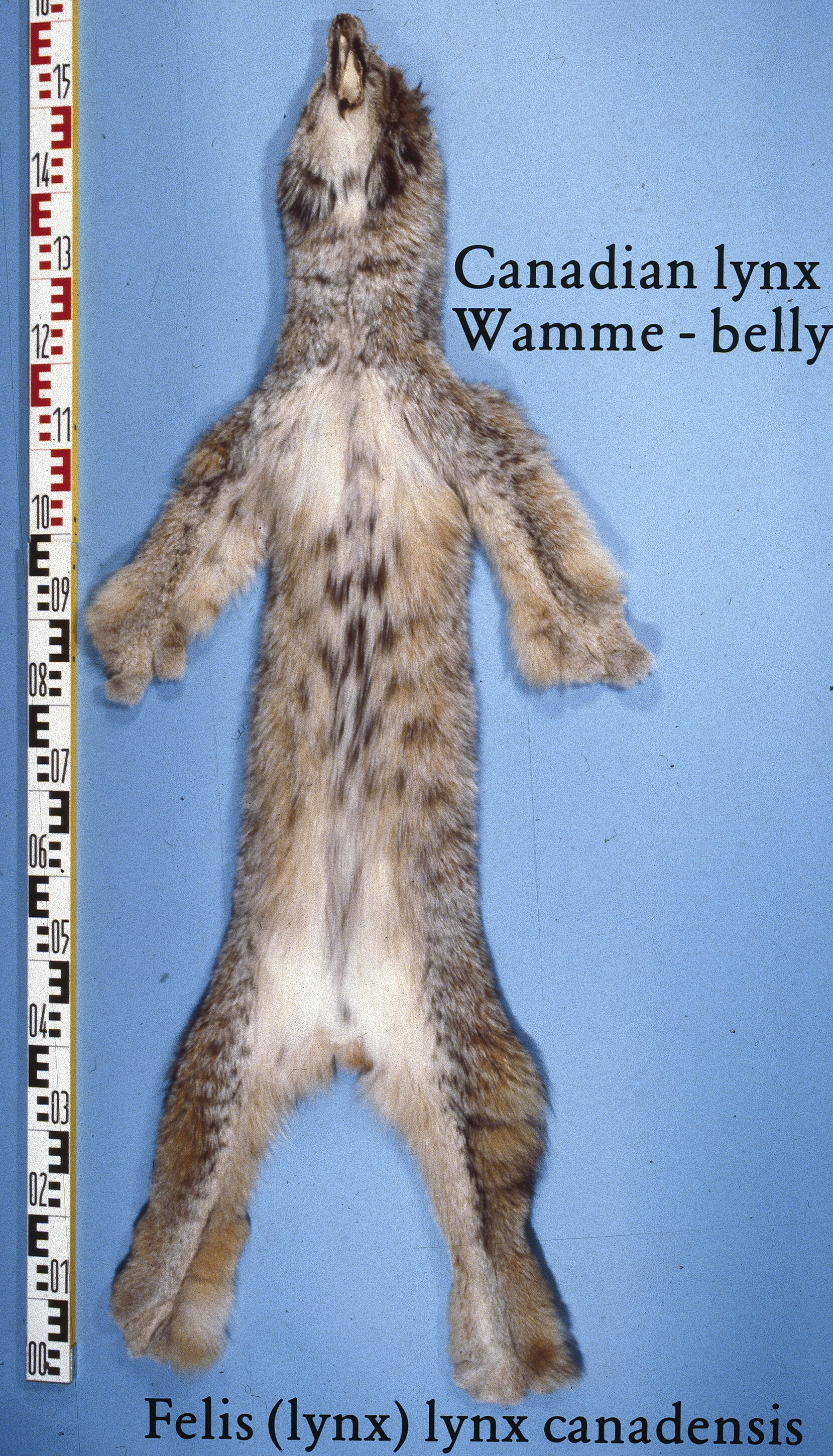
Luchswamme

#### Luchs
Luchsfelle werden meist nicht unter dem Artnamen gehandelt, sondern nur als Luchse, je nach Herkunft kanadische, nordamerikanische, russische oder mongolische Luchse sowie Bobcats (Rotluchse). Die wirtschaftliche Bedeutung der Felle für den Pelzhandel ist je nach Herkommen und damit Aussehen sehr unterschiedlich, die Felle der als am schönsten empfundenen Luchsarten rechnen seit jeher zu den wertvollsten Pelzarten. Die Flecken- und Streifenzeichnung variiert auch innerhalb der Populationen stark. Luchse gehören zu den wenigen Pelzen, bei denen das Bauchfell als wertvoller erachtet wird als das des Rückens. Kennzeichnend für das weichhaarige Luchsfell sind außerdem die langen Beine mit beeindruckend großen Pranken, der Stummelschwanz und die auffälligen, bis zu vier Zentimeter langen Haarpinsel über den großen Ohren sowie der, besonders bei den amerikanischen Arten, ausgeprägte Backenbart. Die Vorderbeine sind länger als die Hinterbeine, je nach Art unterschiedlich viel.
Die meisten Luchsarten unterliegen den Handelsbeschränkungen des Washingtoner Artenschutzübereinkommens Absatz II.

##### Polarluchs

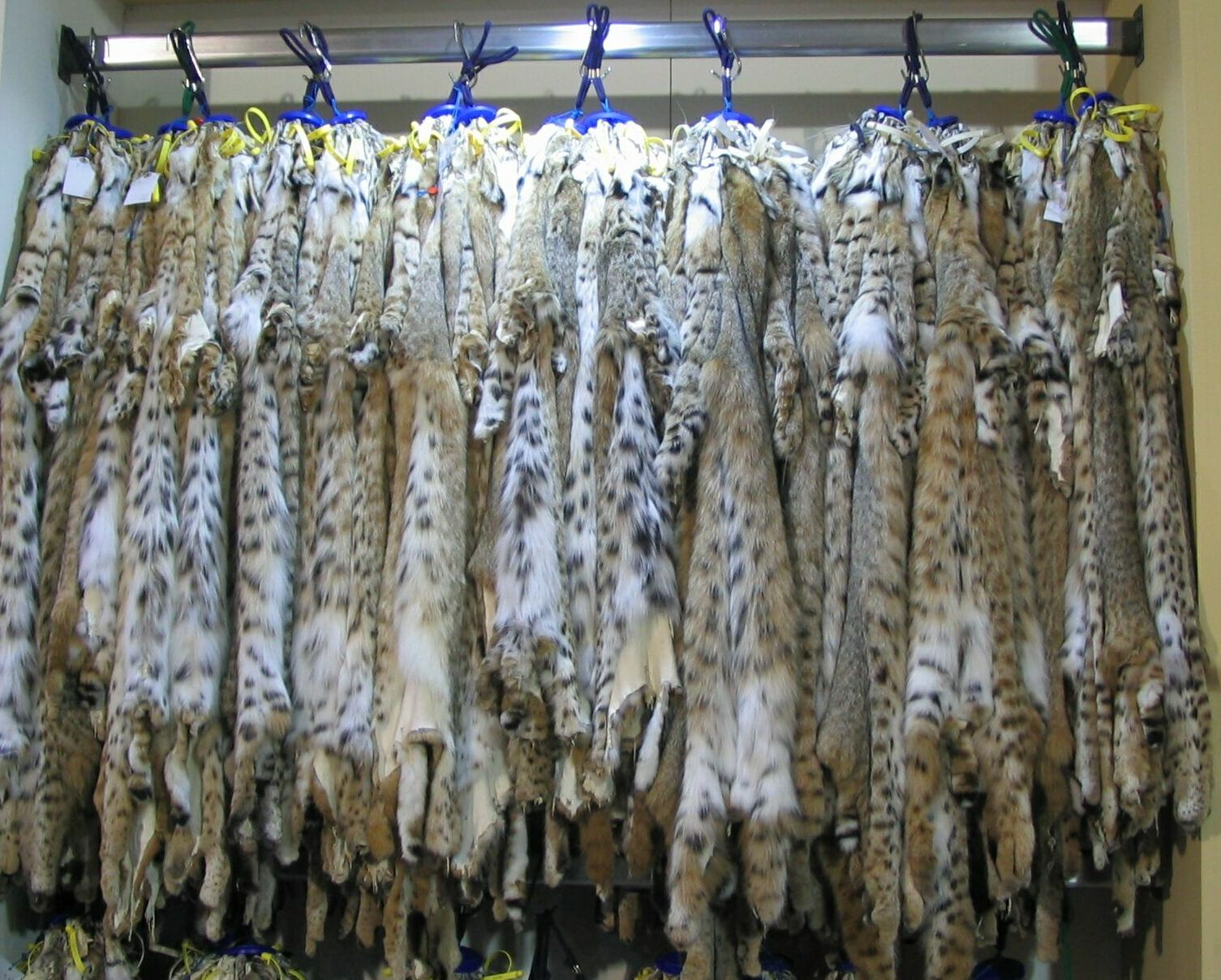
Kanadische Luchskatzenfelle

Das Fell des Gemeinen Luchses ist etwa 1,00 bis 1,30 m lang, der Schwanz etwa 15 bis 24 cm. Die Färbung variiert entsprechend dem großen unterschiedlichen Vorkommen, die Grundfarbe ist meist ein weißlich durchsetztes rötlich grau. Die rot- und graubraune Tüpfelzeichnung wechselt stark. Die Fellseiten, die Innenseite der Beine und der Vorderhals sind weiß. Vom Schwanz ist fast die hintere Hälfte schwarz, nach der Wurzel zu mit schwarzen Binden. Die Grannenhaare sind häufiger weißgrau oder ganz dunkel, schwarz gespitzt. Die Sommerfelle sind rötlicher, die Winterfelle grauweißlicher. Neben stark gefleckten kommen auch an Rücken und Seiten fast ungemusterte Luchse vor.

##### Bobcat, Luchskatze oder Rotluchs
Die Größe des Rotluchses nimmt nach Süden zu erheblich ab, der in den Vereinigten Staaten (südlichstes Kanada bis gelegentlich Mexiko) lebende Rotluchs ist kleiner als der Nordluchs Kanadas. Das Fell ist 65 bis 95 Zentimeter lang, der Schwanz 13 bis 19 Zentimeter, männliche Tiere sind größer als weibliche. Die größten Felle sind so groß wie ein kleiner Luchs, das kleinste kaum größer als ein Wildkatzenfell. Die Fellbezeichnung im Handel ist meist Luchskatze oder Bobcat, auch wenn es Luchs„katzen“ im zoologischen System nicht gibt.

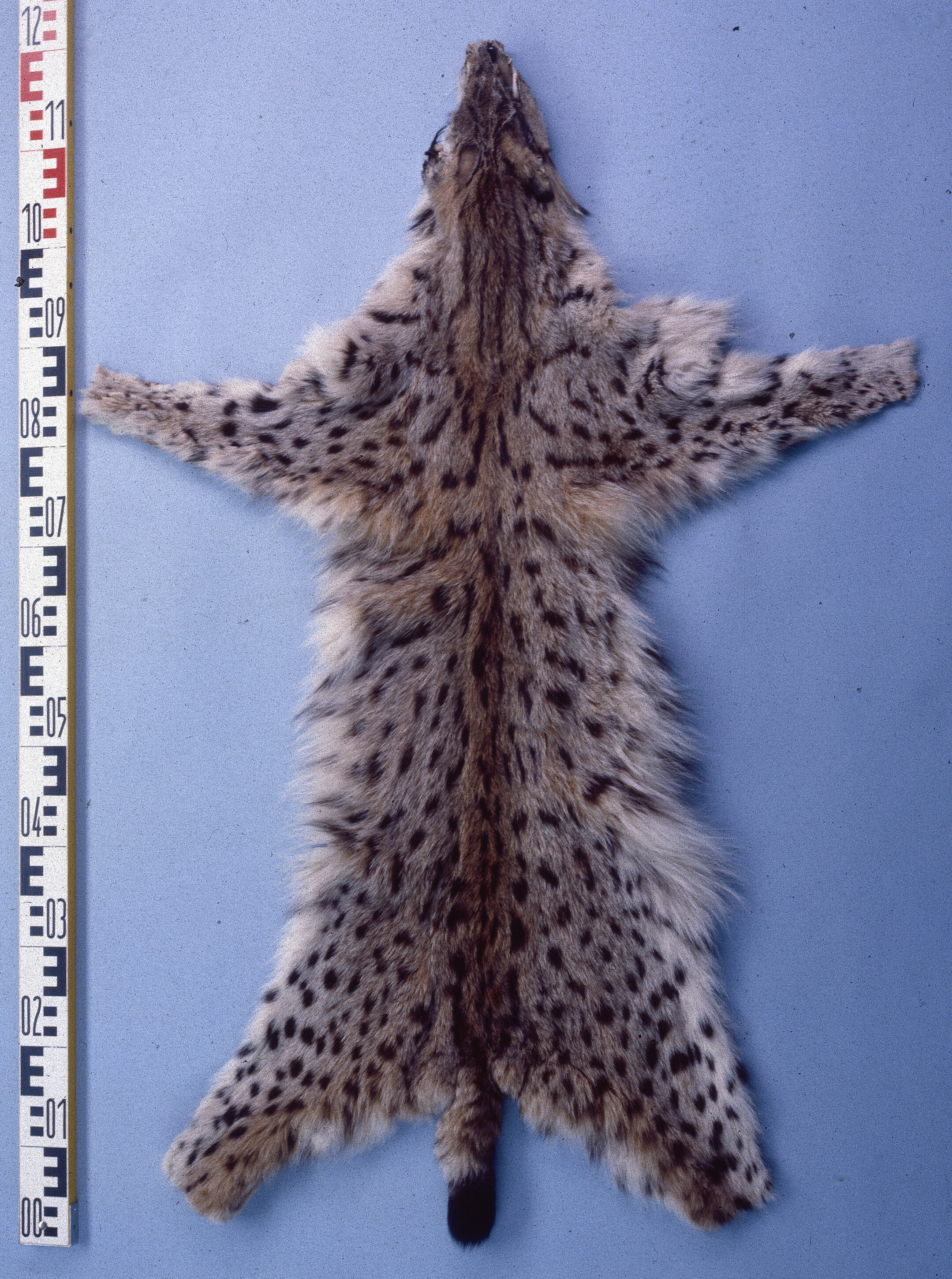
Pardelluchsfell

##### Pardelluchs
Der auf der Pyrenäen-Halbinsel bis nach Kleinasien, etwa bis zum Kaukasus, lebende Pardelluchs ist in fast allen Ländern geschützt. 1973 und 1974 wurde die Jagd auf Pardelluchse in Spanien und Portugal untersagt, inzwischen scheint sich die Art wieder leicht zu erholen. Der Fellanfall wurde 1988 als außerordentlich gering bezeichnet. 1925 hieß es: „In Spanien wird das Fell der erlegten Luchse, der ‚Lobo verval‘, meist lokal verbraucht, besonders von Stierfechtern, und Kutschern, Pferdeknechten, zur Verzierung der Kleider“; an anderer Stelle wurden auch die Zigeuner bei gleicher Verwendung erwähnt.

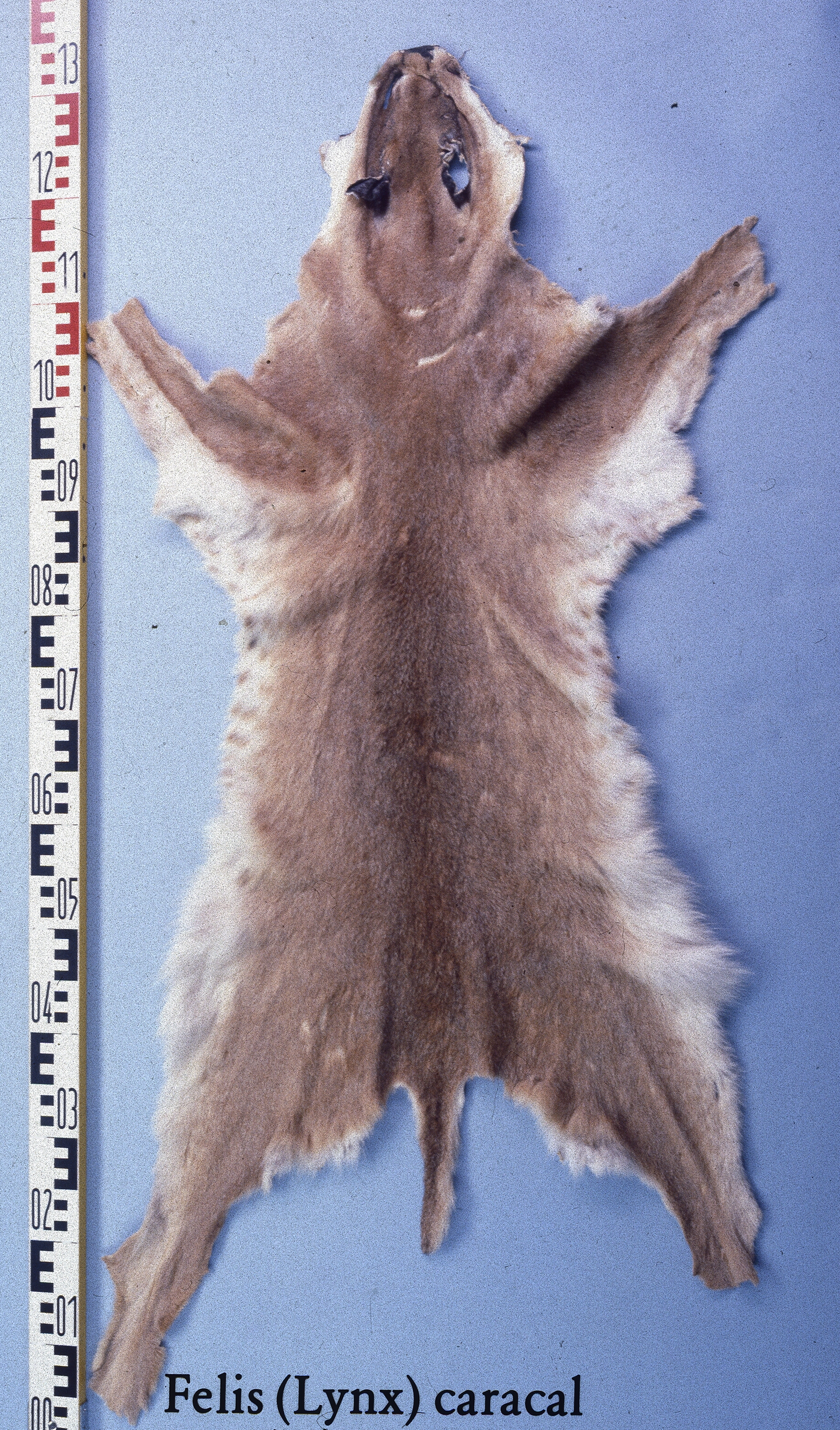
Karakalfell

##### Wüstenluchs oder Caracal (Karakal)
Der türkische Name Caracal, deutsch Schwarzohr, bezeichnet ein auffälliges Merkmal des auch als Wüstenluchs bezeichneten, wahrscheinlich eher mit der Goldkatze als mit den Luchsen verwandten Tieres. Als Steppenbewohner lebt er in weiten Gebieten Afrikas und großen Teilen Asiens. Das Fell ist etwa 65 bis 80 cm lang, die Schwanzlänge beträgt 25 cm, die Extremitäten sind länger als bei Luchsen. Die Rückenfarbe ist zimtrot bis blassgelb, die Unterseite rötlich weiß. Die Oberlippe kennzeichnet ein schwarzer Fleck sowie ein vom Nasenrand bis zum Auge reichender Backenstreifen; die Ohren und die Ohrbüschel sind schwarz; es sind auch ganz schwarze Exemplare bekannt. Das Jugendkleid ist erst gefleckt, später ohne Flecken.

##### Schleichkatzen
Felle aus der Familie der Schleichkatzen sind kaum im Handel, teils wurden sie oder werden sie vielleicht noch örtlich genutzt, teils fanden sie sich in den Sortimenten anderer Fellarten.

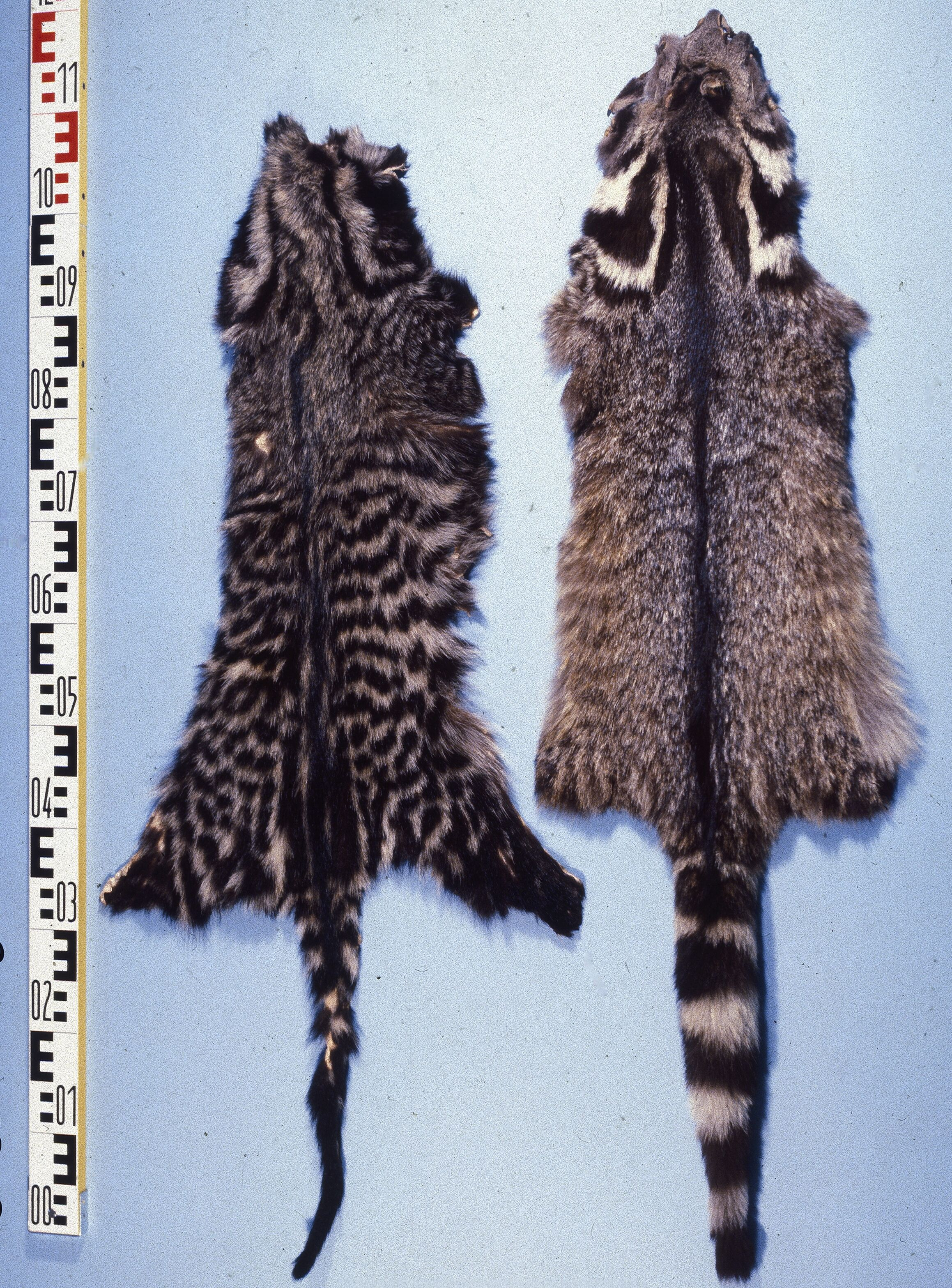
Links Afrika-Zivethkatze, rechts Indien-Zibetkatze

###### Zibetkatze
Zibetkatzenfelle sind in vergleichsweise geringem Umfang ein Handelsartikel der Rauchwarenbranche. Populär geworden ist die Zibetkatze jedoch durch das für den Handel einmal bedeutendere Zibet, ein aus den Drüsen der Katze gewonnener Grundstoff für die Parfümherstellung, der inzwischen weitgehend durch synthetische Stoffe ersetzt wurde. In der Pelzwirtschaft sind sie vor allem dadurch bekannt, dass sie vom Kürschner oft zu Unrecht auch als Serval oder Servalkatzen bezeichnet wurden, obwohl sie mit dieser echten Katze nichts gemein haben, abgesehen von einer oberflächlichen Ähnlichkeit der Fellzeichnung. Weitere fälschliche Namen waren Civetcat oder Zivetkatze; darunter wird im Warenverkehr allgemein das Fell des Flecken- oder Lyraskunks verstanden. Von den zu den Schleichkatzen gehörenden weiteren Arten kommen nur noch die Felle der Ginsterkatzen für Pelzzwecke in den Handel.

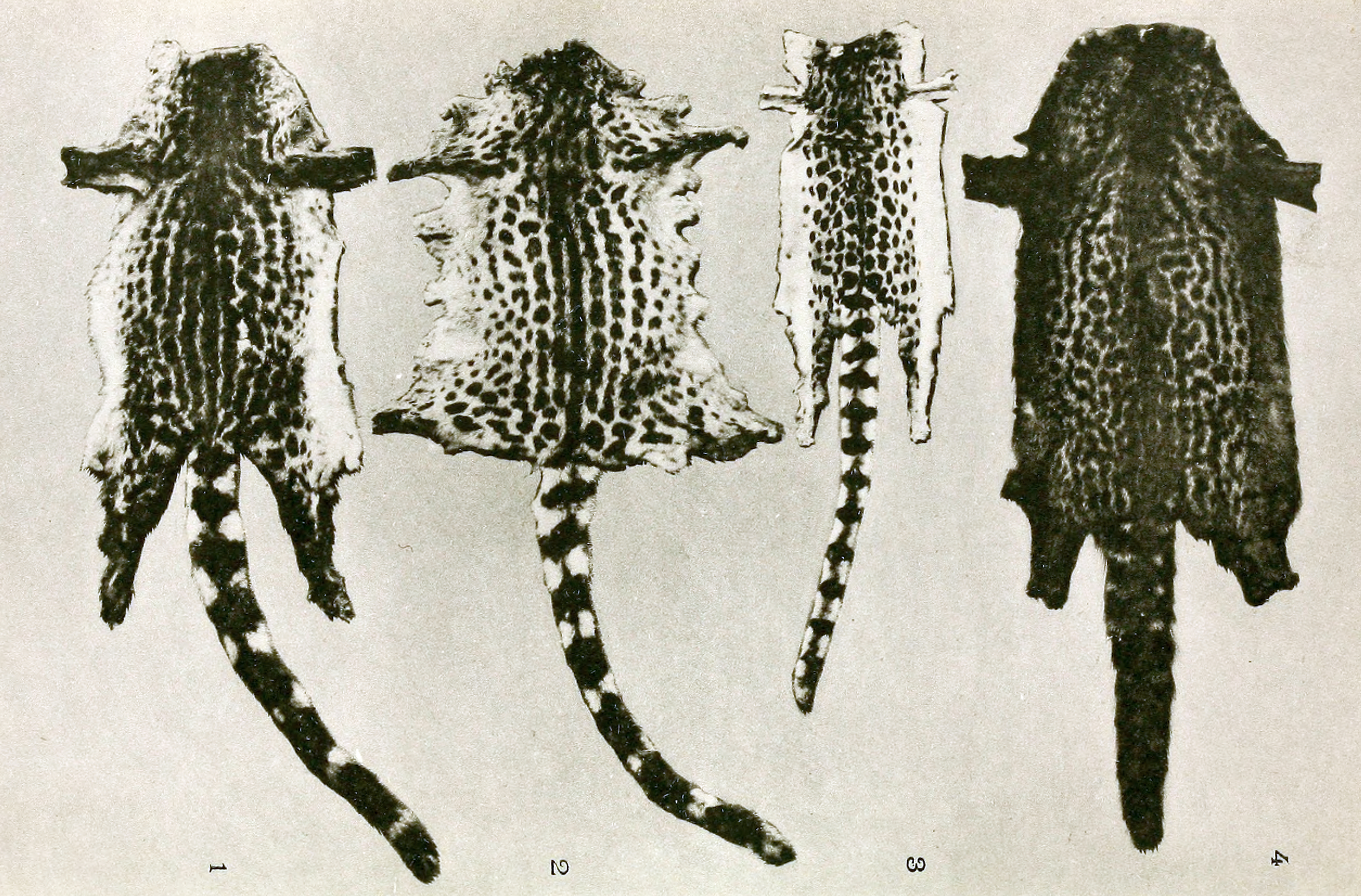
Ginsterkatzen Liberias, 1907 (von links nach rechts):
1 und 2: Liberia-Genette
3: Westafrikanischer Linsang
4: Königsgenette (eventuell ausgestorben)

###### Ginsterkatze oder Genette
Ginsterkatzenfelle wurden als Genetten (Genotten) gehandelt (nicht zu verwechseln mit Genottekatze, eine Bezeichnung für das Fell der Schwärzlingsform der Hauskatze, siehe unter Katzenfell). Zoologisch gehört die Ginsterkatze in die Familie der Zibetkatzen. Im Rauchwarenhandel wurde nicht immer zwischen den einzelnen Zibetarten unterschieden, auch andere Arten wurden Anfang des 20. Jahrhunderts als Genetten gehandelt.
Die Ginsterkatze kommt in Europa noch in einigen Gebieten des Mittelmeerraums vor, unter anderem im südlichen Frankreich, auf der Pyrenäen-Halbinsel und in Syrien, zudem in Afrika von Senegambien und Abessinien bis nach Kapland.
Der Körper ist sehr langgestreckt, der Kopf ist klein und spitz zulaufend. Die Ohren sind muschelförmig; die Beine sind für eine Katze recht kurz. Die Kopfrumpflänge beträgt etwa 50 bis 60 Zentimeter, der Schwanz ist 40 bis 50 Zentimeter lang. Die Behaarung ist mittellang, dicht und glatt, aber meist spröde und etwas flach. Die Färbung ist gelblichgrau oder bräunlichgrau mit zumeist vier bis fünf Reihen dunkler, kastanienbrauner oder rotgelber Flecken (Rosetten) längs der Seiten. Auch der Kopf und der Hals sind durch Flecken und Streifen ähnlich gezeichnet. Manche Arten haben eine aufrichtbare Rückenmähne. Der Schweif ist abwechselnd hell und dunkel (weiß bis schwarz) geringelt. In einzelnen Merkmalen weichen manche Unterarten von dieser allgemeinen Beschreibung ab. Einzelheiten über den Haarwechsel scheinen nicht bekannt zu sein.
Die immer schon, verglichen mit anderen Fellarten, nur in geringer Menge angefallenen Felle wurden vor der Inschutzstellung der Art in der Regel zu Besätzen und Accessoires, bei ausreichend zusammenpassend vorhandenen Fellen zu Jacken, Mänteln und Besätzen sowie zu Decken verarbeitet.
Die Kleinfleck-Ginsterkatze ist inzwischen als europäische Art nach der Bundesartenschutzverordnung streng geschützt.

###### Palmenroller
Bis 1935 spielte das Fell des Palmenrollers, als auch „Palmencivet“ genannt, keine oder eine nur ganz untergeordnete Rolle. Um diese Zeit gelangte jedoch erstmals eine größere Menge in den Handel. Zumeist zobel- oder silberfuchsfarbig eingefärbt fand es vor allem für Besätze auf Textilbekleidung Verwendung, auch passe es sehr schön auf Fohlenmäntel. Der Fellpreis lag zwischen 4 und 7 Mark, je nach Größe und Haarbeschaffenheit. Vor 1988 kamen aus China unter dem Namen Hsiang Yao erneut Felle einer Palmenroller-Art (lat. Pardoxus hermaphroditus) in auf den Frankfurter Pelzmarkt, Felle des Larvenrollers (Palm Civet, lat. Paguma Lavata) wurden 1988 unter dem Namen Chin(g) Yao angeboten. Der Palmenroller kommt im südlichen Asien und auf den vorgelagerten Inseln vor.
Die Tiere sind mit etwa 45 bis 52 Zentimeter so groß wie eine Hauskatze, hinzu kommt der Schweif mit etwa 41 bis 51 Zentimeter; in der Gestalt ähneln sie der Zibetkatze.

##### Mangusten
Wahrscheinlich nur für kurze Zeit kamen aus der Familie der Mangusten in den Jahren vor 1925 Felle des Ichneumons in den Handel. Brass schrieb über die in Nordafrika lebende, damals häufige Katzenart: „Das Fell, das den Rauchwarenhändler in erster Linie interessiert, besitzt eine dichte, gelbgraue Unterwolle und lange, dichte, schwarz und grau geringelte Grannenhaare, die eine weiße Spitze haben. Leider ist das Haar etwas grob.“ Das Fell des Weißschwanz-Ichneumons würde sich wegen seines weicheren Haares „besser als Pelztier bewähren“. Das Kurzschwanz-Ichneumon (Sumpfmanguste) hätte ebenfalls ein ganz brauchbares, weiches Oberhaar. Die besten Felle stammten aus den Gebirgsgegenden. Von den Zebramangusten kamen zu der Zeit jährlich etwa 1000 Felle in den Handel, von den verschiedenen Ichneumonarten einige Tausend (im weiteren Sinne werden neben dem Ichneumon auch manchmal andere afrikanische Arten der Mangusten als Ichneumons bezeichnet).

### Großkatzen

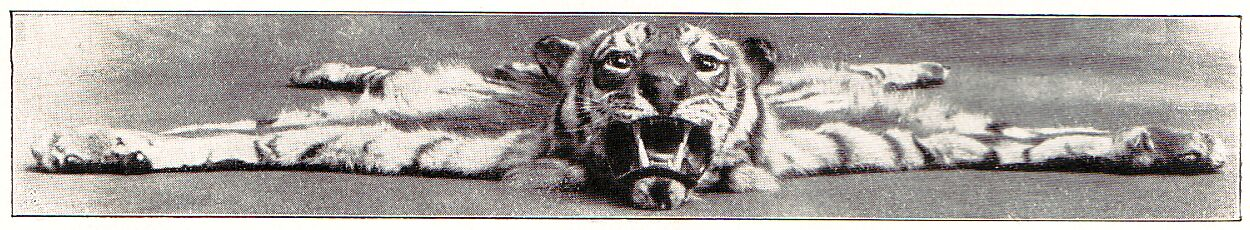
Präpariertes Tigerfell (um 1900)

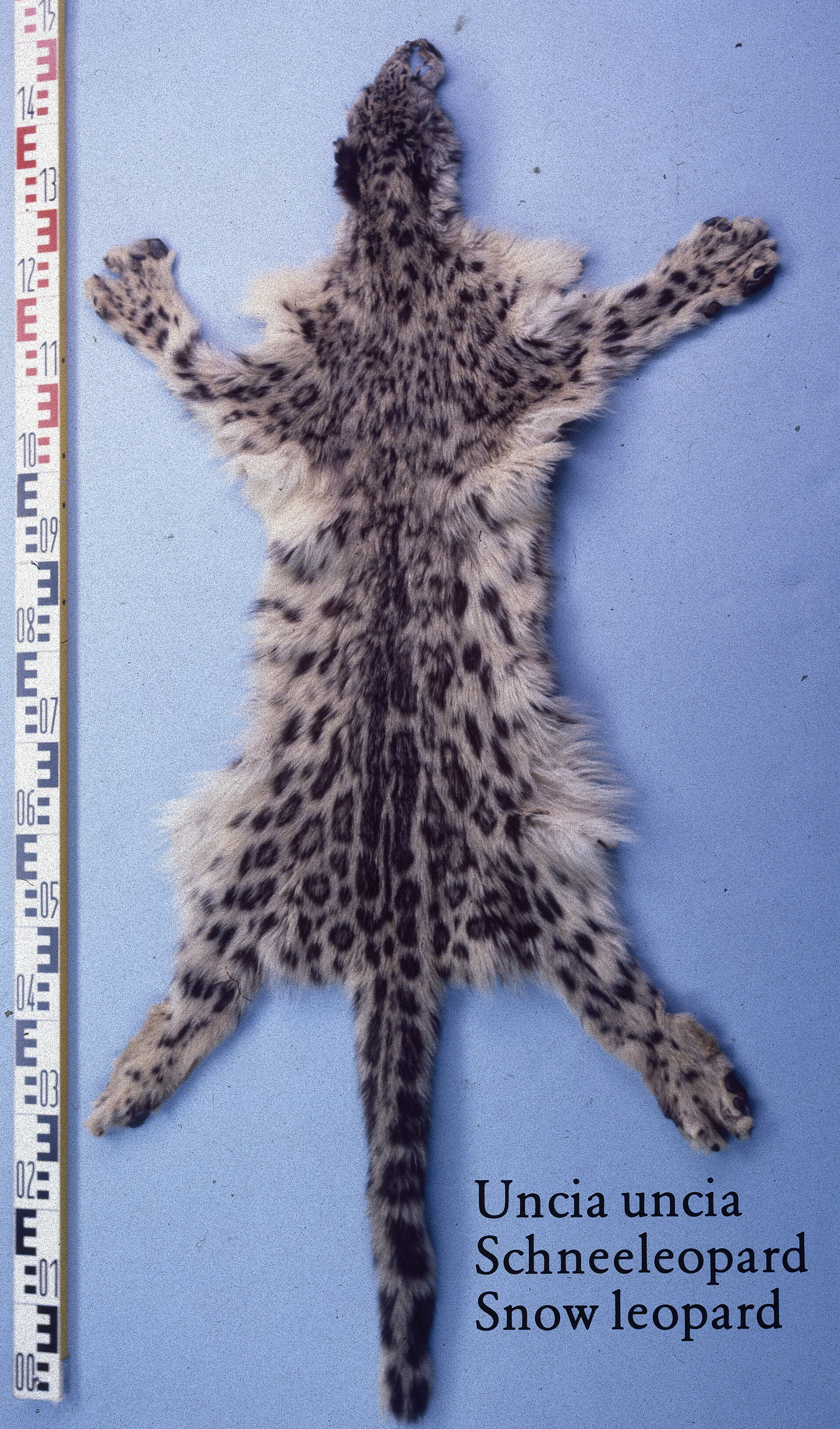
Schneeleopardfell

Seit Inkrafttreten des Washingtoner Artenschutz-Übereinkommens werden Großkatzen nicht mehr für Pelzzwecke gehandelt, sie kommen noch als Jagdtrophäen aus freigegebenen Abschüssen zum persönlichen Gebrauch nach Europa.
Haltbarkeitskoeffizient für Tiger, Löwe, Jaguar, Leopard, Schneeleopard, Puma, Nebelparder und Gepard: 50 bis 60 %

#### Schneeleopard oder Irbis
Schneeleopardfelle stellten im Rauchwarenhandel einen noch weniger bedeutenden Artikel als Felle anderer Großkatzen dar, schon wegen ihres geringen Vorkommens. Während sie anfangs, neben der Nutzung im Herkunftsgebiet, nur als Decken, Vorleger und Wandbehänge Verwendung fanden, wurden sie für kurze Zeit in der Pelzmode der Moderne auch zu Damenkleidung verarbeitet.
Der Lebensraum des Schneeleoparden, auch Irbis genannt, ist Zentralasien, von Ostturkestan bis Kaschmir und Sikkim, vom Altai und Pamirgebirge bis Osttibet, in Höhen bis zu über 4000 Meter.
Nach dem Washingtoner Artenschutzübereinkommen vom 3. März 1973 zählt der Schneeleopard zu den von der völligen Ausrottung bedrohten Tierarten und wird deshalb als absolut geschützt im Anhang I des Abkommens geführt.

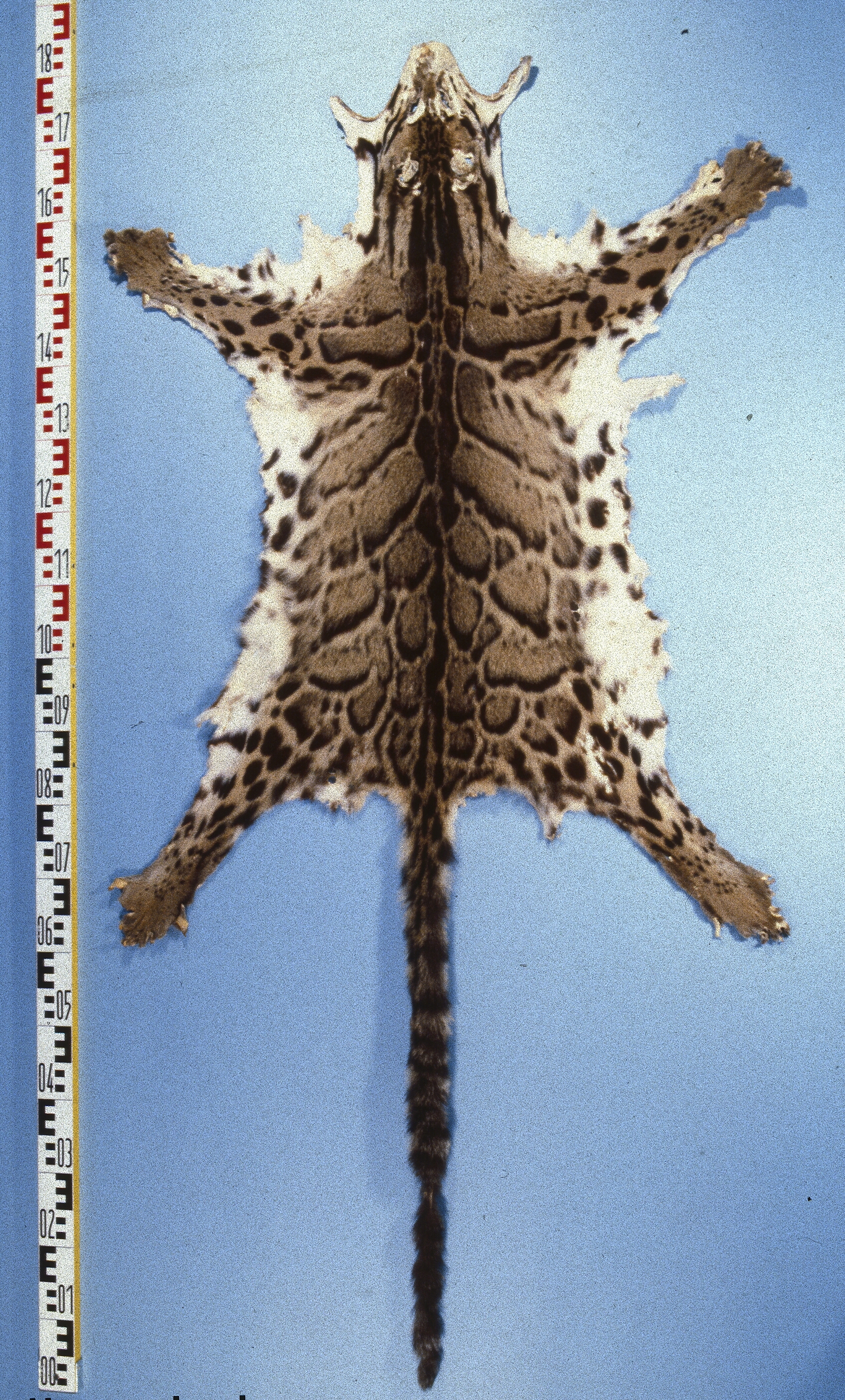
Nebelparder

#### Nebelparder oder Schildkrötleopard
Der Nebelparder ist eine seltene Großkatze aus dem südöstlichen Asien. Das Nebelparderfell wurde in Anlehnung an die Fellzeichnung auch als Schildkrötleopard oder Schildkrötenleopard gehandelt.
Die Heimat des Nebelparders sind die südlichen Ausläufer des Himalaja: Nepal, Sikkim, Bhutan und Assam; das südliche China, Hinterindien, die Malaiischen Halbinseln und die Sunda-Inseln Sumatra und Borneo. Früher kam die Art auch auf Taiwan und Hainan vor.
In der Zeit nach dem Zweiten Weltkrieg erfolgte eine Verarbeitung des auffälligen Pelzes zu Jacken und Mänteln, schon wegen des begrenzten Vorkommens allerdings nur in geringem Umfang.
1971 empfahl die International Fur Trade Federation dem Handel, auf die Verarbeitung von Nebelparderfellen ganz zu verzichten.[1] Im Washingtoner Artenschutzübereinkommen steht der Nebelparder (Neofelis nebulosa) inzwischen in Liste 1 (absolutes Handelsverbot), in der EG-Verordnung 750/2013 in Anhang A. Die Erstlistung und der Höchstschutz erfolgte zum 20. Juni 1976. Nach dem Bundesnaturschutzgesetz streng geschützt ist der Nebelparder seit dem 31. August 1980

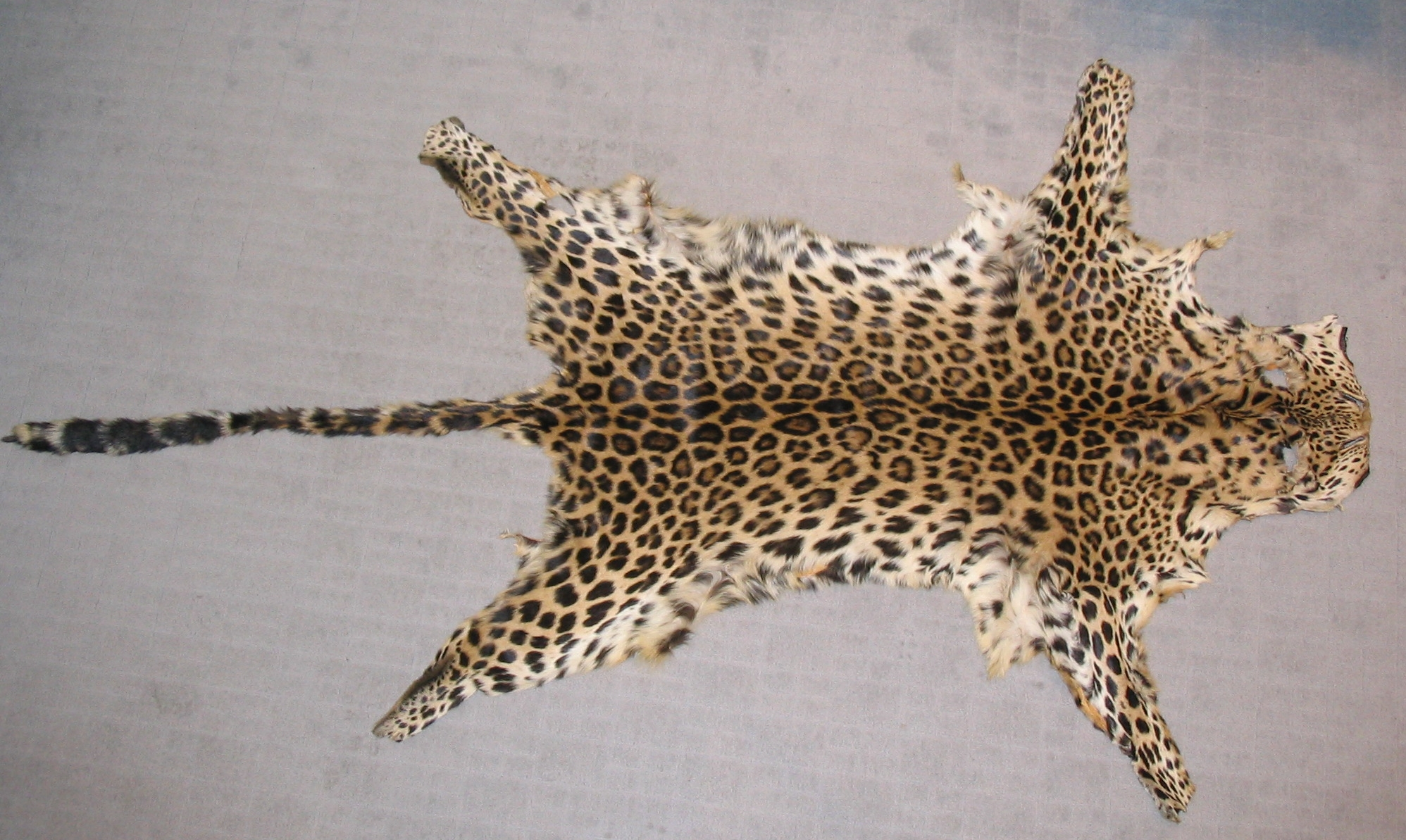
Leopard

#### Leopard
Der Leopard und das Leopardenfell haben in ihren Herkunftsländern bereits im frühesten Altertum eine große Rolle gespielt, siehe dazu den Artikel Pantherfell. Als Kleidungsstück der Neuzeit war der Leopardenpelz um die Mitte des 20. Jahrhunderts, zusammen mit Fellen anderer auffällig gemusterter Katzenarten, besonders gefragt.
Beim Leoparden oder Panther, früher auch Pardellöwe genannt, handelt es sich um dasselbe Tier, üblich ist die zweite Bezeichnung vor allem für den Schwarzen Panther, einen totalen Schwärzling (Melanismus).

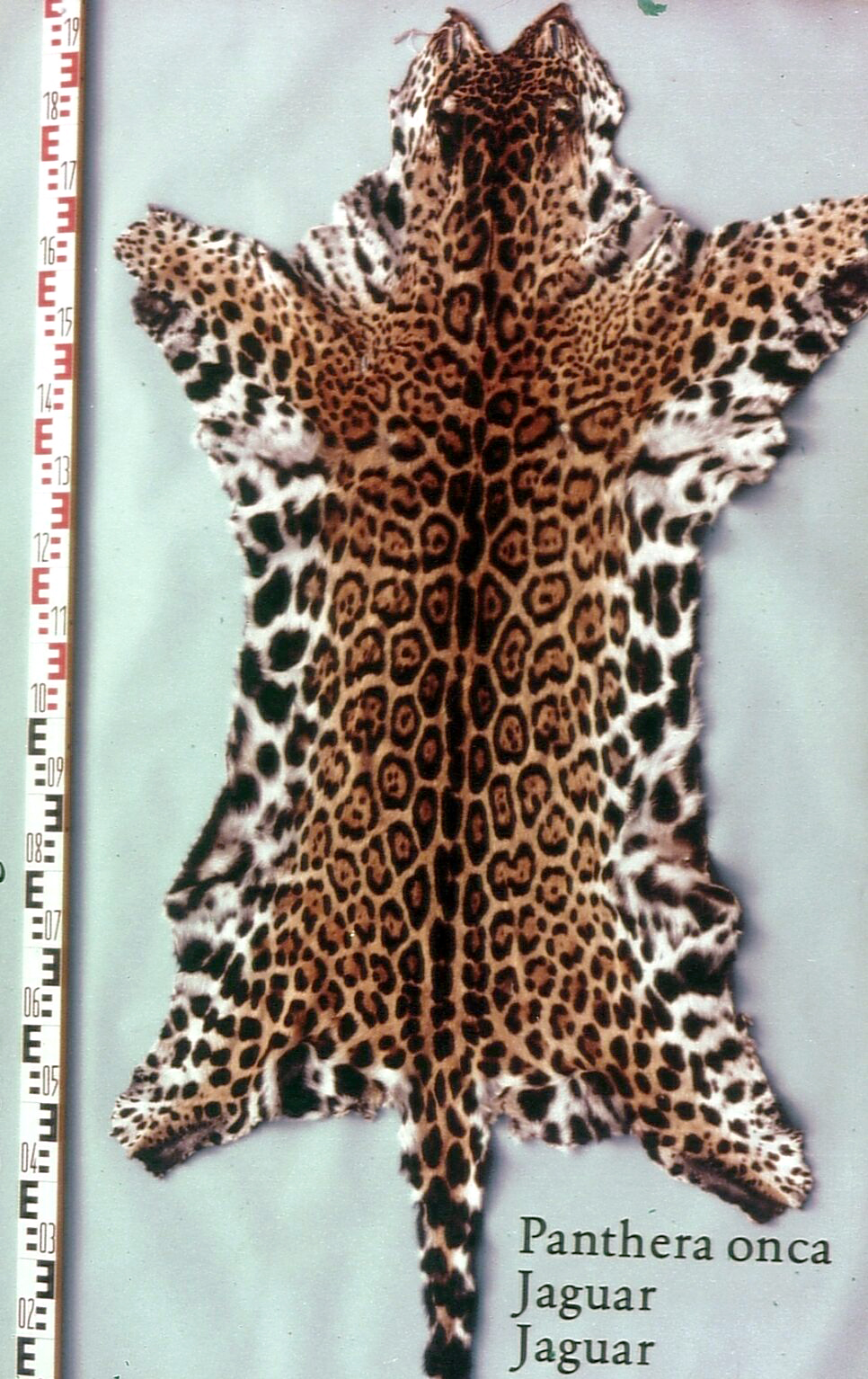
Jaguarfell
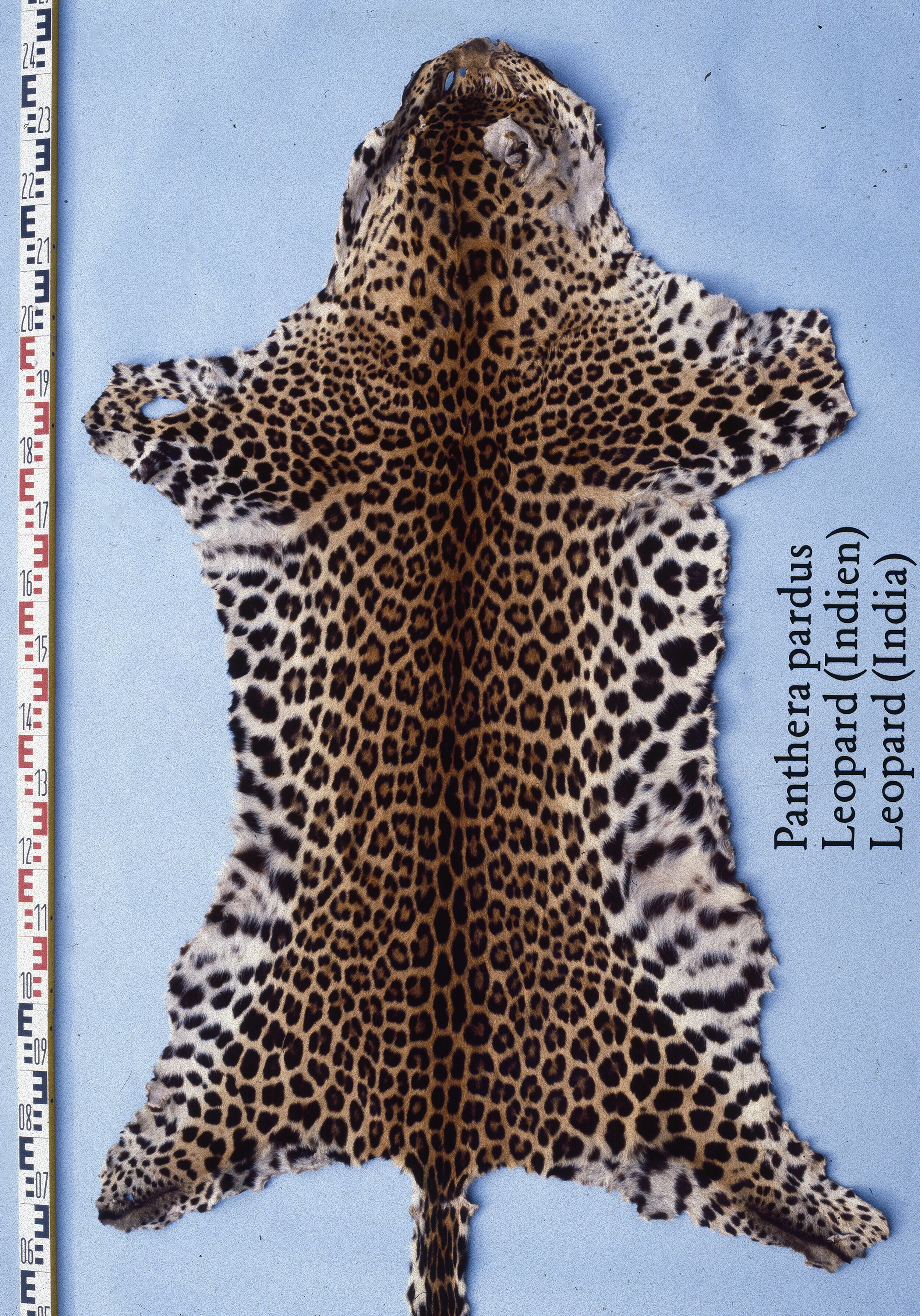
Zum Vergleich: Indischer Leopard

#### Jaguar
Der Jaguar ist die größte Katze des amerikanischen Kontinents. Die Nutzung des Jaguarfells zu Kleidungs- und Schmuckzwecken ist bereits für die Zeit vor dem Eintreffen der Europäer bekannt. Als Handelsartikel der Neuzeit war es hochpreisig, hat aber, auch als die Mode gefleckte Pelze begünstigte, keine wesentliche Rolle gespielt. Dies lag nicht daran, dass der Jaguar weniger attraktiv ist als der in Asien und Afrika beheimatete Leopard. Der Fellanfall war sehr gering, durch seine scheue Lebensweise ist der Jaguar nur schwer zu jagen und die Felle waren, nicht nur durch die Jagd, sondern vor allem durch Bissstellen, häufig so sehr beschädigt, dass sie für die Verarbeitung zu Pelzbekleidung nicht zu gebrauchen waren. Es war zudem schwierig, aus den wenigen angefallenen, davon nutzbaren Fellen eine für ein Kleidungsstück ausreichende Stückzahl zueinander passender Felle zusammenzubekommen.
Der Jaguar ist heute absolut geschützt. Er ist zwar nicht akut vom Aussterben bedroht, ist aber trotzdem einer ständig wachsenden Gefährdung ausgesetzt, so dass ein Rückgang der Bestände festzustellen ist. Von der Weltnaturschutzunion (IUCN) wird der Jaguar als „gering gefährdet“ („Near Threatenend“) eingestuft.

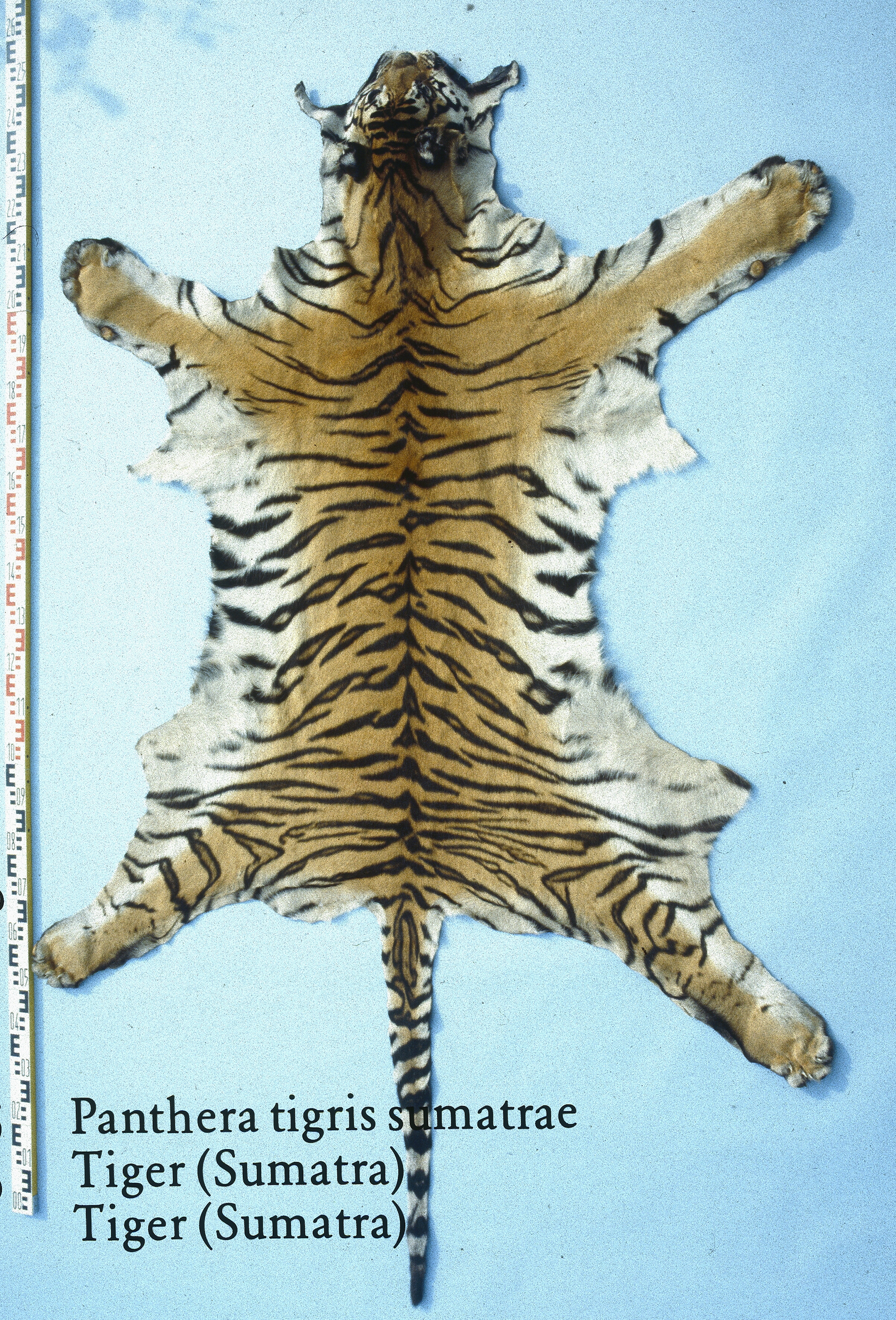
Sumatra-Tigerfell

#### Tiger
Der Tiger ist die größte aller lebenden Katzen, in Einzelfällen erreichen männliche Tiger eine Kopfrumpflänge von über drei Metern. Ihr Verbreitungsgebiet umfasst Teile Asiens südlich 52° nördlicher Breite.
Die Grundfarbe des Tigerfelles ist gelbrötlich mit schwarzen Streifen in unregelmäßigen Abständen. Der Ton der Grundfarbe und die Dichte der Streifen variiert im Verbreitungsgebiet. Felle aus südlichen Vorkommen sind stärker pigmentiert als die aus dem Norden. Im Winterpelz wirken die Streifen bei manchen Tigern sogar nur bräunlich. Die hinter dem Ohr befindlichen Flecken sind hell bis weißlich, ebenso Bezirke um die Augen, Körper- und Schwanzunterseite. Selten treten sehr helle Exemplare („weiße Tiger“) und fast schwarze Tiger auf. Die Haarlänge nimmt nach Süden im Verbreitungsgebiet ab. Im Nacken sind die Haare verlängert, bis hin zu einer leichten Mähnenbildung. Der Pelz ist grob und wenig dicht. Der Haarwechsel erfolgt zweimal im Jahr, bei den tropischen Formen ist er nur wenig ausgeprägt.
Nur kurze Zeit wurden Tigerfelle in der westlichen Mode auch für Bekleidungszwecke genutzt, meist wurden sie als Trophäen zu Teppichen und Wandbehängen verarbeitet.
Die noch verbliebenen Vorkommen sind stark dezimiert, die Art wird von der IUCN als stark gefährdet („Endangered“) eingestuft. Nach dem Washingtoner Artenschutzübereinkommen vom 3. März 1973 zählt der Tiger zu den von der völligen Vernichtung bedrohten Tieren, er wird in Anhang I des Abkommens geführt (absoluter Schutz). Tigerfelle und andere Teile des Tieres dürfen nicht mehr gehandelt werden.

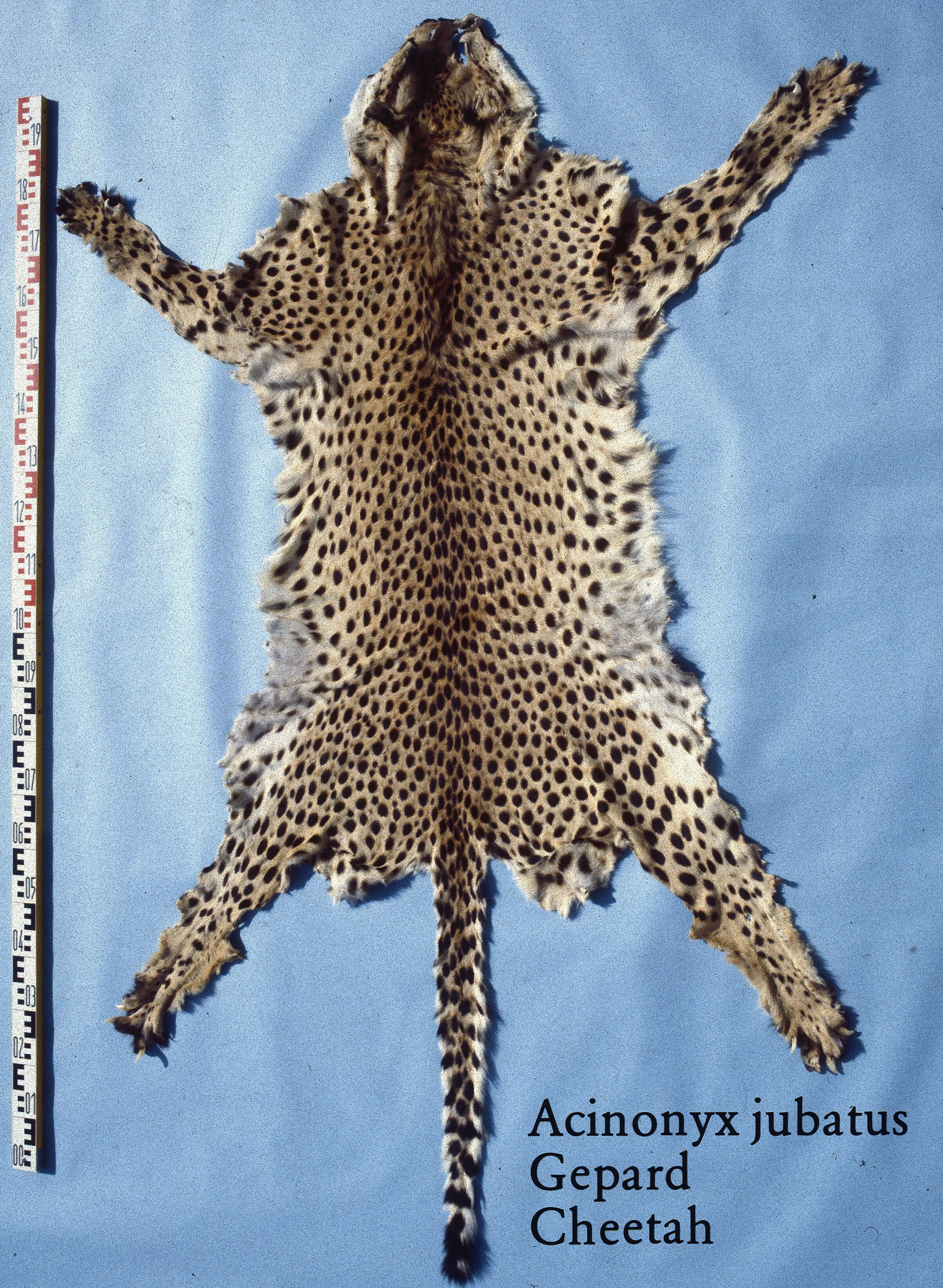
Gepardfell

#### Gepard
Anfangs wurden Gepardfelle nur zu Decken, Vorlegern und Trophäen verarbeitet, später auch zu Pelzbekleidung. Der Rauchwarenhändler Emil Brass erwähnte in seinem Standardwerk von 1911 noch nichts über die Nutzung des Fells, im Jahr 1925 schrieb er: „Gepardfelle bilden, soweit sie im Handel vorkommen, jetzt ein beliebtes Material zur Anfertigung der Damenmäntel, und werden deshalb auch gut bezahlt, da gerade die Kleinheit der dicht verteilten runden Flecke auf hellerem Grundton sehr hübsche Muster ergibt“. Im Vergleich zum Leoparden wurde es im Allgemeinen weniger verwendet, nur hin und wieder gab es Abbildungen in den Modezeitschriften. Das Interesse der Modebranche an dem weiterhin nur in geringer Stückzahl angelieferten Fell hielt bis zur Verzichtserklärung des Handels an.
1971 empfahl die International Fur Trade Federation ihren Mitgliedern den Handel zu unterlassen, am 3. März 1973 wurde der Gepard in Anhang I der Washingtoner Artenschutzübereinkommens aufgenommen. Es dürfen nur einzelne Jagdtrophäen aus Namibia eingeführt werden, der Handel ist verboten.

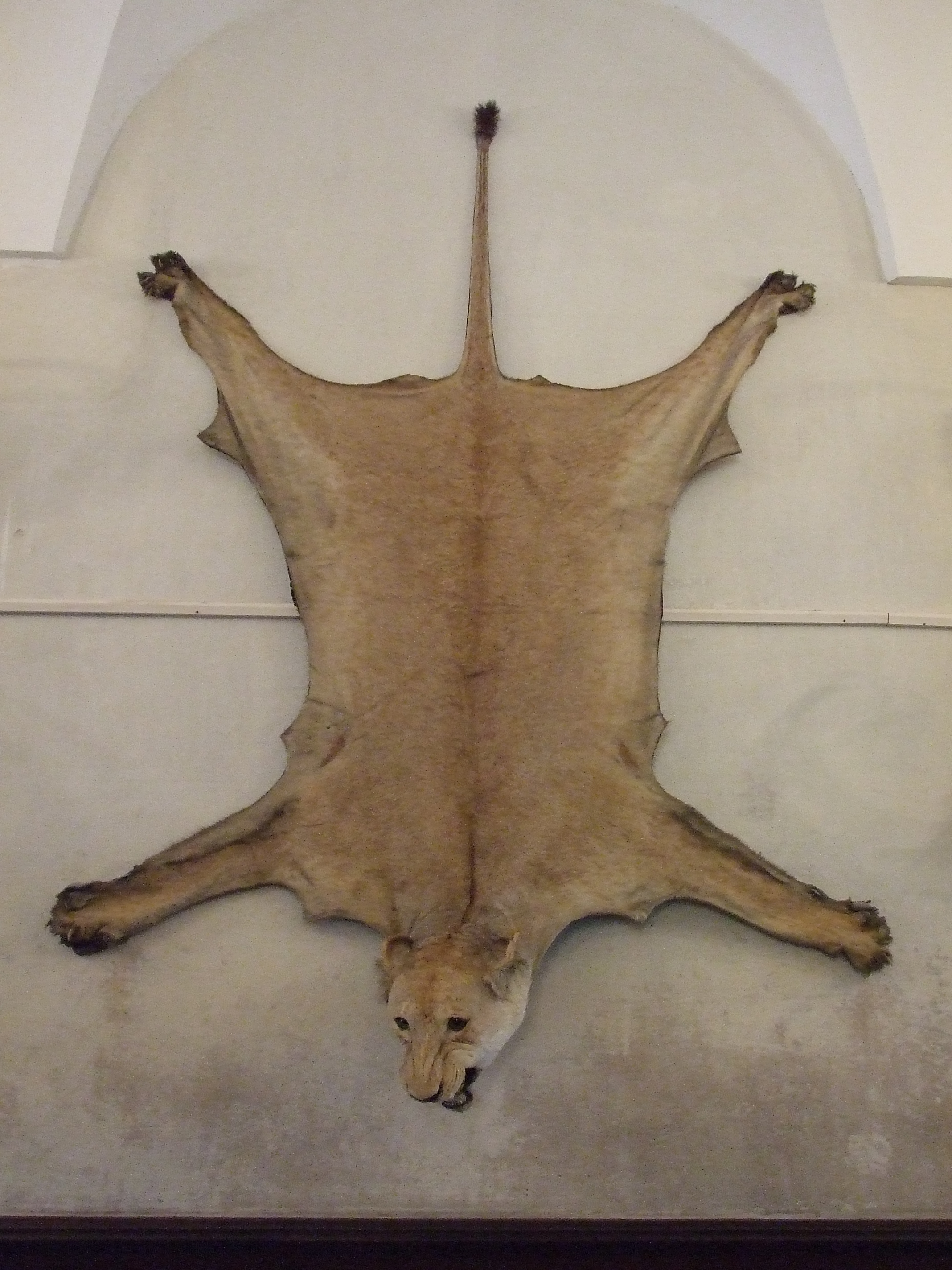
Löwinnenfell
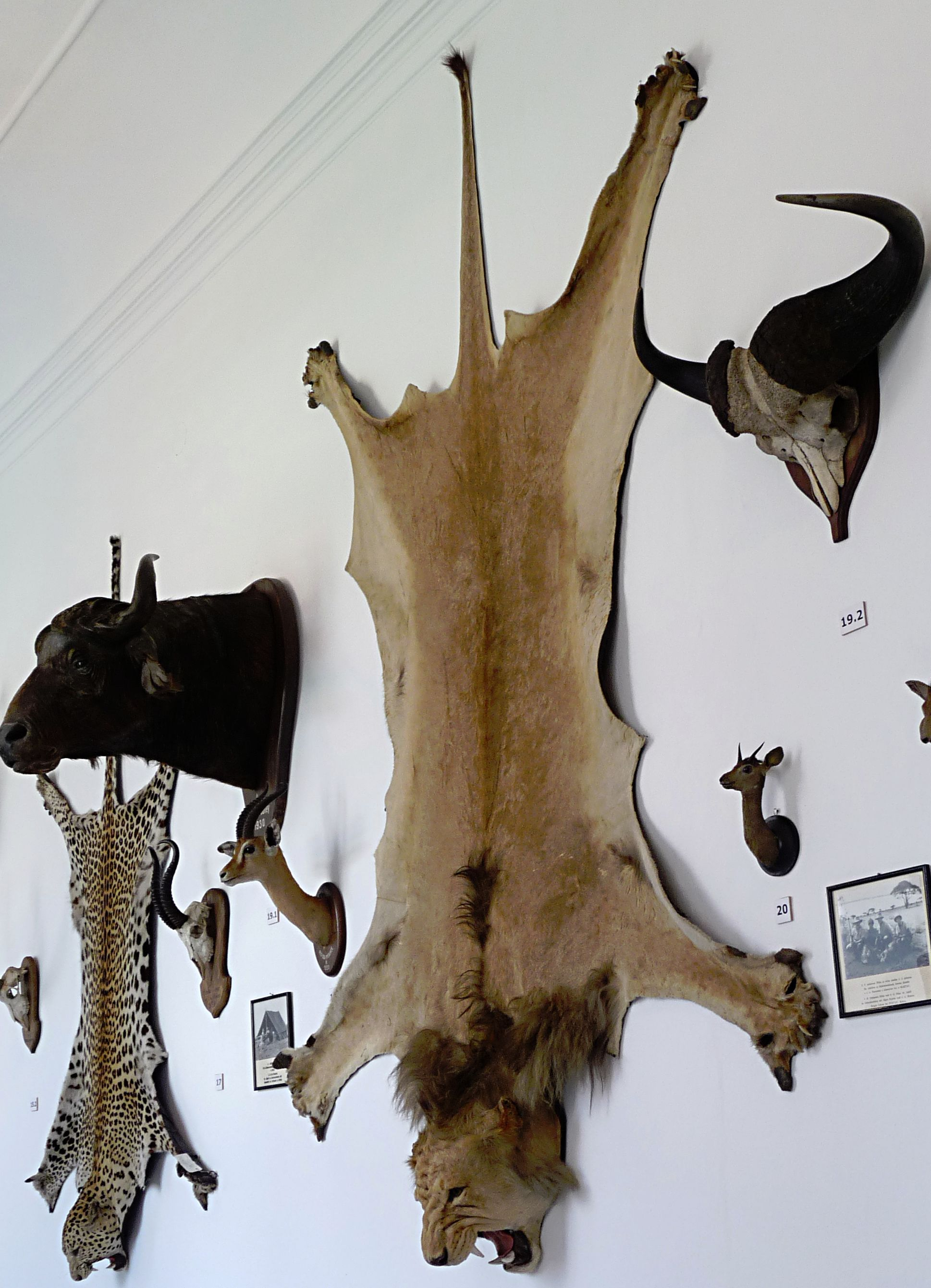
Löwenfell

#### Löwe
Löwenfelle werden fast nur als Jagdtrophäen oder als Wandteppiche verwendet. Für moderne Bekleidung sind sie wenig attraktiv und infolge der groben und dicken Haare und der fehlenden Unterwolle ungeeignet.

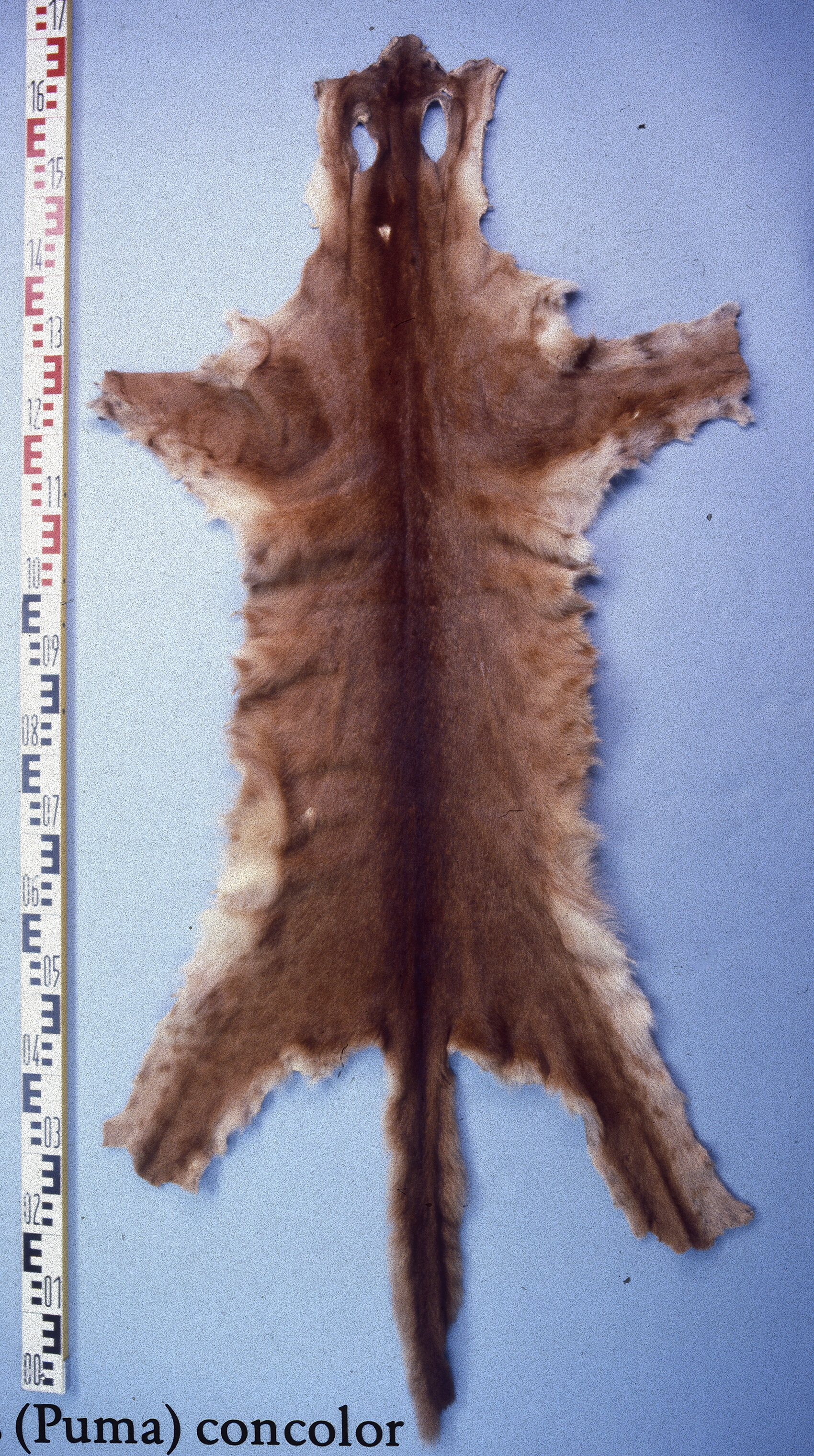
Zwei Pumafelle
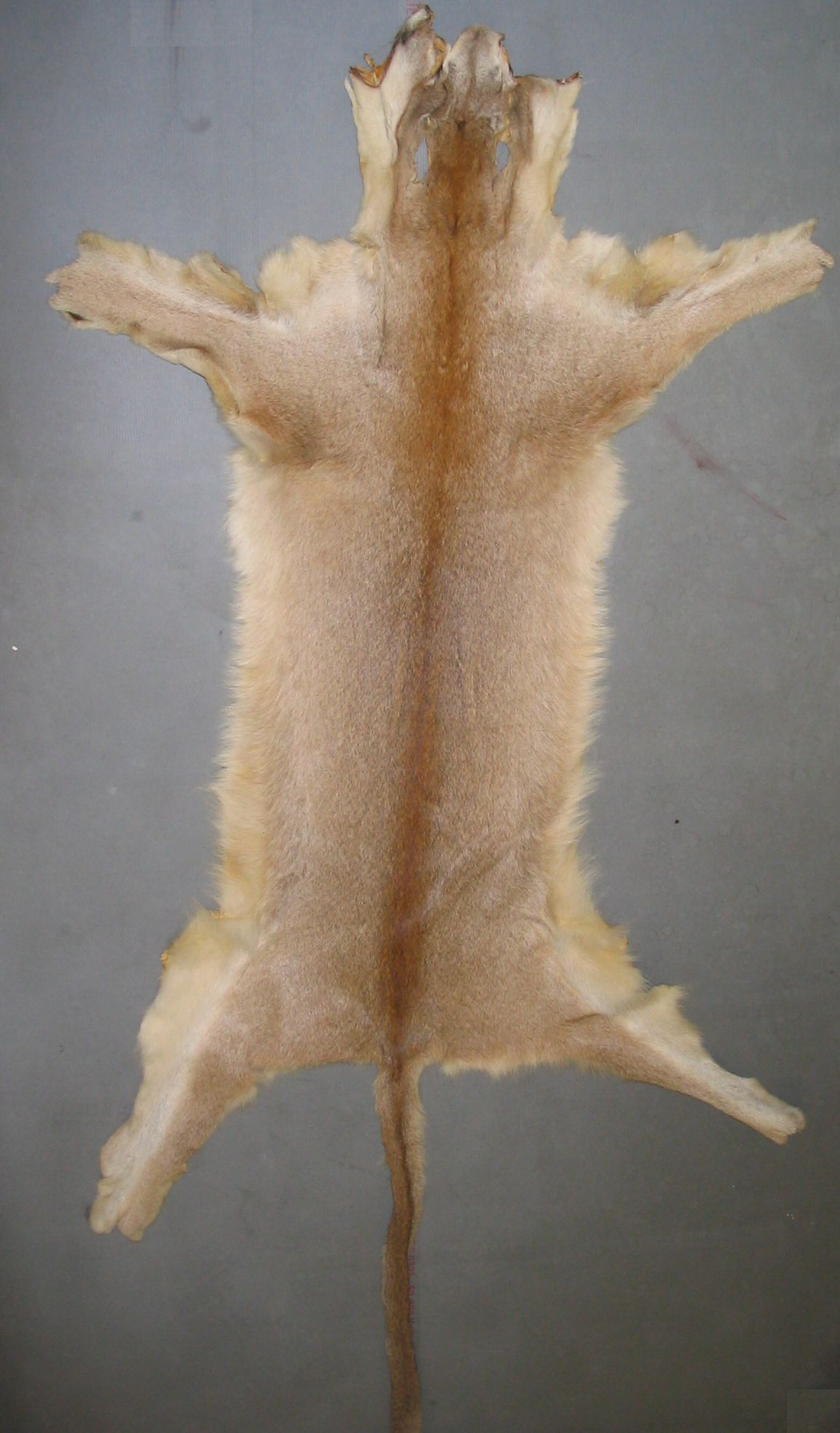

#### Puma
Das Pumafell, der auch Berglöwe, Silberlöwe, südamerikanischer Löwe und Kuguar genannten amerikanischen Katzenart, war fast immer nur in sehr geringer Menge im Handel. Pumafelle wurden vor allem zu Decken und Vorlegern verarbeitet. In einer Zeit größeren Anfalls wurden sie auch in geringem Umfang für Kleidungszwecke verwendet, als Verbrämung und auch versuchsweise geschoren und mit einem Leopardenmuster versehen.
Inzwischen wurden mehrere Unterarten des Puma in Anhang I der Washingtoner Artenschutzübereinkommens aufgenommen, die übrigen Unterarten in Anhang II.

### Hyäne
Die Felle der heute streng geschützten Hyänenarten, der Tüpfel- oder Fleckenhyäne und der Schabrackenhyäne (beide Afrika) wurden nur wenig genutzt, ebenso der Streifenhyäne (Vorder- und Mittelasien, Indien, Arabien und Nordafrika bis Kenia). Das Haarkleid ist straff und grob, farblich wenig ansprechend, teils in der Länge ungleichmäßig.
301 n. Chr. erließ Diokletian das Höchstpreisedikt, dessen Überschreitung mit der Todesstrafe geahndet werden sollte. Es führt auch die Preise für Hyänenfelle auf. Rohe Felle durften bis zu 40 Denare, zugerichtete bis zu 60 Denare kosten (siehe Marderfell, Zahlen und Fakten).
1930 wird erwähnt, dass nordafrikanische Musikanten, die eine eigene Kaste bildeten, sie in fast rohem Zustand am Haupte befestigen, um so ein abenteuerliches Aussehen zu erlangen.
- Das Fell des zoologisch zu den Hyänen gehörenden Erdwolfes wurde von Stämmen des südlichen Afrikas zu, als Karossen bezeichneten, Umhängen verarbeitet. Für eine Karosse wurden etwa 16 Felle gebraucht.[50]

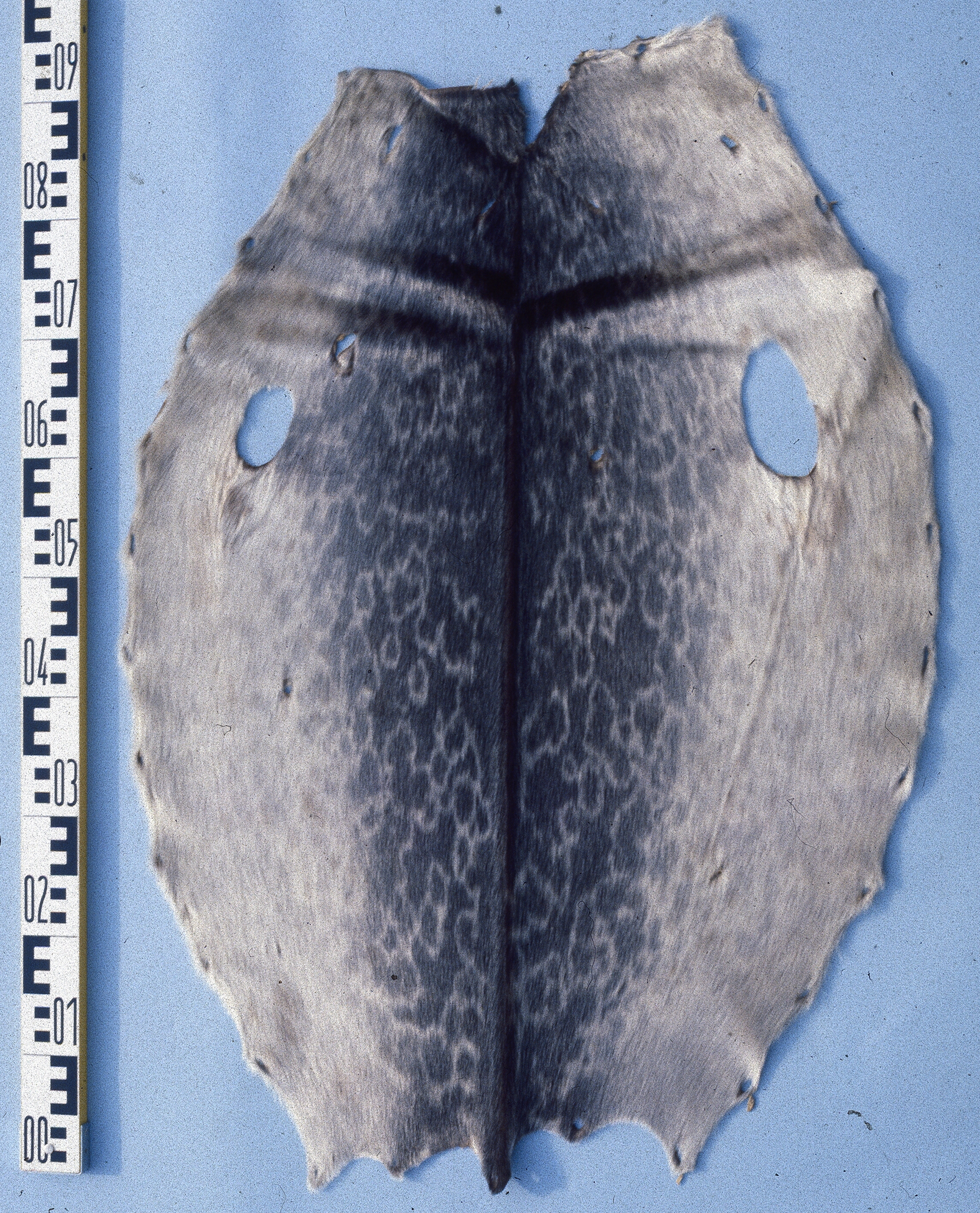
Grönländer Seehund

## Robben (Seehund, Blueback, Whitecoat, Lakoda, Sealskin)
Die Rauchwarenbranche unterscheidet beim Robbenfell zwischen dem Sealfell, dem Sealskin von der Pelzrobbe (veraltet: Biber-Seehund), dem Seebären mit der feinen weichen Unterwolle und dem (Haar-)Seehund (veraltet: Kofferseehund) mit nur Granne ohne besonderem Unterhaar.
Diese werden dann wieder unter geographischen Begriffen unterschieden, wie Neufundländer, Isländer oder sind bzw. waren unter entwicklungsbedingten Namen wie Beater, Puller, Whitecoat oder Blueback im Handel.
Von der Pelzwirtschaft kaum genutzt wurden schon immer die Felle der Mönchsrobbe (geschützt), der Ross-Robbe, des Krabbenfressers, der Wedell-Robbe, des See-Leoparden, des Südlichen und Nördlichen See-Elefanten. Auch die Walrosse werden fellwirtschaftlich nicht verwendet, lediglich die Eskimos jagen sie zum Lebensunterhalt.

## Wiederkäuer

### Bison

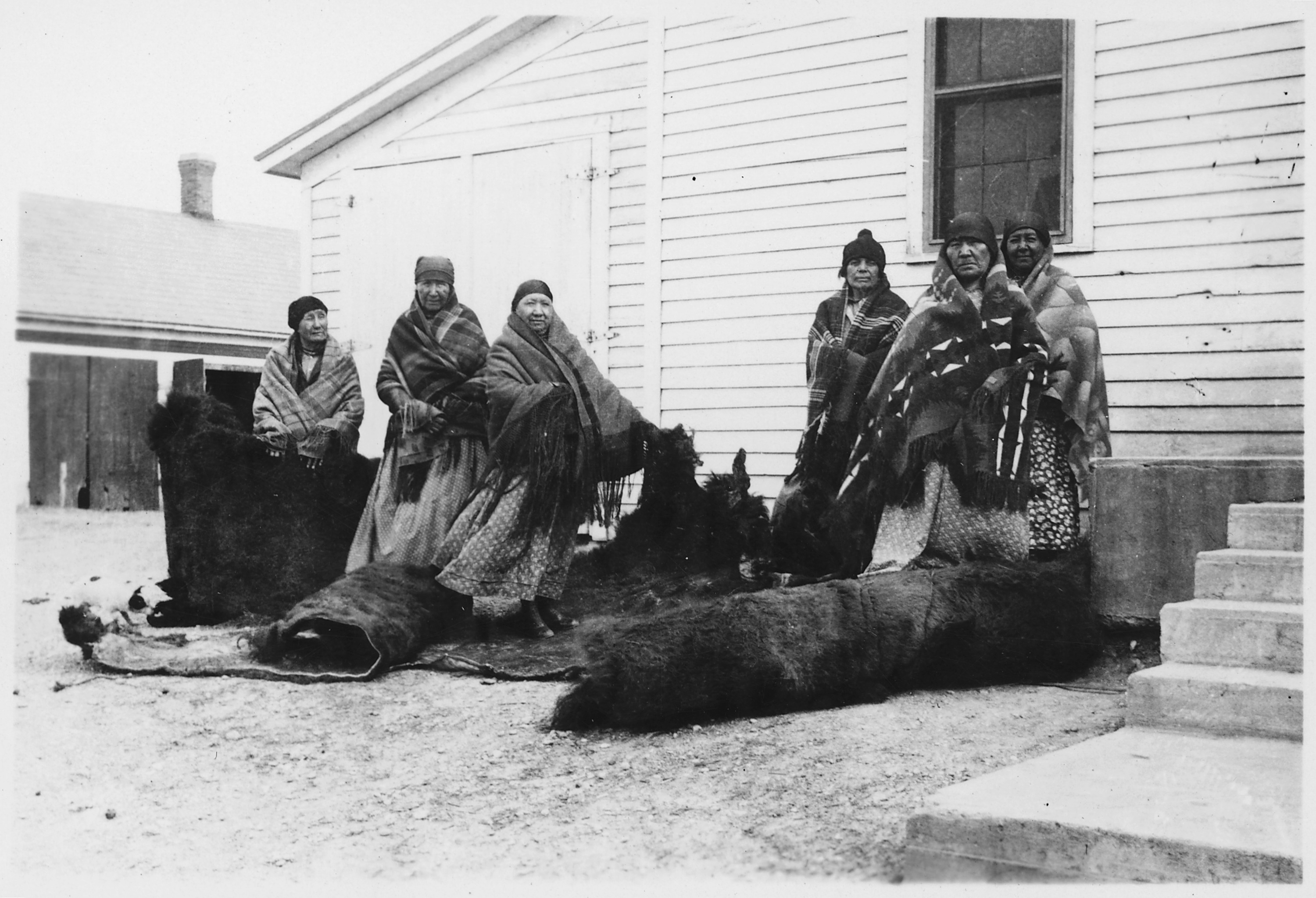
Indianerfrauen mit Büffelhäuten (ca. 1936)

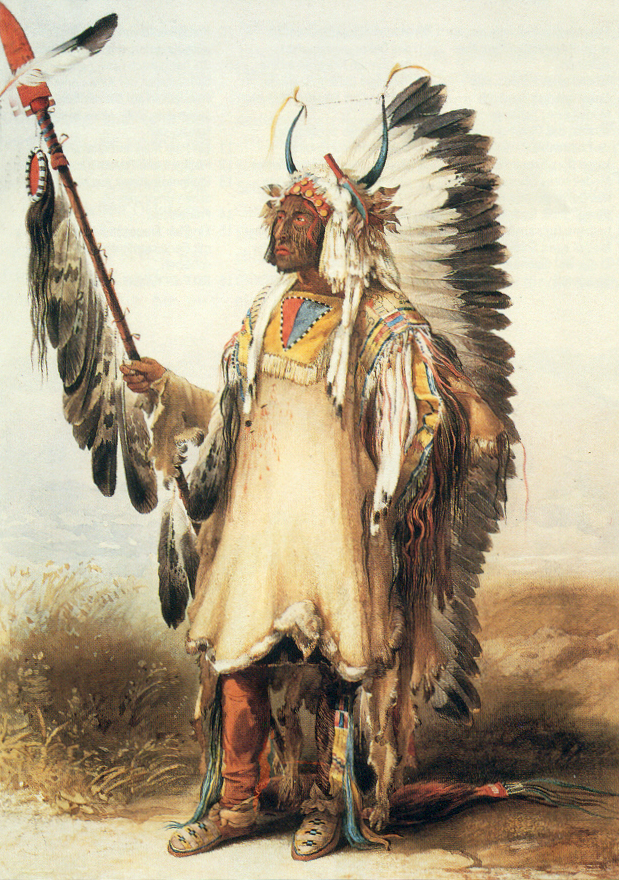
Mandan-Häuptling Mató Tópe mit verziertem Büffelfellumhang (1833)

Die Felle des Bison werden in alten Darstellungen erkennbar hauptsächlich als nicht zugeschnittene Kleidungsstücke dargestellt. Beispielsweise in der südfranzösischen Drei-Brüder-Höhle sieht man eine Wandmalerei aus der Endzeit der letzten Eiszeit mit einem tanzenden Zauberer oder mit Fell getarntem Jäger, der ein Bisonfell mit Kopfteil trägt, dass als Maske und Mütze verwandt wurde.
Büffelfell war im 18. und 19. Jahrhundert in Nordamerika als Material für Kutschen-, Bahn- und Schlittendecken sehr populär. Die Nachfrage war so groß, dass sie mit zur dramatischen Erschöpfung der vormals riesigen Bisonherden beitrug.

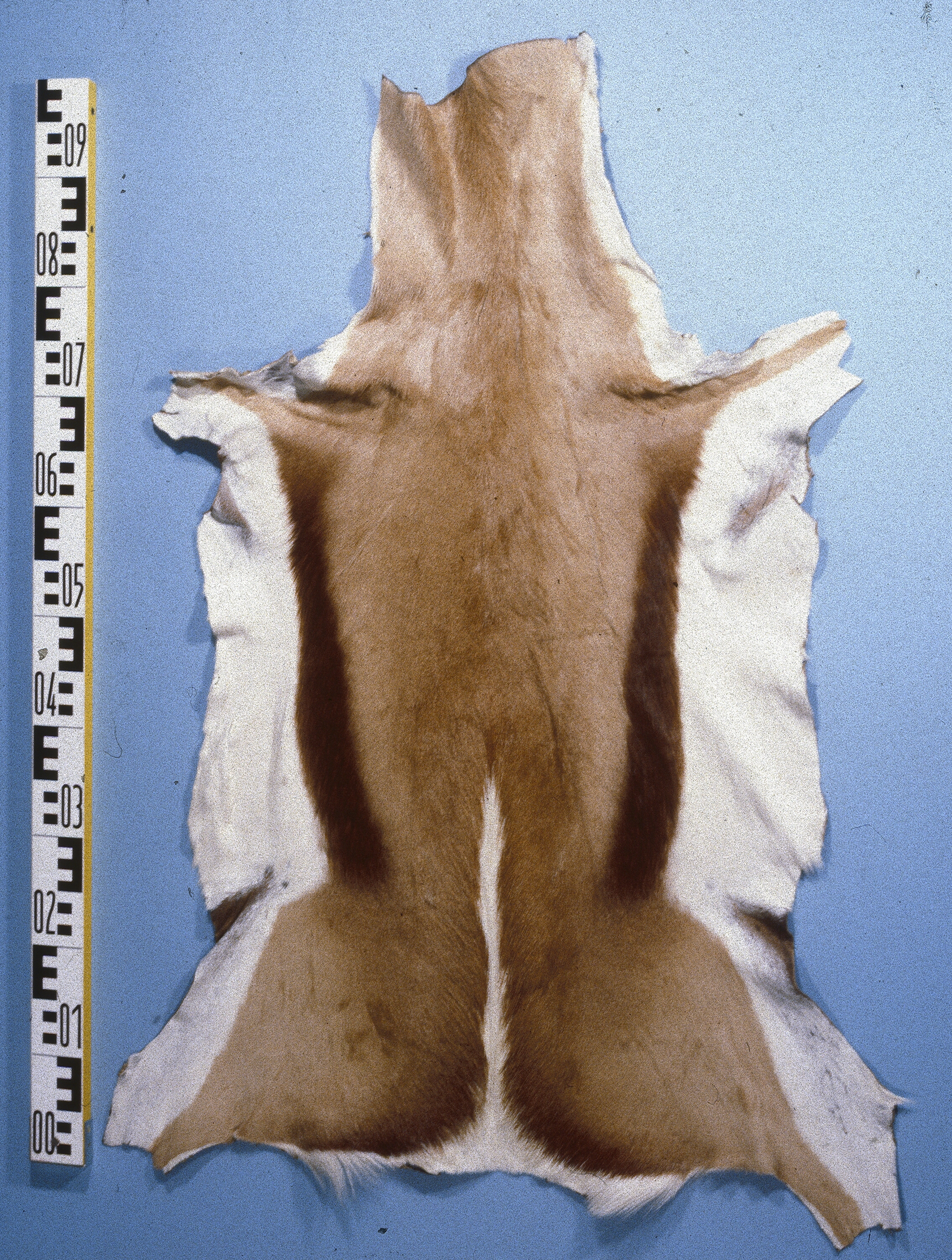
Springbockfell
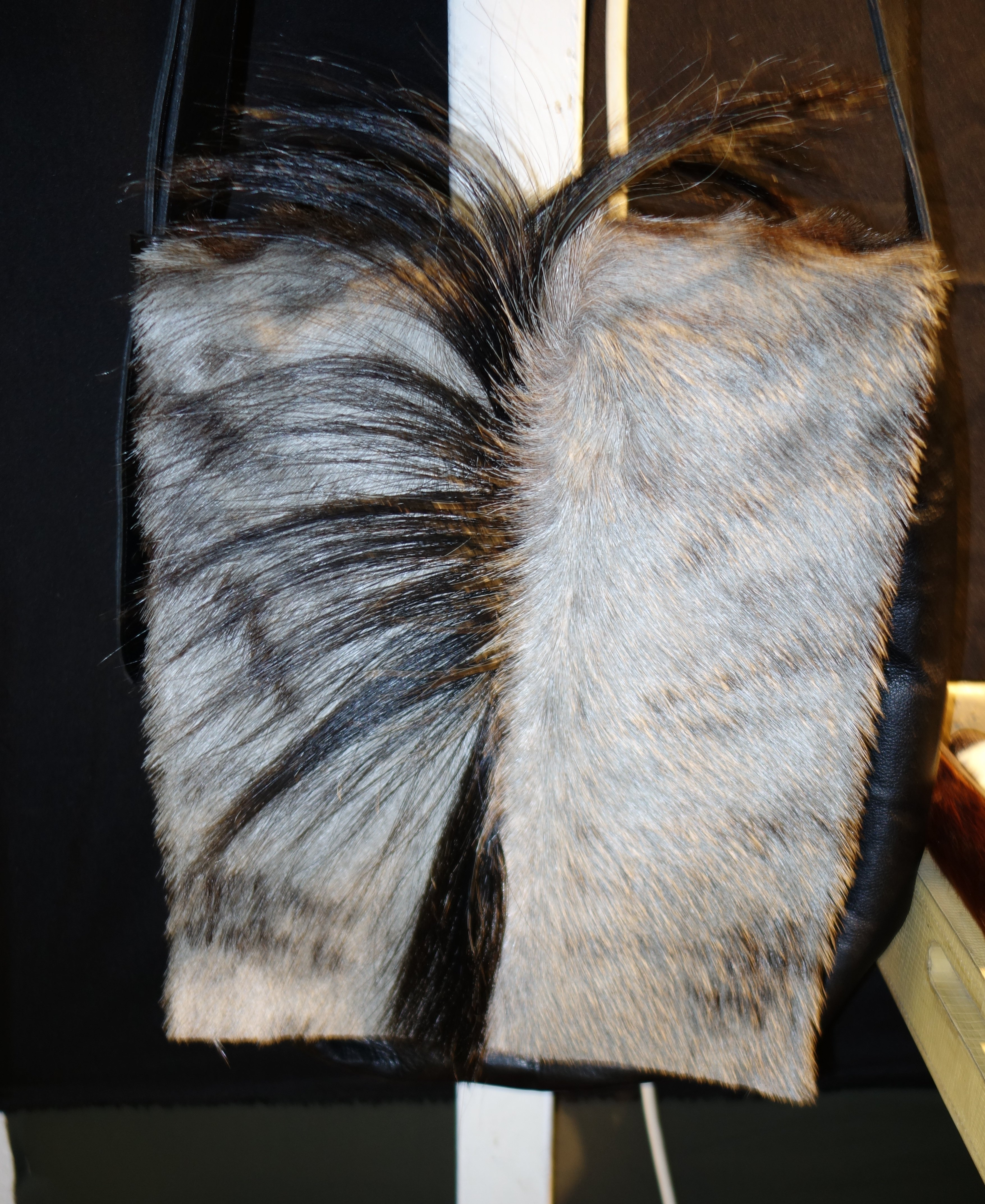
Tasche aus Gnufell (2014)

### Gazelle, Antilope, Gnu
Für die Pelzverarbeitung haben Antilopenfelle meist eine etwas untergeordnete Bedeutung, da das Haar der Antilopenarten mangels Elastizität sehr leicht bricht. Antilopen werden verschiedentlich auch in Farmen gehalten. Die Fellverwertung geschieht hauptsächlich für Taschen, Besätze und andere Kleinteile.
Unter dem nicht wissenschaftlichen Begriff Antilope versteht man in der Regel alle Hornträger, die nicht zu den Ziegenartigen, die vor allem Schafe und Ziegen umfassen, oder zu den Rindern gehören. Antilopen sind demnach die Ducker, die Bovinae ohne die Rinder, die Kuhantilopen, die Pferdeböcke, die Reduncinae (Riedböcke, Wasserböcke und Rehantilopen), die Impalas und die Gazellenartigen. Die Felle der artenreichen Tierfamilie aus Afrika und dem südwestlichen Asien werden im Rauchwarenhandel fast ausnahmslos als Antilope oder Gazelle bezeichnet, unter anderem auch die Felle des Springbocks.
Die hauptsächlich für die Pelzverarbeitung infrage kommenden Antilopenarten sind der Ducker und die kleinen Arten, die Zwergantilopen, die wichtigste davon die Windspielantilope. Die meisten arabischen Antilopenarten stellen keine Pelzlieferanten dar.
Die Anzahl der Arten ist so groß, dass auch die Unterschiede in der Fellgröße und der Färbung ganz erheblich sind. Teils sind die Felle fast einfarbig, teils bunt gestreift. Einige Arten sind lebhaft gefärbt mit hübschen Zeichnungen, teils schwarz bis silbergrau gesprenkelt. Die vorherrschenden Farben sind dunkel- bis hellbraun, rötlichgrau bis gelblichgrau, reh- oder perlhuhnähnlich. Die Unterseite sowie die Innenseiten der Beine sind vielfach heller als der Körper, hellrötlich oder weiß bis weißgrau.
Das Haar ist grob, steif und zumeist sehr kurz. Es liegt dicht am Körper an, so dass das Fell häufig recht flach wirkt. Das Röhrenhaar weist nur eine sehr dünne Rindenschicht über der stärkeren Markschicht auf. Das Unterhaar fehlt entweder ganz oder ist nur spärlich entwickelt. Der Haltbarkeitskoeffizient für Antilopenfelle wird mit 5 bis 10 Prozent angegeben.

### Reh

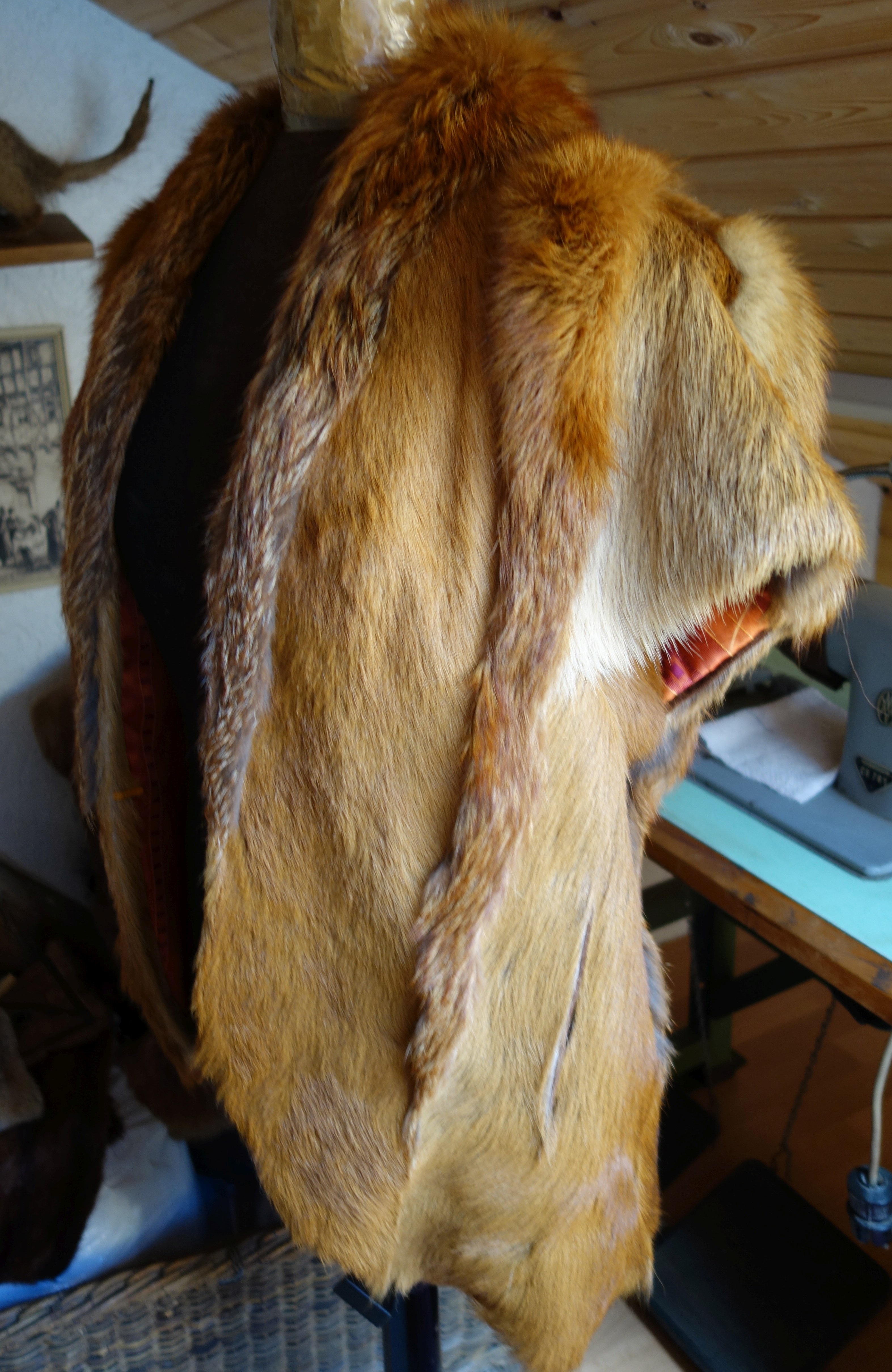
Weste aus Sommer-Reh und Rotfuchs (2017)

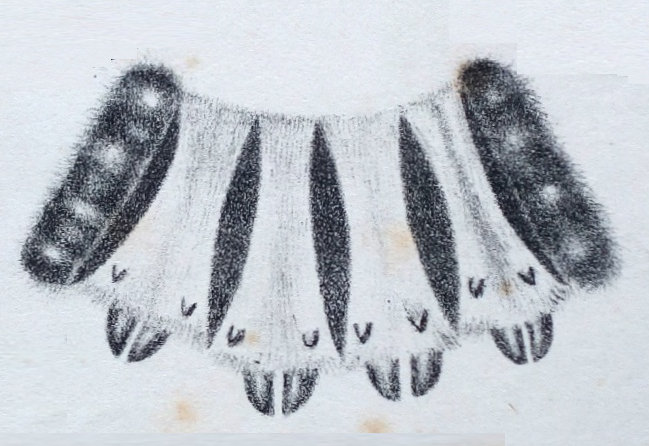
Handtasche aus Rehklauen und schwarzem Lammfell (Skizze, 1883)

Rehfelle, auch Rehdecken genannt, haben eine durchschnittliche Größe von 4 bis 7 Quadratfuß. Wesentlich im Handel ist die Unterscheidung nach Sommer-, Herbst- (Übergänger) und Winterfellen. Nordeuropäische Sommerfelle sind an ihrer rotbraunen Farbe und an „ihrer verhältnismäßig guten Kraft“ zu erkennen. Winterfelle haben ein dickes und dichtes Haar und sind sehr dünnledrig, oft papierdünn.
Das Fell der Rehkitze ist rotbraun und weist zunächst eine weiße Punktierung auf dem Rücken und auf den Flanken auf. Diese weiße Fleckenzeichnung wird ab einem Alter von einem Monat allmählich undeutlicher und verschwindet bis zum Alter von zwei Monaten durch das Überwachsen durch rote Sommerhaare. Unter dem langen roten Haaren sind die weißen und braunen Kitzhaare noch bis zum Wechsel in das Winterhaarkleid vorhanden.
Rehfelle finden heute nur in verschwindend geringer Zahl Verwendung, meist nur für Dekorationszwecke. Das war Mitte des 19. Jahrhunderts nicht sehr viel anders, man gebrauchte sie nicht für Bekleidung, sondern wie damals beschrieben „zur farbigen Ausschmückung von Verkaufslokalen, sowie zu allerhand Decken, z. B. zu Fußdecken vor Betten, Sofas etc., zu Schlitten- und Pferdedecken und anderem mehr: Die Haare, welche von den Gerbern abgestoßen werden, benutzt man zum Ausstopfen von Kissen und Polstern, indes werden sie meistens von den minder großen und von den schadhaften Rehfellen gewonnen, insofern man es vorzieht, die großen und tadelfreien für die Kürschnerei zu bestimmen, jene hingegen sämischgar zu gerben und an die Beutler zu verkaufen“. Zu der Zeit kamen aus dem englischen Nordamerika und Kanada jährlich 4000 als Rehfell bezeichnete Felle (Hirschfelle?) zum Londoner Rauchwarenhandelsplatz. Auch in den Seehäfen Russlands und Preußens waren Rehfelle ein bedeutender Handelsfaktor, hauptsächlich aber wohl für die Zubereitung zu Leder. In Deutschland lieferten Bayern und der Harz große Felle, kleinere kamen aus der sächsischen Gegend.
Sommerfelle weisen ganz allgemein bei dünnerer Behaarung oft ein stärkeres Leder auf. Ganz besonders ist dies bei Gazellen und Rehen zu bemerken. Um 1900 besagte ein Kürschnerfachbuch, dass das Reh „die bekannten, zu Vorlegern benutzten“ Felle liefert. Die schönsten Felle fallen im Winter an, doch gerade dann ist das ohnehin nicht strapazierfähige Haar besonders brüchig. Rehfelle mit gutem Haar wurden zu der Zeit auch in Krankenbetten gelegt, um das Wundliegen zu verhindern: „Man legt sie zu diesem Zweck unter das Bettuch verkehrt, so dass der Kopf nach den Beinen des Kranken liegt, der Rumpf unter den Achseln desselben. Der Kranke liegt auf diese Weise gegen den Strich und die starren Haare verhindern das Rutschen und damit das Aufliegen“. Auch die Sattler verwendeten „Rehstücke“ zum Besetzen des Geschirrs, um ein Wundwerden der Pferde zu verhindern. Herbstfelle sind deutlich haltbarer als Winterfelle, haben aber ein kürzeres Haar und dickeres Leder und sind deshalb weniger schön, sie wurden jedoch wegen des besseren Leders für Gerberzwecke besser bezahlt.
Nur ein geringer Teil eignet sich zur Verwendung als Pelz, abgesehen von der geringen Bruchfestigkeit des Rehhaares und von zu dickledrigen Fellen, sind sehr viele wegen geeiterter Bremsenstiche, Narben von Ritzwunden und Schusslöchern nicht zu gebrauchen.

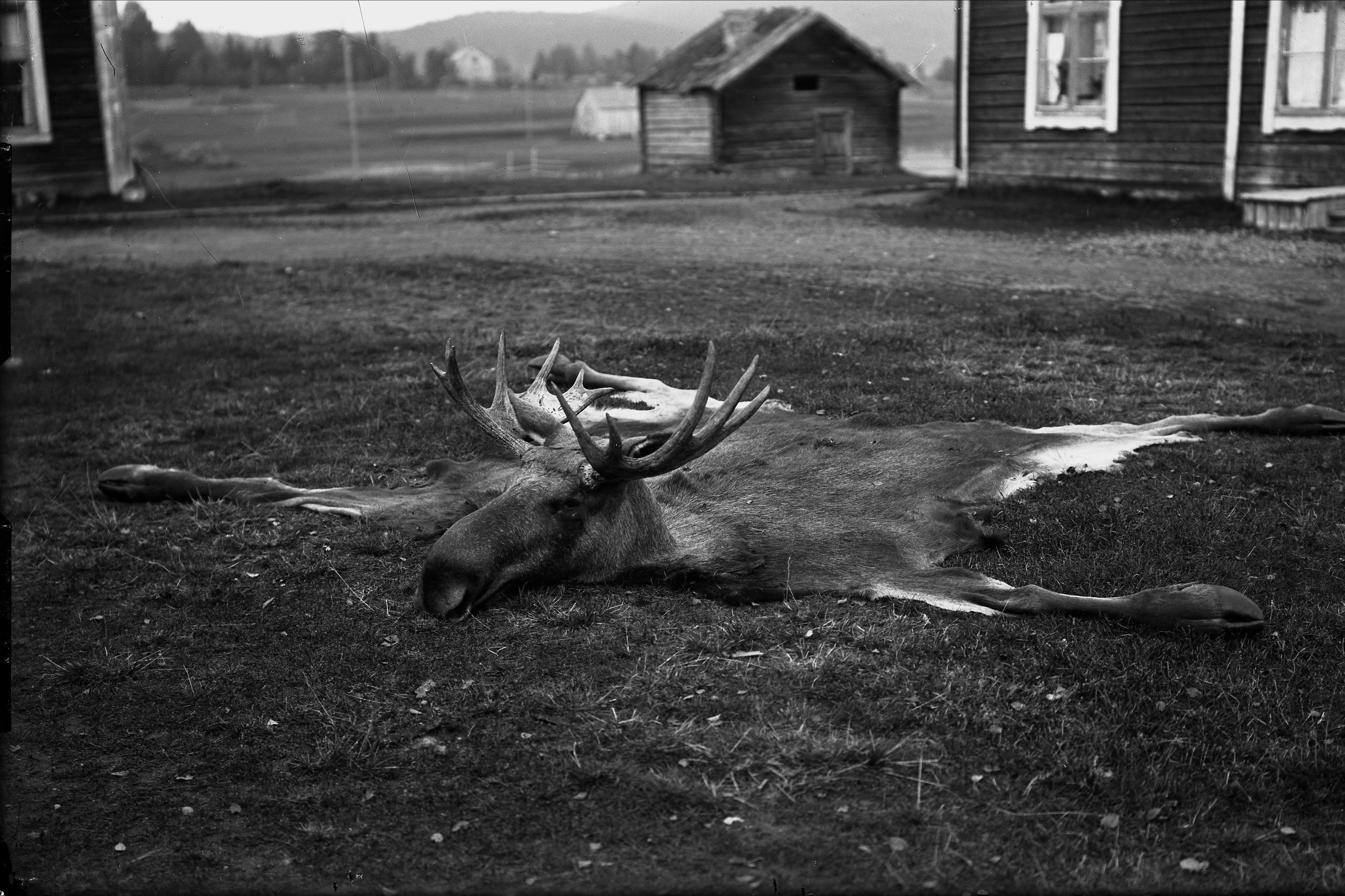
Elchfell

### Elch
Das Elchfell, die Elchhaut oder Elchdecke, das abgezogene Fell des Elches, ist ein Handelsartikel. Es wird vor allem enthaart und gegerbt als Leder genutzt. Das harte Elchfell kann zwar zu Pelzen verarbeitet werden, allerdings ist die Haltbarkeit wegen der hohen Brüchigkeit des Haars begrenzt. Der Elch ist die größte heute vorkommende Art der Hirsche. Sein Lebensraum erstreckt sich über Nordeuropa, Nordasien und Nordamerika. Er wird von der IUCN als „nicht gefährdet“ eingestuft.
Die Elchjagd wird heute unter anderem in Schweden, Norwegen, dem Baltikum, Russland, Kanada und den Vereinigten Staaten ausgeübt. Als Begründung wird der Naturschutz angegeben, insbesondere der Waldschutz. Das Elchfleisch wird gegessen.

### Hirsch

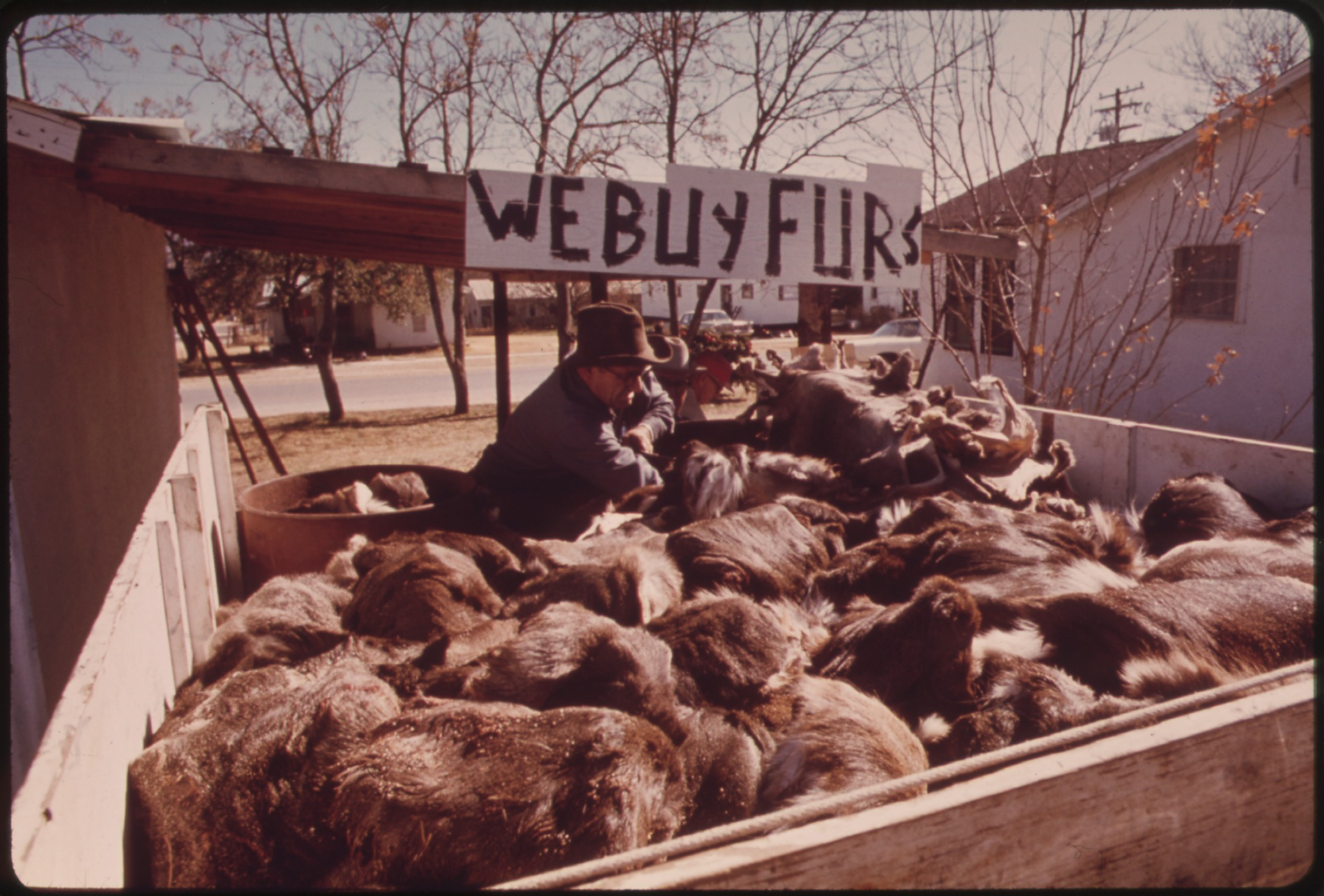
Aufkäufer mit Hirschfellen, San Antonio, Texas (1973)

Hirschfelle waren einmal ein sehr beliebter Pelz, den bis zur Zeit der Kreuzzüge jedoch nur Fürsten tragen durften. Heute spielen sie als Kleidung keine und als Handelsartikel keine wesentliche Rolle mehr. Als Statussymbol wurde das Hirschfell vom Hermelin und vom Fehfell abgelöst. Die heutige Nutzung ist wie die der Rehfelle.

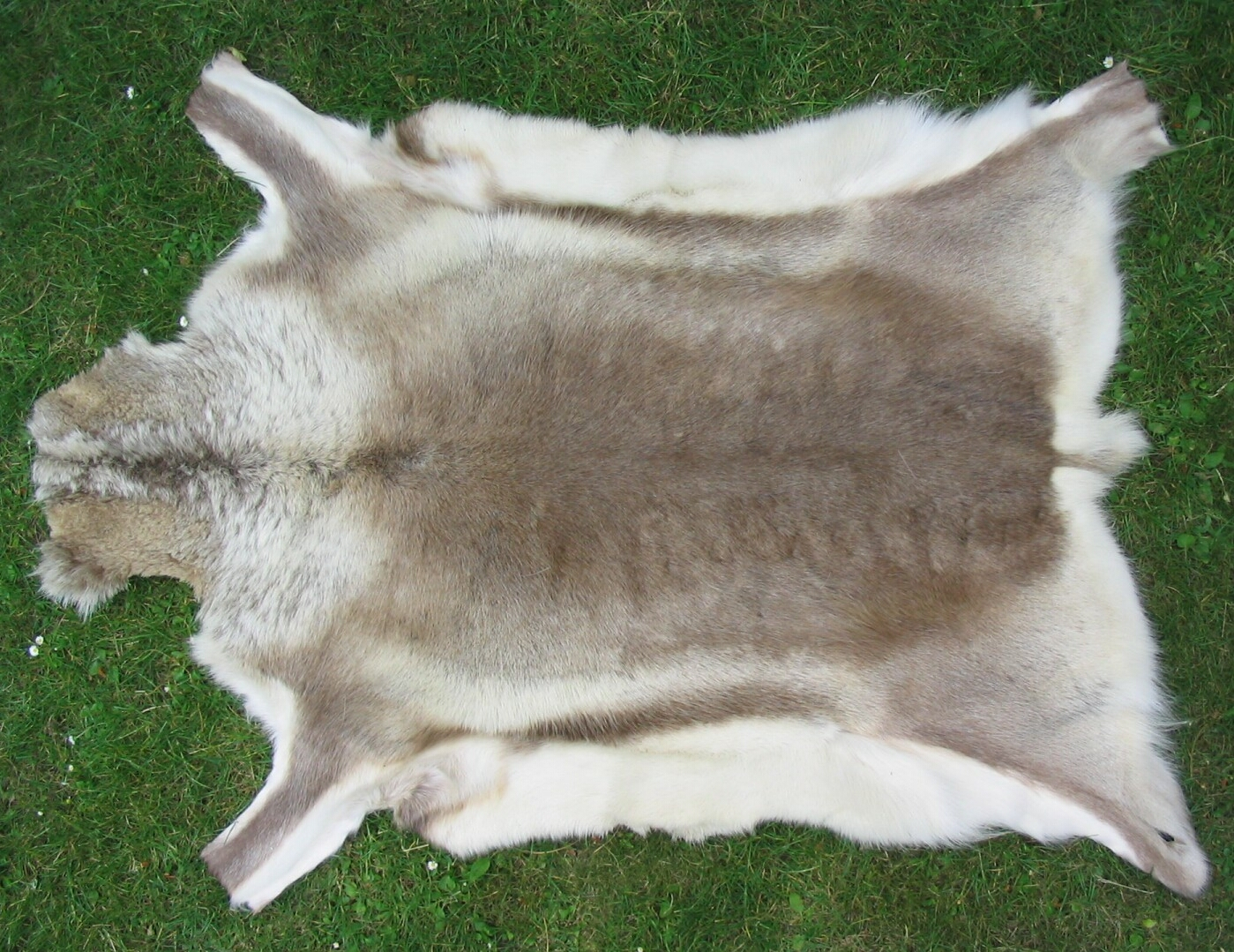
Skandinavisches Rentierfell

### Rentier (Nordamerika = „Karibu“) oder Pijiki
Das Ren beziehungsweise Rentier lebt fast überall um den Polarkreis, im Sommer in den Tundren und im Winter in der Taiga Nordeurasiens und Nordamerikas sowie auf Grönland und anderen arktischen Inseln. Von den verschiedenen Unterarten, auch von den Hirscharten, ist allein das nordeuropäische Ren zu einem wirklichen Nutztier geworden. Der Rauchwarenhandel war zeitweilig am leichtledrigen, weichen, glänzend braunen, mitunter moirierten Rentierfell europäisch-asiatischer Jungtiere interessiert, das unter der Bezeichnung Pijiki im Handel war. Die Felle ausgewachsener Rentiere sind ein beliebtes Mitbringsel von Nordlandfahrten, sie werden außerdem für Innendekorationszwecke und Vorleger exportiert. Die Felle der in Amerika caribou (deutsch: Karibu) genannten nordamerikanischen Rentiere werden in noch geringerem Umfang ebenfalls als Dekorationsfelle und nicht für Kleidungszwecke genutzt. Lediglich die indigene Bevölkerung nähte sich Überkleidung aus Fellen ausgewachsener, langhaariger Rentiere, oft mit Seehundfell oder Polarfuchsfell zusammen verarbeitet, Trachten, wie sie auch heute noch bei besonderen Anlässen getragen werden.
Der Haltbarkeitskoeffizient für Rentierfelle wird mit 20 bis 30 Prozent angegeben. In einer Einteilung der Pelzarten in die Haar-Feinheitsklassen seidig, fein, mittelfein, gröber und hart wird das Haar des Ren-Jungtieres (Pijiki) als fein eingestuft.
Für die Vorkommen wildlebender Rene bestehen landschaftlich unterschiedliche Schutz- und Jagdbestimmungen, von der indigenen Bevölkerung dürfen sie in der Regel bejagt werden. Rentiere gelten als nicht gefährdete Art.

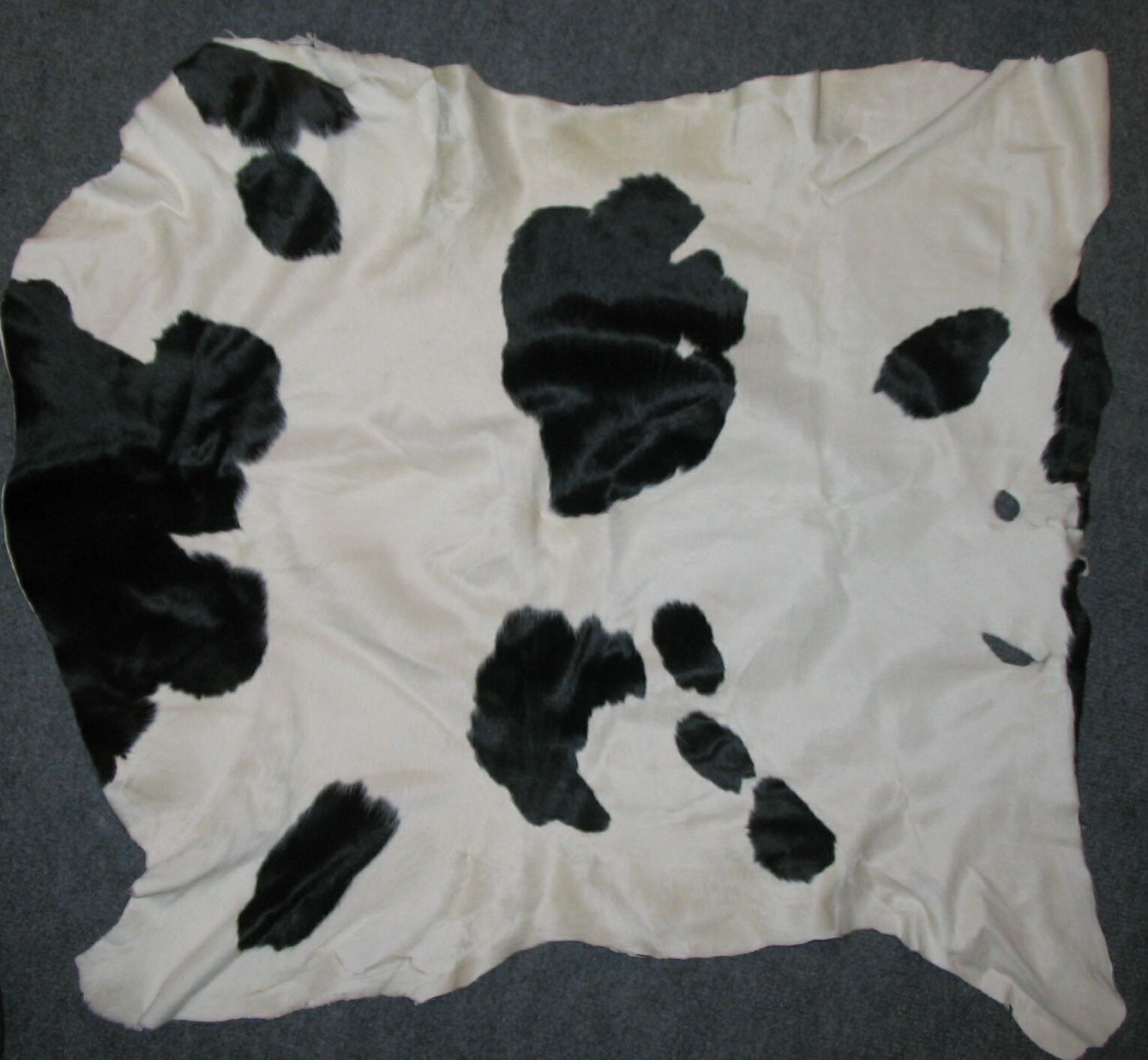
Kalbfell
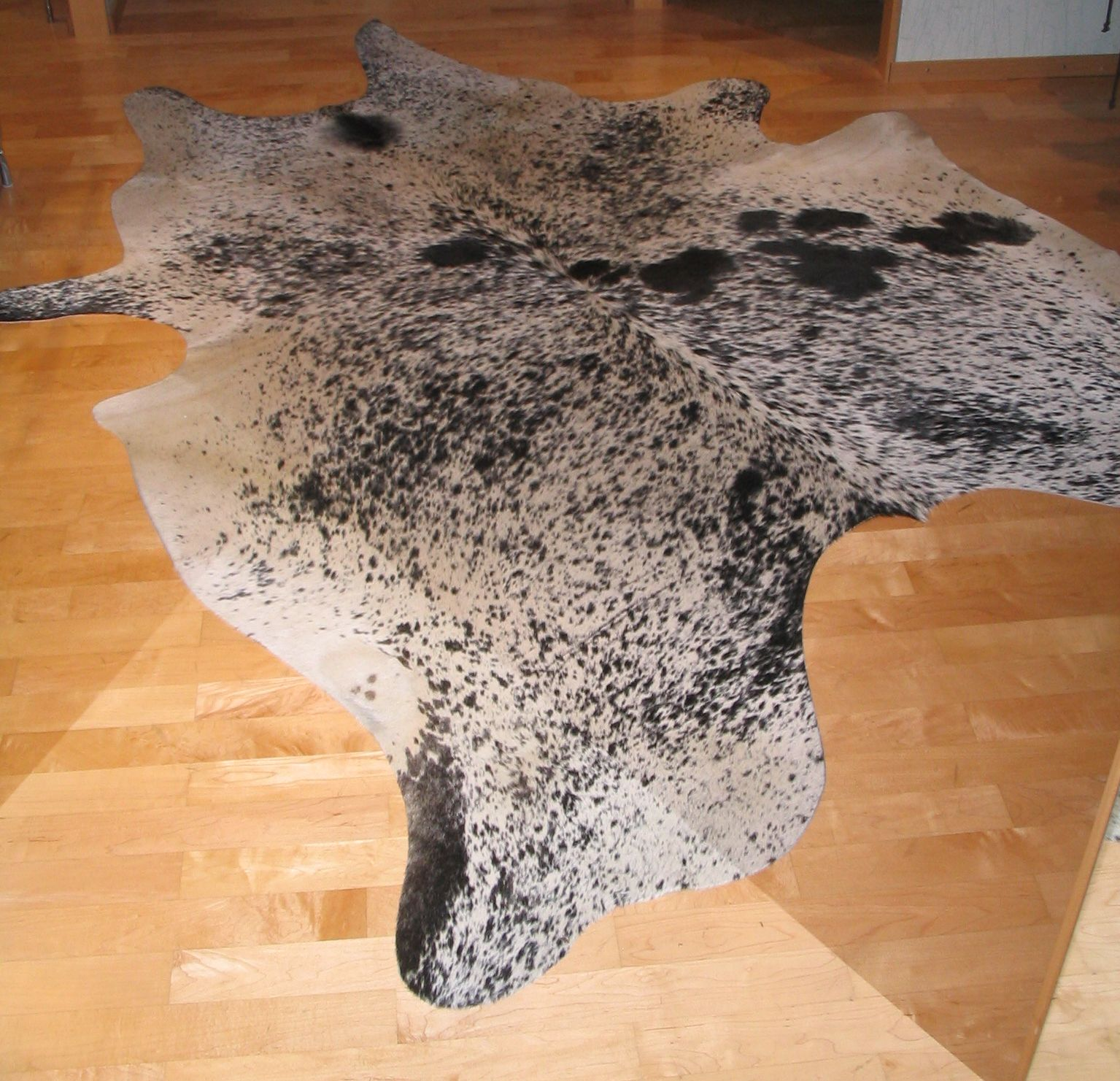
Rindshaut

### Kalb und Rind
Als Rindshaut werden die behaarten Häute der verschiedenen Hausrind- und Wildrindrassen, Kalbfelle die behaarten Häute der Jungtiere bezeichnet. Als Nebenprodukt der Fleischindustrie sind sie eine Handelsware des Rauchwarenhandels. Rindshäute werden vorzugsweise zu Taschen, Stiefeln und Wohnaccessoires, Kalbfelle bevorzugt zu Übergangskleidung verarbeitet. In weitaus überwiegender Menge werden die Häute zu unbehaartem Leder gegerbt (siehe Hauptartikel Rindsleder).
Die Häute ausgewachsener Tiere sind grob und steif und werden schon deshalb kaum für Pelzzwecke genutzt. Einige Zeit lang wurden aus afrikanischen, in Spanien veredelte Stierhäuten Mäntel gearbeitet. Büffeldecken gehörten zur traditionellen Ausrüstung der nordamerikanischen Ureinwohner.
Für Pelzbekleidung werden hauptsächlich Kalbfelle verwendet, diese Nutzung in der Moderne begann jedoch erst in den 1920er Jahren.
Der Häutehandel unterscheidet außerdem zwischen Zahmhäuten und Wildhäuten. Als Zahmhäute werden diejenigen Häute der europäischen Hausrinder verstanden, die beim Schlachten zur Fleischnutzung anfallen.

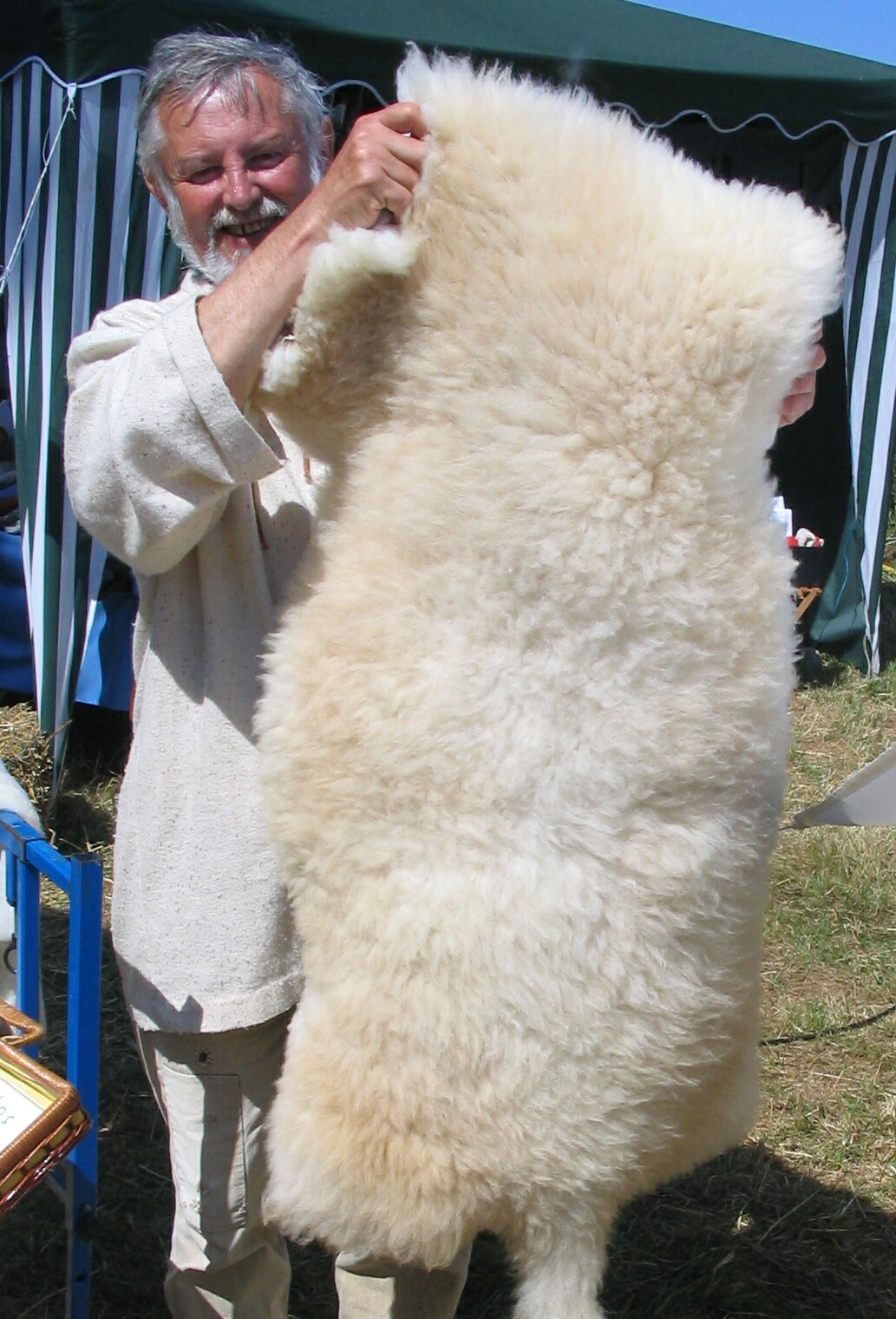
Rhönschaf

### Lamm und Schaf
Seit etwa 10.000 Jahren werden Hausschafe zur Lammfleisch-, Schafsmilch- und Fellgewinnung gehalten, damit sind sie wahrscheinlich die ältesten Nutztiere. Die Nutzung der Schafswolle begann vor etwa 3000 Jahren. Mit Millionen jährlich anfallender Felle sind sie die wichtigsten domestizierten Pelzlieferanten. Der Weltbestand an Schafen wird von der FAO, der Ernährungs- und Landwirtschaftsorganisation der Vereinten Nationen auf etwa 1,8 Milliarden geschätzt. Die meisten Felle werden jedoch nicht für Pelzzwecke genutzt, sondern gehen in die Lederindustrie. Die Felle von Wildschafen werden praktisch nicht verwendet.
Das Schaffell war immer vor allem die wärmende Bekleidung für die einfachen Bevölkerungsschichten. Bereits im frühen Mittelalter galt es, trotz oder vielleicht sogar wegen der großen Haltbarkeit des Haares, als weniger wertvoller Pelz „nur für die niedrige Geistlichkeit und den Bauernstand“. Überhaupt war der Lammpelz besonders bei der Landbevölkerung verbreitet. Wegen der großen Strapazierfähigkeit und den vielfältigen Möglichkeiten der Fellveredlung (scheren, färben, bedrucken, veloutieren, nappieren) gehören Lammfelle heute zu den begehrtesten Fellarten für Konfektion überhaupt.

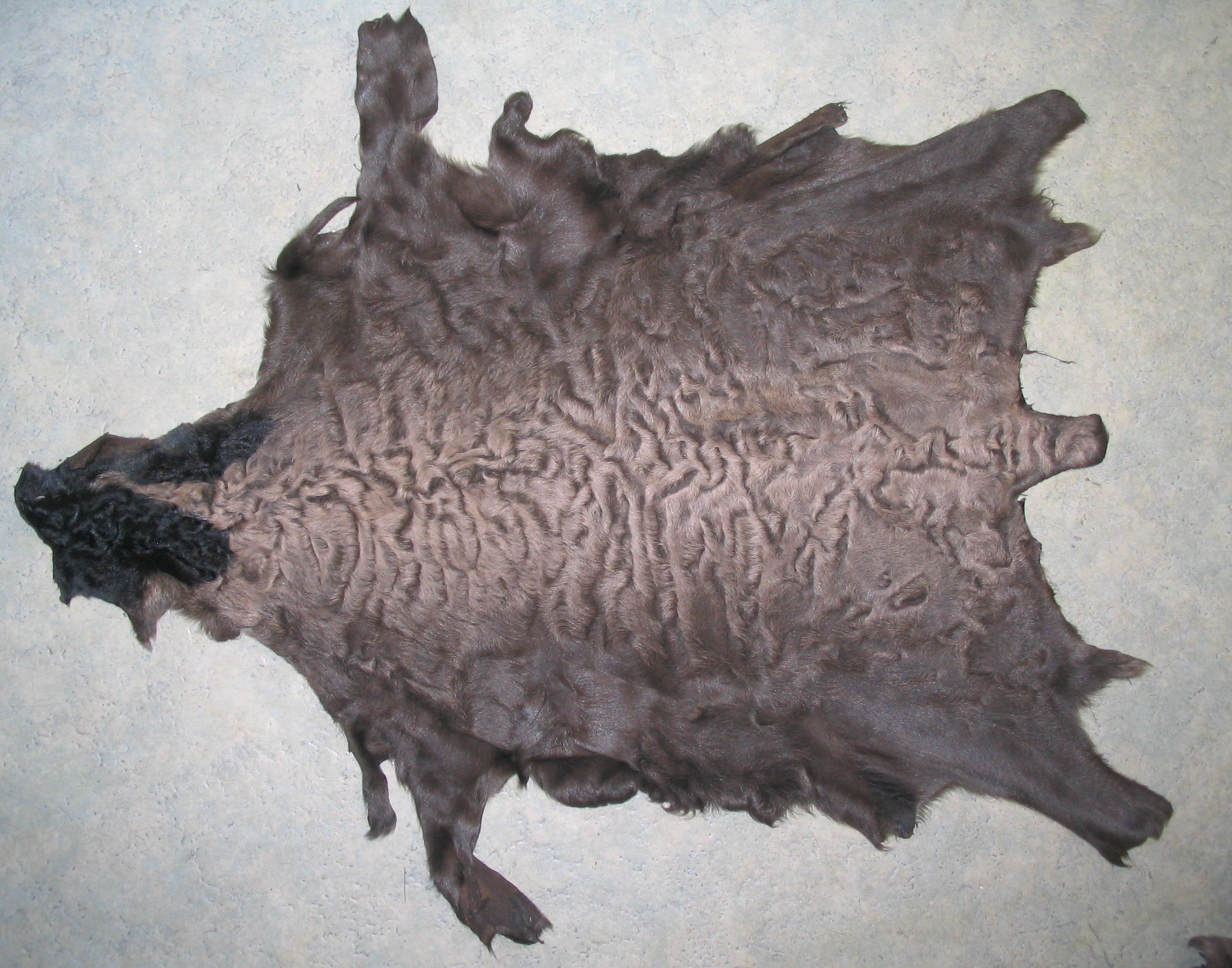
Sourire gefärbtes Indisch Lamm

#### Indisch Lamm und Pakistanisch Lamm
Über das Pelzhandelszentrum Leipzig kamen die ersten Indischen und Pakistanischen Lammfelle, anfangs noch als Himalaja-Felle, später fachsprachlich einfach „Inder“ genannt, erst seit Mitte der 1920er Jahre in den Handel. Herkunftsgebiet sind das nordwestliche Indien und der Norden Pakistans.
Die Felle sind kleiner als Persianerfelle, so groß wie Schirasfelle und größer als Syrische oder Shantafoo-Lammfelle. Das persianerähnliche Fell ist moiriert oder rundlockig, teils wellig (geflammt). Gute Felle sind seidig glänzend, andere manchmal auch drahtig (strohig).
Die Geschlossenheit der Locke erreicht zwar nicht die des Karakuls, hat aber ihre eigene Qualität. Hervorzuheben ist das geringe Gewicht, selbst die gröberen, schwereren Sorten sind in der Regel leichter als Persianer. Die Felle stammen von ein bis drei Tage alten Lämmern, die Felle ausgewachsener Tiere sind wegen der bereits aufgelösten Locke nicht für Pelzzwecke geeignet.

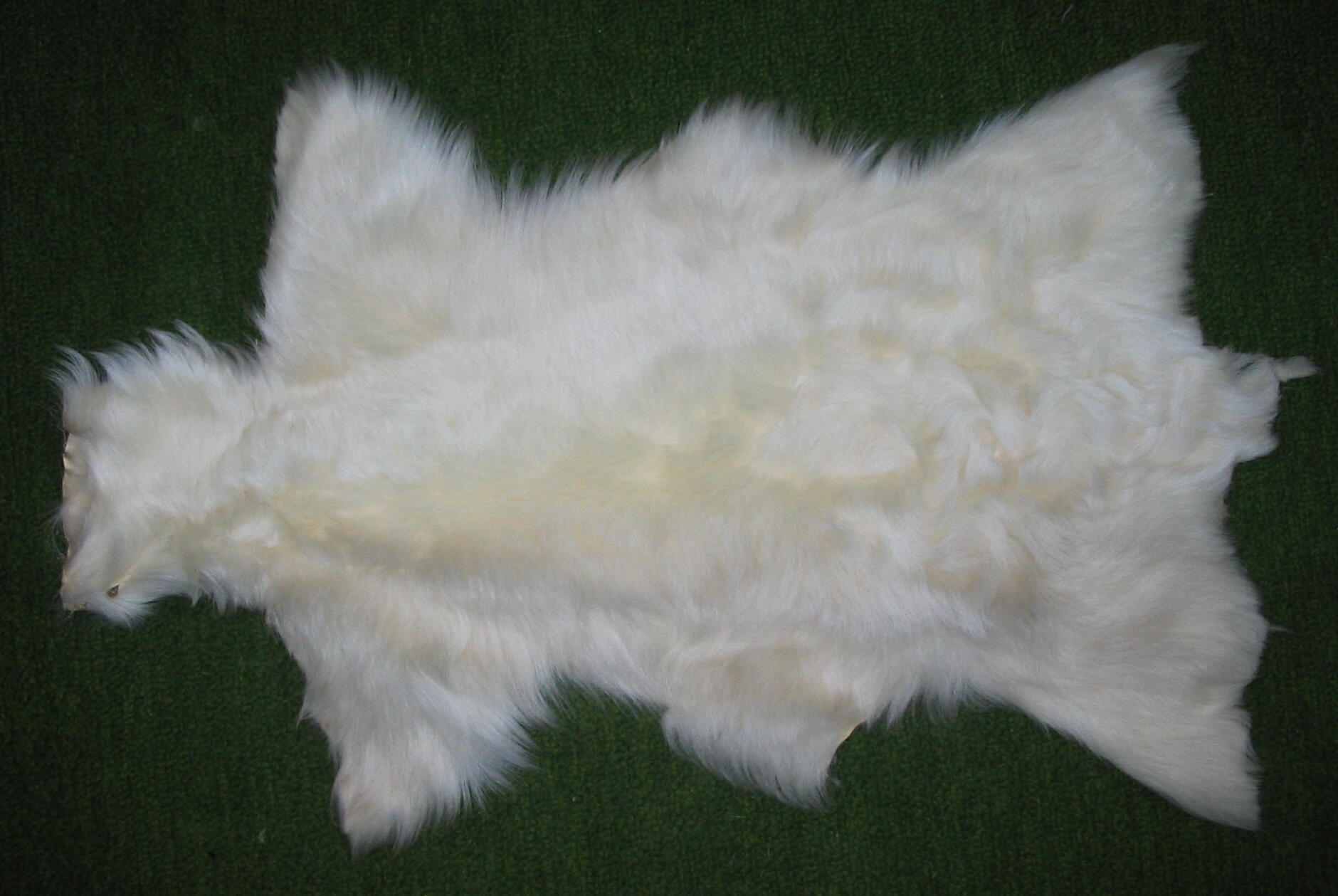
Chekianglamm

#### Ostasiatische Lammfelle
Die Anlieferungen erfolgen hauptsächlich aus dem östlichen und nordöstlichen Teil Chinas sowie der Mongolei.
Chekianglamm, Kalgan-Lamm, Mongolin, Sinkiang-Lamm, Slink, Tibet-Lamm, Tientsin-Lamm (Silklamm) u. a.

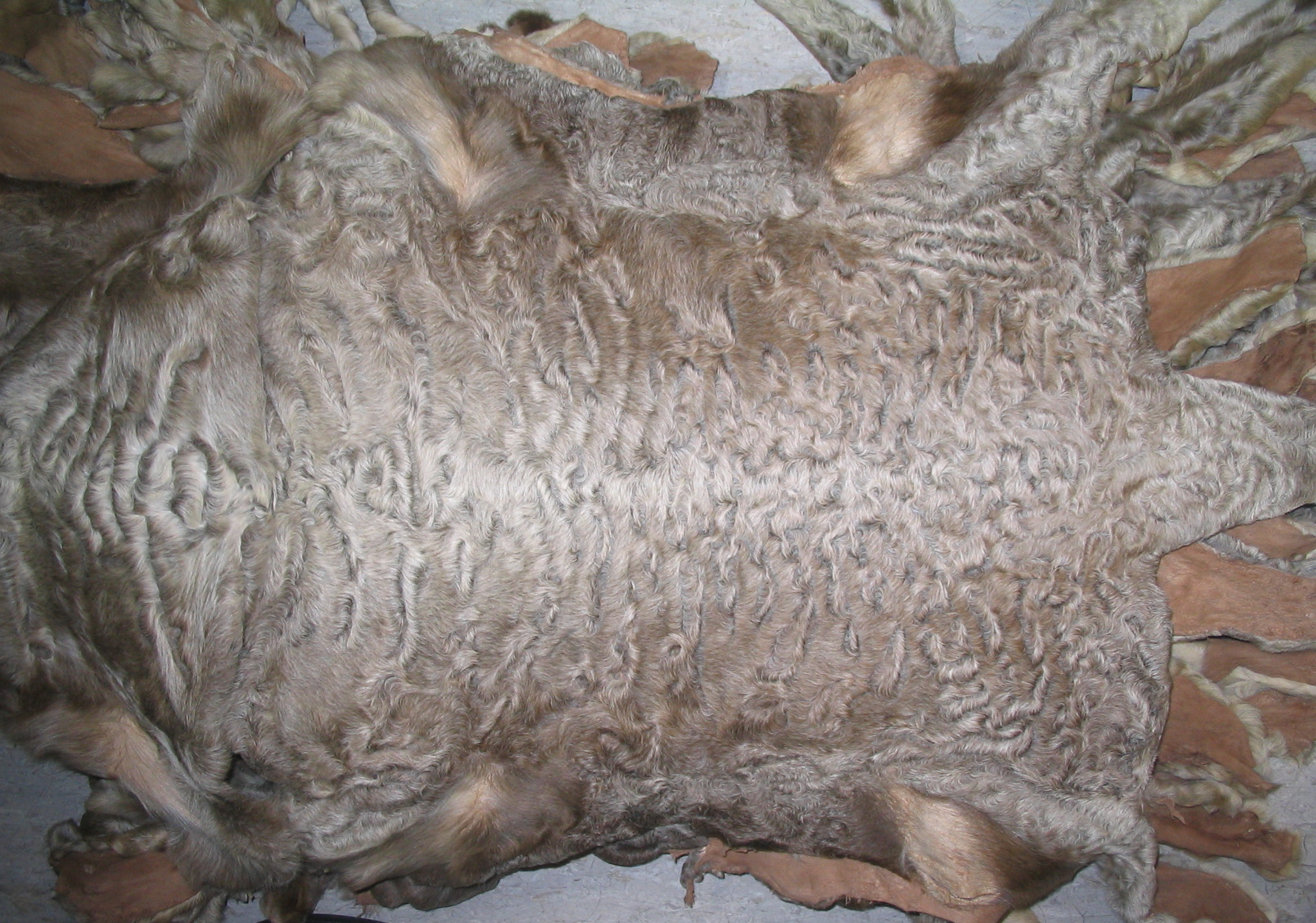
Gefärbter afghanischer Persianer

#### Karakul oder Persianer
- Ergänzende Artikel: Karakulschaf und Persianer

Heute kommen die auch als Karakul bezeichneten Felle nicht nur aus der wahrscheinlichen Urheimat Buchara beziehungsweise aus Arabien, sondern vor allem aus Namibia, dem Gebiet der ehemaligen UdSSR und Afghanistan. Namibia liefert hauptsächlich die flachen moirierten, breitschwanzähnlichen Felle, Russland die klassische, gelocktere Ware und Afghanistan die meist etwas geringer bewerteten, im Haarbild etwas offeneren Karakul.
Die Felle stammen von wenige Stunden bis zu einige Tage alten Tieren, ehe die Locken sich auflösen und Strähnen bilden. Felle von Früh- oder Totgeburten werden als Breitschwanz oder genauer als Persianer-Breitschwanz oder Karakul-Breitschwanz bezeichnet, ein Breitschwanzfell mit noch sehr wenig ausgebildeter Zeichnung und dünnem Leder nennt man Galjak. Die flachen Felle normal geborener namibischer Karakuls werden entweder als Swakara gehandelt, manchmal auch noch mit der alten Bezeichnung Breitschwanz-Persianer.

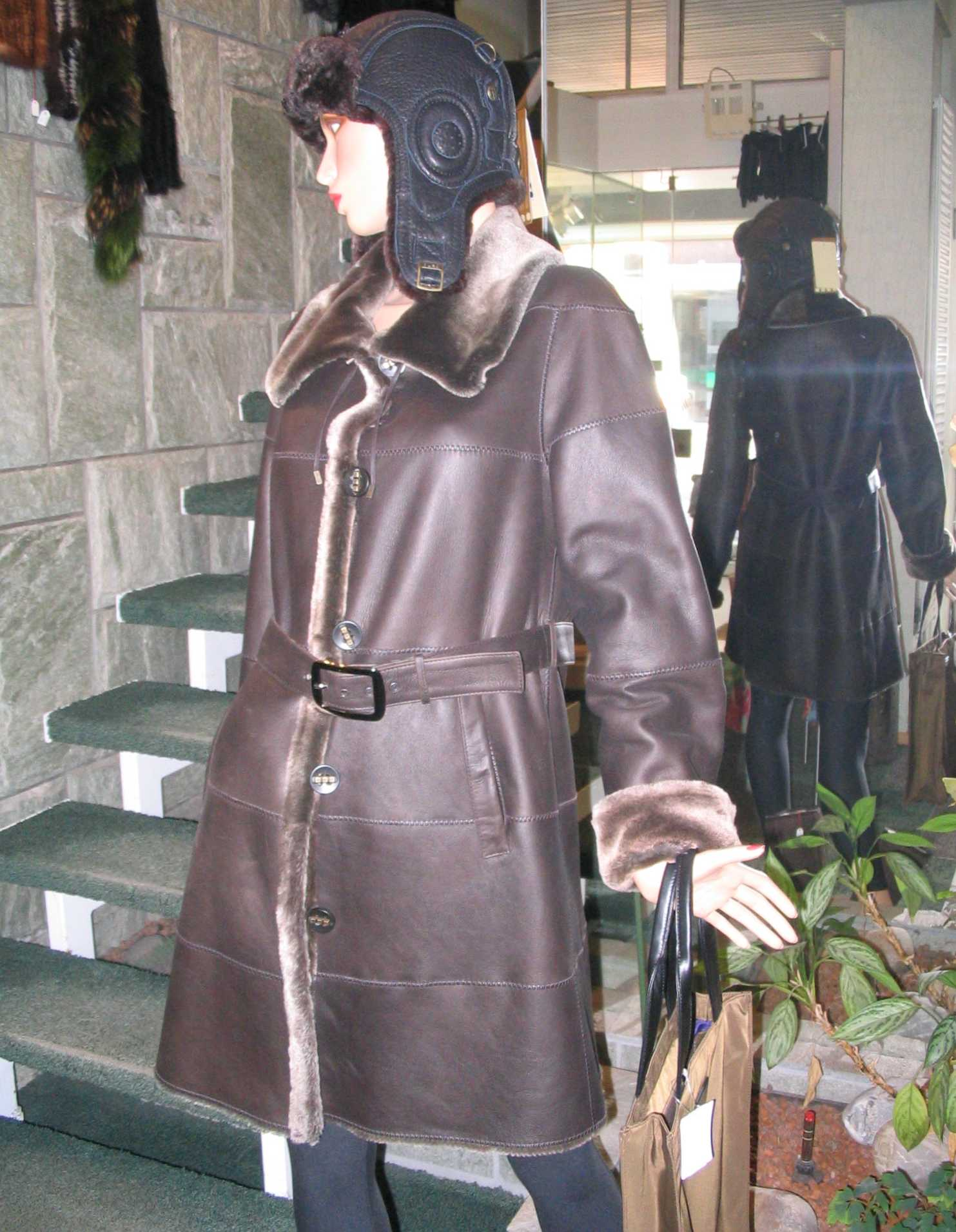
Nappierter Merinolammmantel

#### Merinolamm und Schmaschen
Schmaschen sind die Felle ein bis zwei Tage alter, auch früh- oder totgeborener Lämmer. Sie sind klein bis mittelgroß; die Behaarung je nach Rasse unterschiedlich, doch meist kurz und flach, niederlockig und dünn. Felle einiger Tage alter Tiere haben eine den Caloyos ähnliche Zeichnung, sie werden als Forsche bezeichnet.
Merinos sind die Felle von bis zu einem Jahr alten Lämmern. Sie müssen nicht unbedingt von reinrassigen Merinoschafen stammen, teilweise werden auch Felle von Kreuzungen oder von anderen Wollschafen unter dem Namen gehandelt.
Biberlamm, Borrego, Borrequito, Bueno, Lincoln u. a.

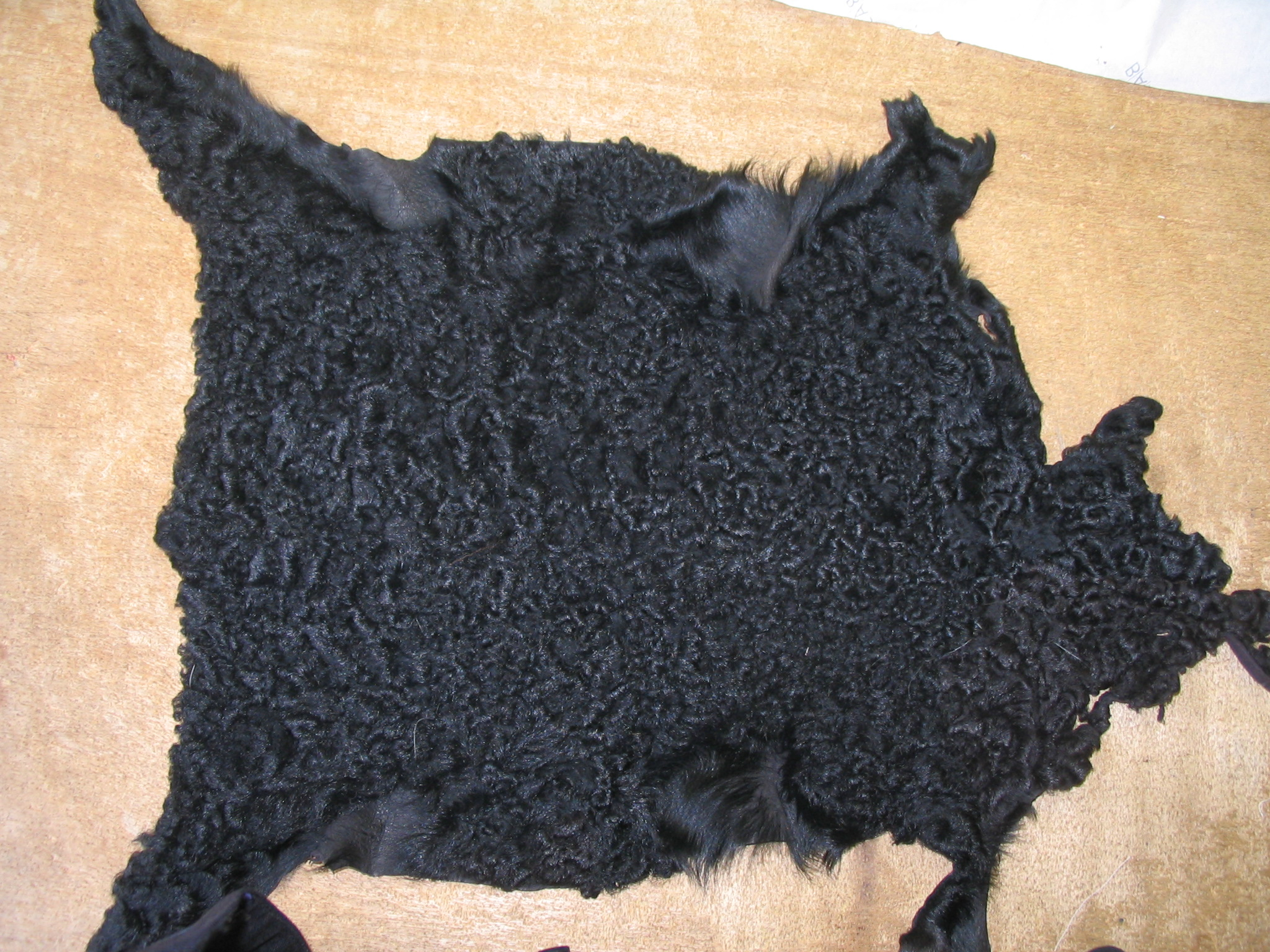
Bagdadlamm, schwarz gefärbt

#### Halbpersianer und Orientlammfelle
Felle aus Kreuzungen von Karakulschafen mit einheimischen Schafen sind mehr oder weniger persianerähnlich, deshalb wurden sie als Karakul-Metis und Halb-Karakul gehandelt.
Bagdad-Lamm, Bessaraber, Indisch Lamm, Iran-Lamm, Krimmer, Metis-Persianer, Salzfelle, Schiras u. a.

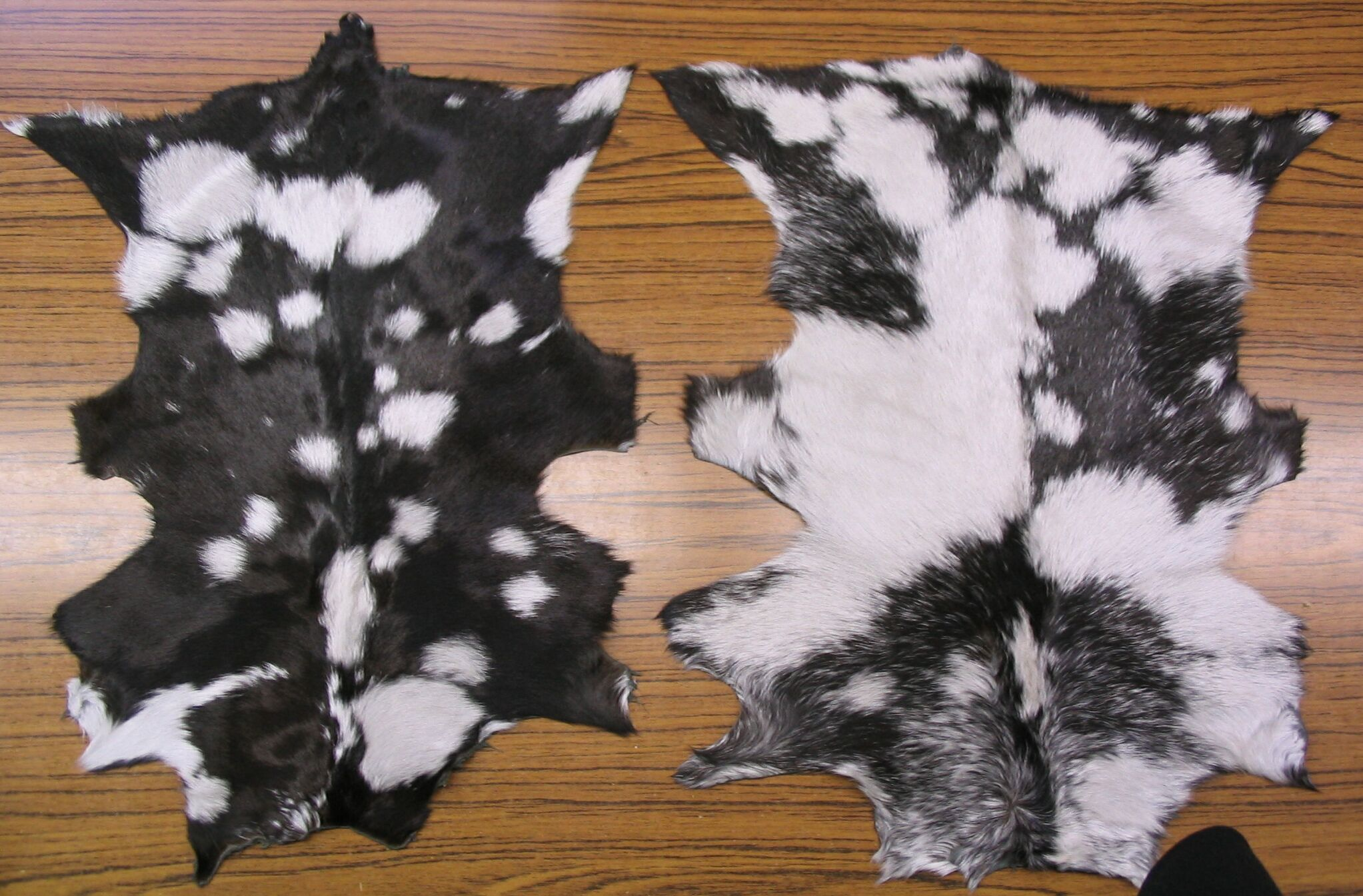
Kidfelle (Zickel)

##### Astrachan (Lamm)
Astrachan, ein Begriff aus der Pelzbranche, ist im deutschsprachigen Raum eine andere Bezeichnung für den Persianer, das Fell des Karakulschafes (französisch und spanisch ebenfalls neben karakul auch astrakan bzw. astracano) und für das Fell einer sogenannten Halbpersianer-Rasse. Daneben besteht noch der Begriff Astrachan-Kid für Felle chinesischer Zickel.
Im allgemeinen Sprachgebrauch bezeichnete Astrachan zuletzt, jedoch selten gebraucht, häufig den Persianer.

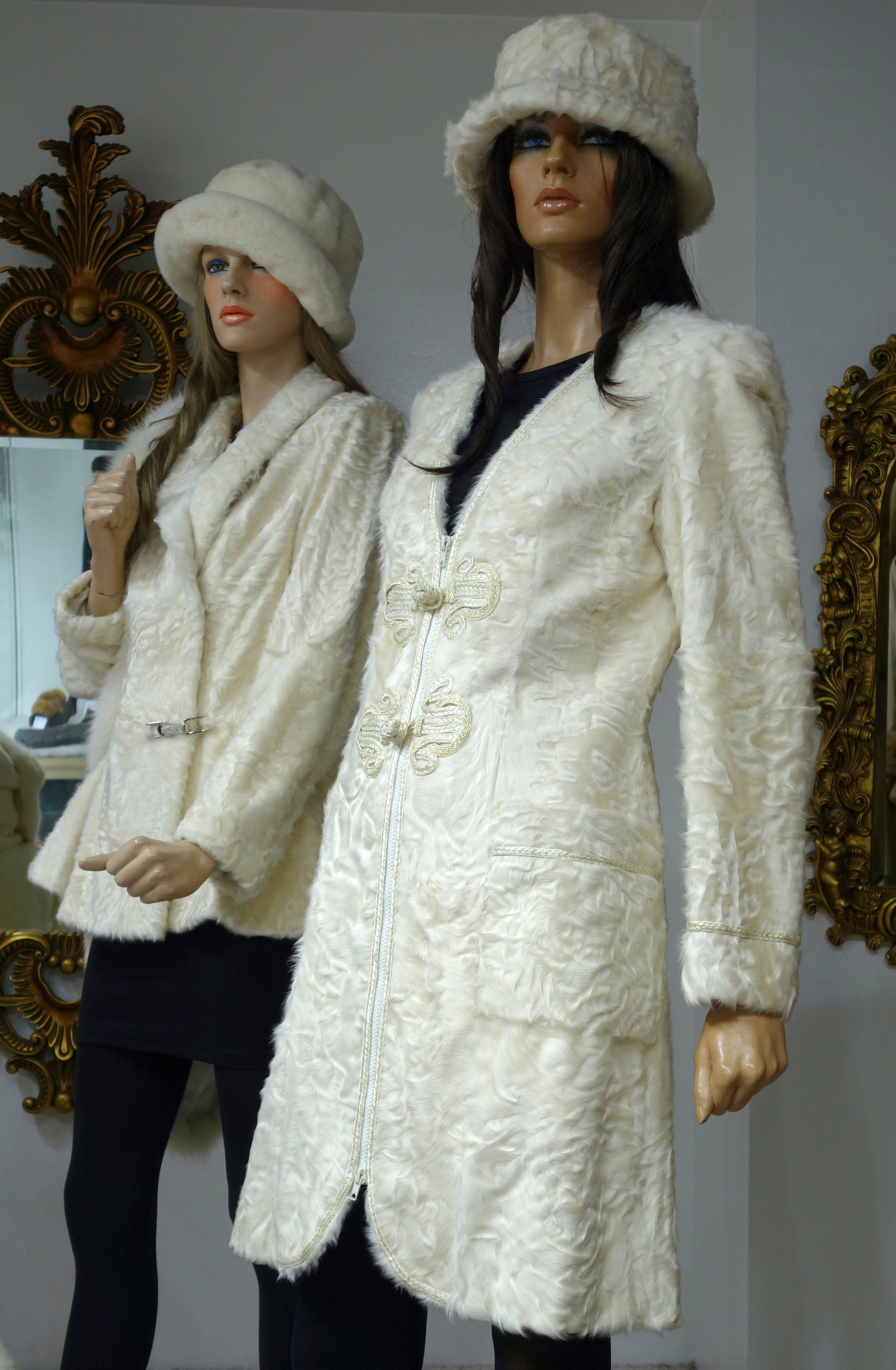
Seidenlamm, Mantel und Jacke

#### Ostasiatische Lamm- und Schaffelle
Die Anlieferungen erfolgen hauptsächlich aus dem östlichen und nordöstlichen Teil Chinas sowie der Mongolei.
Chekianglamm, Shantafoo-Lamm, Tsining-Moiré-Lamm, Peking-Moiré-Lammfell, Tientsin (Tianjin-)-Lamm (Silklamm), Shantung-Lamm, Kalgan-Lamm, Sinkiang-Lamm, Schwarzer Chinesischer Breitschwanz, Tibet-Lamm (die Felle des erwachsenen Chekiang-Lamms), Slink-Lammfell, Tseo-Ko (chinesisch) und Schaffell, Mongolin, Kalgan.

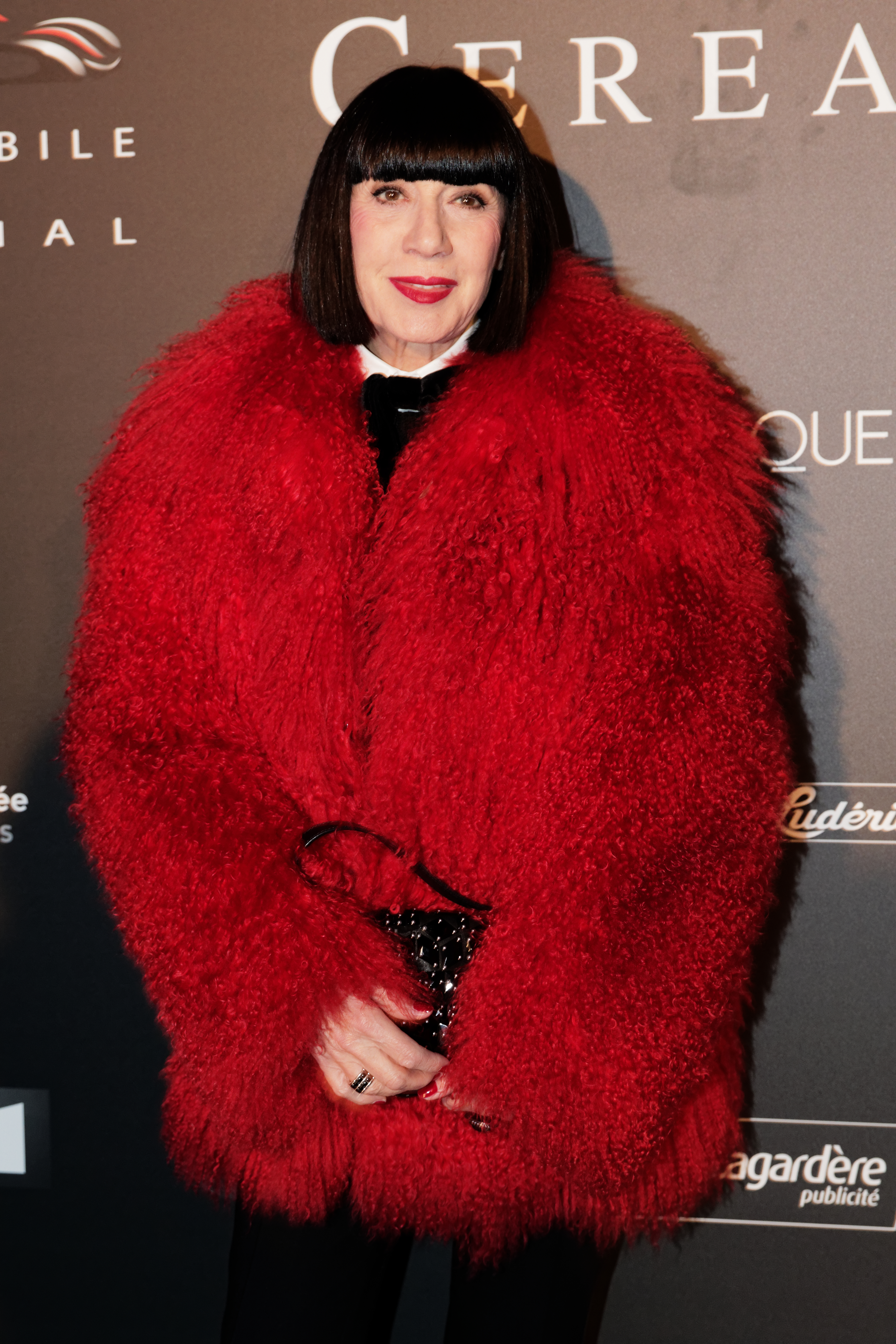
Tibetlammjacke

##### Tibet-Lamm
Tibetlamm, fachsprachlich auch kurz „Tibet“, chinesisch Tan-Pih (Pih = Fell), amerikanisch auch Tibetin (Tibetine), ist das Fell von sechs Wochen bis zu zwei Monate alten Lämmern des jungen Shanghai-Mufflons. Es kommt – entgegen dem Handelsnamen – nicht aus Tibet, sondern aus Nordchina. Für das Fell charakteristisch ist seine korkenzieherartige Lockenstruktur. Die Felllänge beträgt etwa 80 bis 110 Zentimeter; das seidige Haar ist weiß bis gelblich.
Das Fell wird für Decken und Bekleidungszwecke verwendet, insbesondere für Besätze, kleinere Pelzteile und Accessoires. Tibet gilt als außerordentlich stark der Mode unterworfen.

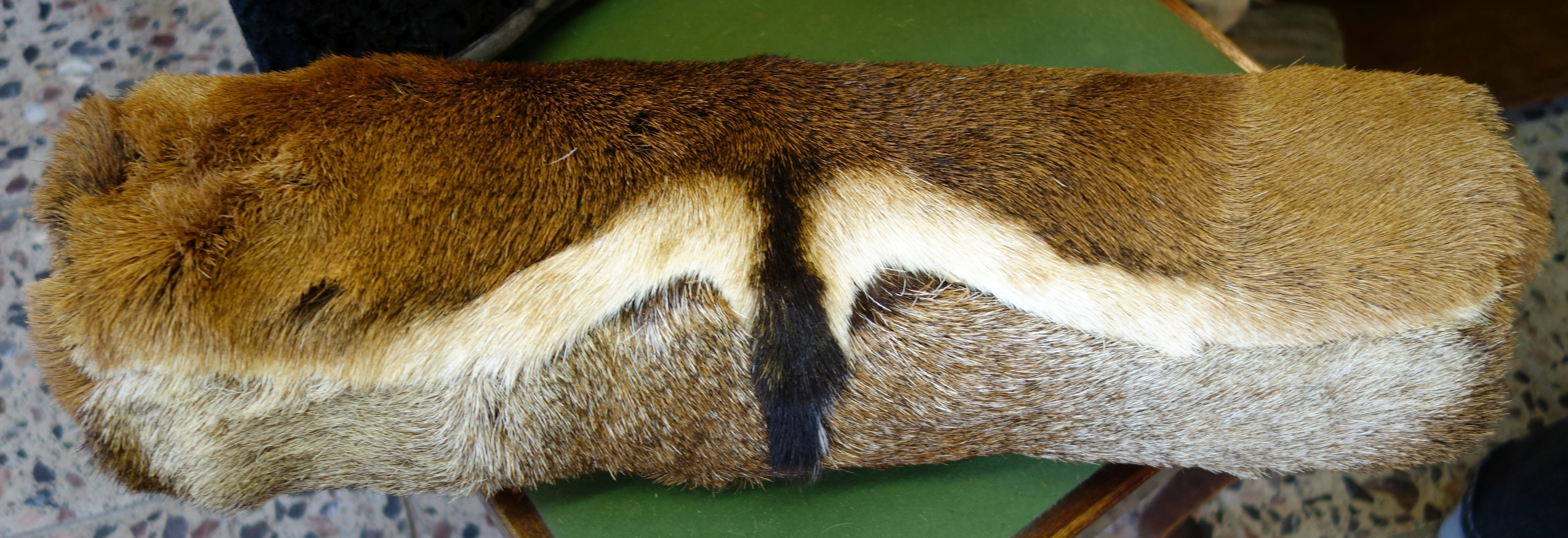
Mufflon-Nackenrolle

##### Europäischer Mufflon
Der Europäische Mufflon, jägersprachlich Muffelwild oder kurz Muffel genannt, ist die westlichste und kleinste Unterart des Mufflons. Verbreitet war er ursprünglich nur auf den Mittelmeerinseln Korsika und Sardinien, ist inzwischen aber in zahlreichen Gegenden Europas eingeführt worden.

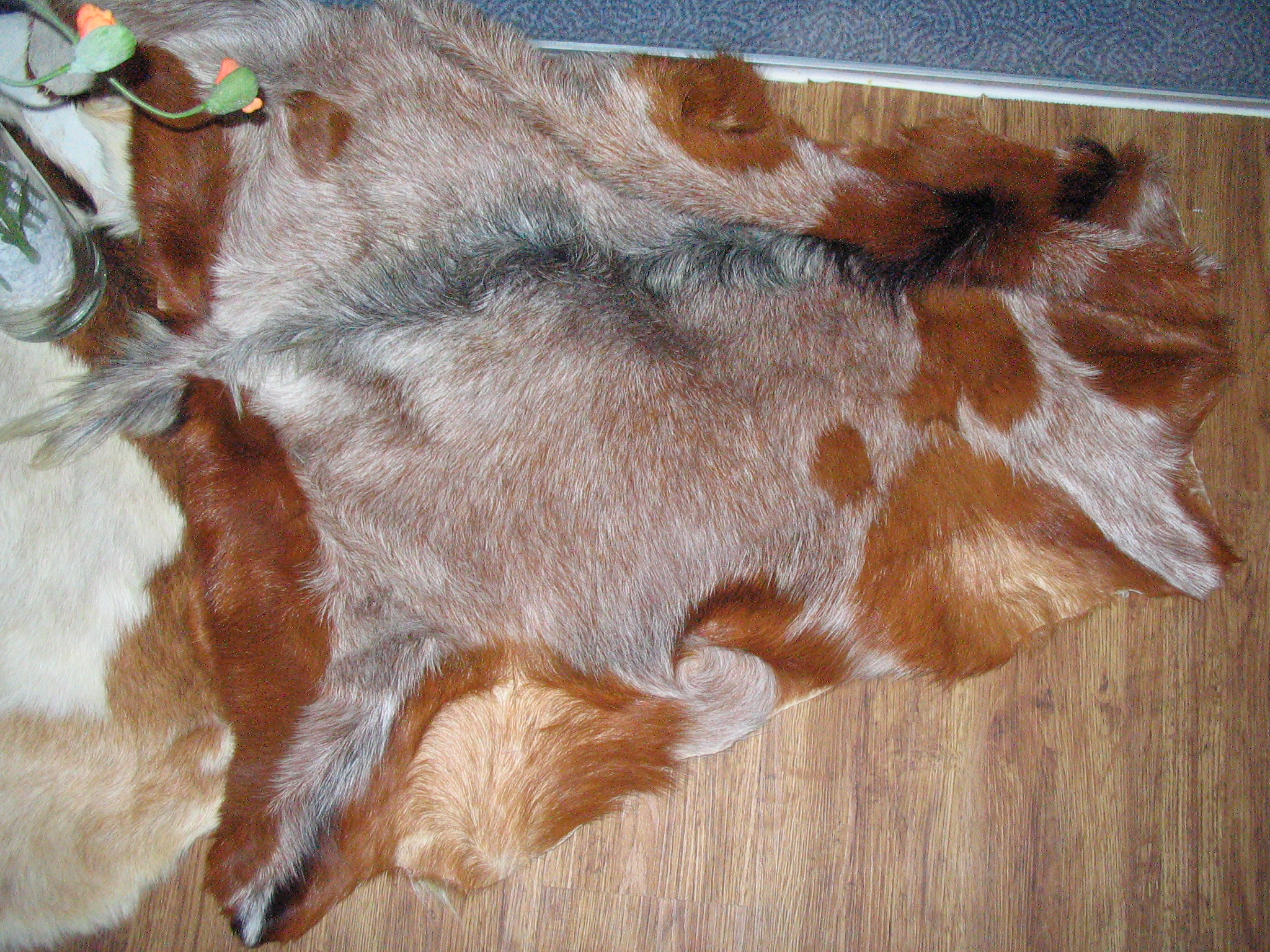
Ziegenfell

### Zickel und Ziege
Für die Pelzverarbeitung werden vor allem die Felle junger Hausziegen verwendet, sie sind als Zickelfelle im Handel. Die Ziege wird hauptsächlich wegen des Ziegenfleischs gehalten, eine Nebennutzung sind das Fell oder Leder, die Ziegenmilch und das Haar (Angoraziege; Mohair). Die Felle von Wildziegen finden nur gelegentlich als Dekorationsfelle (Jagdtrophäen) Verwendung.

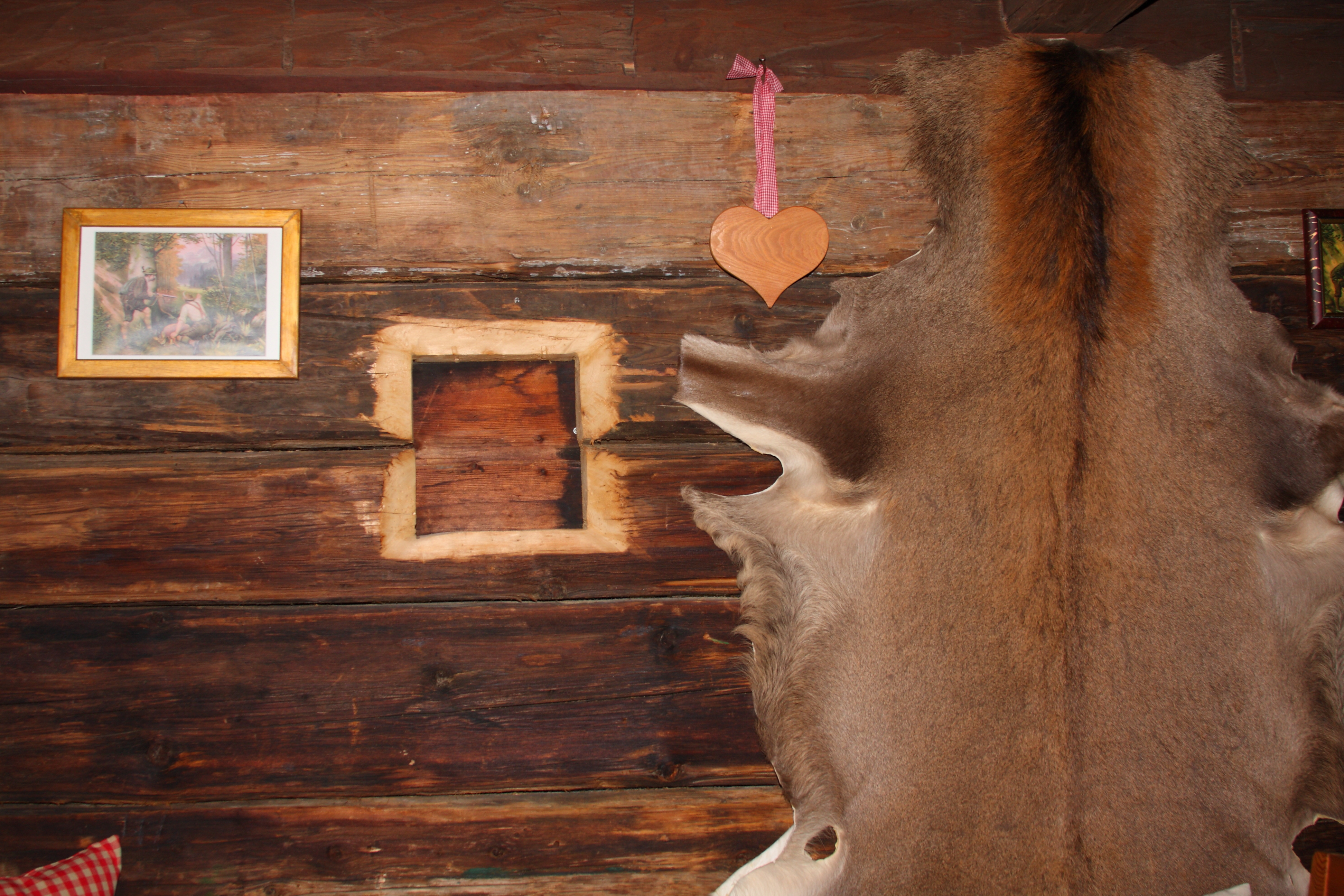
Gamsfell, Österreich

#### Gamsfell
Das Gamsfell, auch Gämsfell, Gamsdecke oder Gämsenfell, der in Gebirgen Europas und Vorderasiens vorkommenden Gämse hat als Fell keine wirtschaftliche Bedeutung. Aus dem langen Haar am Rückgrat werden die sogenannten Gamsbärte hergestellt.
Die Heimat der Gämsen sind vom Westen her die Pyrenäen bis Kleinasien (Anatolien) und im Osten der Kaukasus.

## Unpaarhufer

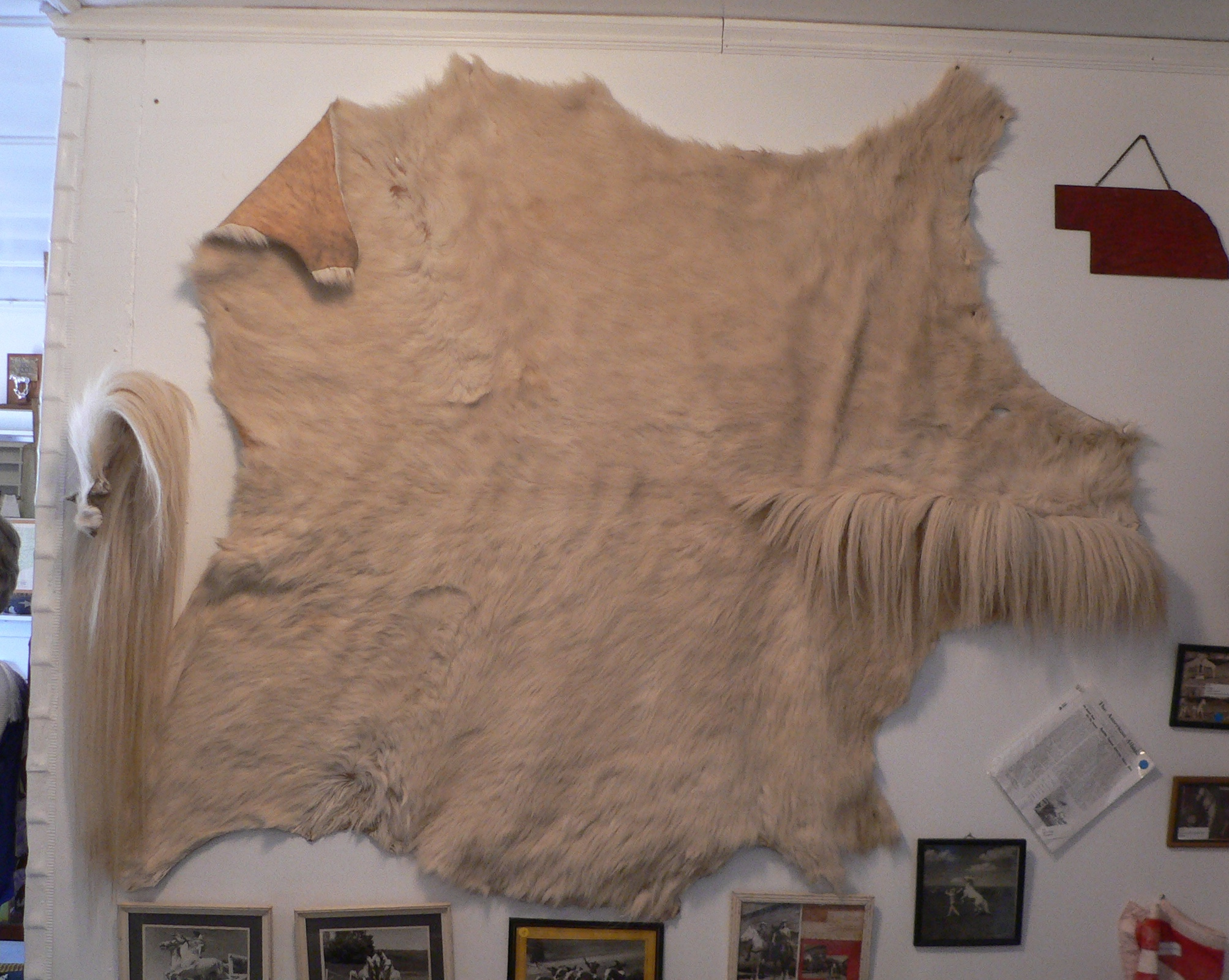
Weißes Fohlen

### Fohlen und Ross (Pferd)
Die schweren dickledrigen Felle ausgewachsener Pferde, sogenannte Rosshäute, wurden immer fast ausschließlich zu Leder verarbeitet. Für die Pelzverarbeitung werden vor allem die Felle junger Fohlen verwendet. Sie stammen überwiegend aus halbwilden Herden der ehemaligen Sowjetunion und Südamerikas.
Derzeit werden Fohlenfelle kaum noch für Pelzzwecke genutzt und nur noch in geringem Umfang gehandelt. Zum einen ist das auf einen Wandel innerhalb der Pelzmode zurückzuführen. Zum anderen ist vom mengenmäßigen Anfall her auch künftig nicht mit einer Rückkehr der Mode zu Fohlenpelzen zu rechnen, da die Felle ein Nebenprodukt der in der Vergangenheit ständig verringerten Fohlen-Fleischproduktion sind. Hinzu kommt eine seitdem veränderte gesellschaftliche Einstellung vom Pferd als landwirtschaftliches Nutztier hin zum Reittier für Großstädter (vergleiche Pferdefleisch, Katzenfell, Hundefell).
Alte, heute nicht mehr gebräuchliche und auch nicht mehr zulässige Handelsbezeichnungen sind Fohlon, Fohlette oder Gaulette.

### Esel

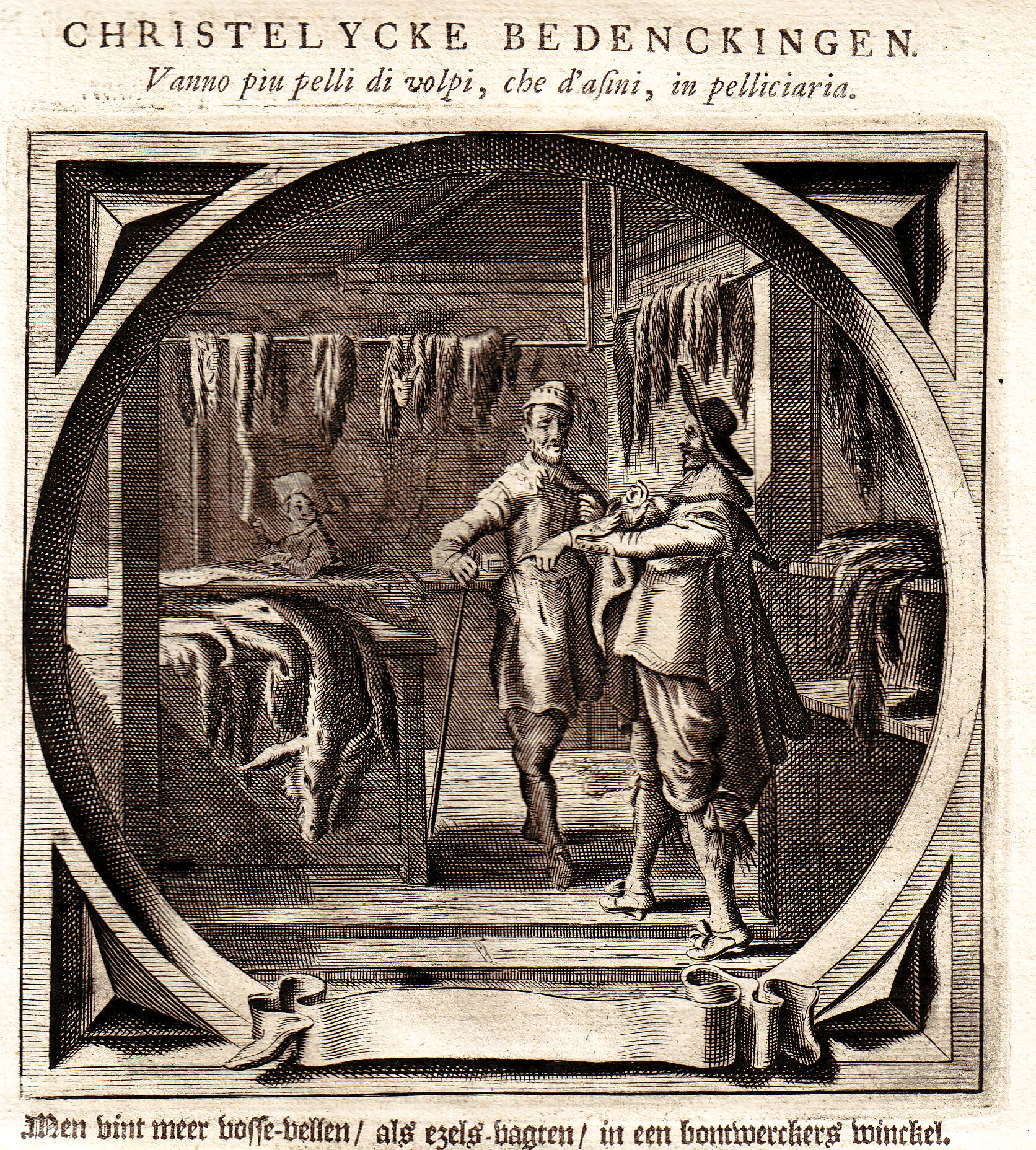
Man findet mehr Fuchsfelle als Eselshäute in einem Kürschner-Laden (Holländisches Sprichwort)

Die Enzyklopädie von Krünitz von 1794 lässt zwar die mangelnde Nutzung des Eselfells erkennen, sie nennt aber doch eine unerwartete Verwendung im Rauchwarenhandel: „Die Wald-Esel-Häute nimmt man bloß zum Schilde und Zeichen der großen Rauch-Kaufläden (Pelzhändler-Verkaufsstände) auf den Messen.“
Im Jahr 1935 wurde in der Pelzfachpresse berichtet, dass seit einiger Zeit, zusammen mit Fohlenfellen, chinesische Eselfelle in den Handel kamen: „Sie sind kleiner als Fohlen, haben aber den Vorzug, dünn und leichtledrig zu sein, und weisen gute Musterungen auf. Nach der Manipulation finden sie Verwendung für leichte Jäckchen“.
Eine wesentliche Verwendung fanden zu Gelatine verarbeitete Eselshäute für das vermeintliche Heilmittel Ejiao der traditionellen chinesischen Medizin. Bei einem Gipfeltreffen der Afrikanischen Union einigten sich 55 Staaten Anfang 2024 auf ein Abkommen, das den Handel mit, auch der aus der Zucht stammenden, Häuten der Wildesel verbietet und entsprechende Schlachtungen unterbinden soll.

### Zebra

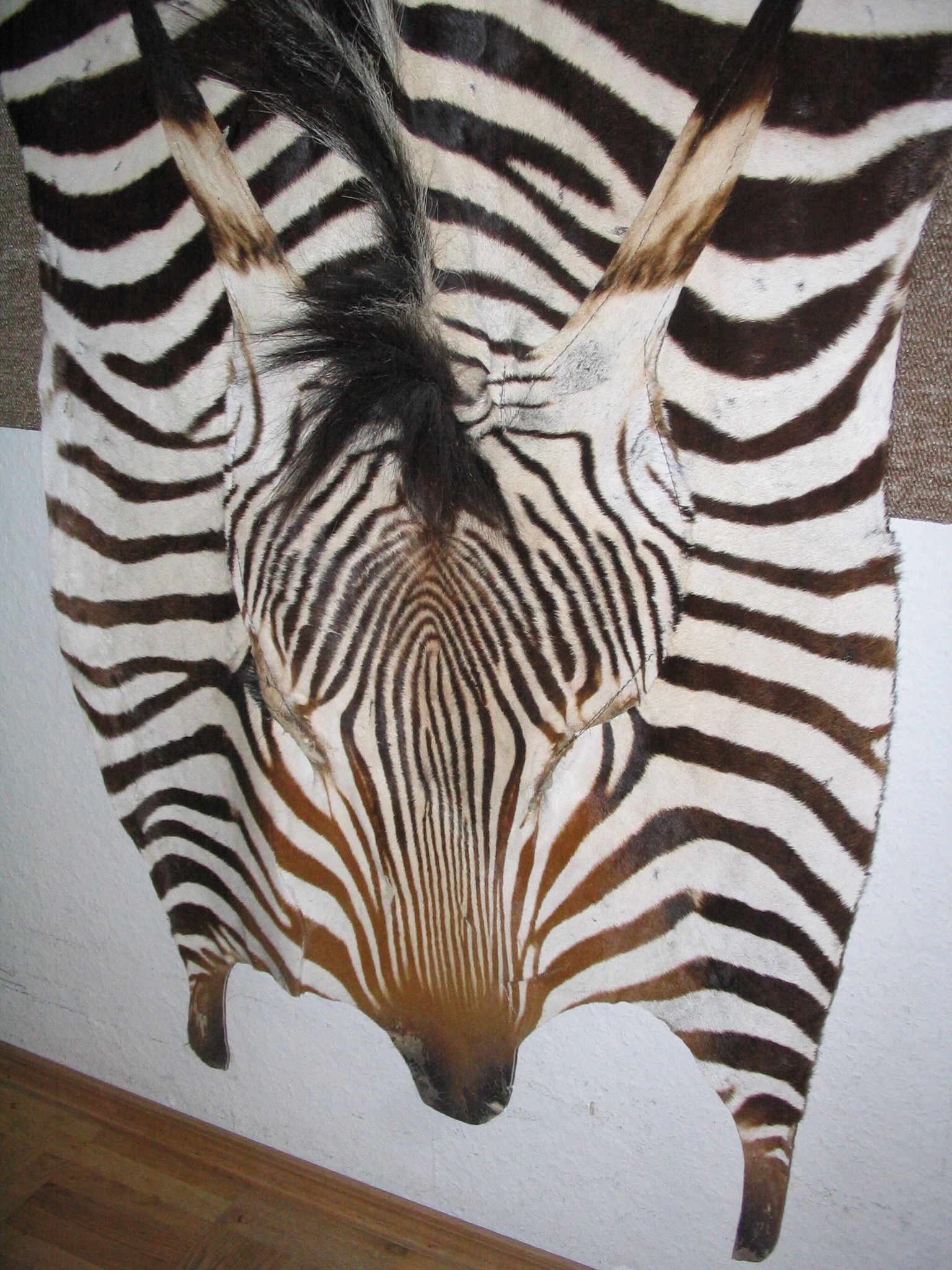
Zebrafell (Teilansicht)

Ursprünglich wurden Zebrafelle mit ihrer charakteristischen Streifenzeichnung ausschließlich für Wanddekorationen, Vorleger, Sitzhocker und Ähnliches genutzt. Als es gelang, das Leder weich und leicht zuzurichten, arbeitete man in der zweiten Hälfte des 20. Jahrhunderts vereinzelt daraus auch Sportmäntel, Jacken und anderes. 1988 war über die Anzahl der anfallenden Felle nichts bekannt, die Zahl wurde eingeschätzt auf „kaum über einige hundert hinausgehend und damit pelzwirtschaftlich ohne Bedeutung“.
Die Heimat des Zebras ist das südliche Afrika. Drei Arten aus der Gattung der Pferde werden als Zebra bezeichnet: Grevyzebra, Bergzebra und das Steppenzebra. Die beiden Unterarten des Bergzebras sind nach dem Washingtoner Artenschutzübereinkommen streng geschützt. Das Hartmann-Bergzebra darf unter gewissen Voraussetzungen als Jagdtrophäe in die Europäische Union eingeführt werden.

## Paarhufer

### Wildschwein

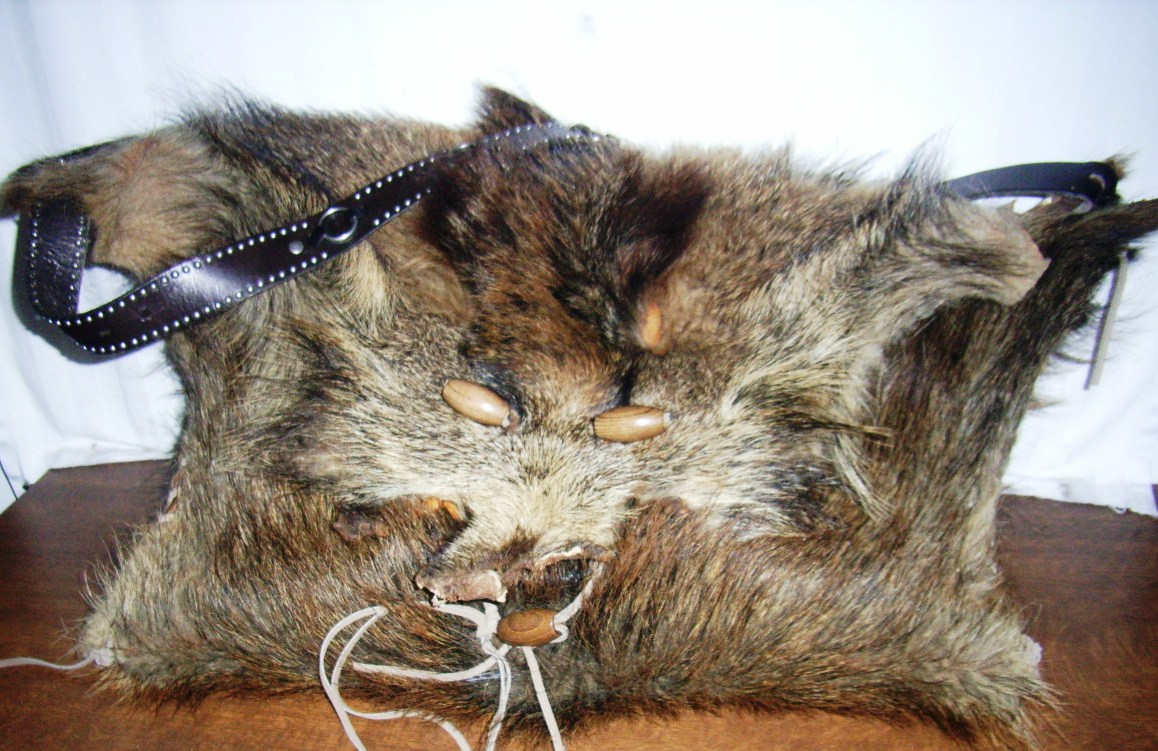
Tasche aus Wildschweinfell

Die vom Jäger Schwarte genannte, eher dünn behaarte Haut des Wildschweins wird zumindest in der Neuzeit nicht zu Pelzbekleidung verarbeitet. Im Winter ist das Fell dunkelgrau bis braun-schwarz mit langen borstigen Deckhaaren und kurzen feinen Wollhaaren. Frisch geborene Wildschweine haben ein hellgelbbraunes Fell, das in der Regel vier bis fünf gelbliche, von den Schulterblättern bis zu den Hinterbeinen reichende Längsstreifen aufweist. Auf der Schulterpartie sowie auf den Hinterbeinen sind die Tiere gefleckt.
Das dicke, feste Leder hat vermutlich auch in früherer Zeit eine weitergehende Bearbeitung verhindert. 1798 wird als Verwendung von wilden Schweinshäuten das Beschlagen von Reisekoffern und dergleichen angegeben, sowie dass man sie „zur Erhaltung der Reinlichkeit im Hause vor den Stubentüren ausbreitet“. Als Jagdtrophäen werden die Schwarten vereinzelt noch als Wandschmuck oder wie früher als Vorleger verwendet.

### Moschustier, Moschushirsch
Eine Art der Moschustiere lebt im Himalaya, die anderen in verschiedenen Gebirgen und Höhenzügen Koreas, Chinas, Sibiriens, Kasachstans und der Mongolei (z. B. im Altaigebirge). Das Tier wurde auch als Bisamtier bezeichnet, hat aber mit der Bisamratte aus Nordamerika und ihrem stark genutzten Bisamfell nichts zu tun.
Die Fellfarbe ist überwiegend dunkelbraun, variiert aber auch innerhalb der Arten. Das Fell weist am Kinn, seitlich der Kehle und an der Innenseite der Läufe weiße Flecken auf. Das Fell der Jungtiere ist gefleckt. Die Ohren sind im Verhältnis zur Körper- und Kopfgröße lang. Die Kopf-Rumpf-Länge beträgt 70 bis 100 Zentimeter, der Schwanz ist zwischen 1,8 und sechs Zentimeter lang. Die Hinterläufe sind bei allen Arten stark ausgebildet.
1852 wird eine gewisse Nutzung des Fells erwähnt. Dunkel gefärbt wurde es „zur Darstellung wohlfeiler Pelzwarenartikel“ verwendet. „Angriff, Rauchheit und Glanz lassen zu wünschen übrig“.

### Giraffe
Das Fell der Giraffe mit seiner markanten Zeichnung gehört nicht zu den zu Kleidung verarbeiteten Pelzarten. Der Verfasser des „Pelzlexikons“ schrieb 1949: „[…] derzeit noch keine Pelztiere, aber man versuche die Götter nicht“. Gelegentlich ist es tatsächlich versucht worden, vor allem in den 1960er Jahren, in der Regel als Blickfang einer Modenschau. Häufiger wurde das Fell imitiert, vor allem durch geschorenes und anschließend bedrucktes Kalbfell. Jedoch werden Giraffenfelle in geringem Umfang zu Dekorationszwecken oder für Sitzmöbelbezüge verwendet.
Allerdings galten die Felle bei vielen Völkern ihrer Heimatländer als Statussymbole. Erst die Vergnügungsjagd durch weiße Siedler und Großwildjäger gefährdete den Bestand der Tiere. Die Weltnaturschutzunion IUCN führt alle Giraffenarten seit Dezember 2016 in der Roten Liste als „gefährdet“.(Stand Dezember 2017)
Moderne Systematiken unterscheiden in der Regel zwischen sechs und neun Unterarten der Giraffe. Einmalig sind die Flecken der Netzgiraffe, die dunkle Vielecke darstellen, zwischen denen sehr schmale weiße Bänder verlaufen, so dass der Eindruck eines Netzes entsteht. Das Fell ist creme- bis ockerfarben, die Flecken sind durch dünne weiße Fugen voneinander abgegrenzt. Die Farbe der Flecken reicht von dunkelbraun bis schwarz. Die Bauchseite ist heller und unbefleckt. Mit zunehmendem Alter ist die Farbe der Fellzeichnung dunkler.

## Schwielensohler

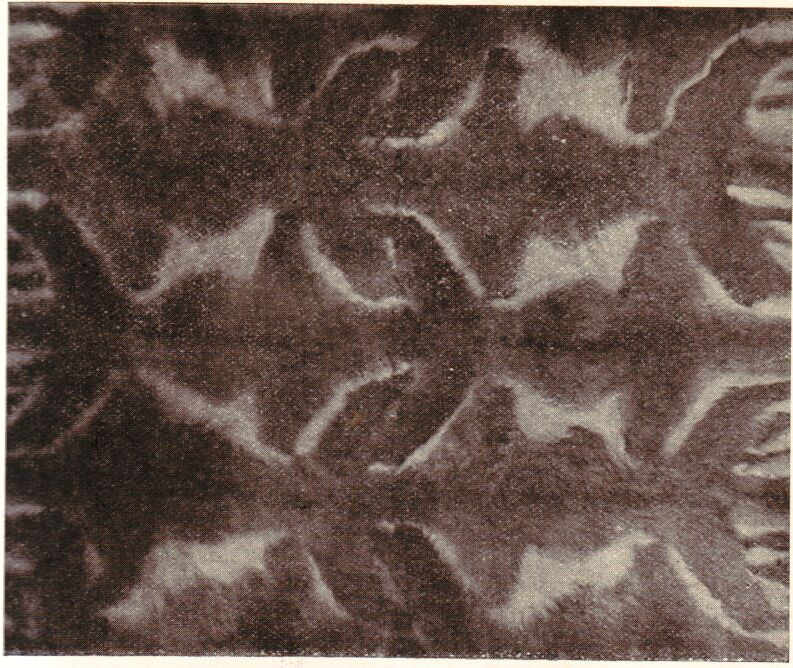
Guanakodecke

### Guanako oder Guanaquito
Das zu den höckerlosen Kamelen zählende Guanako lebt ausschließlich in den Anden Südamerikas bis zu einer Höhe von 4000 m (zu 95 % in Argentinien). Es werden fast nur die Felle der Jungtiere gehandelt, im Heimatland und gelegentlich noch im internationalen Rauchwarenhandel unter dem Namen Guanaquitos. Neben dem Fell wird auch das Fleisch genutzt, sowie von Tieren, die sich Lama- oder Alpakaherden zugesellen, die Wolle.
Von den beiden anderen Lamaarten Alpaka und Vikunja schrieb Emil Brass 1911, dass das Vicunjafell zu sehr hochwertigen Decken verarbeitet wird, aber nur verhältnismäßig selten in den Rauchwarenhandel kommt. Vom Alpaka werde nur die Wolle verwertet.
Das Guanako steht im Anhang II des Washingtoner Artenschutz-Übereinkommens, das Fell darf nur mit der Exportgenehmigung des Ursprungslands gehandelt werden.

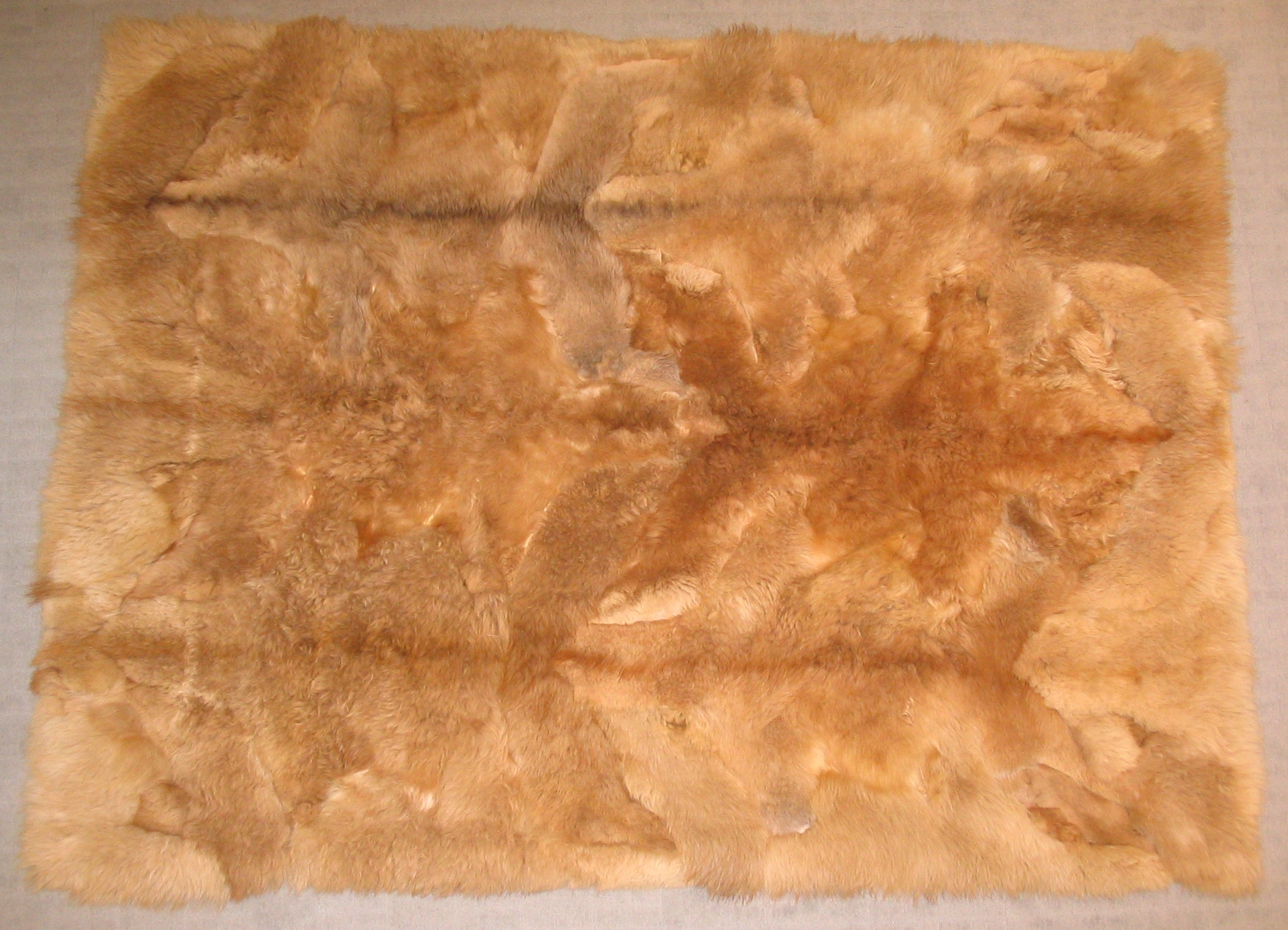
Alpakadecke

### Alpaka
Das Alpaka (Vicugna pacos), auch Pako, ist eine aus den südamerikanischen Anden stammende, domestizierte Kamelform, die vorwiegend ihrer Wolle wegen gezüchtet wurde. In Europa wird Alpakawolle bisher eher wenig genutzt. Es gibt zwei Alpakatypen, das Huacaya und das Suri. Sie unterscheiden sich in der Struktur ihrer Faser: Das Huacaya-Alpaka hat eine feine, gleichmäßig gekräuselte Faser (Crimp) und einige Grannenhaare (Deckhaare), die möglichst fein sein sollten. Das Suri-Alpaka hingegen hat keine Kräuselung (Crimp) in der Faser, das Haar bildet gelockte, gerade Strähnen, die am Tier herabhängen.

### Vikunja
Das Vikunja (Vicugna vicugna) ist die einzige Art der Gattung Vicugna und gehört zur Familie der Kamele. Es ähnelt dem Guanako, ist aber kleiner und schlanker. Das Fell ist wesentlich feiner als das verwandter Arten und so dicht, dass es wie eine Isolierschicht gegen die Kälte wirkt.
Die tanzenden und singenden Kessler-Zwillinge (* 20. August 1936), Alice und Ellen, meinten vor 1973: „Unser schönster Pelz ist gar kein Kleidungsstück, sondern eine Decke – vier Quadratmeter groß und trotzdem nur 2000 Gramm schwer (in der zitierten Quelle steht 200 Gramm, entweder haben sich die Zwillinge oder die Autoren vertan). Sie ist aus Vikunjafellen, Verwandten der Lamas aus Südamerika.“

## Nagetiere

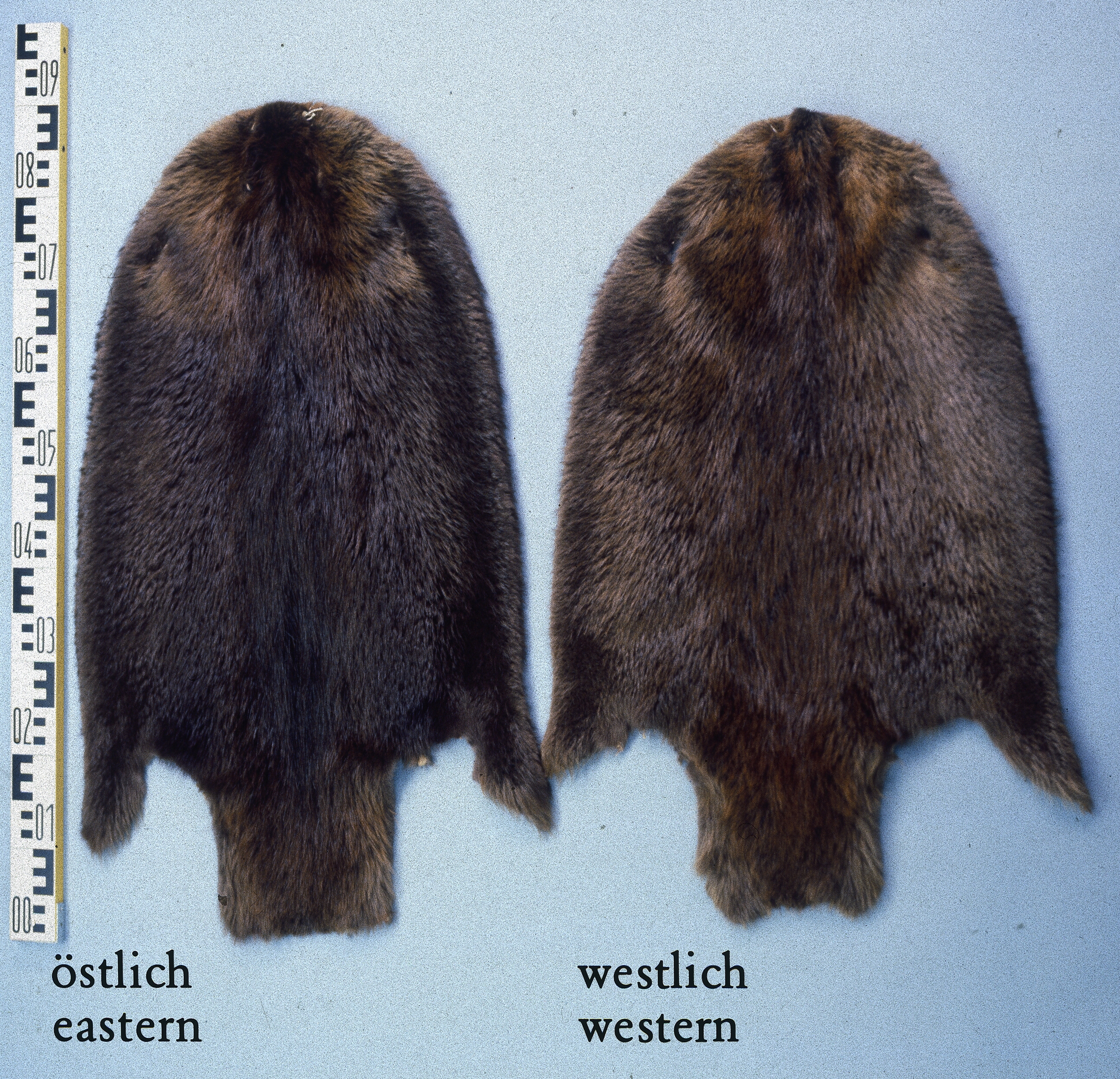
Kanadische Biberfelle

### Biber
Ehemals galt der Biber wegen seines Fells im Handel als der „König der Pelztiere“. Bis zur Mitte des vorigen Jahrhunderts wurde das Biberfell in Nordamerika sogar als Zahlungsmittel benutzt, alle Güter orientierten sich im Handel mit den Indianern am Wert eines Biberfells. Der Biber war dort das Hauptobjekt des Pelzhandels. Den hohen Wert machte viele Jahre lang nur das weiche Unterhaar des Bibers aus, aus dem die hohen breitrandigen, so genannten Kastorhüte gefertigt wurden, und weniger das Fell insgesamt. Abgesehen von der verschiedentlichen Nutzung durch die eingeborene Bevölkerung werden die Felle etwa seit 1830 für Bekleidungszwecke verwendet, wo sie Eingang in die europäische Pelzwirtschaft fanden. Aus den Drüsensäcken des Tiers wird das Bibergeil gewonnen, noch um 1850 ein häufiges und teuer bezahltes Arzneimittel, heute vor allem ein Bestandteil einiger Parfüms.

### Bilch, Siebenschläfer

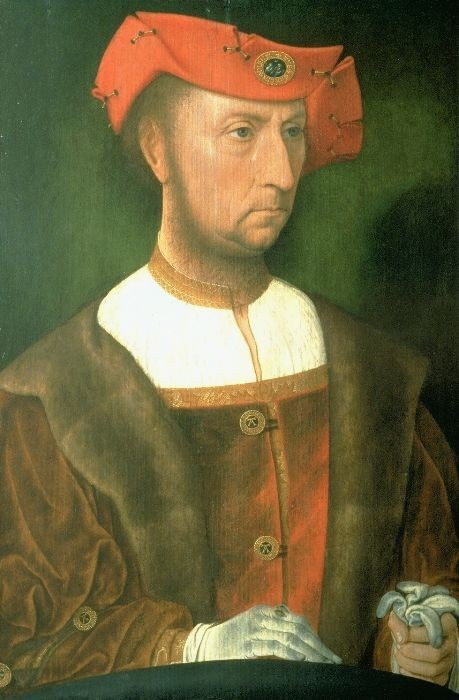
Kragen (und Innenfutter?) aus Fellen des Siebenschläfers (etwa 1520)
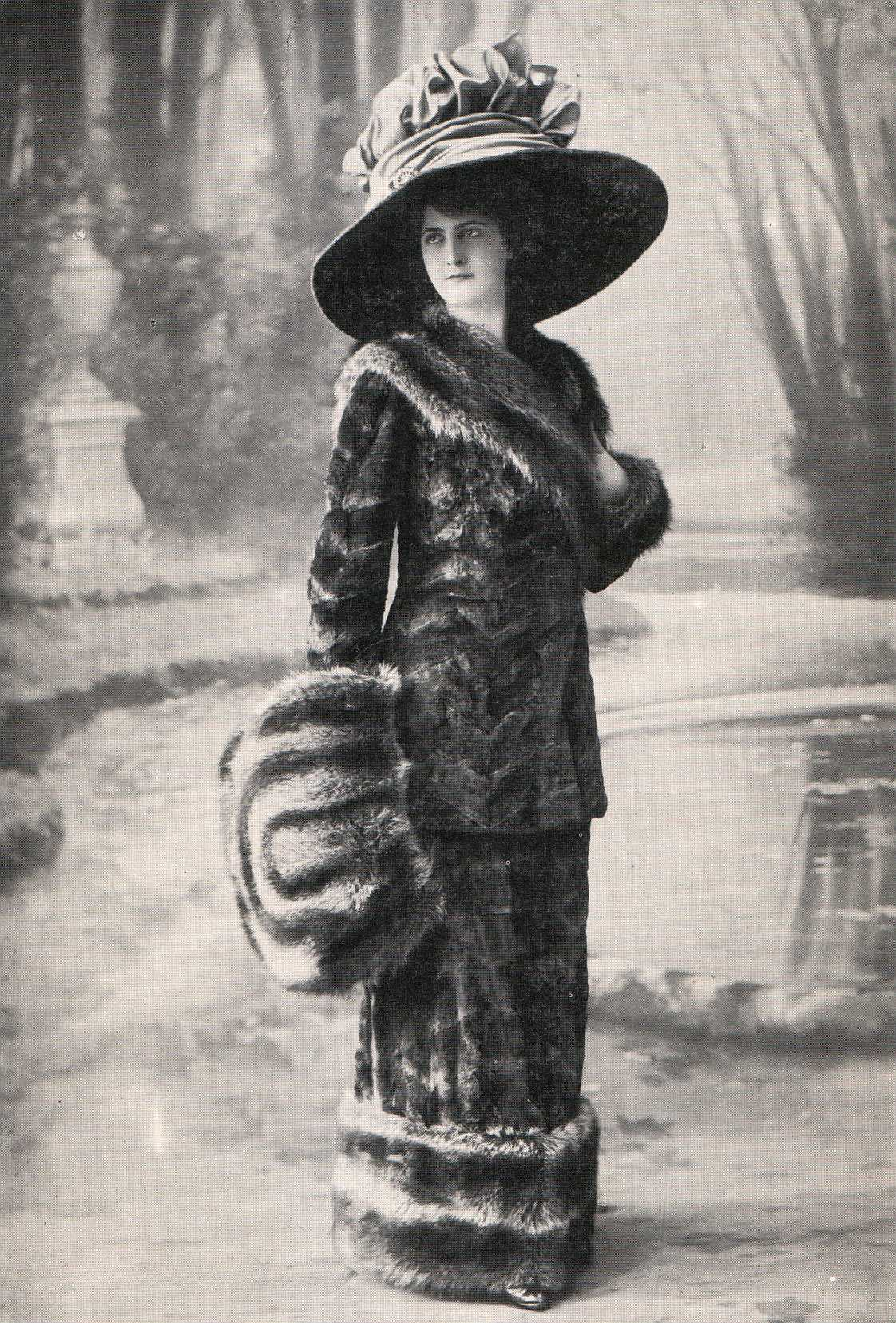
Kostüm (eventuell Bilchfell) und Langhaarpelz (Paris, 1910)

Das Fell des Siebenschläfers aus der Familie der Bilche wird nicht mehr genutzt.
1762 hieß es: Bilchmäuse bekömmt man von Hamburg und von den Seeküsten her. Man füttert die Kleider […] damit. Sie haben die Grösse und die Farbe mit den gemeinen Hausratten gemein. Weil die Bälge aber ihren häslichen Geruch nicht verlieren, so sind sie merenteils aus der Nachfrage gekommen.
Um 1840 kamen die Felle fast ausschließlich aus Krain im heutigen Slowenien. Bereits um 1900 hieß es, dass „die Felle meist in den Produktionsländern verbraucht werden“ und nur „selten und dann in kleinen Quantitäten in den Handel“ kommen. Zwölf Jahre später bestätigt ein Fachbuch, dass die Felle in der Kürschnerei keine allgemeine Anwendung finden, obwohl sie ein gutes Pelzwerk ergäben. Sie gingen viel nach Ungarn und in die Türkei und kamen als Tafeln zu 20 oder 30 Stück zusammengenäht in den Handel.
1922 weist eine Tageszeitung für die Pelzbranche darauf hin, dass bei einem Einbruch bei einem Frankfurter Händler 58 Pelze gestohlen wurden, darunter besonders auffallend ein Siebenschläfertuch mit breiter brauner Seidenfranse.

### Petschanik (Gelb- oder Fahlziesel)
Der Gelb- oder Fahlziesel, auch Falbziesel, gelbes Ziesel, gelbe Zieselmaus oder Sandziesel genannt, ist der wichtigste Pelzlieferant dieser Nagetiergruppe. Diese, aus Zentralasien stammenden Felle, sind mit 25 bis 38 cm die größten ihrer Gattung. Das kurze Haar ist mittellang und fein; manchmal seidigweich. Das Oberhaar ist meist schwächer, dagegen die Unterwolle stärker ausgeprägt. In England und Deutschland werden die Felle im Handel als Petschaniki bezeichnet, gelegentlich auch als Peschaniki oder Pechaniki.

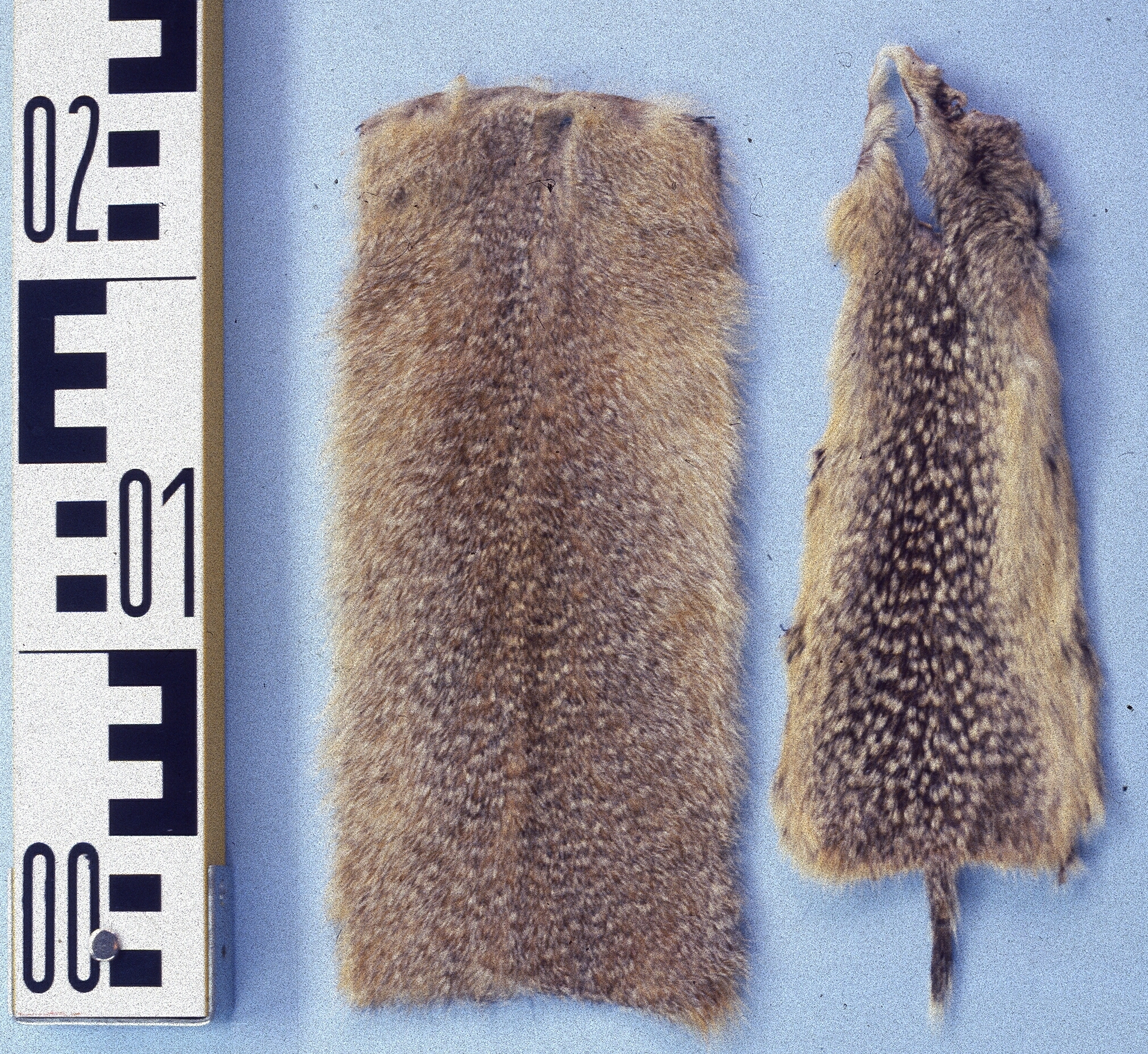
Suslik und Perlsuslik

### Suslik (Ziesel)
Die Felle der restlichen aus Asien stammenden Zieselarten sind als Susliki im Handel. Neben weiteren Arten sind dies:
Perlziesel, Langschwanzziesel-Felle haben die größte pelzwirtschaftliche Bedeutung nach den Gelbzieseln, Rotgelber Ziesel, Zwergziesel, Tienschan-Ziesel, Parry-Ziesel, Franklinziesel, Dreizehnstreifenziesel oder Leopardenziesel, Goldmantelziesel. Über einen Fellanfall des nach der Bundesartenschutz-Verordnung geschützten europäischen Ziesels ist nichts bekannt.

### Murmel(tier)
Als Murmelfell wird das Fell der Murmeltiere bezeichnet. Murmeltiere sind über Europa, Nordamerika und Asien verbreitet, sie unterscheiden sich in typischen Merkmalen je nach Lebensraum. Die in den Handel kommenden Felle stammen zum allergrößten Teil vom Steppenmurmel. Außer dem Fell wurde vor allem in der Vergangenheit auch das Fett und das Fleisch genutzt.
Das Himalaya-Murmeltier sowie das Langschwanzmurmeltier sind nach dem Washingtoner Artenschutzübereinkommen Anhang III und EG-Verordnung 1332/05 Anhang C geschützt, Erstlistung seit dem 13. Oktober 1977.

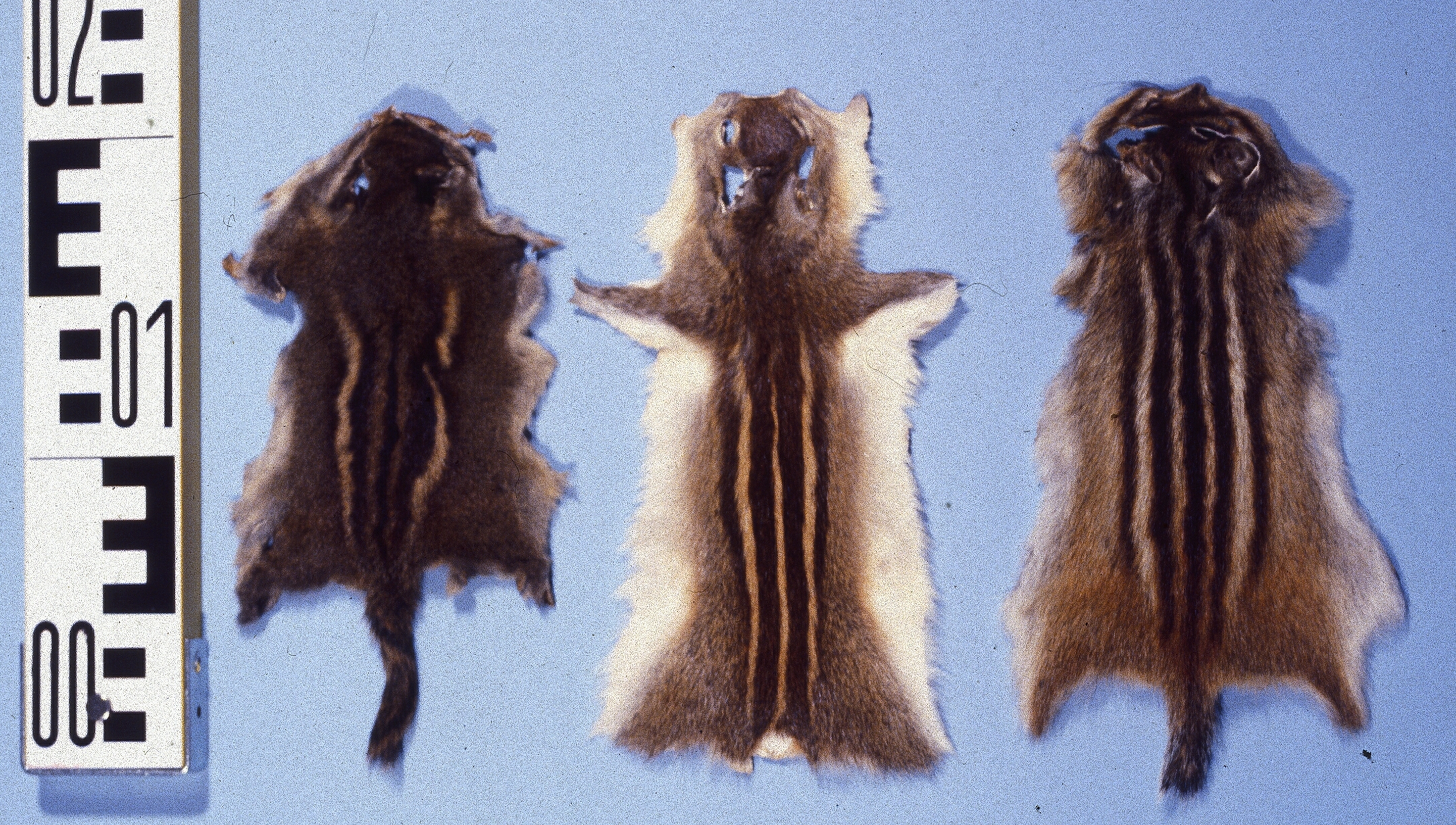
Von links: Östlicher Chipmunk, Indisches Palmenhörnchen, Burunduk

### Burunduk, Amerikanisches Streifenhörnchen, Dschungel-Palmenhörnchen
Das asiatische Streifenhörnchen, der Burunduk, Plural Burunduki, gehört zu den kleinsten zu Pelzbekleidung verarbeiteten Tieren. Das Burundukfell ist mit etwa 8 bis 16 Zentimeter Länge ähnlich groß wie ein Maulwurffell, hinzu kommt der Schweif mit 6 bis 14 Zentimeter. Die Fellmitte ist grau, mit 5 schwarzen Längsstreifen, von denen der mittlere am längsten ist. Die Zwischenräume zwischen den dunklen Streifen sind gelblich bis weißlich. Der schwächer behaarte Bauch und die Innenseiten der Beine sind gräulichweiß bis gelblichweiß. Die Oberseite des buschigen Schwanzes ist schwärzlich, die Unterseite des Schwanzes gelblich. Von der Nase unter den Augen entlang bis zu den Ohren und auch über dem Auge befindet sich ein weißer Strich. Das kurze, dichte Haar ist sehr fein und liegt an der Haut an. Der vom Rücken her beginnende Haarwechsel findet nur einmal jährlich statt, von Juni bis September.
Ähnliche Felle haben das Amerikanische Streifenhörnchen und das Dschungel-Palmenhörnchen.

### Atlashörnchen
Ch. H. Schmitz schrieb 1843 über die türkische Maus oder das Livree-Eichhörnchen (sciurus getulus), dieses edle Pelzwerk kommt aus der Barbarei in nicht großer Menge (Barbarei = die Gebiete zw. Marokko und Libyen, bewohnt von Völkerschaften der Berber (Kabylen), Araber u. a.) Das Atlashörnchen, Nordafrikanische Borstenhörnchen oder Berberhörnchen (Atlantoxerus getulus) ist eine in Marokko und Algerien verbreitete Art der Borstenhörnchen.
Es ähnelt den Afrikanischen Borstenhörnchen, hat aber nicht ganz so borstiges Fell. Die Kopfrumpflänge beträgt 20 Zentimeter, hinzu kommen 20 Zentimeter Schwanz. Das Fell ist gelbbraun; an jeder Flanke verläuft ein deutlich sichtbarer weißer Streifen. Schlecht sichtbar und meistens ganz fehlend ist ein weiterer heller Streifen, der den Rücken entlang läuft. Sie ähneln den Streifenhörnchen, gehören aber zu einer anderen Gattung.

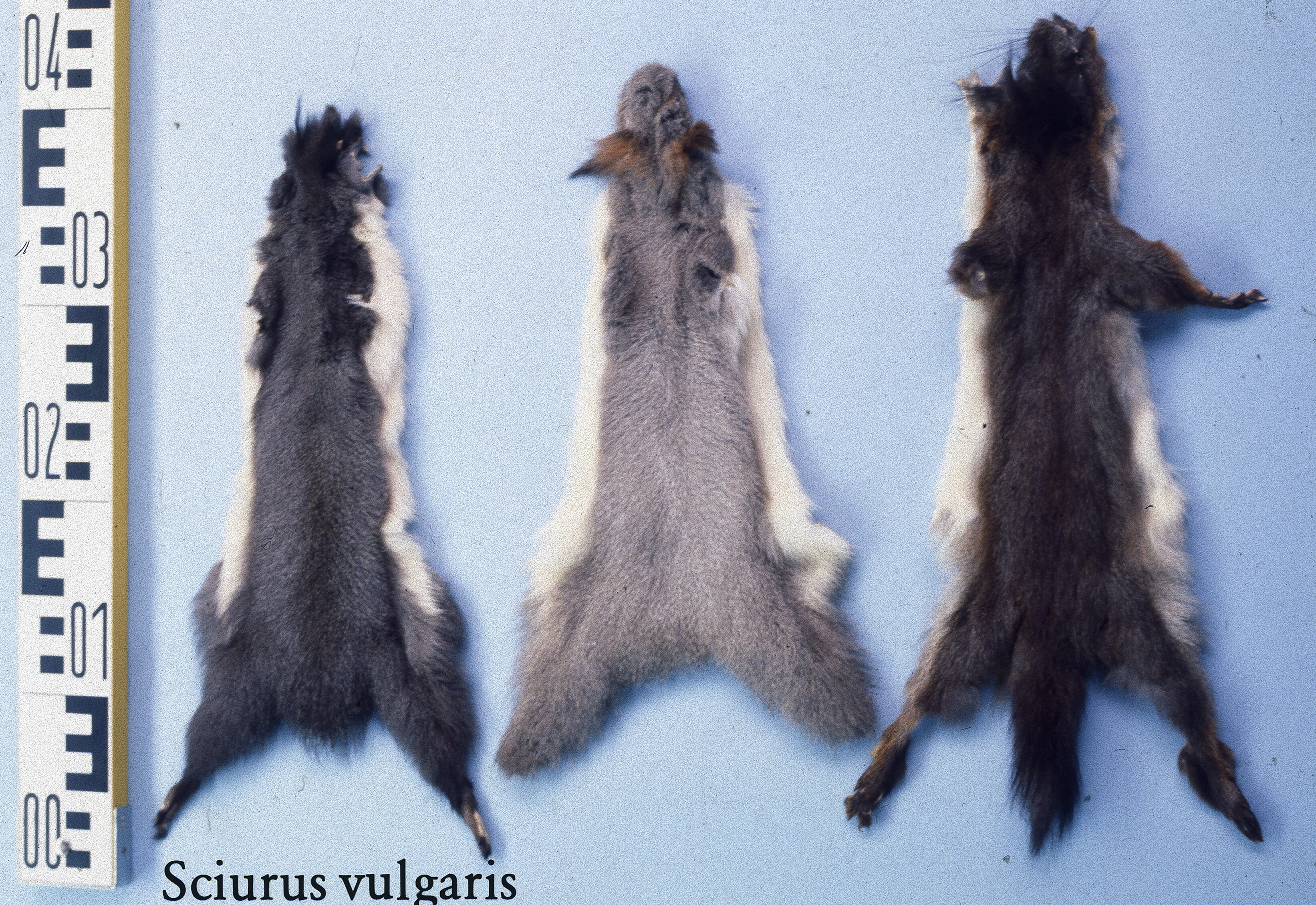
Feh

### Feh (asiatisches Eichhörnchen)
Feh bezeichnet das graue Winterfell mit weißer Bauchseite der östlichen (sibirischen) Unterart des Eurasischen Eichhörnchens.
Für einen einfachen Fehmantel werden, je nach Modell und Mode, ca. 80 Fehfelle benötigt, meist werden jedoch das Rückenfell und das Bauchfell getrennt verarbeitet. Kleidung aus Feh diente in früherer Zeit als Statussymbol, im Mittelalter war es zeitweilig nur dem Adel und hohen Würdenträgern gestattet, Feh zu tragen.

### Grauhörnchen
Die Heimat Grauhörnchens sind Teile der USA und in Kanada südlich von Ottawa. In England (1889), Schottland, Irland und Italien wurde es eingebürgert.
Das Fell ist an der Oberseite grau, im Sommer gelbbraun getönt, die Bauchseite ist weiß. Der Schweif ist im Sommer weiß gerändert. Es unterscheidet sich vom rötlichen Eichhörnchen unter anderem dadurch, dass die Ohren nicht die für das Eichhörnchen typischen Pinselhaare aufweisen. In einigen Teilen seines Verbreitungsgebiets sind melanistische Formen ziemlich häufig.
Das Fell gilt als weniger wertvoll als das des Eichhörnchens.:S. 94–95. Wird für nichtrussische Eichhörnchenfelle im Handel die Bezeichnung Feh verwendet, sollte die Herkunft mit angegeben werden, z. B. Amerikanisch Feh für Felle des nordamerikanischen Grauhörnchens.

### Gleit- oder Flughörnchen, Fellbezeichnung „Fliegender Hund“
Die Felle der Gleithörnchen beziehungsweise Flughörnchen wurden als Fliegende Hunde oder Molenda gehandelt, was zu einiger Verwirrung im Rauchwarenhandel führte. Denn diese sind Fledermäuse und tragen keinen Pelz, sie dürfen nicht gehandelt werden. Felle der australischen Gleitbeutler sind ebenfalls nicht im Handel.
Die Behaarung aller Arten ist flattrig. Die Haare sind zwar recht lang, jedoch ist die Unterwolle schütter. 1844 hieß es: „Die Fellchen vom gestreiften und vom fliegenden Eichhorn sind zwar weich, aber bei weitem nicht so warm, wie die vom gemeinen; franz. le polatouche.“ Zumeist wurden nur die Felle der Bantori (Java) fellwirtschaftlich genutzt, doch fast nur als Besatz, da das Leder sehr dünn ist.
Die Neuweltlichen Gleithörnchen, der Assapan oder Nordamerikanisches Zwerggleithörnchen mit einer Körperlänge von 13 bis 15 cm und einer Schwanzlänge von 8 bis 11 cm und das Nördliche Gleithörnchen mit einer Körperlänge von etwa 15 cm und gleich langem Schwanz wurden pelzwirtschaftlich kaum genutzt.
Rauchwarenhändler Emil Brass schrieb 1911 über das im östlichen Sibirien bis zum Ochotskyschen Meere und auch auf Sachalin lebende, graugelbe Flugeichhorn: „Ich erinnere mich nicht, Felle dieser Art gesehen zu haben, dagegen häufig die verwandten in China vorkommenden Arten […] Die Chinesen verwenden es zu Verbrämungen. Es kommen jährlich in Hankow, Shanghai und Tientsin kaum 1000 Stück an den Markt, doch sollen in der letzten Zeit größere Mengen geliefert werden, die auch in den Welthandel gelangen.“ Zu der Zeit waren Garnierungen mit Fellschwänzen große Mode, und so schrieb Brass weiter: „In der letzten Zeit sind grössere Mengen von Schweifen unter dem Namen ‚fliegende Hundeschweife‘ in den Handel gekommen und zu gedrehten Schweifen verarbeitet worden. Auf regelmäßige Zufuhren ist aber nicht zu rechnen.“
Die feinhaarigen, im Haar spielenden Felle wurden in viele Farben gefärbt, vom hellsten Braun bis zum dunkelsten Ton, auch schieferfarbig und blaugrau, hell und dunkel. Das zu Besätzen verarbeitete Fell mit seiner eleganten Wirkung war verhältnismäßig teuer. Da das seidige Haar leicht verfilzte, ließ der Verkauf nach einigen Jahren nach, bis der Handel diesen Artikel schließlich ganz aufgab.
Für das Jahr 1926 wird das Kaninfell als Imitation für den Fliegenden Hund erwähnt. Das Fell des Fliegenden Hundes in durchschnittlicher Qualität kostete 22 Mark, die Kaninnachahmung 6 Mark.

#### Javanisches Gleithörnchen
Das Javanische Gleithörnchen erreicht eine Größe von 40 bis 45 cm mit einem gleich langen Schwanz. Die schiefergrauen, silbern überzogenen Felle werden in größerem Maße in Java selbst wirtschaftlich genutzt, Doch sind sie wegen ihrer flattrigen Haare und des dünnen Leders sehr empfindlich, so dass sie meist nur als Verbrämungen verwendet werden.

#### Taguan
Der größte Vertreter seiner Art ist der in den Waldgebieten Indiens, Burmas und Ceylons lebende Taguan. Er wird 60 cm groß, der Schwanz ist ebenfalls so lang. Die Oberseite ist grauschwarz, Kopf und Halsseiten sind kastanienbraun, die Unterseite schmutziggrau.

#### Gewöhnliches Gleithörnchen oder Ljutaga
Das Vorkommen des Gewöhnlichen Gleithörnchens ist Nord- und Osteuropa, Sibirien und das nördliche Ostasien. Die Körperlänge beträgt 14 bis 20 cm, der Schwanz ist 9 bis 14 cm lang. Die Behaarung ist seidenweich, der Rücken silbergrau.

#### Stummelschwanzhörnchen
Die nordamerikanischen Chinook-Indianer nutzten das Fell der Stummelschwanzhörnchen um Kleidung daraus herzustellen. Eine überregionale Nutzung des gräulichbraunen bis rotbraunen, kurzhaarigen, nicht sonderlich attraktiven Felles hat sicherlich nicht stattgefunden.

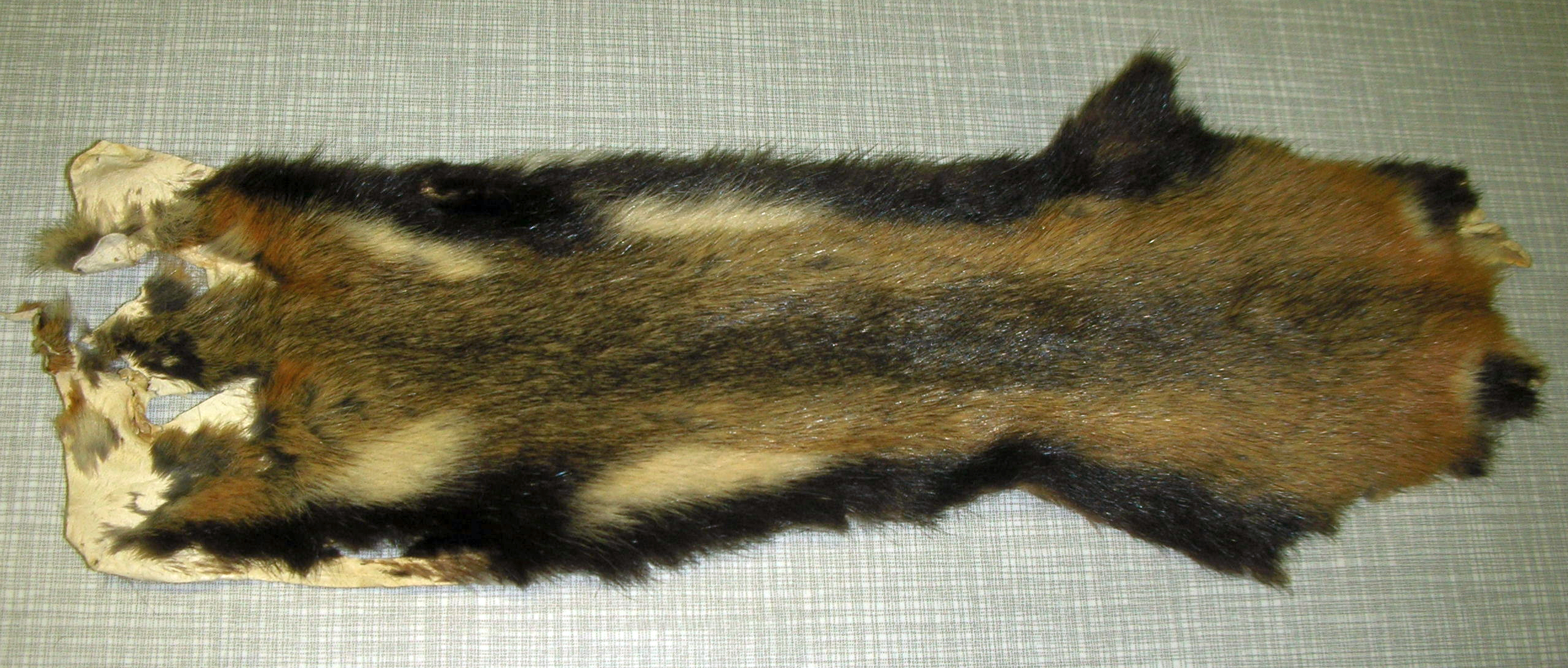
Hamster

### Hamster
Hamsterfelle des Europäischen Feldhamsters werden hauptsächlich zum Ausfüttern von textilen Mänteln oder Jacken benutzt. Der Feldhamster zählt zu den buntesten europäischen Pelztieren. Wildlebende Populationen sind mit Ausnahme des ungarischen Hamsters durch die Fauna-Flora-Habitat-Richtlinie der Europäischen Union seit dem 31. März 1980 streng geschützt, diese Felle dürfen nicht gehandelt werden. Zur Einfuhr aus Drittstaaten bedarf es einer Befreiung vom Besitz- und Vermarktungsverbot.

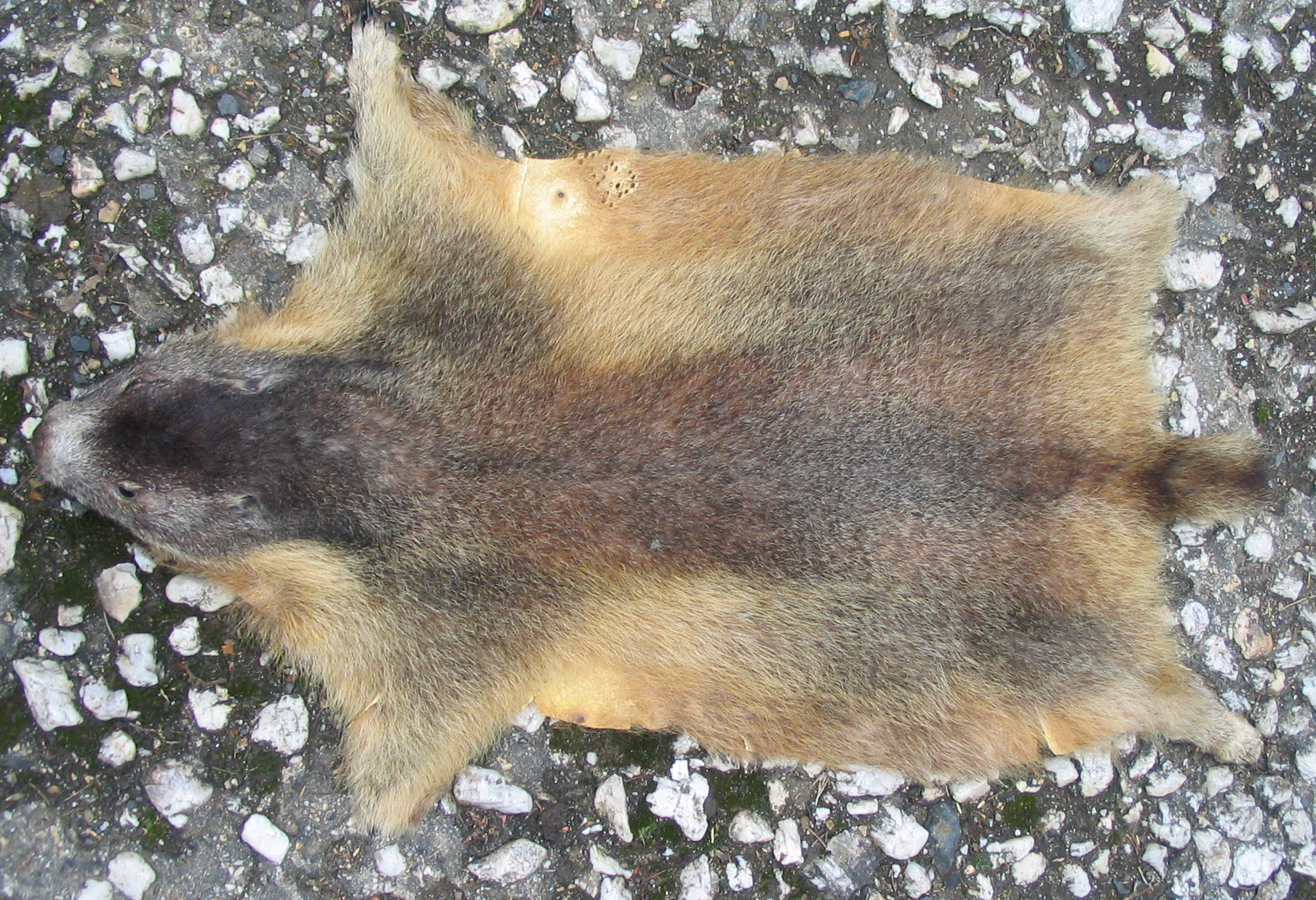
Alpenmurmel

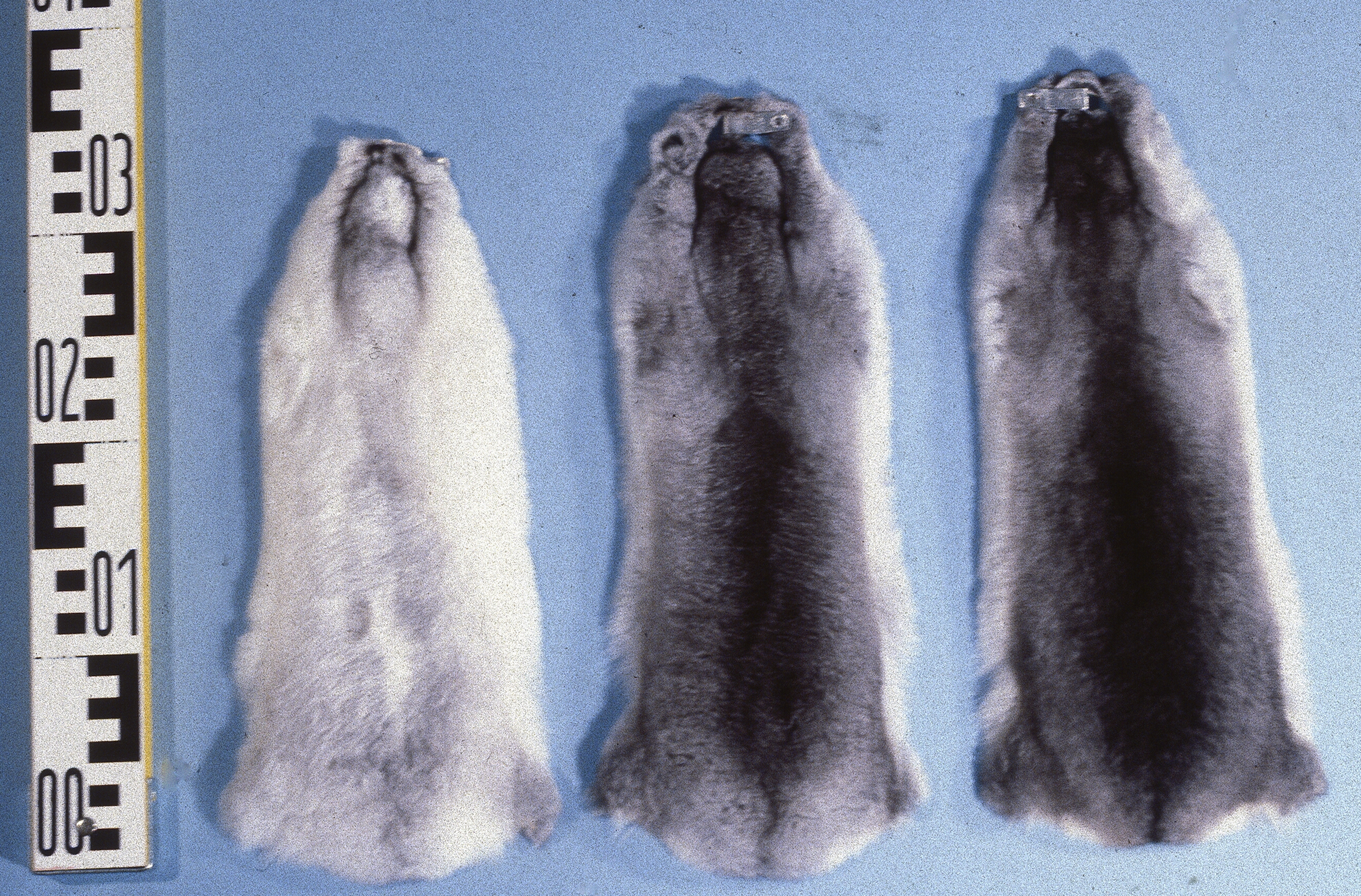
Zucht-Chinchillas

### Chinchilla
Das Chinchillafell mit dem vermeintlich feinsten Haar aller Pelztiere gilt seit seiner ersten überregionalen Nutzung neben dem Zobel als einer der wertvollsten Pelze im Rauchwarenhandel. Diese Feinheit des Haares macht das Fell auch vergleichsweise empfindlich und deshalb neben der Verwendung als Besatzmaterial vor allem für Luxuspelze geeignet.
Diese außergewöhnlich große Wertschätzung des Felles des nur in einem relativ kleinen Gebiet, den Anden, vorkommenden Mitglieds aus der zoologischen Familie der Meerschweinchenverwandten führte sehr schnell fast zu seinem Aussterben, so dass nach seiner absoluten Inschutzstellung seit langem nur noch die Felle gezüchteter Tiere gehandelt werden.
Es werden die Felle der Langschwanz-Chinchillas und der Kurzschwanz-Chinchillas verarbeitet, beide gehören zur Gattung der Eigentlichen Chinchillas.
Die Rauchwarenbranche meint mit Chinchilla immer die Eigentlichen Chinchillas. Die Felle der zwei weiteren Chinchillagattungen Viscacha und Bergviscacha werden in einem eigenen Hauptartikel Viscachafell behandelt.

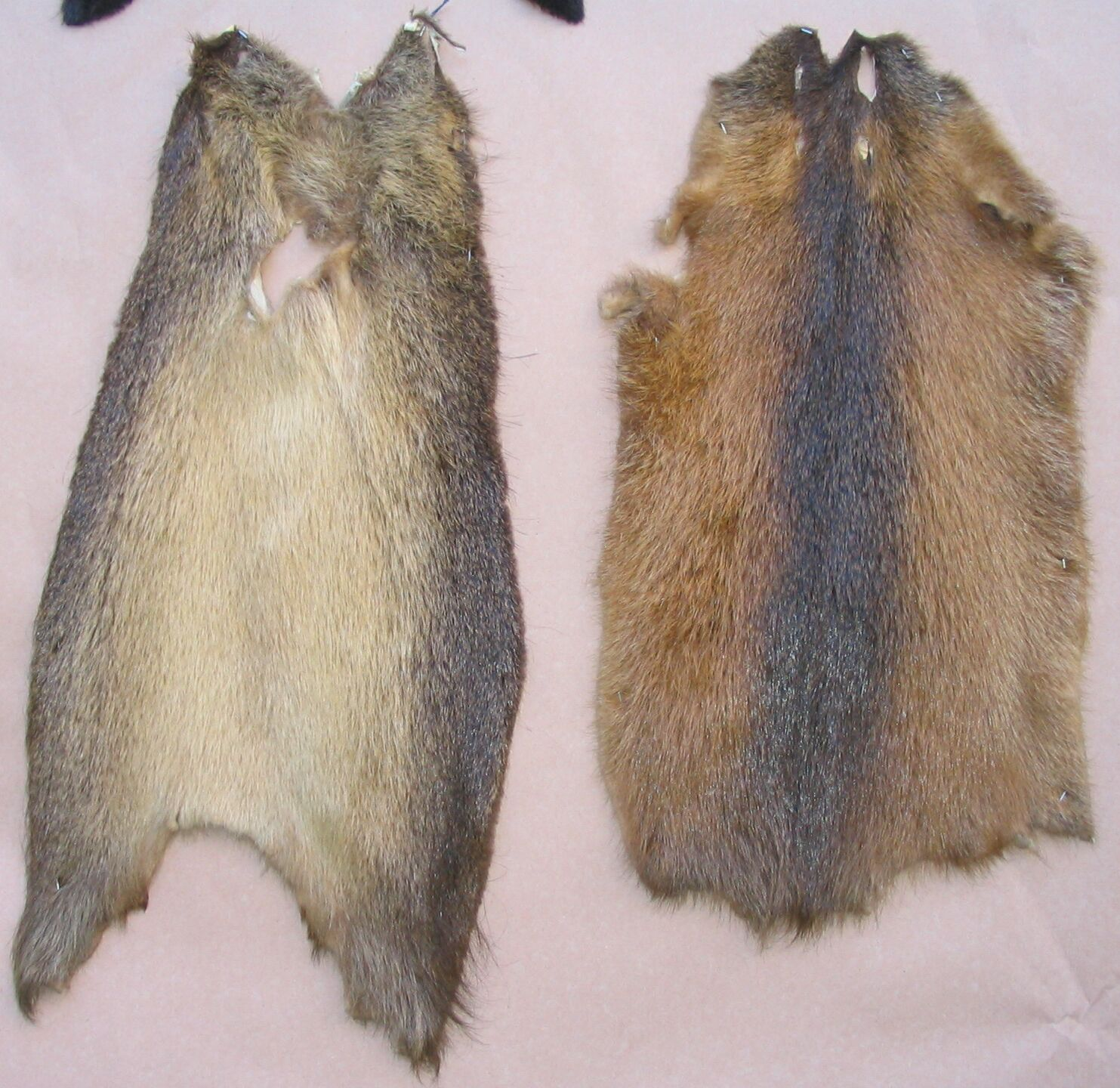
Spitznutria

### Nutria oder Sumpfbiber
Das Fell des Sumpfbibers, auch Biberratte bzw. Nutria wird in der Rauchwarenbranche immer als Nutria gehandelt. Die Urheimat des Sumpfbibers ist Südamerika, über Freikommen aus Zuchten und durch bewusste Auswilderung zur Pelzgewinnung in der ersten Hälfte des 20. Jahrhunderts ist er heute auch in Deutschland und weiten Teilen Europas, Asiens und Nordamerikas heimisch. Im Spanischen bezeichnet „nutria“ das Fell des Fischotters.
In der Regel werden Nutriafelle gerupft oder/und geschoren verarbeitet (ohne das borstige Grannenhaar).

### Stachelschwein
Christoph Wilhelm Gatterer berichtet 1794, dass das in Nordamerika häufige Stachelschwein den Kanadiern und den Nordamerikanern ein Pelzwerk liefert, nachdem sie die Stacheln herausgezogen haben.

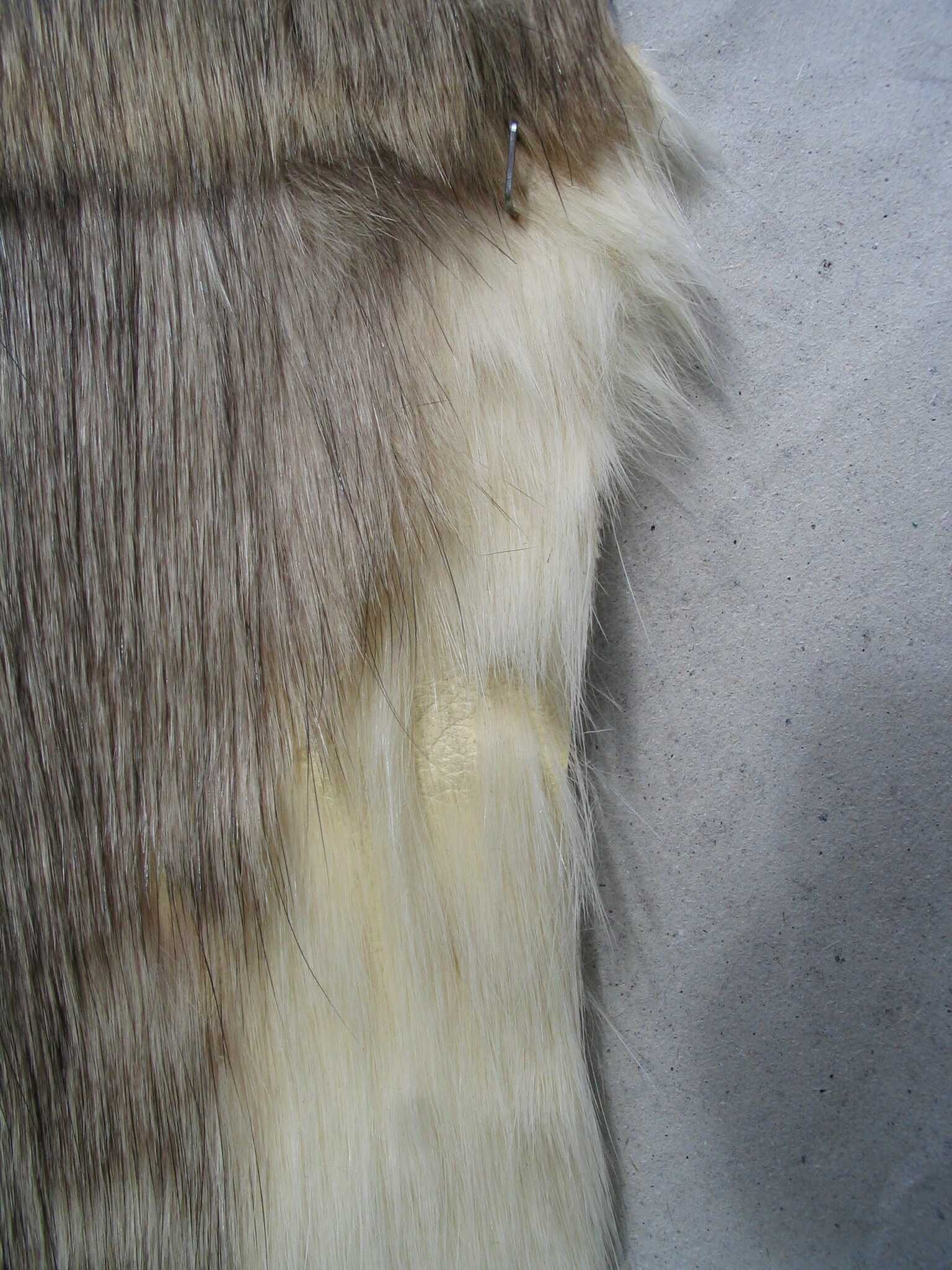
Viscacha

### Trugratten
Die Trugratten sind eine in Südamerika lebende Nagetierfamilie aus der Unterordnung der Stachelschweinverwandten. Zeitweilig etwas größere Bedeutung in der Pelzbranche hatte das Viscacha.

#### Viscacha
Die Felle der in Bolivien, dem Westen Paraguays und in den nördlichen und mittleren Regionen Argentiniens lebenden Viscacha und der Bergviscacha werden im Handel und als Viscacha angeboten. In welchem Umfang sie heute noch gehandelt werden, ist unklar.

### Otterspitzmäuse
Wohl um 1900 herum waren Felle der Otterspitzmäuse (Potamogale velox) als „Babyotter“ im Handel. Ihre Heimat ist in Westafrika, der Kongoraum und Angola. Die Otterspitzmäuse sind eine Unterfamilie der Tenreks. Als einzige Vertreter der Tenreks kommen sie nicht auf Madagaskar, sondern auf dem afrikanischen Festland vor.
Die Gruppe umfasst drei Arten in zwei Gattungen, die Große Otterspitzmaus und die zwei Arten der Kleinen Otterspitzmäuse, die Zwerg- und die Ruwenzori-Otterspitzmaus.
Otterspitzmäuse haben, wie der Name andeutet, eine entfernte Ähnlichkeit mit Ottern. Ihr Körper ist stromlinienförmig, die Schnauze breit und abgeflacht. Der Körper wird von einem dichten Unterfell bedeckt, das von rauen Überhaaren überlagert wird. Das Fell ist an der Oberseite dunkelbraun und an der Unterseite weißlich gefärbt. Der Schwanz ist abgeflacht. Die Beine sind kurz und haben, außer bei der Ruwenzori-Otterspitzmaus, keine Schwimmhäute. Große Otterspitzmäuse erreichen eine Kopfrumpflänge von 29 bis 35 Zentimeter, der Schwanz wird 24 bis 29 Zentimeter lang. Kleine Otterspitzmäuse erreichen mit einer Gesamtlänge von 22 bis 35 Zentimetern nur die Hälfte der Größe.
Da das Vorkommen sehr begrenzt ist, war der Anfall gering. 1960 hieß es, dass dem Weltmarkt schon lange keine Felle mehr zugeleitet wurden.

### Meerschweinchen

Meerschweinchenbälge
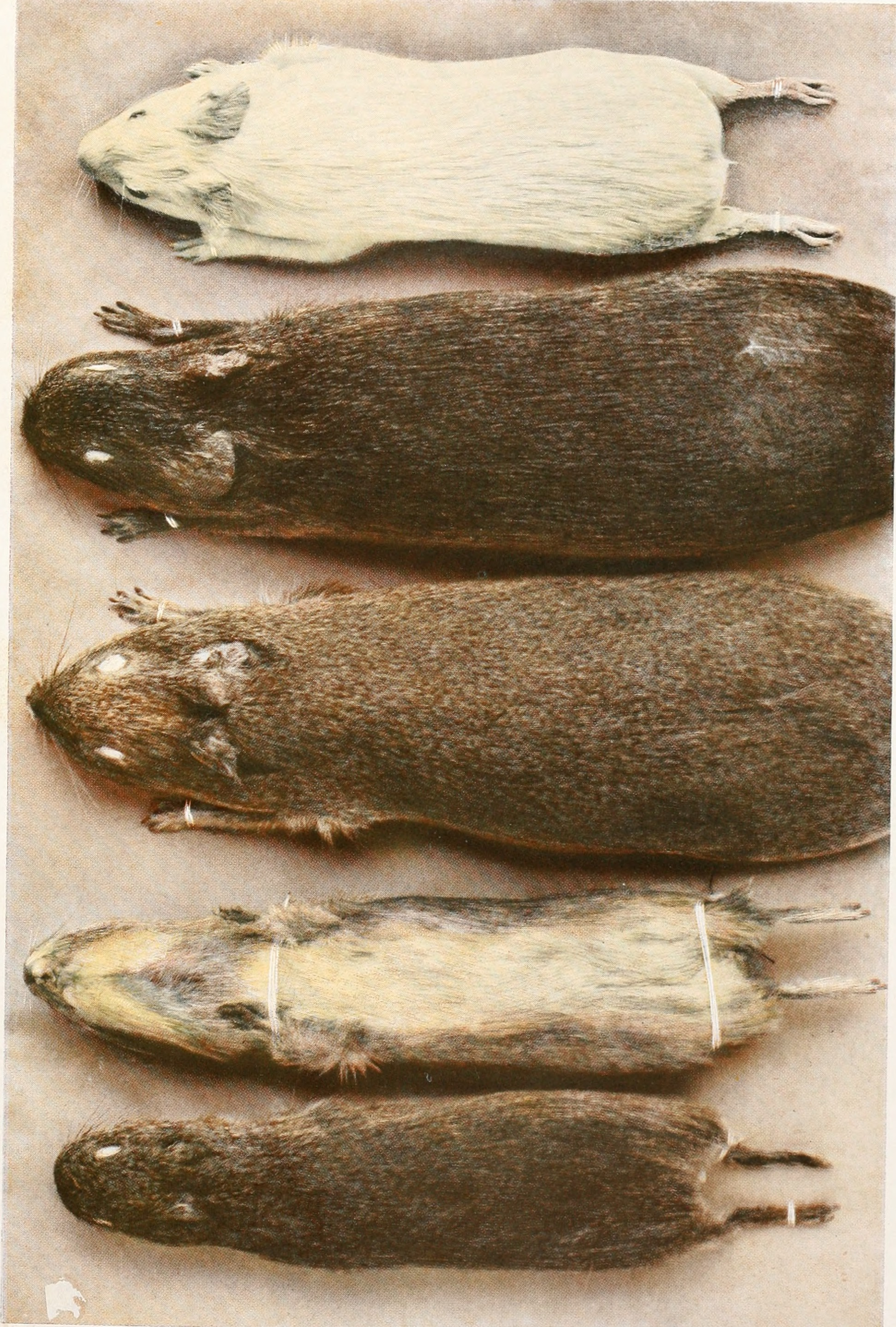
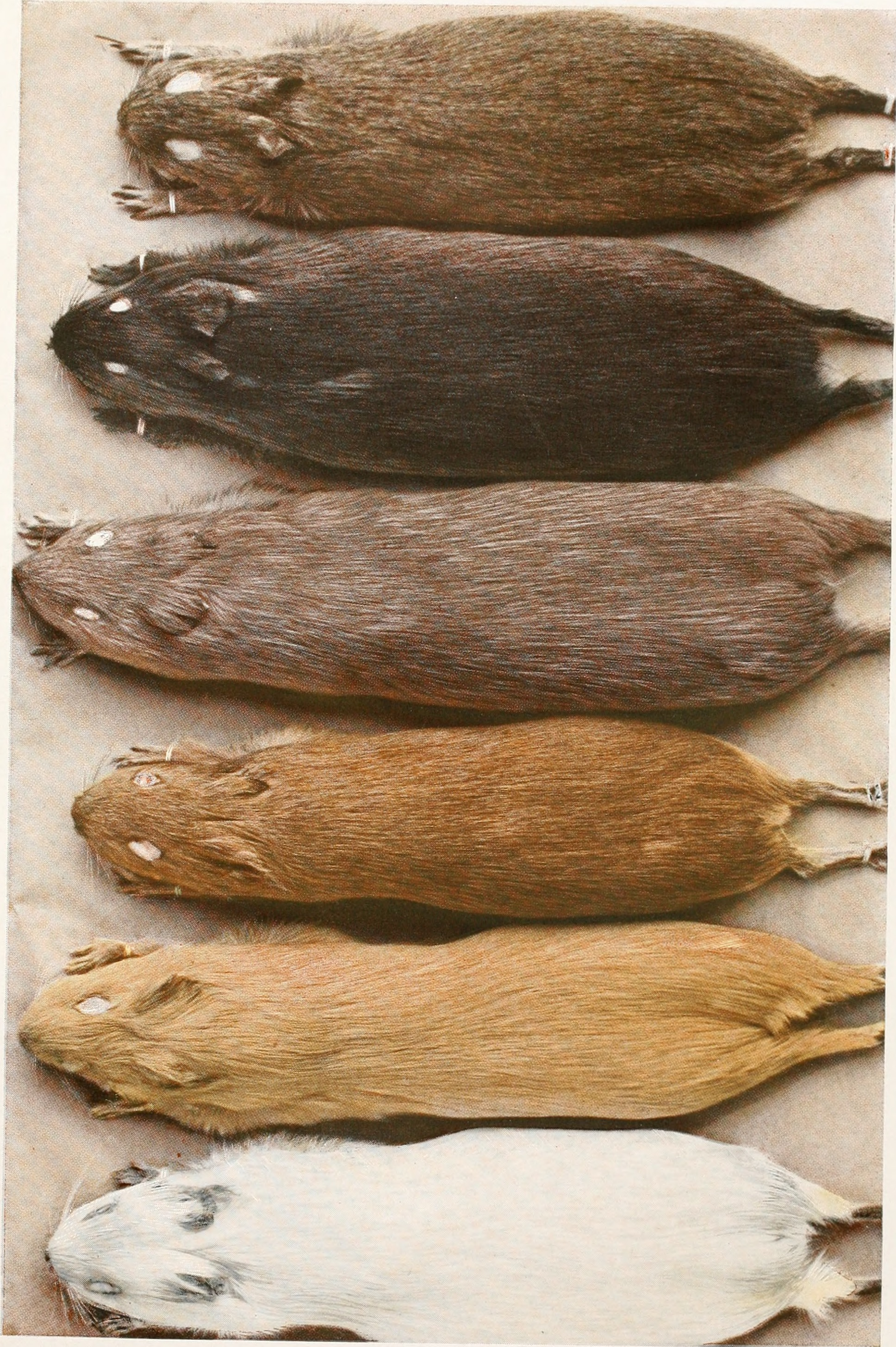

In einer ständigen Rubrik „Vom Rohfellmarkt des Pelztierzüchters“ aus den 1930er Jahren wurde das Meerschweinchen mit aufgeführt. In einer der Auflistungen hieß es zum Fellverkaufspreis des Züchters: „Nur bei größeren Mengen -,0½ bis allerhöchstens -,01 RM verkäuflich, am vorteilhaftesten an Spielwarenfabrikanten, die hin und wieder etwas mehr bezahlen“.
Eine Untersuchung des Handels mit Pelzrohfellen in der DDR erwähnte 1967 das Meerschweinchen als Pelzlieferanten. Obwohl, neben Katzenfellen, als Aufkommen die Haustierhaltung angegeben wurde, darf wohl angenommen werden, dass die Felle bei Tierversuchen angefallen waren. Eine weitere Erwähnung der Verwertung von Meerschweinchenfellen scheint nicht bekannt.

### Pampashase oder Mara
Das dichte und glänzende, braungraue Fell des patagonischen Pampashasen aus der Familie der Meerschweinchen wurde „zu Satteldecken und Teppichen verwendet“, kam aber schon um 1900 „noch wenig in den Handel“.

### Aguti

Agutifärbung bei einem Katzenhaar

Das Fell der im nördlichen Südamerika lebendesn, zu dem Meerschweinchenverwandten gehörenden Agutis, auch Goldhase genannt, wird wegen ihres harten, beinahe borstigen Haares wirtschaftlich nicht genutzt. Im Fellhandel werden jedoch die Anordnung von verschiedenen Farbzonen am einzelnen Haar als Agutimuster bezeichnet. Die Wollhaare des Agutis weisen drei Zonen auf: eine breite blaugraue bis dunkelschiefergraue basale Zone, darüber ein hellgrauer bis weißer Ring (Band), über diesem eine schwarze Spitze. Entsprechend der Breite des Bandes und der Länge der Haarspitzen wird auf dem Rücken ein dunkelgraues Muster gebildet.

### Hausmaus und Farbmäuse

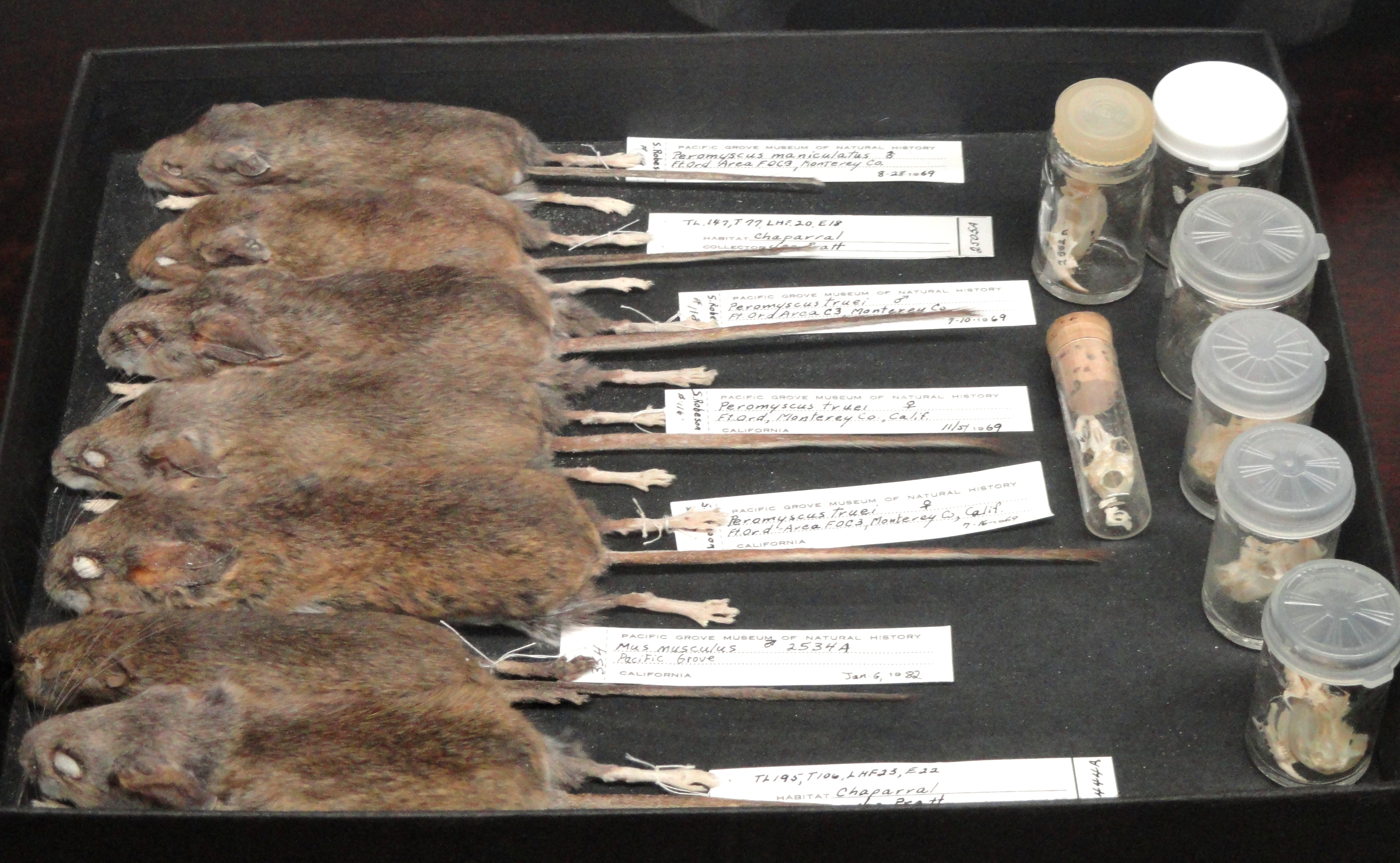
Hausmaus- und Weißfußmaus-Felle im Naturkundemuseum

Das Fell der Hausmaus und der daraus hervorgegangenen Farbvarianten der Farbmäuse ist, trotz des zeitweise großen Anfalls in Tierversuchsanstalten, wohl nur selten genutzt worden. 1938 berichtet eine Zeitschrift der Pelztierzüchter von einer englischen Mäusezüchterin, die als Anregung von einem Londoner Kürschner ein Cape aus Mäusefellen arbeiten ließ, das in der Londoner Gesellschaft Beachtung fand und mit Gewinn verkauft wurde.
Der französische Frisör und Perückenmacher Charlie Le Mindu hat im Jahr 2009 für eine Sonderschau der London Fashion Week Felle gewöhnlicher Ratten und Mäuse für eine burkaähnliche Kopfbedeckung verwendet. Er erregte damit ebenfalls einiges Aufsehen.

### Wühlmaus
Auf einer Versteigerung der Tierhaarverwertung Mucrena in Leipzig im April 1922 (Inflationszeit) erbrachten „Wühlmäuse- und Ratten“ je 2,30 Mark.

### Tuschkantschik
Auf einer Leningrader Pelzauktion im Juni 1974 wurden 800 Felle als Tuschkantschik angeboten. Nach eingehenden Umfragen in der Branche dürfte es sich um das Fell einer Spezies aus der Familie Springmäuse handeln. In einer staatlichen Anordnung des Jahres 1932 über die Standardisierung russischer Pelzfelle wurden Tuschkantschiki ebenfalls aufgeführt. Über die zoologische Einordnung sagte die Standardisierungsanordnung für zugerichtete naturelle Felle ebenfalls nichts aus.
Die Tiere aus der Springmaus-Familie leben zahlreich in den Wüstengebieten Mittelasiens. Sie erreichen eine Körperlänge von 4 bis 15 Zentimeter, der meist fahnenartig ausgebildete Schweif ist 7 bis 25 Zentimeter lang. Die Gestalt ist känguruartig mit langen Hinterbeinen. Das Leder ist papierdünn, so dass es in einem Pelzfachbuch als „für Pelzzwecke kaum geeignet“ eingeschätzt wurde.

### (So genannte) Pelzratten
(verschiedenen zoologischen Gruppen zugehörig)
Unter anderem wurden Rattenfelle zeitweilig aus Asien in sehr großen Mengen nach Europa verschifft. Sie waren etwas größer als ein großes Maulwurfsfell, „qualitativ nicht besonders, aber in der Farbe nicht schlecht“.

#### Bambusratte
1935 wurden Felle der Bambusratte unter der Bezeichnung „Bambo-Rat“ (an anderer Stelle, richtiger „Bambou-Rat“) am Leipziger Pelzmarkt als Pelzneuheit mit folgender Beschreibung vorgestellt: „Die Bamboratte hat langes, seidiges und weiches Haar und erreicht die Größe des amerikanischen Opossums. In der Haarstruktur gleicht sie dem Chinchillona, die Farbe ist hellbläulich und ähnelt der Farbe der Bisamwamme“. Eine Leipziger Rauchwarengroßhandlung hatte zum Jahresanfang einige hundert Stück dieser Fellart aus China importiert, in der Erwartung, dass sie ein gutes Besatzmaterial abgeben würden. Es wurden größere Quantitäten erwartet. 1952 beschrieb der Rauchwarenhändler Richard König ebenfalls das immer noch selten in den Handel kommende Fell: Es „hat die Größe eines großen nördlichen Bisams, ist auch so aufgemacht und hat eine rötlich-violette Farbe“. 1931 wurde für chinesische und mandschurische Rattenfelle, „die aber keine große Rolle im Pelzhandel spielen“, die Bezeichnung „Zabul“ genannt. Das Rauchwarenhandbuch von 1988 nennt noch die, ebenfalls historischen, Namen „Zapul“ und „Zapok“.

#### Chinchillaratten
Mit dem Ausdruck Chinchillaratten bezeichnet die Pelzwirtschaft zusammenfassend die kleinen Felle mehrerer Arten der so genannten Pelzratten, die im Naturzustand chinchillaähnlich aussehen, ihr Wert ist aber ungleich geringer. Sie gehören fast alle zu den Gattungen der Kammratten und der Seidenmäuse. Am bekanntesten unter ihnen sind die patagonische Kammratte und die Kleine Seidenmaus. Nicht für alle als Pelz genutzten „Ratten“felle ist über die zoologische Herkunft Näheres bekannt.

#### Patagonische Kammratte, der Tukotuko
Die Patagonische Kammratte kommt in den südlichen Teilen Argentiniens, den Provinzen Chubut und Rio Negro, und in Chile vor. Das wichtigste Kleidungsstück der Selk’nam war ein Fellmantel, der aus Guanakofell oder zusammengenähten Kammrattenfellen bestand und den man mit dem Fell nach außen trug.
Das Tier ähnelt dem halbwüchsigen Hamster; die Kopfrumpflänge beträgt 15 bis 20 cm; die Ohren sind im Fell versteckt. Die Beine haben lange Krallen, sie sind kurz, die Vorderbeine etwas kürzer als die Hinterbeine. Das Fell ist meist dick; die Unterwolle ist kurz, dünn, hellblaugrau bis aschgrau, in der Regel heller als das Oberhaar; die Grannen bräunlichgrau bis blaugrau oder fast schwarz mit verteilten einzelnen Leithaare mit schwarzen Spitzen. Die Seiten und die Wamme sind weißlichgrau bis weiß. Einige Arten können einen hellen Kragen aufweisen, bei einigen weiteren Arten gibt es helle oder dunkle Flecken hinten den Ohren oder an anderen Körperstellen. Auf der Bauchseite können helle Stellen im Bereich der Achseln oder in der Lendengegend vorhanden sein. Der 6 bis 11 cm lange Schweif ist mit kurzem, dichtem hellgrauen Haar bedeckt. Die Färbung ähnelt der Chinchilla, jedoch mit fettigem Glanz. Körpergrößen und Fellfärbungen variieren teilweise auch innerhalb der Arten sehr stark. Das Fell hat, im Gegensatz zur Chinchilla, nur geringen Wert.
Die Felle werden zu Tafeln zusammengesetzt gehandelt und wurden meist nerzfarbig oder chinchillaähnlich blau gefärbt, oder aber geblendet (vom Haar her nachgefärbt), zu Damenmänteln, -jacken, Capes und Schals verarbeitet.

#### Lemming
Im Pelzhandel spielten die Felle der Lemminge trotz des sprichwörtlichen, zeitweise massenhaften Vorkommens keine Rolle, das Pelzlexikon vermerkte 1950, „jedenfalls derzeit nicht“.

#### Wasserratte
Das Fell der eurasischen Wasserratten war einmal ein billiges Mantelmaterial, das schwarz und braun gefärbt verarbeitet wurde. 1960 hieß es, dass „der Artikel nicht mehr – jedenfalls nicht mehr regelmäßig – auf der Exportliste zu sehen“ ist.
Die Gelbe Wasserratte wurde 1988 erwähnt: „In Argentinien wurde vor einigen Jahrzehnten ein kleines kurzhaariges Fell unter obigem Namen gehandelt.“ Südamerikanische Rauchwarenhändler berichteten dazu, die Felle stammen von einer in größerer Zahl vorkommenden Nagetierart, die in ihrer Heimat als Schädling eingestuft wird. Verarbeitet wurden die Felle zu Mänteln und Umhängen. 1920 soll schon einmal eine Sendung nach Leipzig gekommen sein, letztmals waren sie in Argentinien etwa 1928/1929 am Markt.
Die bekannteste und verbreitetste Art der Schwimmratten ist die Goldbauch-Schwimmratte, die früher für Pelzzwecke genutzt wurde. Ein Mantel aus etwa 100 Fellen fand Aufnahme in der Sammlung des Museums of Applied Arts & Sciences. Die Geschichte des in den 1940er Jahren vom Kürschner Sam Press in Sydney gearbeiteten, auf der Homepage des Museums abgebildeten Mantels, wird dort beschrieben.

#### Hausratte, Wanderratte
Die Hausratte kann wohl nicht zu den eigentlichen Pelzratten gerechnet werden. Im Kriegsjahr 1944 wurden in Ungarn erfolgreich Versuche gemacht, aus Rattenleder Schuhwerk herzustellen. In Dänemark färbte man zu der Zeit erfolgversprechend Rattenfelle bisamfarbig ein, um daraus Mäntel herzustellen. Im Jahr 1944 brachte Kopenhagens Pelzzentrale 1000 Ratten zum Angebot, für die bis zu 1,90 Dänische Kronen bezahlt wurden, während davor der Preis zwischen 60 Öre und 1,45 Kronen betrug.
In einer Aufstellung über New Yorker Handelspreise für Pelzfelle im Januar 1922 sind „Schwarze Ratten“ aufgeführt, „Winterware, mittel, 1,50 bis 2 Dollar“.
1960 hieß es: In der Sowjetunion wird eine Landratte zu Pelzzwecken genützt, die Scheunenratte, „die aber mehr im Inland verbraucht wird und für den Export von geringer Bedeutung ist“.
Auch von der Verwendung von Fellen der Wanderratte scheint nichts bekannt, obwohl der Zoologe Alexander Sokolowsky schrieb, die Felle wären schöner als die der Hausratte. Sokolowski war unter anderem im Zoo als Tiergärtner tätig, wo er „die Ratten kennen und hassen“ gelernt hat. Er ließ einige Haus- und Wanderrattenfelle gerben und stellte fest: „Wenn ich die in meinem Besitz befindlichen Felle der Wanderratte aneinander lege, so entsteht ein prächtig gefärbter Pelz daraus und ich bin sicher, wenn dieser Pelz unter geschickter Kürschnerhand bearbeitet würde, so würden zahlreiche Menschen nicht ahnen können, von welchem Pelztier derselbe stammt. Hinzu kommt noch, dass die Haare von seidenweicher Beschaffenheit sind und sehr dicht stehen“. Das Fell der Wanderratte ist entschieden farbiger als das der Hausratte. Das Körperhaar ist bräunlichgrau, die Unterseite dagegen scharf abgesetzt, grauweiß gefärbt. Die Mittellinie des Rückens ist fast immer dunkler als die gelblichgrauen Fellseiten. Der Haargrund ist braungrau, unten blassgrau. Das Fell der Hausratte ist im Gegensatz hierzu oberseits dunkelbraun-schwarz, unterseits etwas heller grauschwarz gefärbt.

## Hasenartige

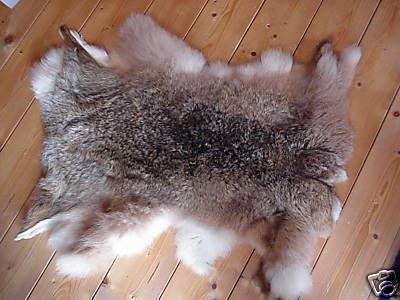
Deutscher Feldhase

### Europäischer Feldhase, Schneeschuh-Hase (Polarhase), Schneehase
Felle aus der Familie der Pfeifhasen werden nicht für Pelzzwecke genutzt. Das farblich recht ansprechende Fell des südamerikanischen Pampashasen (Mara) hat eine sehr geringe Haltbarkeit, es wird fast nur von den Einwohnern zu Decken verarbeitet.
Im Rauchwarenhandel waren Hasenfelle bzw. Hasenbälge schon immer weniger gefragt als die ähnlichen Felle der verwandten Gattung der Kaninchen, speziell der Hauskaninchen. Sicherlich spielt dabei die geringe Haltbarkeit eine wesentliche Rolle, das Hasenfell neigt vergleichbar stark zum Haaren wie das des Wildkaninchens.
Neben der Verwertung des Fells war die Nutzung der Haare (Scherware) bedeutender. Aus Hasen- oder Kaninhaaren wurden u. a. feine Hutfilze und Garne hergestellt. Zusammen mit Baumwolle oder Seide versponnen ergaben sie Fäden hauptsächlich für Samtgewebe und für die Strumpfwirker. Aus den dabei abfallenden Häuten wurde Leim gekocht.

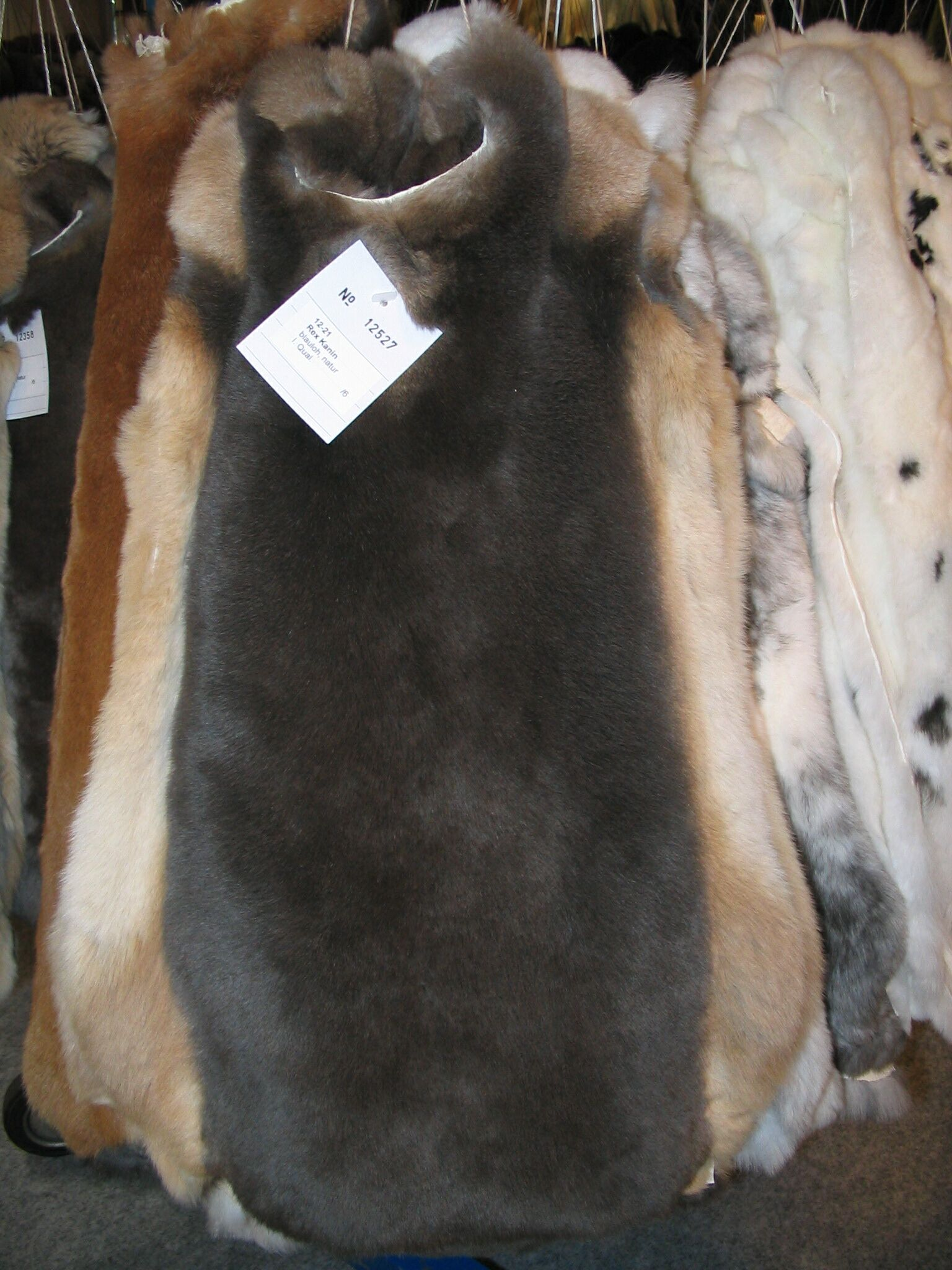
Kanin

### Kanin (Hauskaninchen, Wildkaninchen)
Kaninchen gehören nicht zu einer systematischen zoologischen Gruppe (Taxon), denn es werden neben dem Wild- und Hauskaninchen noch einige andere nicht nahe verwandte Arten innerhalb der Familie der Hasen als Kaninchen bezeichnet.
Der in der Pelzbranche noch gebräuchliche, mittelniederdeutsche Name Kanin ist die ursprüngliche Bezeichnung für das Kaninchen. Er stammt vom altfranzösischen conin aus dem lateinischen Wort cuniculus und ist letztlich vermutlich iberischen Ursprungs.
Kaninfelle gehören als preiswerter Pelz zusammen mit den Schaffellen zu den meist verarbeiteten Rohstoffen der Kürschnerei.

## Beuteltiere
Fast alle Felle von australischen Beuteltieren werden unter Namen gehandelt, die in nichts an die Namen ihrer einstigen Träger erinnern. Das Fell des Ringelschwanzbeutlers ist als Ringtail oder Ringtail-Opossum, das des Tüpfelbeutelmarders als Native Cat im Fellhandel. Beide siehe nachfolgend unter „Opossum“, australisch, tasmanisch und neuseeländisch. Die Felle der kleinen Känguruarten und die der eigentlichen Wallabys kommen ausschließlich als Wallaby in den Handel.

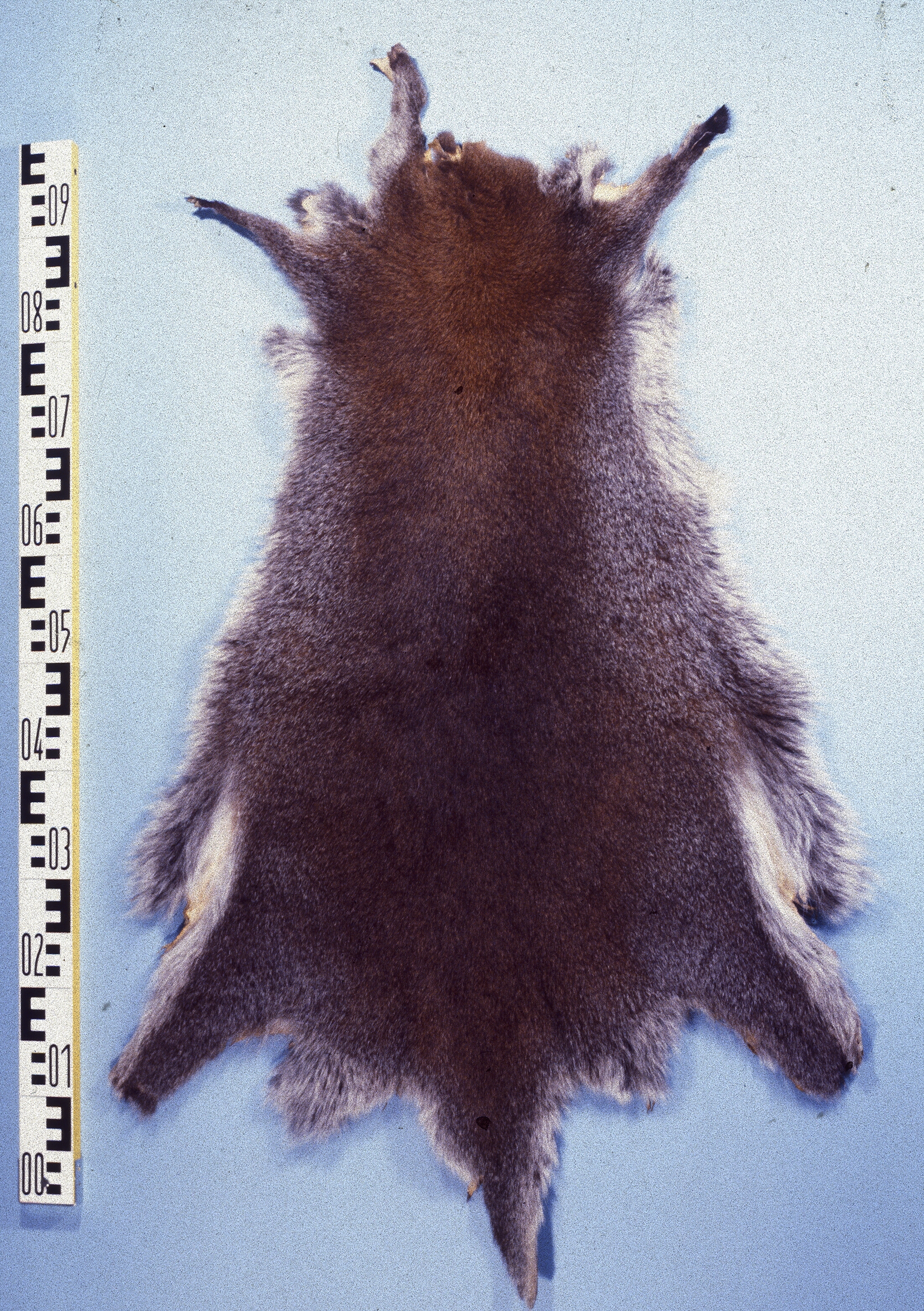
Buschwallaby-Fell, zoologisch Bennett-Känguru

### Wallaby, Känguru
Als Wallabyfelle sind die Felle aller Känguruarten im Handel, die Felle der eigentlichen Wallabys und Jungtierfelle der meist größeren Kängurus.
Zu den Wallabys gehören mehrere Arten aus der Familie der Kängurus. Der Begriff ist allerdings nicht eindeutig. Im engeren Sinn zählen nur acht kleinere Arten der Gattung Macropus dazu, die in der Untergattung Notamacropus zusammengefasst werden. In einem weiteren Sinn (wie auch im Englischen) werden alle kleineren Gattungen der Kängurus (wie Hasenkängurus, Nagelkängurus, Buschkängurus, Filander und Felskängurus) dazugerechnet.
Kängurus sind in zahlreichen Arten über Australien, Tasmanien, Neuguinea, Aru- und Kai-Inseln und Teile des Bismarck-Archipels verbreitet. In Neuseeland wurden sie etwa 1947 eingebürgert.
Die Felle aller Wallabys sind meist rötlich braun, auch bläulich mit hellen Spitzen. Das Haar ist lang, etwa wie bei Waschbären, doch etwas flattrig, die Unterseite ist grauweiß.
Von Zeit zu Zeit wurden in den einzelnen Staaten Schutz- und Schongesetze für Wallabys erlassen beziehungsweise aufgehoben, so dass die Anlieferungen wechselnd waren. Einige Känguruarten sind in das Washingtoner Artenschutz-Übereinkommen (Anhang I bzw. II) aufgenommen worden. Die Felle der Großkängurus wurden ausschließlich der Lederverarbeitung zugeführt, für die sie aber heute auch keine Rolle mehr spielen, teilweise unterliegen sie Exportverboten

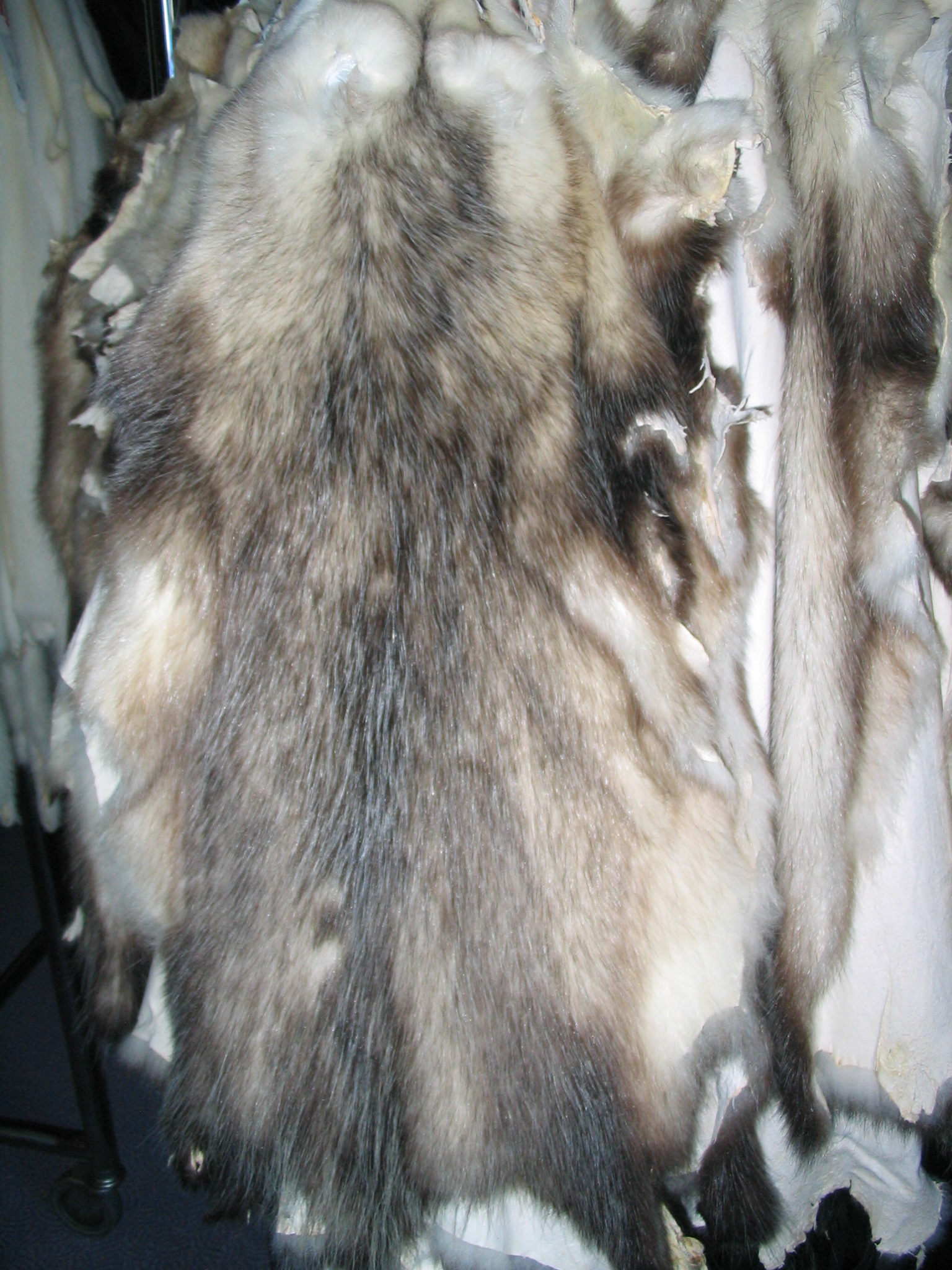
Amerikanisch Opossum

### Opossum, amerikanisch
In der Rauchwaren- beziehungsweise Pelzbranche werden weitere Fellarten aus der Familie der Beuteltiere als Opossum gehandelt: das Fell des australischen Fuchskusus beziehungsweise Possums, je nach Herkunft und Farbe als Australisches, Tasmanisches und Neuseeländisches Opossum (Possum). Umgekehrt wird im allgemeinen Sprachgebrauch in seiner Heimat das Amerikanische Opossum auch als Possum bezeichnet. Das Amerikanische Opossumfell war in Zeiten der Langhaarpelzmode das für Pelzzwecke meist genutzte Beuteltier und ein Hauptartikel der Pelzbranche, es ist in großer Anzahl vorhanden und lässt sich gut in Nachahmungen wertvollerer Fellarten veredeln.
Vom Amerikanischen Opossum kommen zwei Pelzarten infrage:
- das nordamerikanische Opossum (USA, vom Süden Kanadas bis zu den Staaten des Ostens und der Mitte; Anfang des 20. Jahrhunderts ausgesetzt in Kalifornien, Oregon und Washington; dann verbreitet bis zur Pazifikküste Kaliforniens bis zum Gebirgsrand und der kanadischen Grenze im Norden). Außerdem bewohnt es Mittelamerika bis Costa Rica.
- das südamerikanische Opossum lebt von Mexiko bis zum Rio Negro in Argentinien.

Weitere Namen des Nordopossums waren „Virginisches Opossum“ und „Russian marten“, des Südopossums „Paraguayisches Opossum“ und „Casaca“.

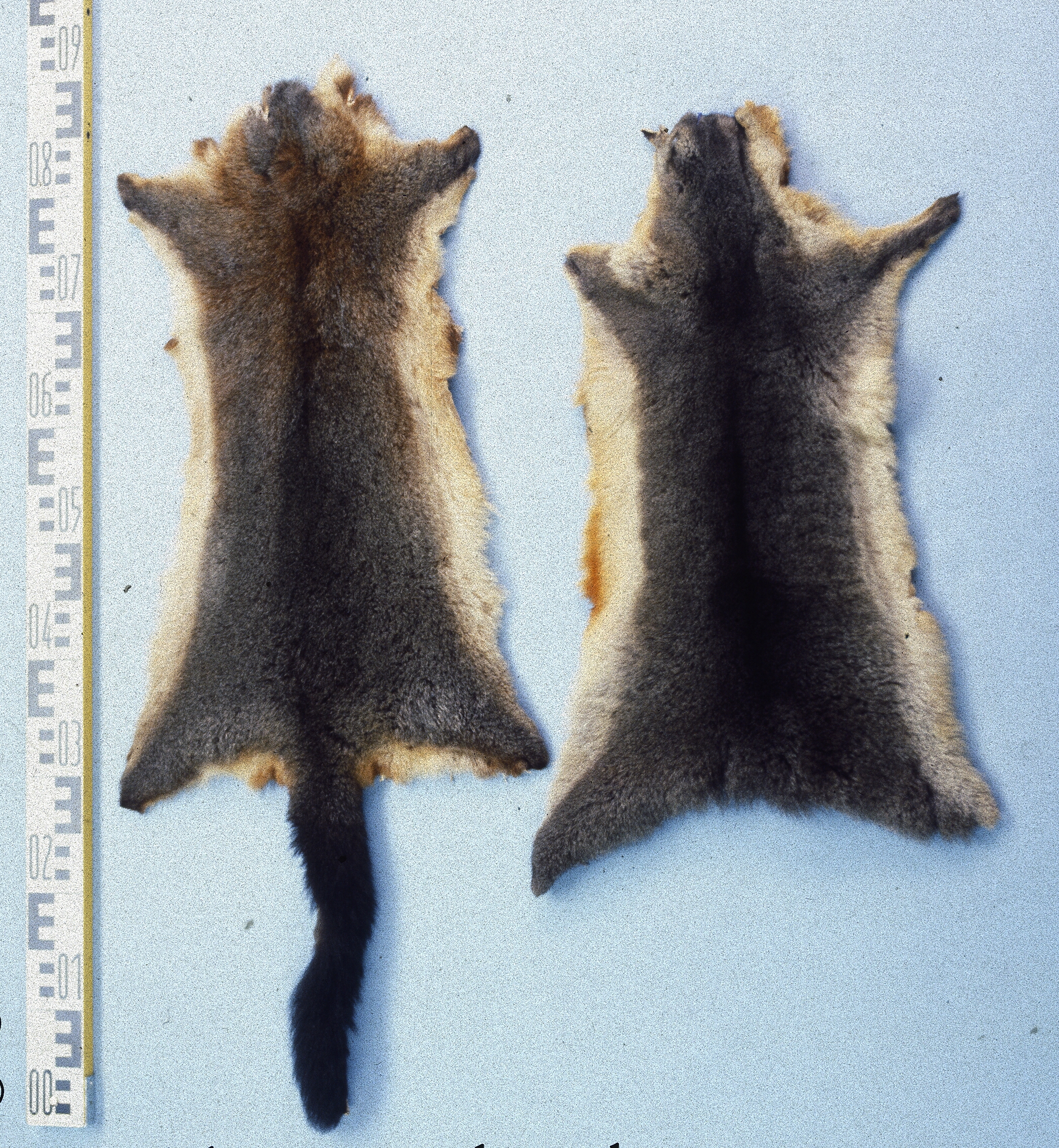
Neuseeländische Opossumfelle („Australisch Opossum“)
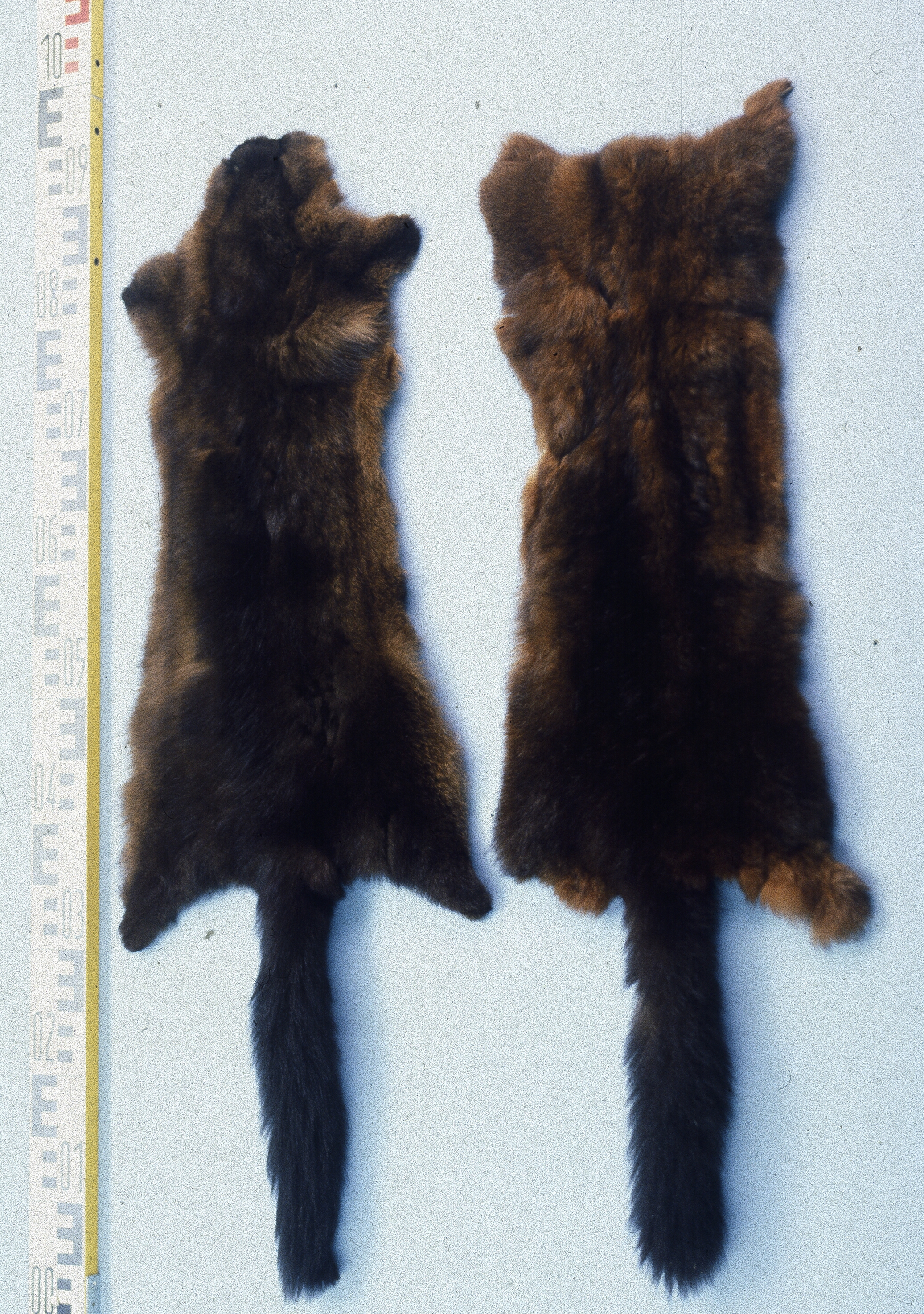
Neuseeländische Opossumfelle („Tasmanisch Opossum“)
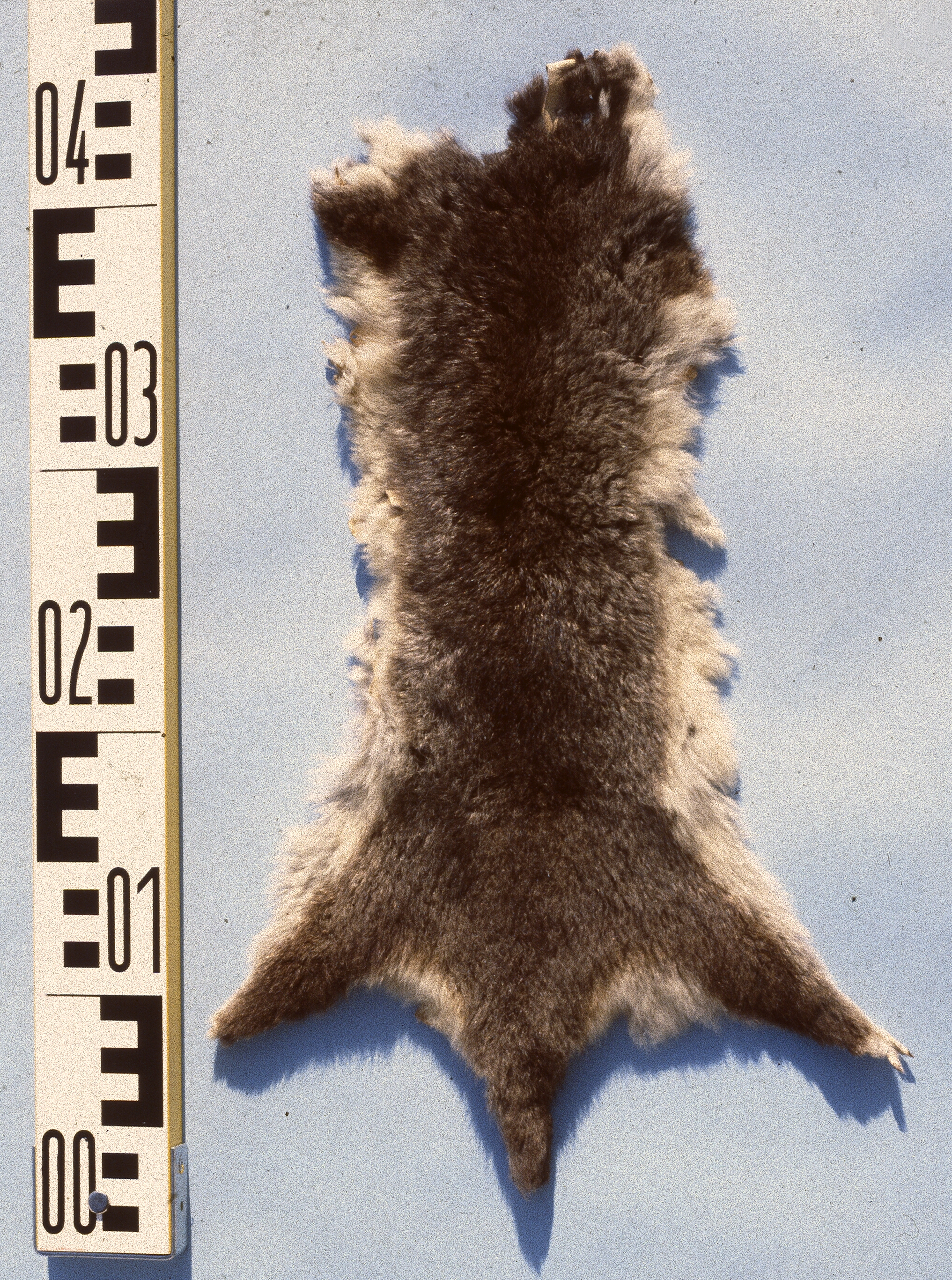
Ringtail-Opossumfell (zoologisch Wander-Ringelschwanzbeutler)

### Possum (zoologisch Fuchskusu), Handelsbezeichnungen auch Australisch, Tasmanisch und Neuseeländisch Opossum
Das für die Pelzwirtschaft wichtigste und wertvollste Beuteltier Australiens und Neuseelands ist ein Baumtier, der etwa mardergroße Fuchskusu, auch Possum genannt. Das Fell des Possums wird zu Bekleidung und Pelzdecken verarbeitet, außerdem wird das Haar seit Anfang dieses Jahrtausends kommerziell zu Wolle versponnen.
Das gelbgraue Possumfell war als Australisch Opossum im Handel, die braune Sorte als Tasmanisch Opossum. Dem jetzigen Hauptaufkommen und der heutigen zoologischen Benennung entsprechend wird es nur noch nach dem Ursprungsland (unabhängig von der Färbung) als Neuseeländisches Opossum, besser noch Neuseeländisch Possum, bezeichnet, da für das Tier inzwischen der englische Name Possum anstelle Opossum gebräuchlich ist. Damit kann es sprachlich nicht mehr mit dem erheblich anders aussehenden Opossum Amerikas verwechselt werden.
Das als Ringtail oder Ringtail-Opossum bezeichnete Fell (die größten wurden anfangs als „rock-Opossums“ gehandelt) des Ringelschwanz-Kletterbeutlers war nur wenig im Handel, das Tier ist inzwischen geschützt.

### Kuskus
Die Kuskus (Phalanger), auf einigen der großen Sunda-Inseln lebend, haben eine Körperlänge von 27 bis 65 cm, hinzu kommt der Schwanz mit 24 bis 60 cm. Das sehr dichte, wollige Fell ist auffallend bunt. Die zahllosen Farbabweichungen sind weiß, gelb, rotbraun, teils schwarz in den verschiedensten Mustern gefleckt. Das Fleisch wird von den Papua gegessen, das Fell von ihnen zu Mützen und Umhängen verarbeitet; es ist, im Gegensatz zum Possumfell (zoologisch Fuchskusu), Australisch, Tasmanisch und Neuseeländisch, der mit ihm häufig verwechselt wird, jedoch nicht im Handel.

### Ringtail, Ringtail-Opossum, zoologisch: Ringelschwanzbeutler
Der den Opossums nahestehende Ringelschwanzbeutler darf nicht mit dem Ringtail-Katzenfrett, im Fellhandel Bassarisk, verwechselt werden.
Der Greifschwanz ist nicht behaart, die verschiedenen, in Australien lebenden Arten sind geschützt. Das Fell ist 19 bis 45 cm lang. Die Behaarung ist kurz, fein und dicht. Die Färbung ist hellgrau, dunkelgrau oder schwarzbraun, oft haben sie einen dunklen Aalstrich, selten drei dunkle Längsstreifen. Die Wamme ist weißgraugelblich. Die besten Qualitäten sind intensiv blau. Hellblaue Felle wurden als „Sydneys“ gehandelt. Die Fellanlieferungen waren unbedeutend, meist wurden sie in die Opossumpartien einsortiert.

### Native Cat, zoologisch: Beutelmarder

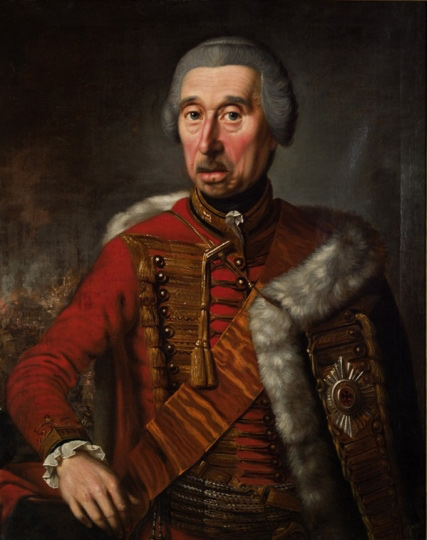
Preußengeneral Ziethen mit Native Cat verbrämter Pelisse (um 1870)

Das weiche und dichte, ehemals als Native Cat gehandelte Fell des in Tasmanien und ehemals in Südaustralien lebenden Tüpfelbeutelmarders ist 40 bis 65 cm lang, der buschig behaarte Schwanz 20 bis 30 cm. Bei einer der beiden vorkommenden Farbvarianten ist der Fellrücken gelbbraun bis hellolivgrau, bei der zweiten dunkelschwarzbraun. Auf dem Rücken und daran angrenzend befinden sich ähnlich dem Lyraskunk bei beiden Varianten zahlreiche kleinere und größere rundliche weiße Flecken, jedoch Tupfen anstatt Streifen. Die äußeren Fellseiten, die Beine und die Schwanzspitze sind weißgrau. Die Grannen sind braun mit schwärzlichen Spitzen. Die dicht stehenden Haare sind etwa 18 mm lang.
Haltbarkeitskoeffizient: 30 bis 40 %
Aus den Fellen wurden hauptsächlich Innenfutter gearbeitet, die unter der Bezeichnung „Chickerickfutter“ verkauft wurden. Heute ist der Tüpfelbeutelmarder geschützt.
Vom ebenfalls als Native Cat bezeichneten Fell des Langschwanzigen Beutelmarders meint das Pelz-Lexikon von 1949, kämen damals jährlich 20.000 Stück in den Handel, ihr Wert war gering.

### Riesenbeutelmarder oder Fleckschwanzbeutelmarder
Fleckschwanzbeutelmarder leben mit zwei Unterarten im Osten und Südosten Australiens (Queensland, Ost-Neusüdwales, Victoria) und auf Tasmanien. Die Kopfrumpflänge des beträgt 35 bis 75 Zentimeter, die Schwanzlänge 25 bis 35 Zentimeter, männliche Tiere sind kleiner als weibliche.
Die Felloberseite ist gelbbraun bis schwarzbraun mit zahlreichen Flecken, die sich auch auf den Schwanz mit verteilen. Die Unterseite und die Spitze des buschig behaarten Schwanzes sind weißlich. Als größte ihrer Gattung unterscheidet sich außerdem von anderen Arten der Gattung durch den geflecktem Schwanz. Einzelheiten über den Haarwechsel sind wohl nicht bekannt.
Die Fellqualität ist im Vergleich zum Tüpfelbeutelmarder weniger fein und weich.
Durch starke Nachstellungen durch den Menschen ist der früher einmal häufige Fleckschwanzbeutelmarder selten geworden.:S. 63.

### Koala
Das dichtwollige Fell des Koalas ist weich und dauerhaft, der Haltbarkeitskoeffizient beträgt 30 bis 40 %. Die Oberseite ist hell bis dunkelgrau, auf der Kruppe befindet sich manchmal ein heller Fleck, die Fellseiten sind weißlich. Die zahlreichen Leit- und Grannenhaare sind hellspitzig.
Früher war der Koala so häufig, dass er in großer Zahl für Pelzzwecke gejagt wurde. 1924 exportierte Ostaustralien über 2 Millionen Felle.
Der Koala ist heute völlig geschützt.

### Wombat
Auch die Felle der Wombats spielten einmal eine bedeutende Rolle im Rauchwarenhandel. Während das Fell des Nacktnasenwombats von geringer Qualität ist und für Pelzzwecke daher schlecht geeignet, ist das filzig wirkende Fell des Haarnasenwombats für Besätze und Jackenfutter verwendet worden. Der Haltbarkeitskoeffizient beträgt 30 bis 40 %.
Das Haar ist lang und weich, die Unterwolle dicht. Die Farben variieren je nach Unterart zwischen grau und braun, wobei die Unterseiten der Gliedmaßen, Kehle und Brust fast weiß sein können. Der Schwanz ist unbehaart.
Noch 1906 wurden mehr als 250.000 Felle jährlich exportiert. Auf den Londoner Frühjahrsauktionen des Jahres 1922 wurden von den 2739 angebotenen, als „Beutel-Murmeltier“ bezeichneten Wombatfellen, 1593 Stück „zu guten Preisen“ verkauft.
Heute zählt das Haarnasenwombat zu den bedrohten Tierarten.

### Großer Kaninchennasenbeutler, Ohrenbeutler, Kaninchenbandicoot
Die Felllänge des Großen Kaninchennasenbeutlers beträgt 20 bis 44 Zentimeter, der Schwanz ist 12 bis 22 Zentimeter lang. Die känguruartigen Hinterbeine sind lang. Das Haar ist lang, seidig und weich, die Unterwolle schwach. Die Färbung ist hellsilbergrau, blaugrau-bräunlich, die Unterseite ist weiß. Die vordere Hälfte des Schwanzes ist schwarz und die hintere Hälfte, mit einer weißen Quaste am Ende, ist weiß gefärbt. Die Ohren sind besonders lang, ähnlich dem Kaninchen, im Verhältnis zur Körpergröße jedoch noch länger.
Laut Brass wurden um 1900 jährlich 30.000 bis 40.000 Felle nach Europa geliefert, 20 Jahre zuvor war das Fell im Handel noch nicht bekannt. Der Wert betrug 50 Pfennig bis 1 Mark das Fell. 1925 war die Handelsmenge sowie der Wert höher. Der Pinselschwanz diente den australischen Ureinwohnern als Schmuck.

### Laternenratte oder Lampenratte, Yapok

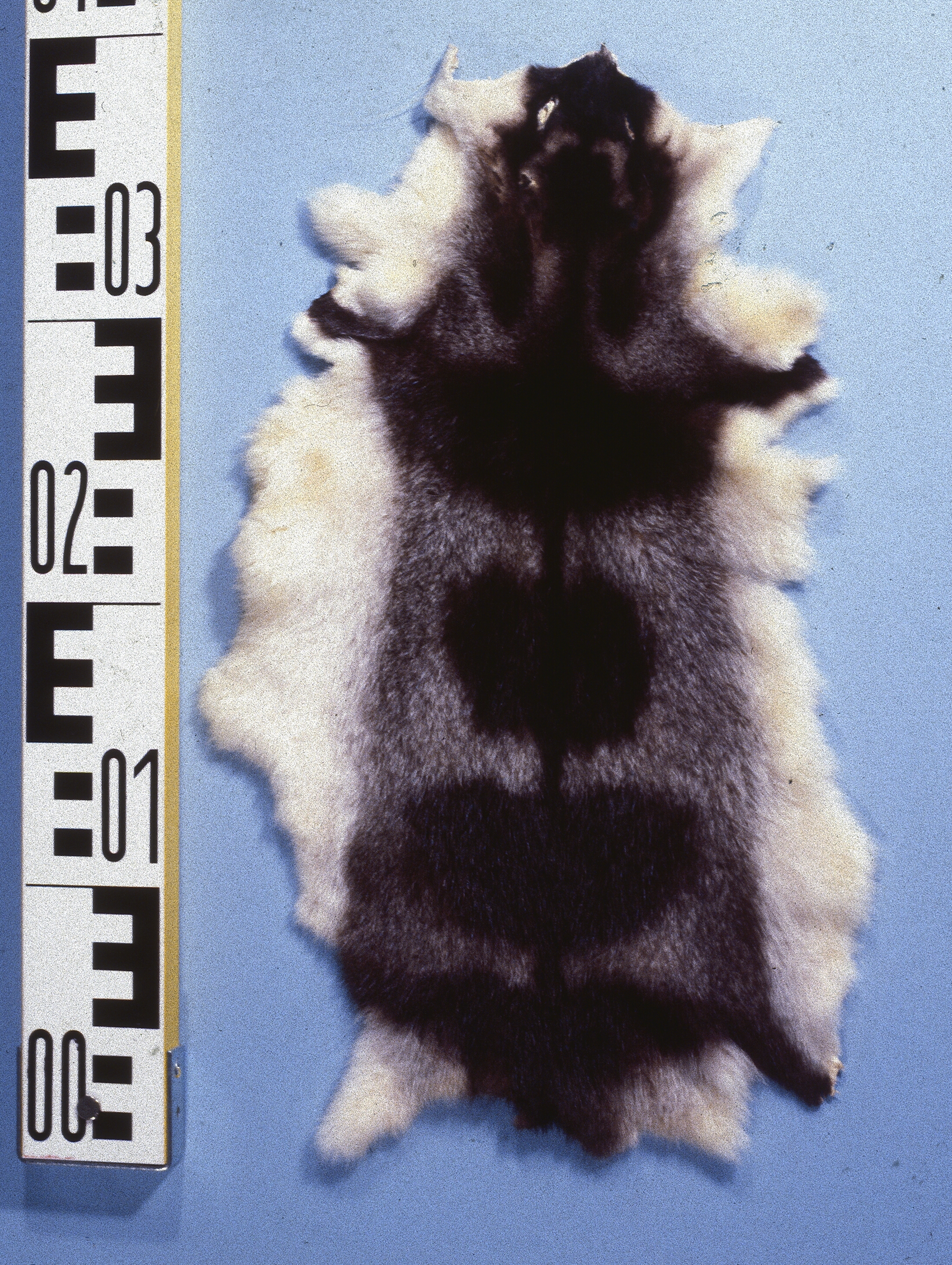
Yapokfell
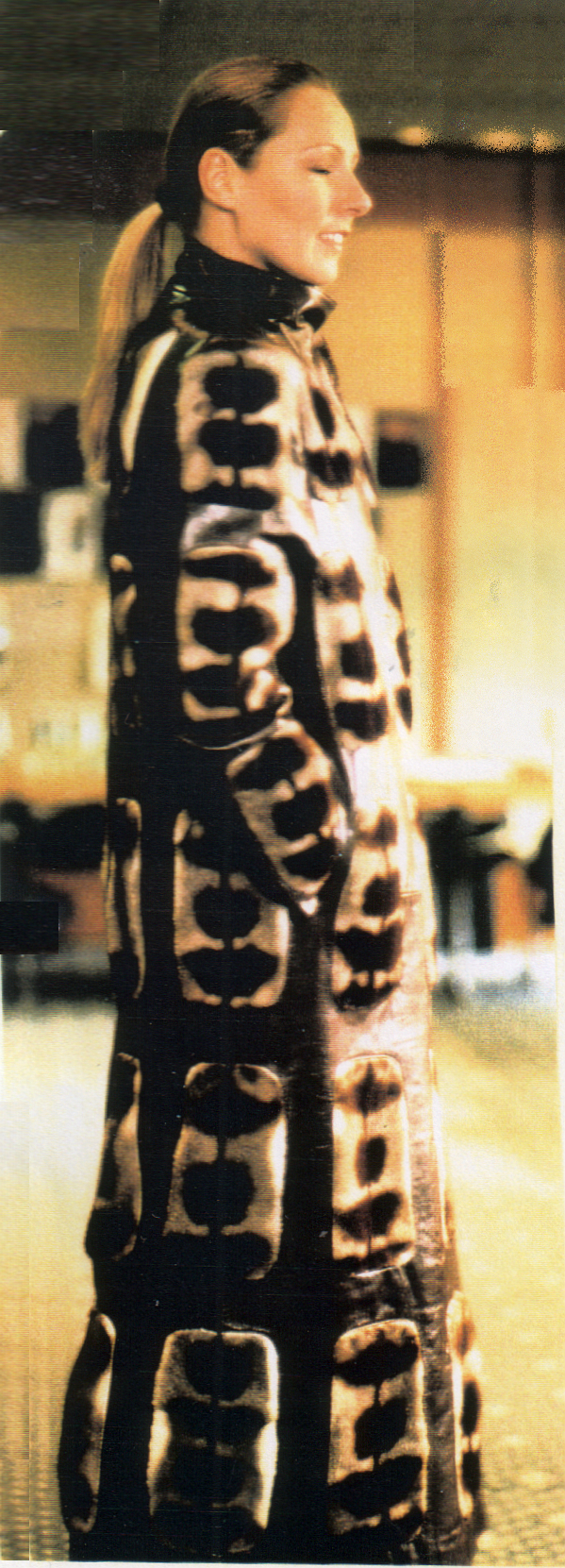
Yapok-Mantel (Kempten 2000)

Die unter den Namen Yapok, Laternen- oder Lampenratte im Handel befindlichen Felle werden trotz der hübschen Zeichnung nur wenig angeboten, sie stammen von einem südamerikanischen Schwimmbeutler.
Das Fell ist etwa 40 bis 45 cm lang. Das Haar ist sehr weich, die Behaarung dicht-wollig, kurz; hellbräunlich, weiß durchsetzt. Kennzeichnend sind die vier dunkelbraunen runden Rückenflecken, die am Hals und am Rumpf mehr oval sind und das Braun bis in die Pfoten fortsetzen, im Grotzen sind sie durch eine schmale braune Linie miteinander verbunden.

### Vieraugenbeutelratte
1883 wurde Didelphis philander, die südamerikanische Vieraugenbeutelratte, als Lieferant der Farasfelle genannt. Das weichhaarige Fell wurde mit 50 bis 60 Pfennig bewertet.
Das Fell wurde als 21 Zentimeter lang oder etwas darüber beschrieben; auf dem Hals, auf dem Rücken und auf der oberen Seite des Schwanzes rötlichbraun, um jedes Auge eine bräunliche Einfassung, mitten auf der Nase und der Stirn einen gelbbraunen Streif, die Oberlippe, die Backen, die Brust, die Kehle und der Bauch weiß. Der Wickelschwanz ist länger als der Leib, größtenteils schuppig und an der Wurzel behaart.

### Beutelwolf
Der Beutelwolf, auch Tasmanischer Wolf, Beuteltiger oder Tasmanischer Tiger genannt, war das größte fleischfressende Beuteltier, das in geschichtlicher Zeit auf dem gesamten australischen Kontinent lebte. Das letzte bekannte Exemplar starb 1936 in einem Zoo. Im Jahr 1998 kam in australischen Sydney ein Fell zur Versteigerung, für das man, umgerechnet, 30.000 Schweizer Franken erzielen wollte.
Beutelwölfe erreichten eine Kopfrumpflänge von 85 bis 130 Zentimetern und eine Schwanzlänge von 38 bis 65 Zentimetern. Ihr Fell war kurz und rau, grau oder gelbgrau gefärbt. Charakteristisch waren die 13 bis 19 zebraartigen schwarzbraunen Querstreifen am hinteren Teil des Körpers und an der Schwanzwurzel, denen sie auch ihren Namen „Beuteltiger“ verdanken. Das Vorderteil war ganz frei von Streifen. Im Gesicht hatte der Beutelwolf weiße Zeichnungen um die Augen und Ohren. Im Körperbau wies er verblüffende Ähnlichkeiten mit einigen Raubtieren aus der Familie der Hunde (Canidae) auf. Die Gliedmaßen waren eher kurz, die Beine endeten jeweils in fünf Zehen.
Auf eine frühere Nutzung der Tiere durch die Ureinwohner deutet eine Zeichnung an der Felsformation Ubirr am Rande der Nadab floodplain im Arnhemland im Norden Australiens hin. 1830 setzte die Regierung ein Kopfgeld von einem Pfund auf jeden erlegten Beutelwolf aus, da sie, wohl zu Unrecht, den Ruf von blutrünstigen Schafjägern bekommen hatten. In den 1860er-Jahren war die Art auf die unzugänglicheren Bergregionen im Südwesten der Insel beschränkt, die Jagd mit Fallen und Hunden ging jedoch unvermindert weiter. Um das Jahr 1910 galt die Art dann als selten. Die Felle gelangten nicht in den Handel.

## Sonstige Pelztiere
Nachfolgend noch einige Pelztiere mit geringer Bedeutung für den Rauchwarenhandel.

### Affen und Halbaffen
Unter dem Begriff Affenfelle wurden im Fellhandel die für die Pelzverarbeitung geeigneten, dichter behaarten Häute der Affen sowie auch der Halbaffen zusammengefasst. Sie hatten dort allerdings keine größere Bedeutung, bis auf zeitweilig das Fell des Guerezas und in deutlich kleinerem Umfang die Felle einzelner Meerkatzenarten. Die langhaarige Guerezamähne diente in den afrikanischen Ursprungsländern bei Festivitäten der Einheimischen als Kopf-, Körper- und Beinschmuck. In der westlichen Mode wurde sie vor allem für auffällige Verbrämungen und Besatz auf Jacken und Mänteln anderer Pelzarten sowie auf Textilkleidung verwendet.
- Sämtliche Affenarten sind inzwischen unter Schutz gestellt. Zahlreiche Arten stehen im Anhang I des Washingtoner Artenschutz-Übereinkommens, die übrigen im Anhang II.

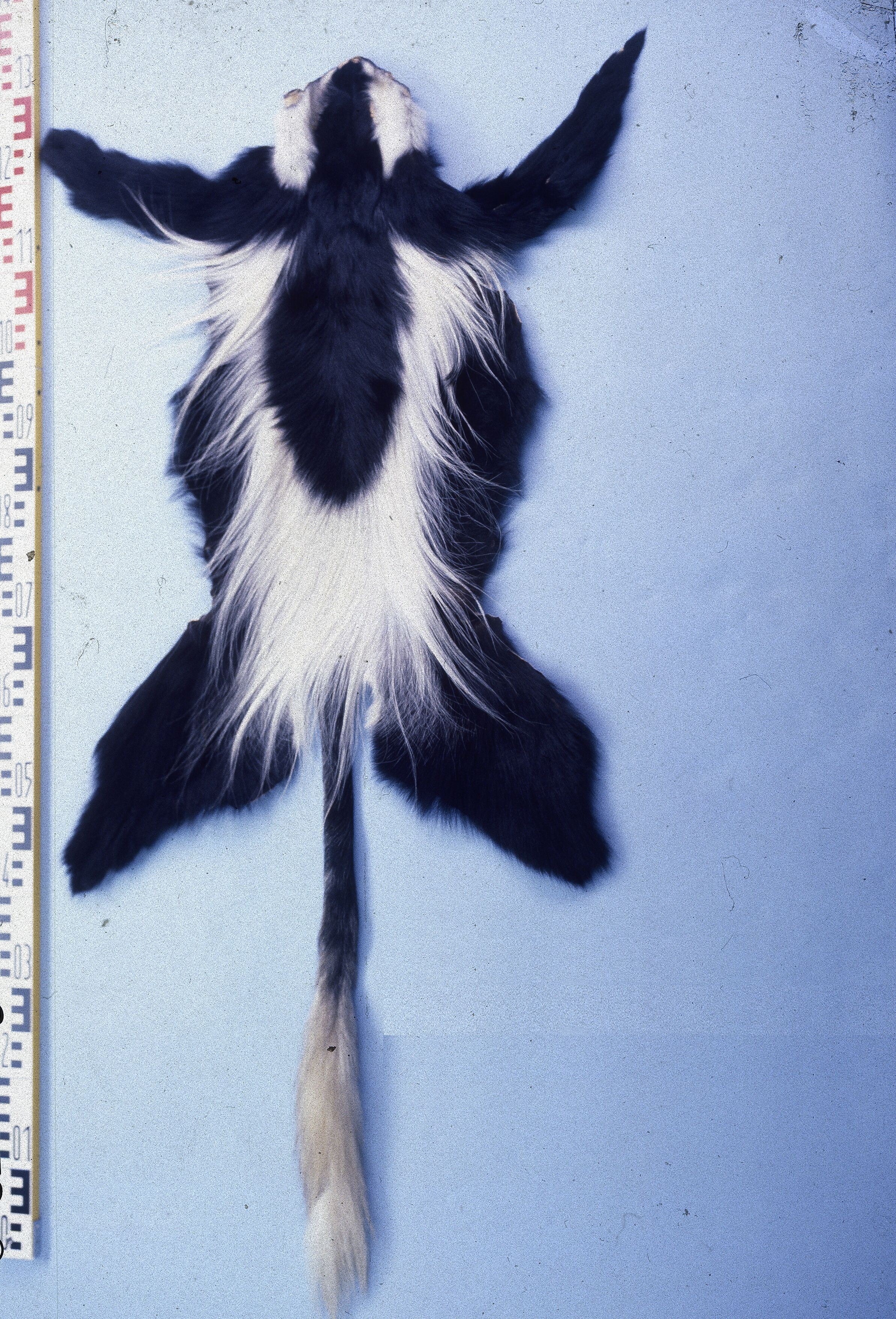
Guereza

#### Guereza oder Scheitelaffe

##### Abessinische Guereza
auch Mantelaffe, Bischofsaffe, Königsaffe, Seidenaffe, Schweifaffe, Monkey fur sowie weitere Tiernamen und Fellbezeichnungen.
Die Heimat der Guereza beziehungsweise Seidenaffen ist Zentralafrika. Eine ihrer schönsten Arten ist der nördliche oder abessinische Guereza mit feinem weichen, tiefschwarzem Haar. Das Rückenhaar erreicht eine Länge von 10 Zentimeter. Vom Hals an befindet sich beiderseits der Flanken je eine Mähne von etwa 20 Zentimeter langen weißen Haaren, die etwa in Hüfthöhe zusammenlaufen. Ebenfalls weiß sind eine Stirnbinde, Wangen und Kehle sowie eine Franse langer Haare am Ende des sonst kurzhaarigen Schwanzes.

##### Weißschwanzguereza
Fast noch eindrucksvoller ist das Fell des Weißschwanz-Guerezas. Seine weiße Mähne ist noch stärker ausgeprägt und der Schwanz erinnert an einen Pferdeschweif. Die Tiere erreichen eine Kopfrumpflänge von 50 bis 80 Zentimeter, der Schweif kann bis zu 70 Zentimeter lang sein. Das schwarze, seidigglänzende Haarkleid, das sich von der Fellmitte her nach beiden Seiten scheitelt, misst etwa 5 bis 10 Zentimeter.
Die kleineren Schwarz-weißen Stummelaffen werden nur 30 bis 50 Zentimeter groß. Sie leben in den Waldgebieten der afrikanischen Westküste. Das schwarze Haar ist seidig glänzend, etwa 7 bis 15 Zentimeter lang und scheitelt sich längs der Rückenlinie, der Handelsname der Felle war deshalb meist Scheitelaffe, im Gegensatz zu den Guerezas, die unter diesem Namen oder als Seidenaffen gehandelt wurden. Das Unterhaar ist nur wenig entwickelt. Die Wamme und die Innenseite der Extremitäten sind grauweiß, Wangen und Brustfleck sind teils weiß, teils grauweiß. Der Schweif ist etwa 50 Zentimeter lang und dünn behaart.

#### Dschelada
Dscheladas bewohnen ausschließlich das Hochland von Äthiopien. Die Kopfrumpflänge beträgt 50 bis 75 Zentimetern, der Schwanz ist ebenso lang wie der Körper und endet in einer Quaste. Männchen sind um einiges größer als Weibchen, bei ihnen endet der Schwanz in einer eindrucksvollen Quaste. Dscheladas haben ein braunes Fell, das an der Unterseite heller gefärbt ist.

##### Lemuren
Die unter dem Begriff Lemuren zusammengefassten Halbaffen kommen nur auf Madagaskar vor. Sie unterscheiden sich wesentlich in der Größe (ratten- bis katzengroß), im Körperbau, in der Behaarung, der Färbung und der Schweiflänge. Sie sind meist dicht und rauch behaart, manchmal sehr seidig. Sie teilen sich auf in Makis (Katzenmakis, Zwerg-Mausmakis; Halbmakis, Braune Makis, Weißkopfmakis und andere), Indriartige und Fingertiere. Es kamen nur wenige Felle in den Handel. Zum einen waren einige Arten bereits stark reduziert, zum anderen waren sie als Nachttiere schwer zu erbeuten. Auch werden sie von den Einwohnern verehrt und wurden deshalb kaum bejagt.

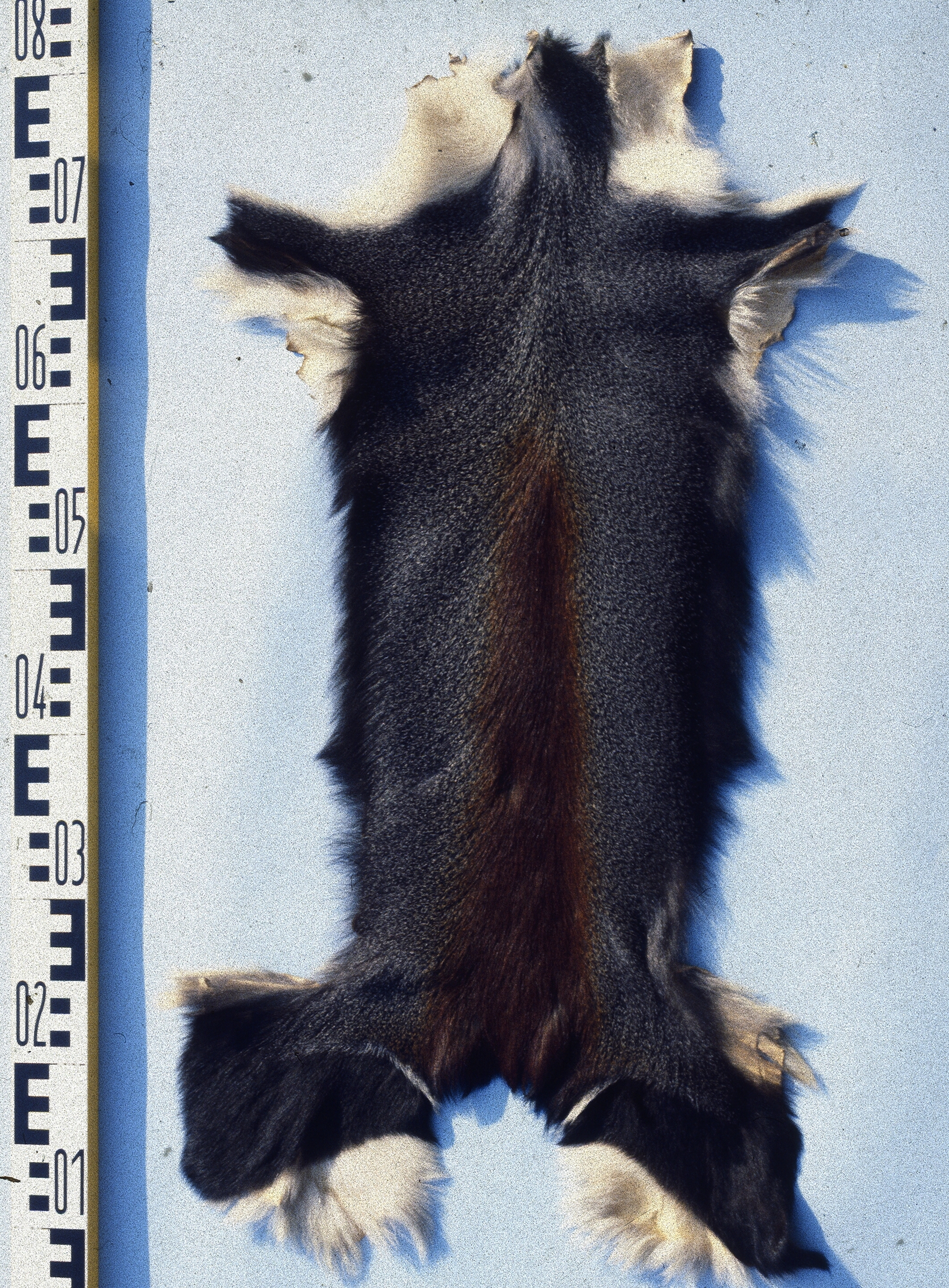
Diana-Meerkatze

##### Meerkatzen
Aus der Familie der Meerkatzenartigen wurden zeitweise größere Mengen angeliefert. Sie sind vor allem im westlichen Afrika beheimatet, aber auch in den Waldgebieten Ostafrikas. Die Behaarung ist oft seidig und nicht sehr dicht, sie unterscheidet sich in Bezug auf Farbe und Zeichnung sehr stark zwischen den Arten. Die meist schwarz-weiß geringelten Haare mit heller Spitze erzeugen einen perlgrauen Eindruck, so dass die Felle oft als „Perlaffe“ bezeichnet wurden. Es waren dies vor allem die Felle der Diana-Meerkatze.

##### Satansaffen und Brüllaffen
Für Südamerika sind in Zusammenhang mit der Geschichte des Fellhandels die Satansaffen und die roten Brüllaffen erwähnenswert, von denen aber auch nur selten Felle angeliefert wurden.
Für die Satansaffen aus dem nordöstlichen Brasilien sind der lange Bart und der Haarschopf charakteristisch. Das Fell ist kurz und sehr dunkel, es ist überwiegend schwarz, nur an den Schultern und am Rücken kann es dunkelbraun sein. Der Schwanz ist lang und sehr buschig.
Die Brüllaffen aus Mittel- und Südamerika gehören nach den Spinnenaffen zu den größten Neuweltaffen. Die roten Brüllaffen leben im nordwestlichen Südamerika. Die Fellfärbung variiert von rot bis orangefarben, die Geschlechter sind gleich gefärbt, die Männchen sind etwas größer. Die Kopfrumpflänge variiert zwischen 46 und 57 Zentimeter, der Schwanz wird rund 65 Zentimeter lang. Das Gesicht ist bis auf einen Bart unbehaart.

### Zahnarme
1910 gibt ein Pelzfachbuch an, dass Felle von zwei Arten aus der Familie der Zahnarmen hin und wieder im Handel wären, das der Faultiere und der Ameisenfresser.

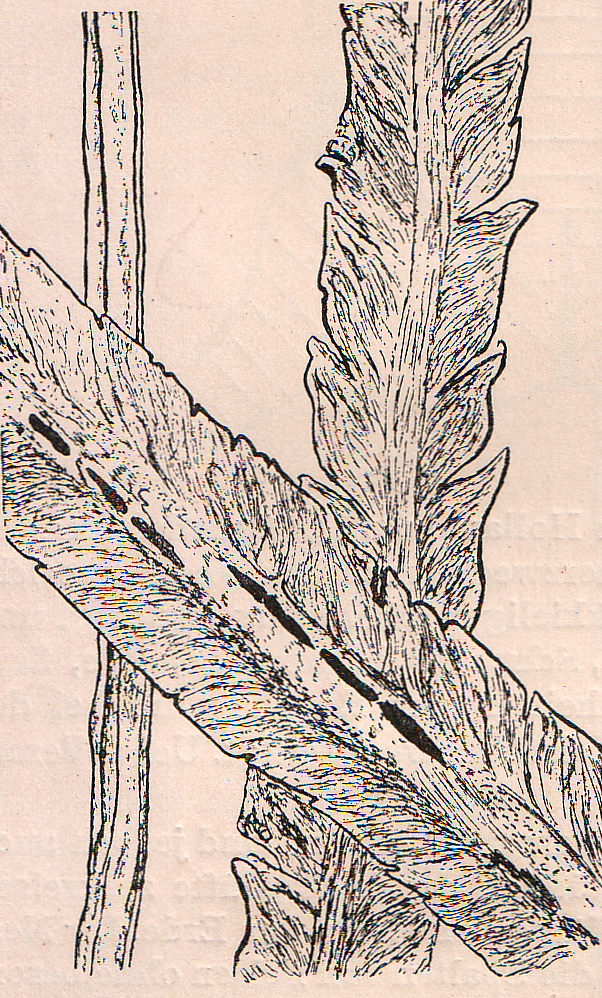
Faultier-Haar

#### Faultier
Faultiere erreichen eine Gesamtlänge von 42 bis 80 cm. Der Kopf ist sehr kurz, das Gesicht eher rund. Die Ohren sind klein und im Fell verborgen, der Schwanz stummelartig. Die Gliedmaßen sind sehr lang, die vorderen länger als die hinteren, was besonders deutlich bei den Dreifinger-Faultieren ausgeprägt ist. Die Gattungen unterscheiden sich durch die Anzahl der sichtbaren Finger. An den Hinterbeinen haben beide Gruppen jeweils drei Zehen. Die Finger und Zehen tragen große, sichelförmig gebogene Klauen und sind etwa gleich lang.
Die Haare haben ein federähnliches, von allen anderen Arten verschiedenes Aussehen. Die Grannen sind etwa 8 Zentimeter lang, gelblich und „sehen aus wie trockenes Gras“. Nur die Spitzen haben eine bräunliche Färbung. Im Fell der Dreifinger-Faultiere können zwei Schichten deutlich unterschieden werden: Das kurze und sehr dichte Unterfell und das lange und strohige Deckhaar. Die Zweifinger-Faultiere weisen dagegen nur das Deckhaar auf. Ein besonderes Kennzeichen der Haare der Faultiere stellt das Fehlen des Markkanals (Medulla) dar. Der Haarstrich verläuft vom Bauch zum Rücken und damit entgegengesetzt zu dem anderer Säugetiere. Des Weiteren besitzen die Haare der Zweifinger-Faultiere an der Außenfläche 3 bis 9 Längsrippeln und -rillen, die über die gesamte Länge verlaufen. Dies ist einmalig unter Säugetieren. Bei den Dreifinger-Faultieren kommt dies nicht vor, deren Haare weisen unter der Cuticula kleine Lufträume auf.

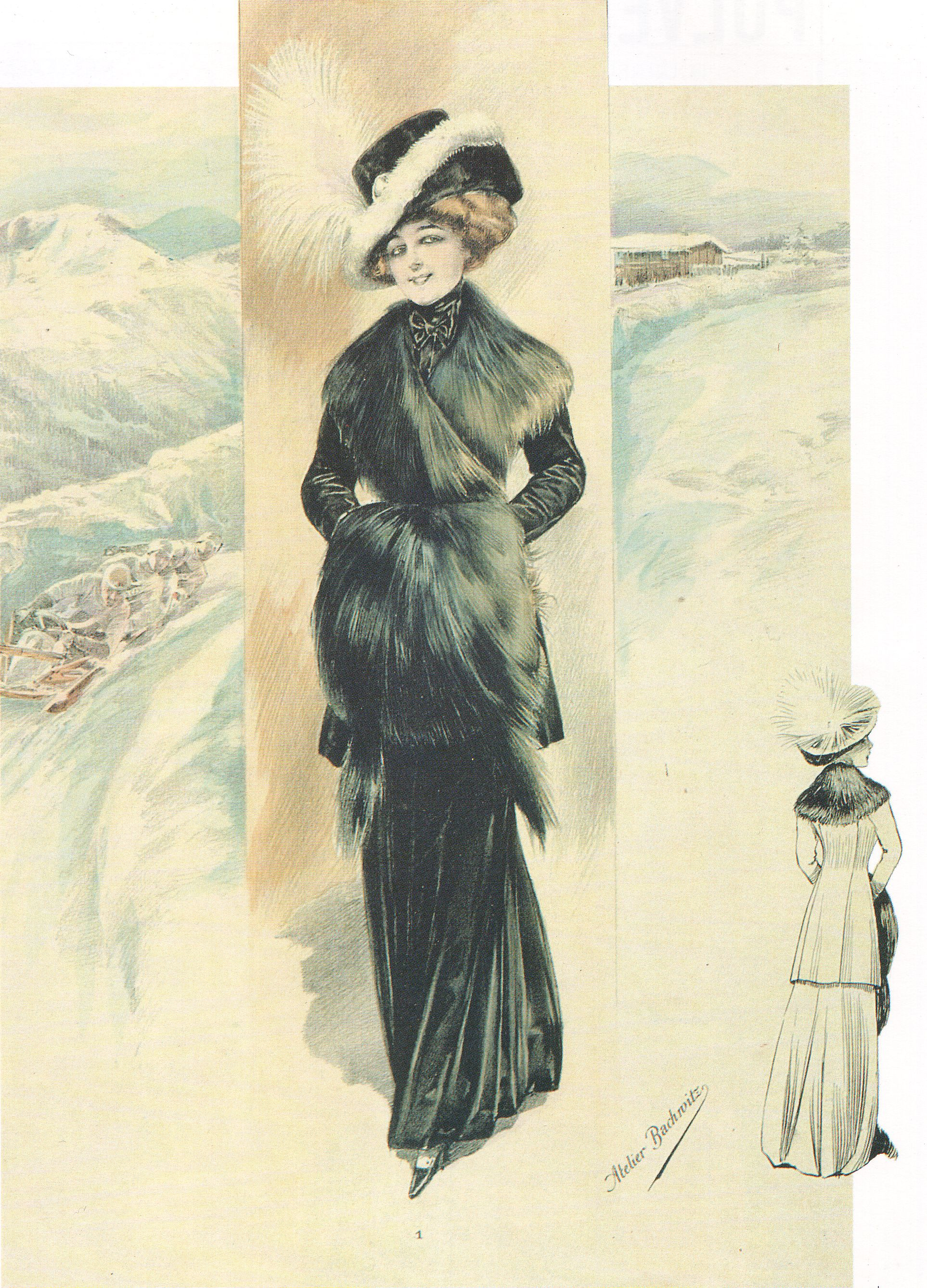
Muff und Kragen aus Ameisenbär

#### Ameisenbär

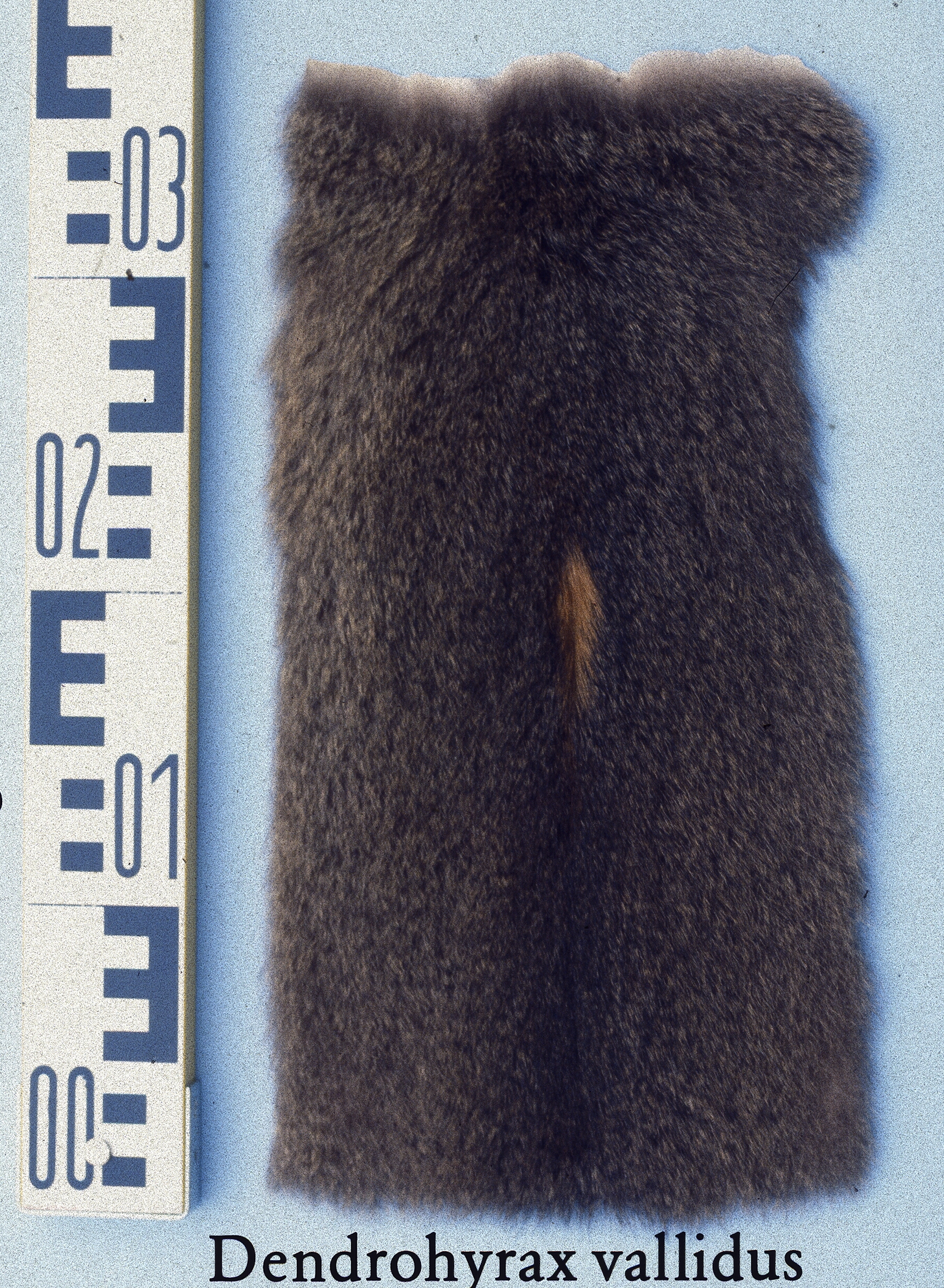
Bergwald-Baumschliefer

Der Lebensraum der Ameisenbären erstreckt sich über Mittel- und Südamerika. Der Große Ameisenbär aus Paraguay ist der größte seiner Art. Mit dem Schweif gemessen erreicht er eine Länge von bis zu 2,50 Meter. Der Schweif der Ameisenbären erreicht mindestens die Länge des übrigen Körpers, teilweise auch mehr. Das Fell besteht aus dichtem steifem Grannenhaar von etwa 10 Zentimeter Länge; die Schweifhaare werden bis zu 40 Zentimeter lang.
Die Felle wurden meist zu Teppichen verarbeitet. Ein Prospekt des Wiener Ateliers Bachwitz aus der Zeit 1908/1910 zeigt ein Aquarell einer Dame mit einem breiten Kragen und einem Muff, als Fellmaterial wurde „fourmilier“, Ameisenbär angegeben (siehe Abbildung).
Das Fell des Kleinen Ameisenbären (Tamandua) ist 47 bis 88 Zentimeter lang; der Schweif ist mit 40 bis 67 Zentimeter im Verhältnis zum Körper etwas kürzer als bei den anderen Arten. Die Behaarung ist hart und kurz und besteht aus schwarzen Grannen mit wenig gelbgrauer Unterwolle, die Grundfarbe des Fellkleides ist beige bis hellbraun. Darauf zeichnet sich eine schwarze Westenzeichnung ab, die an der Schulter beginnt und hinter den Vorderbeinen den Rumpf umschließt; diese Zeichnung ist beim Nördlichen Tamandua ausgeprägter und hebt sich deutlich von der Grundfarbe ab, beim Südlichen Tamandua ist sie undeutlicher und kann auch fehlen. Wie alle Ameisenbären sind sie durch die lange, enge Schnauze gekennzeichnet, deren Mundöffnung nur bleistiftdick ist. Tamanduas tragen an den Vorderfüßen vier Zehen, die mit langen, scharfen Krallen ausgestattet sind, von denen die dritte Kralle stark vergrößert ist; die fünfte Zehe ist nur rudimentär entwickelt. Die Hinterfüße haben fünf Zehen mit deutlich kleineren Krallen. Das Schwanzende ist beschuppt.
Der Zwergameisenbär ist wesentlich kleiner, die Körperlänge beträgt etwa 20 Zentimeter, der Schwanz hat mindestens Körperlänge, meist ist er länger. Die Behaarung ist weich, dicht und glänzend; von gelblicher Färbung. Das Aussehen ist etwas dem Opossumfell ähnlich, bei einigen Unterarten ist es an den Beinen oft heller. Vereinzelt finden sich auf der Bauch- und Rückenseite kleinere, dunkle Streifen. Teilweise tritt ein schokoladenfarbener Aalstrich auf, der vor allem bei Tieren im Amazonasbecken deutlicher ausgeprägt ist als bei mittelamerikanischen Vertretern. Der Kopf wird rund 5 cm lang, die Ohren sind sehr klein und erreichen nur rund 0,7 bis 1,3 cm Länge. Im Gegensatz zu den anderen Ameisenbärenarten ist die Schnauze markant kürzer und deutlich dicker. Bei den Händen ist die zweite und dritte Zehe am längsten, die erste und vierte sind verkümmert und die fünfte fehlt ganz. Die beiden langen Zehen der Hände sind mit starken Krallen versehen, bei den Füßen, die vier Zehen aufweisen, sind die Krallen verkürzt. Der Hinterfuß ist etwa 3,5 cm lang.

### Klippschliefer oder Klippdachs
Das Vorkommen der Klippschliefer beschränkt sich auf Afrika. Das Fell ist dem Murmelfell ziemlich ähnlich. Die Felllänge beträgt etwa 28 bis 32 Zentimeter. Das lichte weiche Haar hat fast keine Unterwolle und ist je nach Vorkommen an die Umgebung angepasst, dabei braun und grau gesprenkelt. Im Fellhandel waren die Tiere jedoch immer „fast nicht bekannt“.
Der Leipziger Rauchwarenkaufmann Friedrich Jäkel erinnerte sich 1966: „Kleine Partien Klipschliefer aus Afrika interessierten kaum, und später, als der Artikel wieder vergessen war, kamen nur noch Zurichtaufträge von den afrikanischen Farmern nach Leipzig. Es ist aber erstaunlich, wie dankbar ein Mantel aus Klipschlieferfellen im Tragen war; denn nicht nur in London, auch in Hamburg sieht man noch heute hier und da eine Dame mit solch einem Mantel im naturellen Zustand.“

#### Kap-Klippschliefer, Johnston-Klippschliefer, Abessinischer Klippschliefer, Sudan- oder Sahara-Klippschliefer
Das Fell dieser vier Klippschlieferarten ist langhaarig, dicht und weich und variiert je nach Vorkommen zwischen dunkelnussbraun, hellbraun oder bräunlichgrau mit hellen Grannenspitzen. Die Felllänge beträgt etwa 40 bis 55 cm. Die Felle haben zwei Kennzeichen, sie haben kein Unterhaar und die einzelnen Haare sind in 15er Gruppen angeordnet. Ein zusätzliches Merkmal ist ein Fleck auf dem Rücken nahe am Lendenwirbel. Er besteht, je nach Herkommen, aus weißlichen, hellgelben oder schwarzen Haaren. Die etwa 30 mm lange kahle Stelle in der Mitte des Flecks stammt von einer Drüse, aus der die Tiere während der Paarungszeit eine stark riechende Flüssigkeit absondern.
Erst um 1900 kam das Klippschlieferfell mit etwa 10.000 Stück jährlich in den Handel, wo es zu Pelzfuttern verarbeitet wurde.
1988 wurden die Anlieferungen als unbedeutend eingeschätzt, Zahlen waren nicht zu ermitteln.
Felle der Baum- oder Waldschliefer, Felllänge etwa 45 bis 55 cm, werden noch weniger als das der Klippschliefer gehandelt. Über die Fellnutzung der übrigen Schlieferarten ist offenbar nichts bekannt.

### Kloakentiere/Schnabeltier

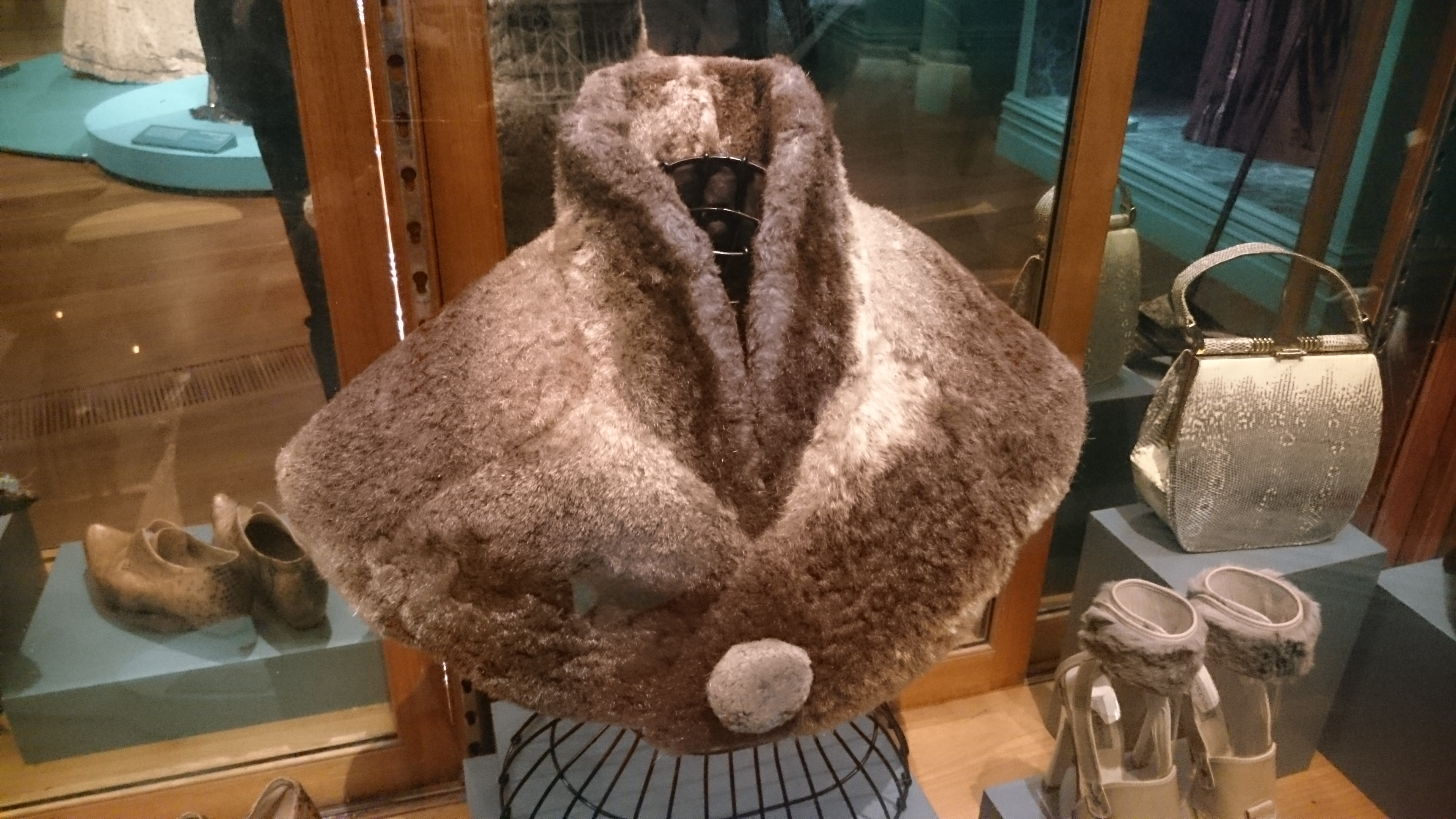
Cape aus Schnabeltierfell (1890)

Bereits seit 1905 steht das Schnabeltier unter völligem Naturschutz.
Charakteristikum des Schnabeltieres ist der für Säugetiere einmalige, dem Entenschnabel ähnliche Mund. Die Felllänge beträgt rund 30 bis 40 Zentimeter, der vergleichsweise abgeplattete Schwanz ist 10 bis 15 Zentimeter lang. Das Unterhaar ist dicht, weich und seidenartig von mausfahler Farbe. Das die Unterwolle überragende Grannenhaar ist auf dem Rücken schwarzbraun, am Bauch gelblich, auf dem Schwanz ziemlich straff und borstenartig. An den Beinen geht die Farbe ins Grauweißliche über; es liegt hier straff auf und ist an den Vorderbeinen nicht zylindrisch, sondern platt gedrückt. An den Vorderfüßen sind die Zehen unbehaart, an den hinteren bis zu den Krallen mit Haaren bedeckt. Die Hinterbeine sind etwa 6,5 Zentimeter lang, die vorderen etwas kürzer, zwischen den Zehen befinden sich Schwimmhäute.
Das Fell wurde vor der Inschutzstellung von australischen Kürschnern für Mützen und Decken verwendet, die Ausfuhr betrug um 1900 höchsten 100 Stück jährlich, zu einem sehr geringen Preis. In Europa wurden über England um 1840 „einige Schnabeltierfelle“ nur von Naturalienhändlern gehandelt, zu der Zeit allerdings zu einem sehr hohen Preis.:S. 51.
Die Qualität wurde zur Zeit der Nutzung des Pelzes als herausragend gut eingeschätzt, sie „liefern in ihren Fellen ein Pelzwerk, das hinsichtlich der Qualität dem der Fischottern gleichkommt, oder diese auch noch etwas übertrifft“. Auch die Verwendung entsprach der von Fischotterfellen. In der späteren Literatur wurde nur noch ein Haltbarkeitskoeffizient von  50 bis 60 Prozent, verglichen mit dem Seeotterfell, angenommen.

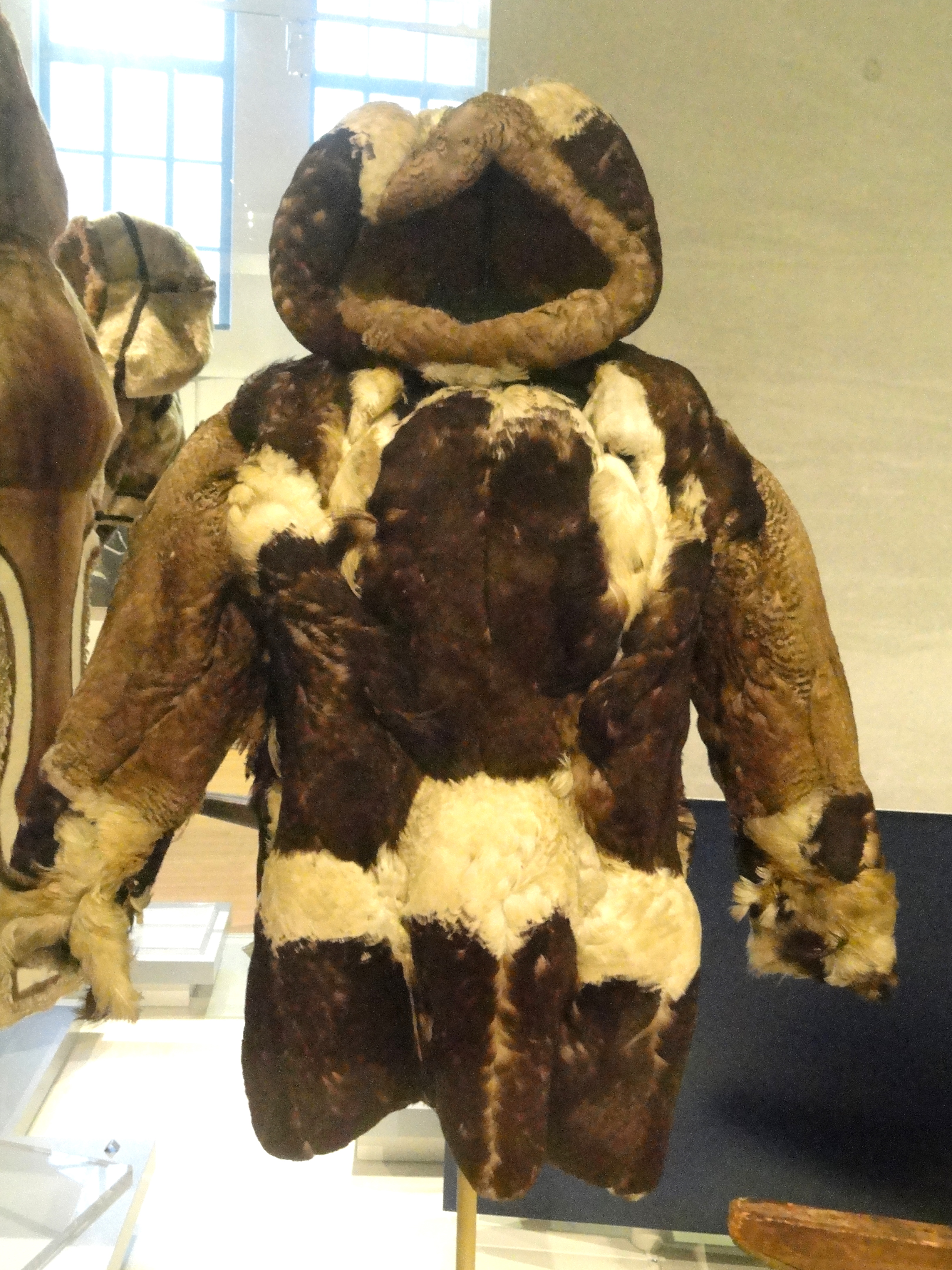
Männerparka der Eskimos aus ungerupftem Eiderentenfell

### Vögel
Außer den Fellen von Säugetieren nutzt die Pelzwirtschaft auch die Bälge einiger Vogelarten. In den letzten Jahrzehnten fand eine Verwendung der Vogelfelle für Kleidungszwecke nicht mehr statt, zumindest in keinem beachteten Umfang. 1970 wird das Material als „nur noch verhältnismäßig selten als Garnitur für Morgenröcke oder Festkleidung von Teenagern“ erwähnt. Die abgezogene, befiederte Haut der Vögel wird üblicherweise als Vogelbalg bezeichnet, nur in der Pelzbranche ist auch die Bezeichnung Fell für die abgezogene, gegerbte Vogelhaut gebräuchlich.
Die weit überwiegende Hauptnutzung der Vogelbälge bestand in der Verwendung der Flaumfedern, der Daunen oder Dunen, für Bettdecken- und Kopfkissen-Inlette. Vor Erfindung der Metall-Schreibfeder dienten Federkiele als Schreibutensilien für Tinte. Das Fleisch der gezüchteten Gänse und Enten wurde gegessen, regional auch häufig das der Wildvögel.
Die Vogelfelle bildeten „ein wenig dauerhaftes Pelzwerk“. Infrage kommen nur solche Arten, die über ein volles und gut ausgebildetes Brust- und Bauchgefieder verfügen, „es hält warm, ist geschmeidig, leicht und seidenweich und spricht zudem mit seinem weißen oder doch lichten Farben voll hohen Glanzes sehr an“. In den kälteren Gebieten, vorwiegend in Küstengebieten und auf den Inseln des hohen Nordens, wurden deshalb schon frühzeitig die Bälge der dort vorkommenden Vögel neben den Fellen von Seehunden, Polarfüchsen, Eisbären und anderen Säugetieren für Kleidung genutzt. Hierfür verwendet wurden vor allem Eiderenten, Grebes, Gänse, Möwen und Schwäne.
Vogelbälge werden durch Gerben haltbar gemacht und von Präparatoren zu Tierkörpern für Studien-, Lehr- oder Dekorationszwecke gearbeitet (Taxidermie). Ganz besonders etwa zwischen 1840 und 1890 wurden die Bälge einiger Vogelarten in nennenswertem Umfang von Kürschnern zu Bekleidung verarbeitet. Die große Mode junger Damen bildete damals eine Pelzgarnitur, bestehend aus einem Barett, einem dazu passenden kleinen Muff und einer schmalen Pelzkrawatte aus dem weißglänzenden, nach den Seiten zu ins Blaugraue oder Rotbraune verlaufendem Brust- und Bauchgefieder des Haubentauchers oder des Haubensteißfußes.
Im Gegensatz zu fast allen behaarten Fellarten werden für die Verwendung als Pelz die Vogelbälge im Rücken aufgeschnitten um die bessere Bauchseite zu schonen.

### Guendjen
In einigen alten Nachschlagwerken findet, in verschiedenen Schreibweisen, ein Pelztier Erwähnung, das Guendjen. Als Heimat wird einige Male die Halbinsel Krim genannt aber auch in Russland und Polen soll es vorkommen. Es ist vielleicht nicht mehr sicher auszumachen, welches Tier gemeint wurde. Es scheint ebenfalls unsicher, ob es sich bei den verschiedenen Nennungen und Namensvarianten überhaupt um dieselbe Tier- beziehungsweise Fellart handelt. Die Beschreibungen der Bezeichnung „Guendjen“ ähnlichsten Benennungen sprechen dafür, dass es sich hierbei um Feh handelt, das Fell des russischen oder sibirischen Eichhörnchens.
In Johann Christian Schedels neuem und vollständigen, allgemeinen Waaren-Lexikon von 1814 heißt es: „Die Guendjens von der Krimm sind fast durchgehends von der Gattung, welche Orta-Guendjen heißen. Man fängt sie auf der Halbinsel; der größte Theil kommt von Prekop und Oczakow. Man treibt diese Thiere damit aus ihren Höhlen und Löchern, daß man Wasser so lange hinein laufen läßt, bis sie gezwungen sind, herauszukommen. Ihre Felle sind von verschiedener Gattung. Ein vollkommener Pelz ist gemeiniglich aus 60 Stück Fellen zusammengesetzt, und kostet 3 bis 12 Piaster. Auch diese Thiere werden nur im Winter gejagt; im Sommer taugen die Felle nichts. Die schönen schwarzen Guendjenfelle liefern Rußland und Polen“.
Ähnliche, alte Bezeichnungen sind neben Guendjen:
Gueudjen (Eichhörnchen),
Gwedjen („russische Eichhörnchen sind von dreyerley Gattung, nemlich schwarze, Siah-Gwedjen, Orta-Gwedjen, und Beiaz-Gwedjen oder weiße Sorte“),
guendjon (französisch = ecureuil = Eichhörnchen) und gandjen (im selben Werk, beschrieben wie Guendjen),
Weniger ähnliche Namen sind göçen, güçän, güçen oder küzen. Sicher ist, dass jeweils kleine Pelztiere so benannt wurden. Es wurden vor allem Hörnchenartige, vor allem das Eichhörnchen (Fehfell), Marderartige, vor allem der Iltis, aber auch kleine Hasen mit der Bezeichnung Gundjen oder ähnlichen Schreibweisen belegt.

### Whappernocker
Unter dem Volksnamen Whappernocker wird erstmals im 18. Jahrhundert ein womöglich gar nicht existentes Tier genannt, mit einem schönen Fell aus den nördlichen amerikanischen Freistaaten, für Connecticut wird es gesondert erwähnt. Gottfried Christian Bohns Waarenlager von 1806 bemerkt, dass es ein vortreffliches Pelzwerk abgibt, das Tier aber zu der Zeit noch gar nicht gehörig beschrieben sei. Das Fell hat eine schöne, glänzende rötlichbraune Farbe und dichtes weiches Haar. Bei Samuel Peters ist er etwas größer, bei Brockhaus nicht ganz so groß wie ein Wiesel. Man macht daraus Muffen für Frauenzimmer, die 30 bis 40 Guineen gelten, und also einen stolzen kostbaren Pelz ausmachen.
Georgie D. Runyan schrieb im Jahr 1892 über den Whappernocker in ironischer, zweifelnder Weise, dass es durchaus fraglich sein könnte, dass der Beweis für seine Existenz je angetreten wurde. Womöglich handelte es sich hier, trotz der Beschreibungen in den Nachschlagewerken, nur um ein Fantasiegeschöpf ähnlich dem Wolpertinger.

## Anmerkung
1. 1 2 3 4 5 6 7  
Die angegebenen vergleichenden Werte (Koeffizienten) sind das Ergebnis vergleichender Prüfung durch Kürschner und Rauchwarenhändler in Bezug auf den Grad der offenbaren Abnutzung. Die Zahlen sind nicht eindeutig; zu den subjektiven Beobachtungen der Haltbarkeit in der Praxis kommen in jedem Einzelfall Beeinflussungen durch Gerbung und Veredlung sowie zahlreiche weitere Faktoren hinzu. Eine genauere Angabe könnte nur auf wissenschaftlicher Grundlage ermittelt werden. Die Einteilung erfolgte in Stufen von jeweils 10 %, nur die schwächsten Arten bekamen die Wertklasse von 5 % bis 10 %. Die nach praktischer Erfahrung haltbarsten Fellarten wurden auf 100 % gesetzt.